# Jaén
Jaén es una ciudad y municipio español, capital de la provincia homónima, en la comunidad autónoma de Andalucía. Ostenta el título de «Muy Noble y Muy Leal Ciudad de Jaén, Guarda y Defendimiento de los Reinos de Castilla» y es conocida como la «capital del Santo Reino». Cuenta con una población de 112 074 habitantes (INE 2024). La ciudad se enmarca dentro del área metropolitana de Jaén de la que es cabecera, y absorbe una sexta parte de la población total de la provincia de Jaén. Su superficie es de 424,30 km². También es sede del partido judicial número 1 de la provincia y de la diócesis homónima.
Se alza al pie del cerro de Santa Catalina, con calles empinadas y de pronunciadas pendientes que definen su urbanismo, ensanchándose hacia las zonas más llanas y amplias de los nuevos barrios y bulevares. En sus alrededores abundan fértiles tierras de cultivo, y extensos olivares que cubren gran parte de su término. Hacia el sur y el sureste se encuentran las sierras de Jaén y Jabalcuz, y al norte se abre el llano del río Guadalbullón, que pasa a muy corta distancia de la ciudad.
Debido a su situación, Jaén ha tenido una gran importancia estratégica, habiéndose encontrado en su núcleo urbano varios de los asentamientos humanos más antiguos de Europa. Del mismo modo, tuvo gran importancia en la historia de al-Ándalus y el Reino de Castilla.
La actividad económica más importante de la provincia de Jaén es la producción de aceite de oliva, siendo la mayor productora mundial, lo cual queda patente bajo el lema que recibe la ciudad, como «Capital mundial del aceite de oliva». En este sentido, la ciudad alberga desde el año 1983 y de forma bienal Expoliva, una feria internacional de referente mundial dedicada al sector del aceite de oliva e industrias afines, celebrada actualmente en la Institución Ferial de Jaén. No obstante, la economía también está basada en el sector servicios, la administración, la industria agrícola y alimentaria, la construcción, y un incipiente turismo cultural.
Entre su patrimonio histórico-artístico cabe destacar la catedral de la Asunción de la Virgen, el castillo con sus tres alcázares, los Baños Árabes, el Museo Internacional de Arte Íbero y el emblemático Monumento a las Batallas, situado en la céntrica plaza de las Batallas, que conmemora la batalla de Las Navas de Tolosa y la batalla de Bailén, ambas acaecidas en la provincia de Jaén.
Una de las fiestas populares más representativas de Jaén son las Lumbres de San Antón, que se celebran la noche del 16 al 17 de enero. Durante esa noche se corre la Carrera Urbana Internacional Noche de San Antón. En octubre se celebra la feria de San Lucas. Su origen data del siglo XIV, siendo su día grande el 18 de octubre. Especial mención tiene la Semana Santa de Jaén, declarada Fiesta de Interés Turístico Nacional, teniendo gran expectación la procesión de «El Abuelo», durante la madrugada del Viernes Santo.
En la actualidad algunos proyectos a realizar en la ciudad son la finalización del sistema tranviario y cercanías del área metropolitana, la construcción de la conexión ferroviaria con trenes de AVE o la restauración del convento de Santo Domingo.

Jaén es una inmensa montaña leonada. El sol, mordiéndola, le ha dado un tono bistre sobre el cual las viejas murallas árabes destacan sus líneas caprichosas.
De París a Cádiz, 1848. Alexandre Dumas.

## Toponimia
La etimología de Jaén procedería, según una hipótesis, del nombre latino [villa] Gaiena, «la villa de Gaius» —el antropónimo latino va seguido del sufijo -en— que quedaría como Gaien, interpretado por los musulmanes como Ŷaīyān (en árabe: جَإِيَّان‎), que se usaba durante la época musulmana. Existe también la versión, por parte de algunas familias sefardíes del norte de África, de que tanto su apellido como su ciudad de donde provienen, refiriéndose a Jaén, tienen su origen en la palabra hebrea Dayan, que significa «juez» y derivaría en Yayyan o Djayyan. Cabe mencionar que el nombre con que se conocía la ciudad, capital de la cora de Yayyan en la época del emirato, era حاضرة, «Ḥāḍira», que en árabe significa capital.
Lo que se conoce como Jaén, en época de Tito Livio era llamada Oringis o Auringis, la misma localidad que anteriormente Polibio llamó Alingis o Elinga. Un decreto de Vespasiano, en el siglo I, llevó a la declaración de la ciudad como Municipio Flavio Aurgitano, lo que ha motivado el gentilicio arcaico de «aurgitano, -a».
En el concilio de Ilíberis, ya en el siglo IV, se la menciona como Advinge.
Existen fuentes de información como los documentos romances y latinos del Códice Gótico de la catedral de Jaén o el archivo histórico municipal, que mencionan a la ciudad con el nombre de Jahén desde 1403 hasta 1563, año en que pasó a llamarse Jaén.
Respecto al gentilicio «giennense» o «jiennense», es más generalizado para los habitantes de toda la provincia de Jaén, además de los nacidos en la propia capital; quedando como una variante coloquial «jaenés, -esa», «jaenero, -a», para los naturales de la ciudad de Jaén, aunque prevalece el primero. Por otro lado, los productos elaborados en Jaén se denominan «jahencianos».

### Ciudades homónimas
- Jaén de Bracamoros, Perú. Ciudad fundada en 1549 por un jiennense, el capitán Diego Palomino.[23]

- Jaén, Filipinas. En 1865 se convirtió en ciudad, cambiando su nombre Ibayong Ilog por Jaén gracias al jiennense fray Gregorio Martínez.[24][25]

- Jaén, Soná, Veraguas, Panamá.
- Jaén, Talpa de Allende, Jalisco, México.

## Geografía
El término municipal de Jaén ocupa 426 km², estando representado en las hojas 925, 926, 947 y 969 del Mapa Topográfico Nacional. La ciudad está situada entre la depresión Bética y la cordillera Subbética, al pie del monte de Jabalcuz y cerca del río Guadalbullón, salida serrana por la que transcurre desde la antigüedad la ruta que une Granada con el río Guadalquivir y la meseta.
| Noroeste: : Cazalilla                 | Norte: Mengíbar y Villatorres | Nordeste: Begíjar                                |
| Oeste: Fuerte del Rey y Torredelcampo |                               | Este: Mancha Real, La Guardia de Jaén, Pegalajar |
| Suroeste: Los Villares                | Sur: Valdepeñas de Jaén       | Sureste: Campillo de Arenas                      |

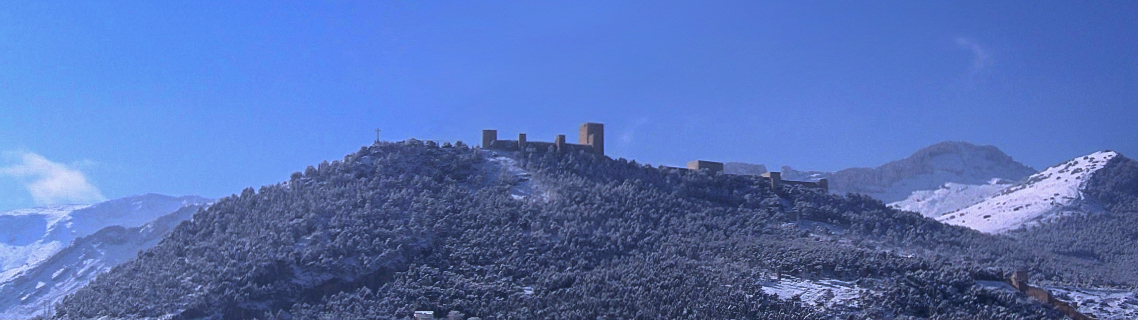
El cerro de Santa Catalina nevado. A su derecha, en primer plano, el Neveral. Detrás, La Mella. A la izquierda, Jabalcuz
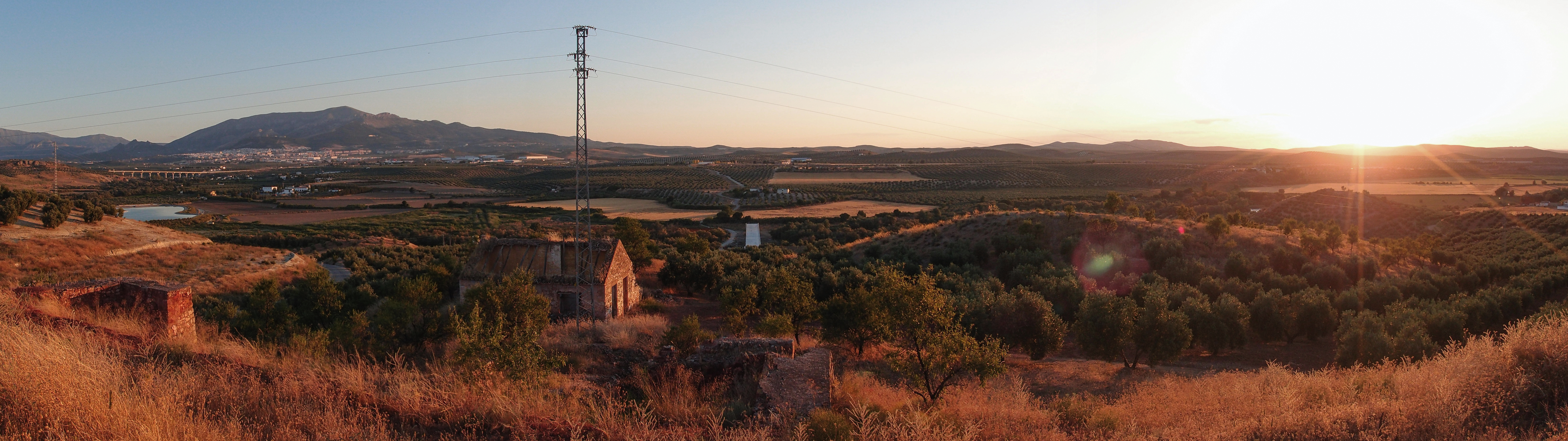
Vega del río Guadalbullón. La ciudad de Jaén se sitúa a la izquierda

### Orografía

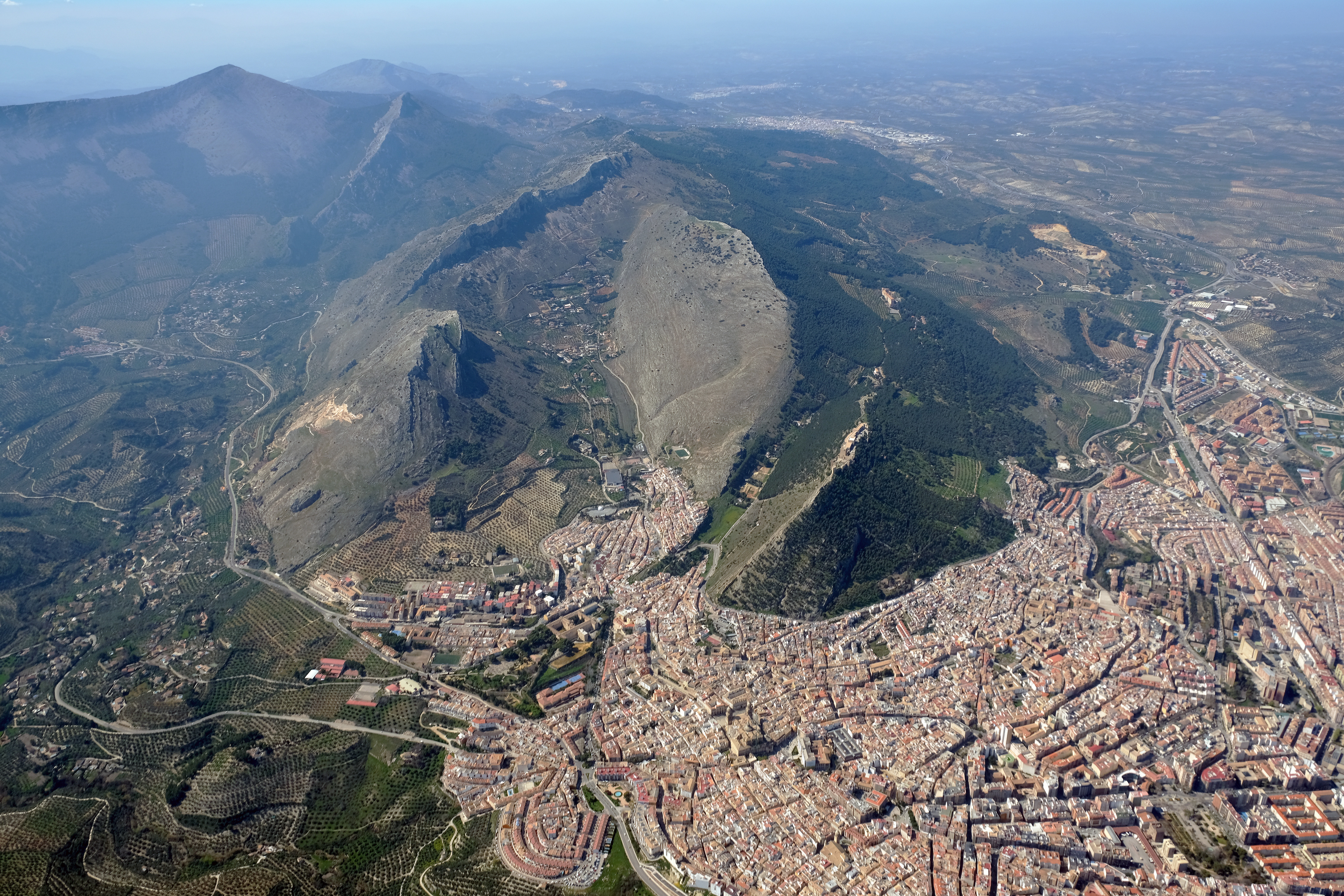
Vista aérea de Jaén y su entorno

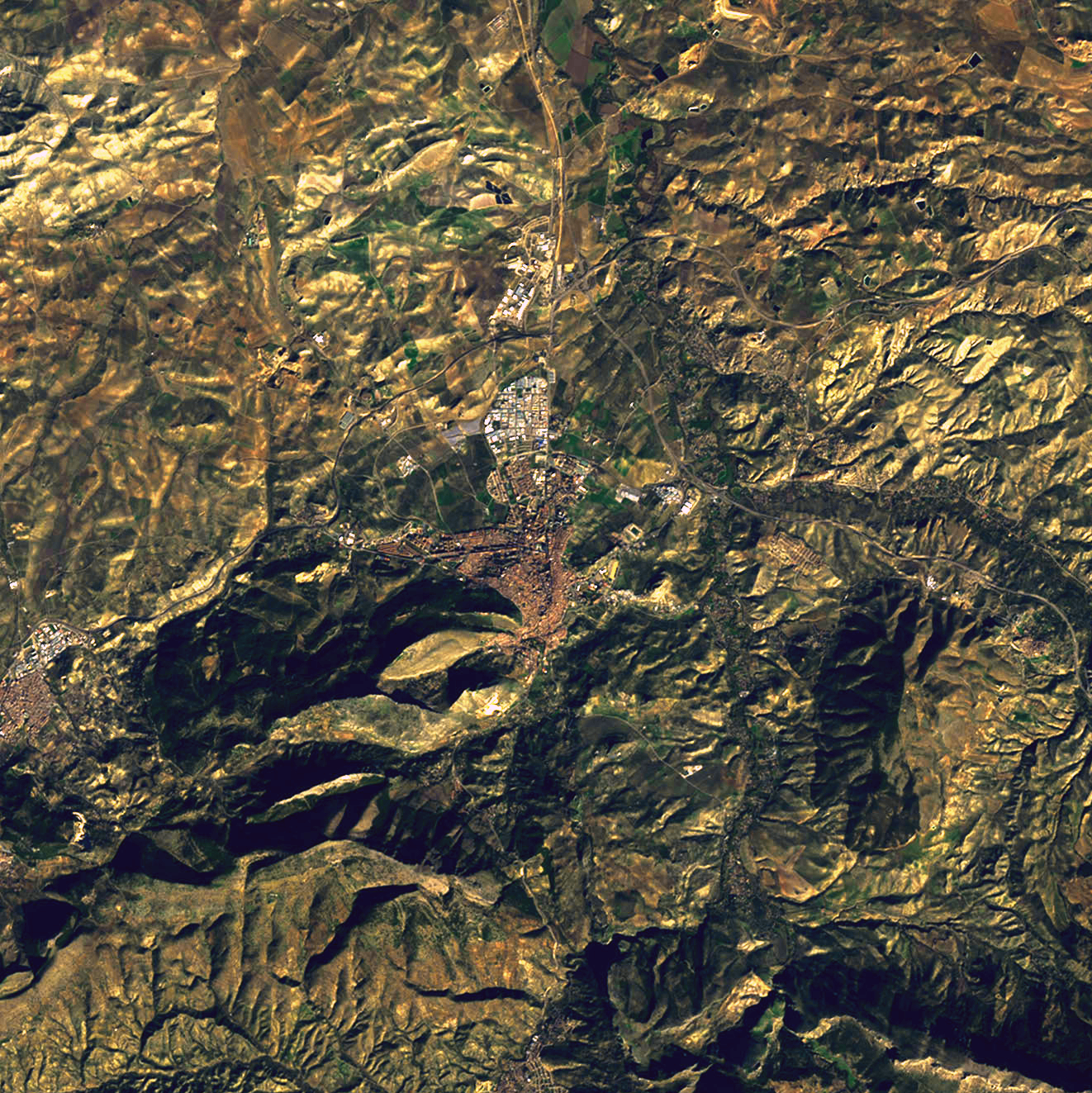
Vista satelital de Jaén y su entorno

La ciudad de Jaén se encuentra ubicada en las laderas del cerro de Santa Catalina, en cuya cima se encuentra el castillo del mismo nombre. Su situación hace que tenga una diferencia de altitud considerable entre los distintos barrios; así, el barrio de Las Lagunillas se sitúa a 420 m s. n. m., el centro de la ciudad está situado a 570 m s. n. m. y el castillo de Santa Catalina a 815 m s. n. m. Estas diferencias se acentúan aún más en el caso del término municipal debido a su gran extensión; de esta forma, la altitud en su término varía entre los 271 m s. n. m. aproximadamente, en el último tramo en el municipio del río Guadalbullón (en el barrio periférico de Las Infantas, situado al norte del núcleo urbano), y los 1834 m s. n. m. aproximadamente, en la cara norte del monte de La Pandera (situada en la sierra homónima, al sur de la ciudad), cuya cima tiene 1872 m de altitud si bien no pertenece al término municipal.
La geodesia de Jaén viene representada en la siguiente tabla, en la que se recogen los diferentes vértices que delimitan el extenso término municipal, indicando la altitud de los mismos:
| Punto geodésico  | Altitud  | Número | Hoja MTN |
| ---------------- | -------- | ------ | -------- |
| Cuevas           | 521,604  | 92 641 | 926      |
| Grajales         | 1658,276 | 94 740 | 947      |
| Jabalcuz         | 1617,891 | 94 704 | 947      |
| Madrigueras      | 464,676  | 92 633 | 926      |
| Peñaflor         | 634,034  | 92 661 | 926      |
| San Cristóbal    | 1003,375 | 94 744 | 947      |
| San Juan de Dios | 439,757  | 94 739 | 947      |
| Torremocha       | 655,410  | 94 758 | 947      |

### Clima
De acuerdo con la clasificación climática de Köppen el clima de Jaén es mediterráneo (Csa), pudiéndose considerar mediterráneo continentalizado de acuerdo con otras fuentes, por tener una amplitud térmica notablemente mayor que en la costa mediterránea. Los inviernos son suaves, con escasas heladas (que ocurren varias pocas veces al año) y con temperaturas mínimas que pueden llegar a -0/-1 °C; y los veranos son calurosos, con temperaturas máximas que alcanzan los 40 °C. La oscilación térmica es moderadamente grande durante todo el año, superando a veces los 15 °C en un mismo día. Las lluvias son muy escasas en verano, concentrándose en el final del otoño, los meses invernales y el principio de la primavera.
Según la clasificación climática de Köppen, Jaén se encuadra en la variante Csa (clima mediterráneo de veranos cálidos), conocida como «el clima de los olivos»,[cita requerida] caracterizado como un clima subtropical clásico, con escasa lluvia en verano e inviernos húmedos y moderados. El suelo está cubierto de arbustos y de árboles de verdor permanente o de verdor en verano, y raras veces de bosques, pero frecuentemente con extensos matorrales; con ellos alternan las praderas abiertas, en las que abundan las labiadas de las más variadas especies.
| Parámetros climáticos promedio de observatorio de Jaén (580 m s. n. m.) (periodo de referencia: 1991-2020, extremas: 1983-presente) | Parámetros climáticos promedio de observatorio de Jaén (580 m s. n. m.) (periodo de referencia: 1991-2020, extremas: 1983-presente) | Parámetros climáticos promedio de observatorio de Jaén (580 m s. n. m.) (periodo de referencia: 1991-2020, extremas: 1983-presente) | Parámetros climáticos promedio de observatorio de Jaén (580 m s. n. m.) (periodo de referencia: 1991-2020, extremas: 1983-presente) | Parámetros climáticos promedio de observatorio de Jaén (580 m s. n. m.) (periodo de referencia: 1991-2020, extremas: 1983-presente) | Parámetros climáticos promedio de observatorio de Jaén (580 m s. n. m.) (periodo de referencia: 1991-2020, extremas: 1983-presente) | Parámetros climáticos promedio de observatorio de Jaén (580 m s. n. m.) (periodo de referencia: 1991-2020, extremas: 1983-presente) | Parámetros climáticos promedio de observatorio de Jaén (580 m s. n. m.) (periodo de referencia: 1991-2020, extremas: 1983-presente) | Parámetros climáticos promedio de observatorio de Jaén (580 m s. n. m.) (periodo de referencia: 1991-2020, extremas: 1983-presente) | Parámetros climáticos promedio de observatorio de Jaén (580 m s. n. m.) (periodo de referencia: 1991-2020, extremas: 1983-presente) | Parámetros climáticos promedio de observatorio de Jaén (580 m s. n. m.) (periodo de referencia: 1991-2020, extremas: 1983-presente) | Parámetros climáticos promedio de observatorio de Jaén (580 m s. n. m.) (periodo de referencia: 1991-2020, extremas: 1983-presente) | Parámetros climáticos promedio de observatorio de Jaén (580 m s. n. m.) (periodo de referencia: 1991-2020, extremas: 1983-presente) | Parámetros climáticos promedio de observatorio de Jaén (580 m s. n. m.) (periodo de referencia: 1991-2020, extremas: 1983-presente) |
| Mes | Ene. | Feb. | Mar. | Abr. | May. | Jun. | Jul. | Ago. | Sep. | Oct. | Nov. | Dic. | Anual |
| --- | --- | --- | --- | --- | --- | --- | --- | --- | --- | --- | --- | --- | --- |
| Temp. máx. abs. (°C) | 22.4 | 26.4 | 29.8 | 35.0 | 40.3 | 42.5 | 44.4 | 44.2 | 41.2 | 33.7 | 29.6 | 22.6 | 44.4 |
| Temp. máx. media (°C) | 12.2 | 13.8 | 17.2 | 19.5 | 24.3 | 29.9 | 33.9 | 33.4 | 27.7 | 22.3 | 15.8 | 13.1 | 22.0 |
| Temp. media (°C) | 8.7 | 10.0 | 12.8 | 14.9 | 19.1 | 24.1 | 27.6 | 27.4 | 22.7 | 18.1 | 12.3 | 9.7 | 17.3 |
| Temp. mín. media (°C) | 5.2 | 6.2 | 8.5 | 10.3 | 13.8 | 18.2 | 21.3 | 21.3 | 17.6 | 13.8 | 8.8 | 6.3 | 12.6 |
| Temp. mín. abs. (°C) | -7.8 | -3.6 | -2.6 | 1.6 | 1.4 | 10.0 | 13.2 | 13.0 | 9.4 | 4.2 | -0.7 | -4.0 | -7.8 |
| Precipitación total (mm) | 52.9 | 50.2 | 58.1 | 57.3 | 39.3 | 14.7 | 1.3 | 9.1 | 27.6 | 52.1 | 62.2 | 64.3 | 489.2 |
| Días de precipitaciones (≥ 1 mm) | 6.7 | 6.1 | 6.2 | 7.2 | 4.9 | 1.7 | 0.3 | 0.7 | 2.7 | 5.7 | 6.5 | 6.8 | 55.4 |
| Días de nevadas (≥ 0.01 mm) | 0.4 | 0.3 | 0.3 | 0.0 | 0.0 | 0.0 | 0.0 | 0.0 | 0.0 | 0.0 | 0.1 | 0.1 | 1.2 |
| Humedad relativa (%) | 70 | 64 | 58 | 57 | 51 | 43 | 38 | 41 | 51 | 61 | 69 | 70 | 56 |
| Fuente n.º 1: Agencia Estatal de Meteorología                                                                                       | | | | | | | | | | | | | |
| Fuente n.º 2: Agencia Estatal de Meteorología (extremos)                                                                            | | | | | | | | | | | | | |

La Agencia Estatal de Meteorología (AEMET) tiene registrados en la estación meteorológica de Jaén/Instituto los siguientes valores extremos: la precipitación máxima registrada, de 121,0 l/m² el día 3 de febrero de 1947. La temperatura mínima absoluta con -8,5 °C se produjo el día 11 de enero de 1891. La temperatura máxima absoluta fue de 46,0 °C el 8 de julio de 1939. Y la racha máxima de viento con una velocidad de 144 km/h y dirección 140° ocurrió el 30 de diciembre de 1981 a las 08:20 horas.

### Hidrografía

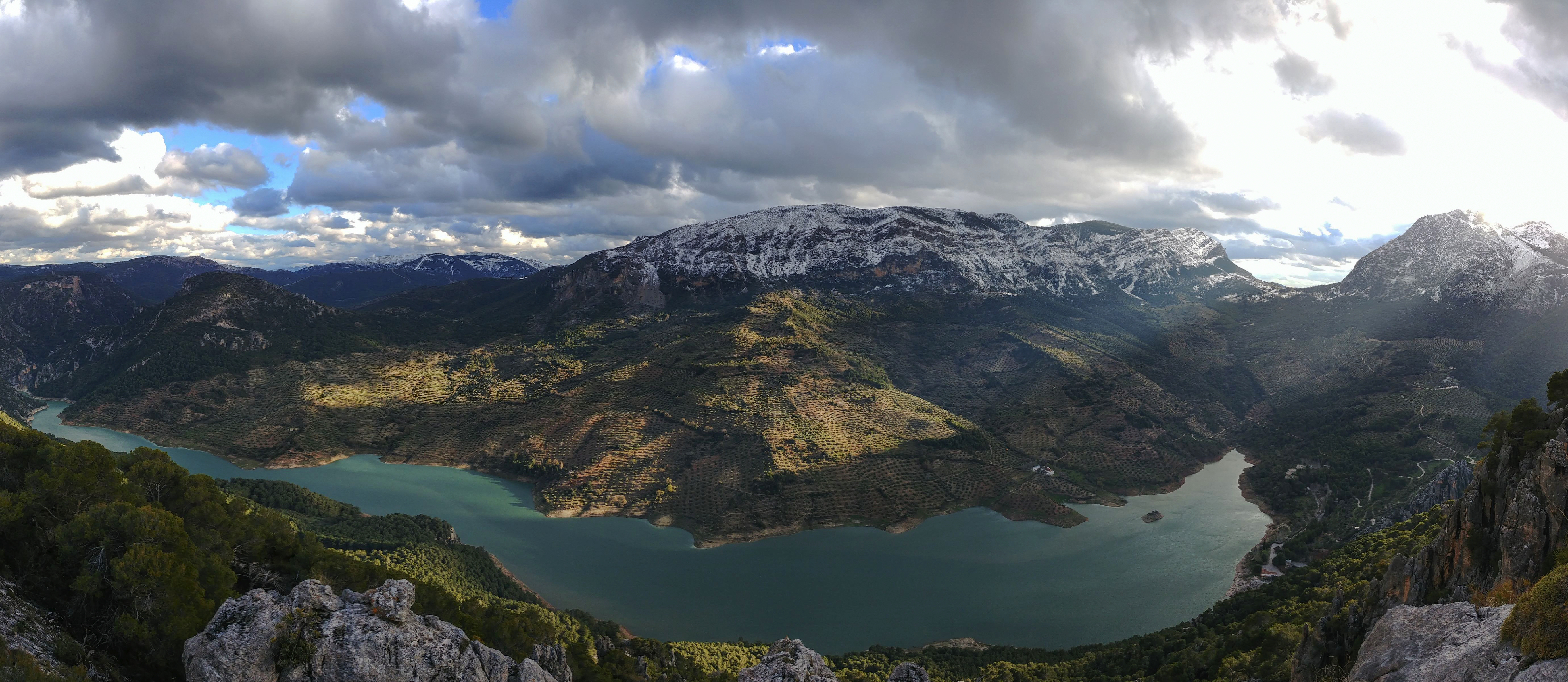
Embalse del Quiebrajano

La vega del río Guadalbullón es la más importante del término municipal de Jaén,[cita requerida] extendiéndose por la parte septentrional, siendo afluente del río Guadalquivir en el que desemboca después de regar los campos del entorno de la ciudad, en la presa de Mengíbar. En la zona sur, el principal río es el Quiebrajano, que nace en el cortijo de los Terceros, en el parque periurbano Monte La Sierra. Tras recorrer la sierra de Jaén de sur a norte, en el Puente de la Sierra une sus aguas a las del río Frío (procedente de Los Villares), pasando el nuevo cauce a denominarse río Jaén, y que desemboca en el Guadalbullón, en el Puente Nuevo. Además, diversos arroyos de caudal muy irregular, como el de la Magdalena o el Turbio, recogen el agua de lluvia y de diferentes fuentes circulando, en parte entubados bajo las calles, desde las zonas más elevadas de la ciudad, como el cerro de Santa Catalina, hacia las más bajas del entorno del paraje de las Lagunillas (colector de Jaén) donde se encaminan al río Guadalbullón, destacando el arroyo Reguchillo que desemboca en el río Jaén a la altura del Puente Jontoya y el arroyo Hondo que desemboca en el río Guadalbullón cerca del paraje conocido como Puente Tablas. También en el curso inicial del río Quiebrajano se encuentra el embalse homónimo, que abastece de agua a la ciudad de Jaén y a gran parte del suroeste de la provincia y algunas zonas de la de Córdoba. Todo este entramado hidráulico ha dado origen en el entorno de Jaén a un sistema de regadíos tradicionales a lo largo de los principales cauces, destacando las zonas del Puente de la Sierra, Puente Jontoya, Puente Nuevo, Puente Tablas, Grañena o las Infantas entre otras, que aunque con los nuevos tiempos están pasando a convertirse en zonas de segundas residencias, no pierden su relación con el agua. También es destacable el valor ecológico de este entramado,[cita requerida] que constituye un pasillo verde para muchas especies animales que lo utilizan para pasar de la sierra a la campiña y viceversa.

### Ecología
Flora

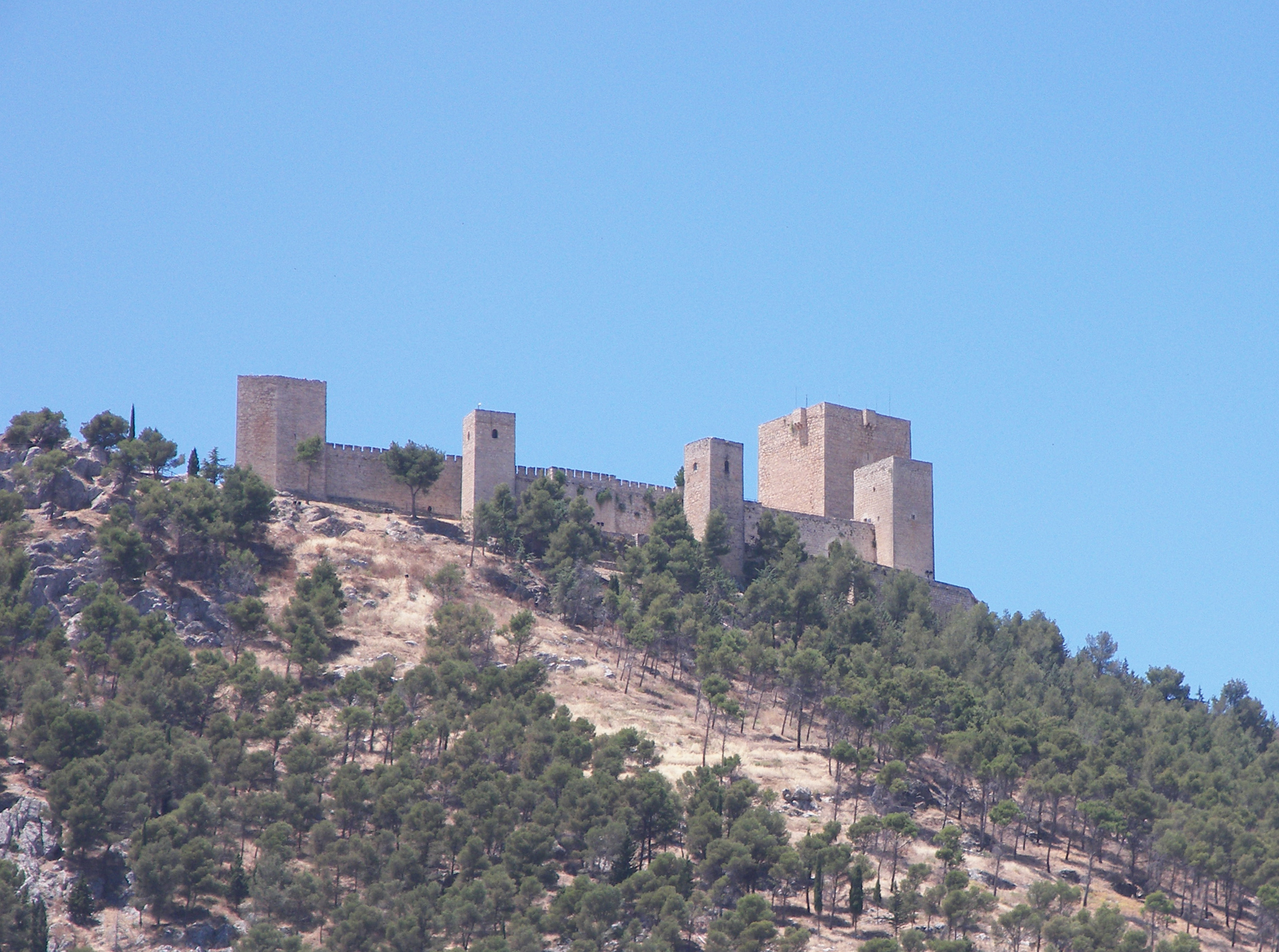
Paraje de Santa Catalina

Las principales zonas verdes son los extensos bosques de los parques periurbanos de Monte La Sierra y Santa Catalina. Ambos espacios naturales suman una superficie protegida de casi 3000 ha, lo que los convierte en dos zonas muy utilizadas por los jiennenses para el ocio y el esparcimiento. Además, cabe destacar las grandes extensiones de olivar y los bosques fluviales junto a los ríos que atraviesan el término municipal. Entre los parques destacan el de La Concordia, Bulevar, Seminario, La Alameda, Jardín Botánico y Fuentezuelas.
Algunas de las muchas especies vegetales que se pueden encontrar en Jaén, son: arrayán, boj, rosa, durillo, adelfa, aligustre, azahar de China, laurel, alcaparro, naranjo amargo, hiedra, palmera datilera, palmera canaria, palmera de abanico china, ciprés, magnolio, braquiquito, encinas, abetos, cedros, tuyas y pinos piñoneros, laricios o carrascos. Entre las caducifolias destacan los plátano de sombra, palisandro, álamo blanco, ciruelo japonés, mimosa plateada, olmo común, olmo de siberia, cinamomo, evónimo, endrinos, árboles de Júpiter, moreras de papel, árboles del amor y moreras. Entre estas especies destacan ejemplares de árboles singulares, recogidos en un catálogo municipal para su conservación.

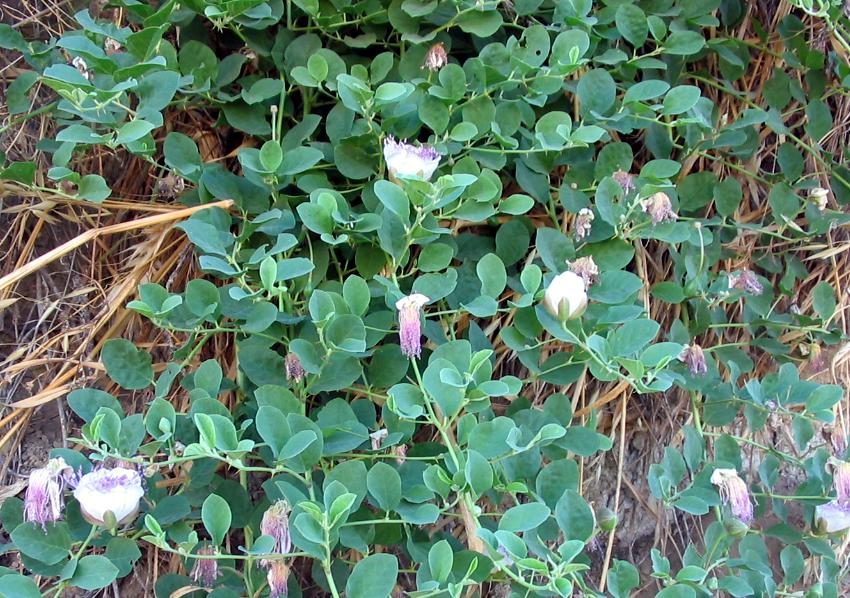
Alcaparro en Jaén
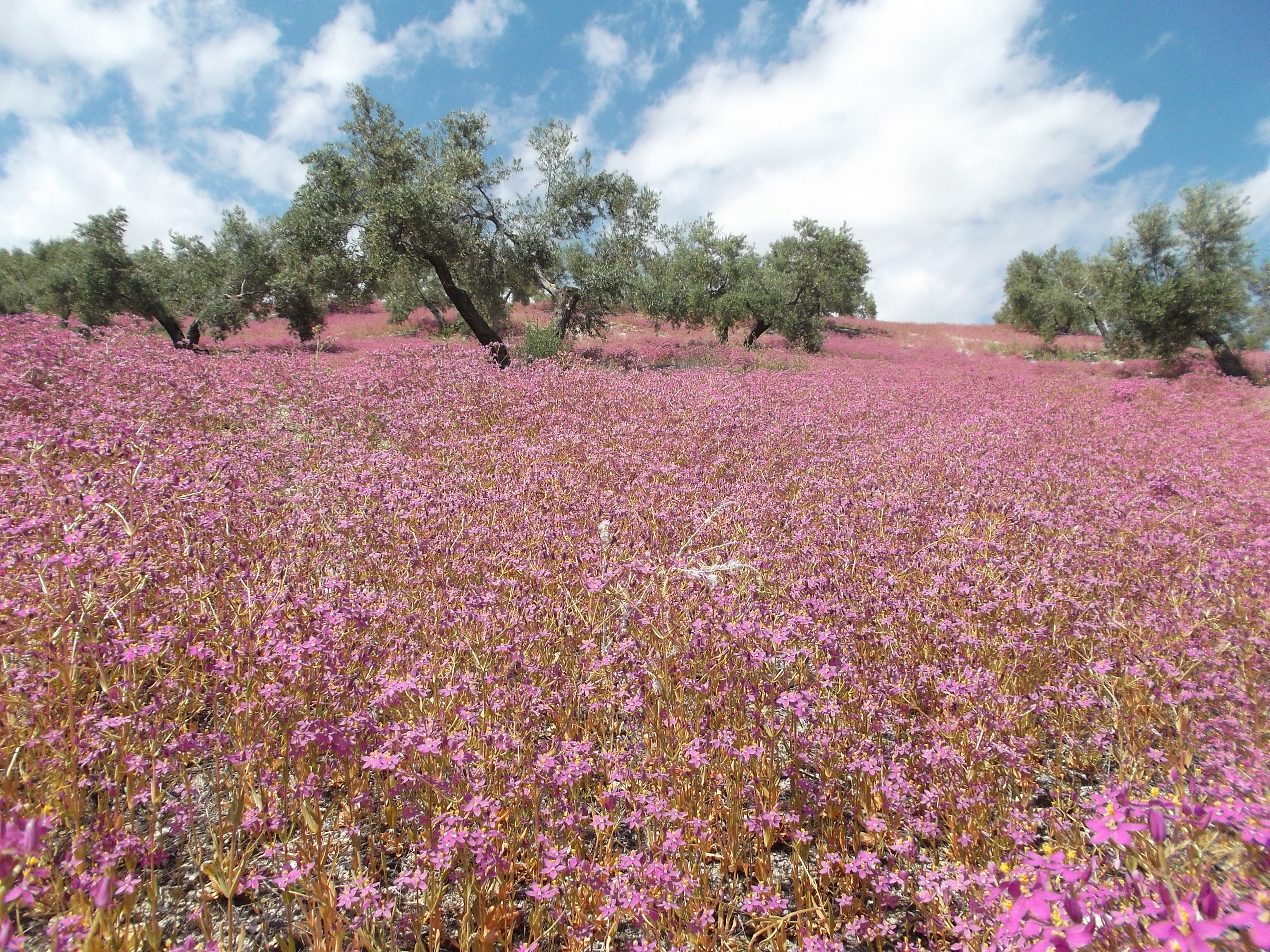
Lilas en un olivar de Jaén
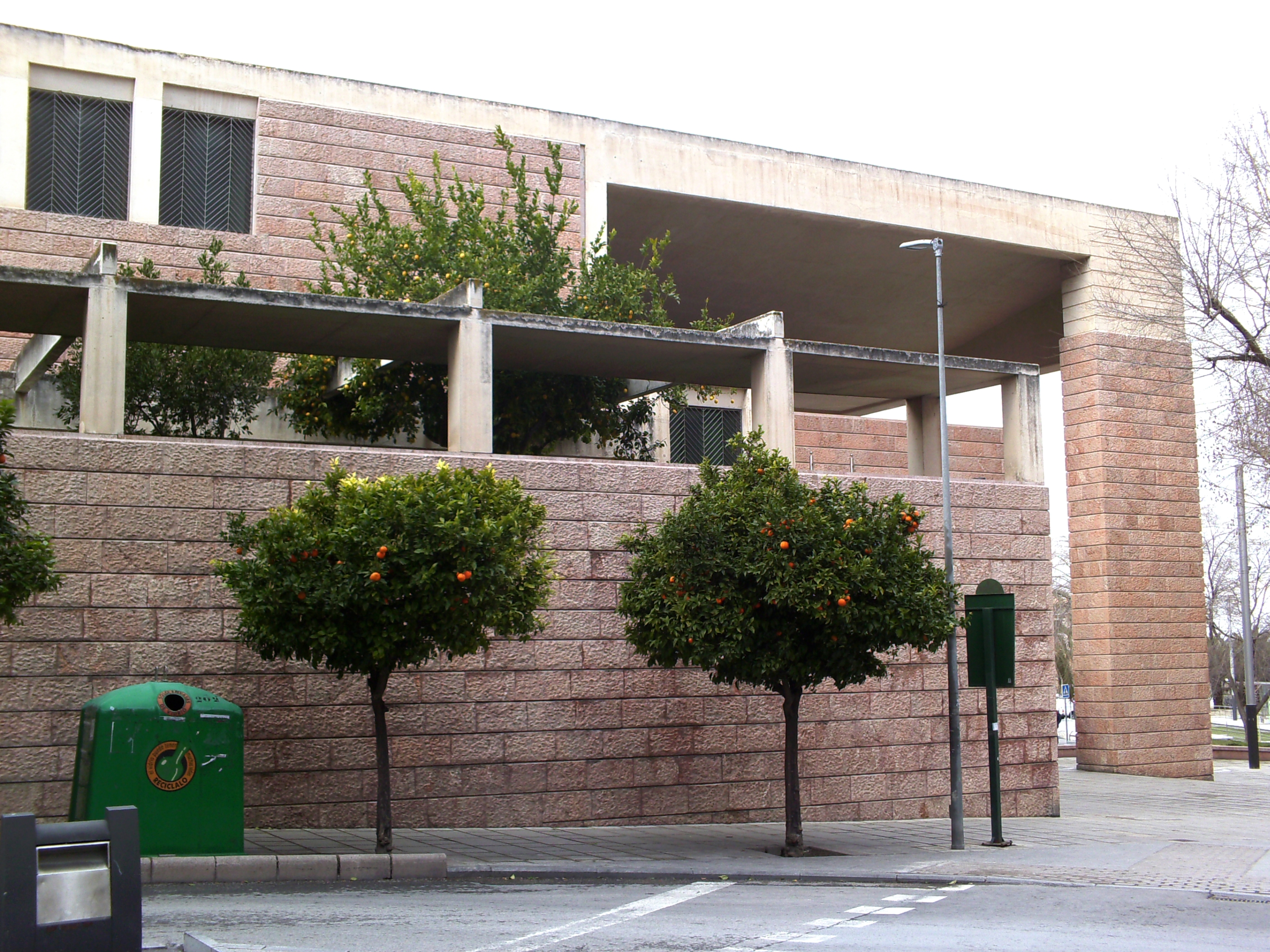
Naranjos amargos en el paseo de la Estación

Fauna
Por su parte, la fauna más significativa es la que habita en las zonas verdes de la ciudad, estando perfectamente adaptada la vida urbana. Además en el término municipal de Jaén hay un gran número de especies salvajes que se encuentran en los parques periurbanos y alrededores del casco urbano. Por ello la ciudad cuenta con un «Centro de Recuperación de Especies Amenazadas el Quiebrajano» (CREA), en el que se recuperan 223 ejemplares de animales amenazados.
Las aves propias del clima mediterráneo, son los principales inquilinos de jardines, almenas, torres y palacios que hay en Jaén, especies como el cernícalo primilla, el mirlo común, gorrión común, lechuza común, autillo, pardillo, avión común, golondrina y vencejo, que vuelan en todos sus espacios verdes. Otras especies son la grajilla, el estornino negro, la curruca capirotada, el chochín, el petirrojo, las palomas comarronas, que se han adueñado de muchos de los espacios edificados, principalmente edificios históricos, llegando a representar un problema para la conservación de estructuras arquitectónicas, ya que sus excrementos ácidos provocan importantes niveles de corrosión en la madera y la piedra. Los bosques de Jaén se han convertido en refugio de algunas especies de aves que normalmente vuelan por las sierras de la provincia, como águilas, buitres, gavilanes, azores, halcón peregrino, águila imperial o quebrantahuesos. En ocasiones, se pueden avistar aves migratorias que se dirigen hacia África o Europa, como la cigüeña blanca.
Asimismo es también refugio y hábitat de multitud de especies de mamíferos que encuentran un lugar donde vivir, ejemplo de ello son la ardilla roja, garduñas, liebre ibérica, gatos, erizos, ratones de campo, topillos, meloncillos, zorros, ciervos, cabra montés o linces ibéricos, que alguna vez se han detectado en el término, incluso a pocos kilómetros de la ciudad. En los últimos tiempos, en los cauces de los ríos es posible encontrar alguna que otra nutria.
Entre los reptiles destacan el lagarto ocelado, galápagos leprosos, salamanquesa común y la lagartija colilarga así como algunas culebras, en especial la de escalera. En cuanto a los anfibios, se encuentran diversas especies de ranas y sapos, así como el tritón pigmeo, presente en charcas y lagunas sin contaminar dentro del parque periurbano Santa Catalina. Entre los peces destaca la trucha que se puede encontrar en los ríos de Jaén, igualmente se pueden encontrar cangrejo de río europeo, muy mermados, y el invasor americano. Cabe destacar igualmente, el molusco gasterópodo Iberus gualtieranus gualtieranus, conocido comúnmente como «cachucha», especie cuya extinción se intenta evitar desde 2010 a través de un proyecto de recuperación en la capital.

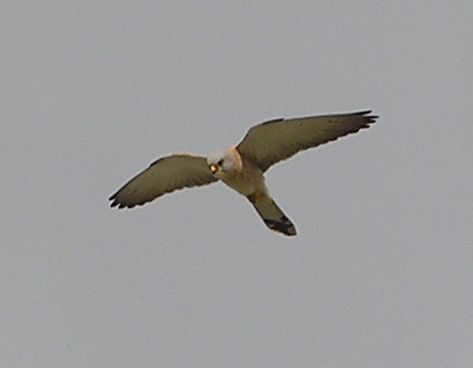
Cernícalo primilla
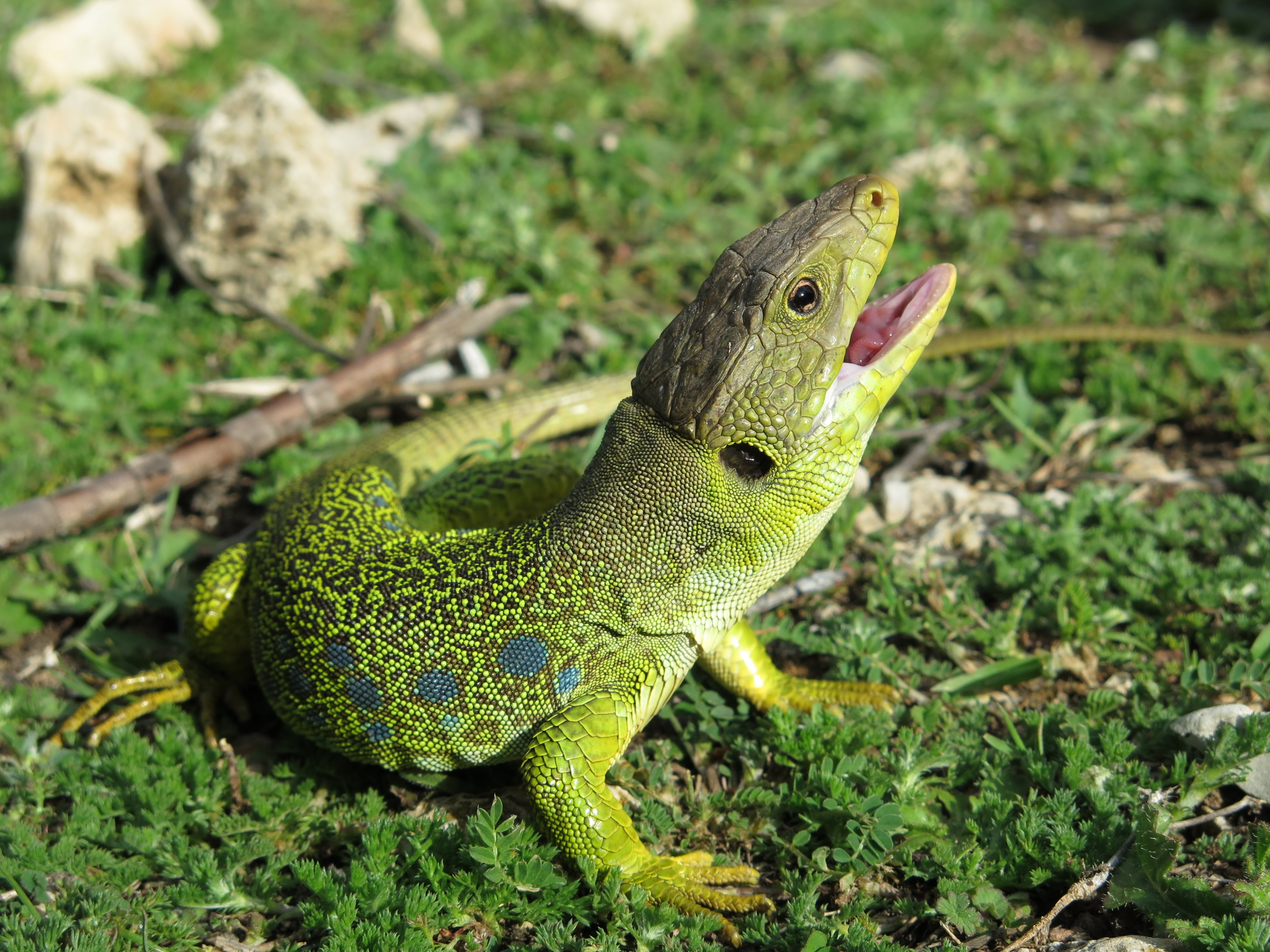
Lagarto ocelado en la Sierra Sur de Jaén
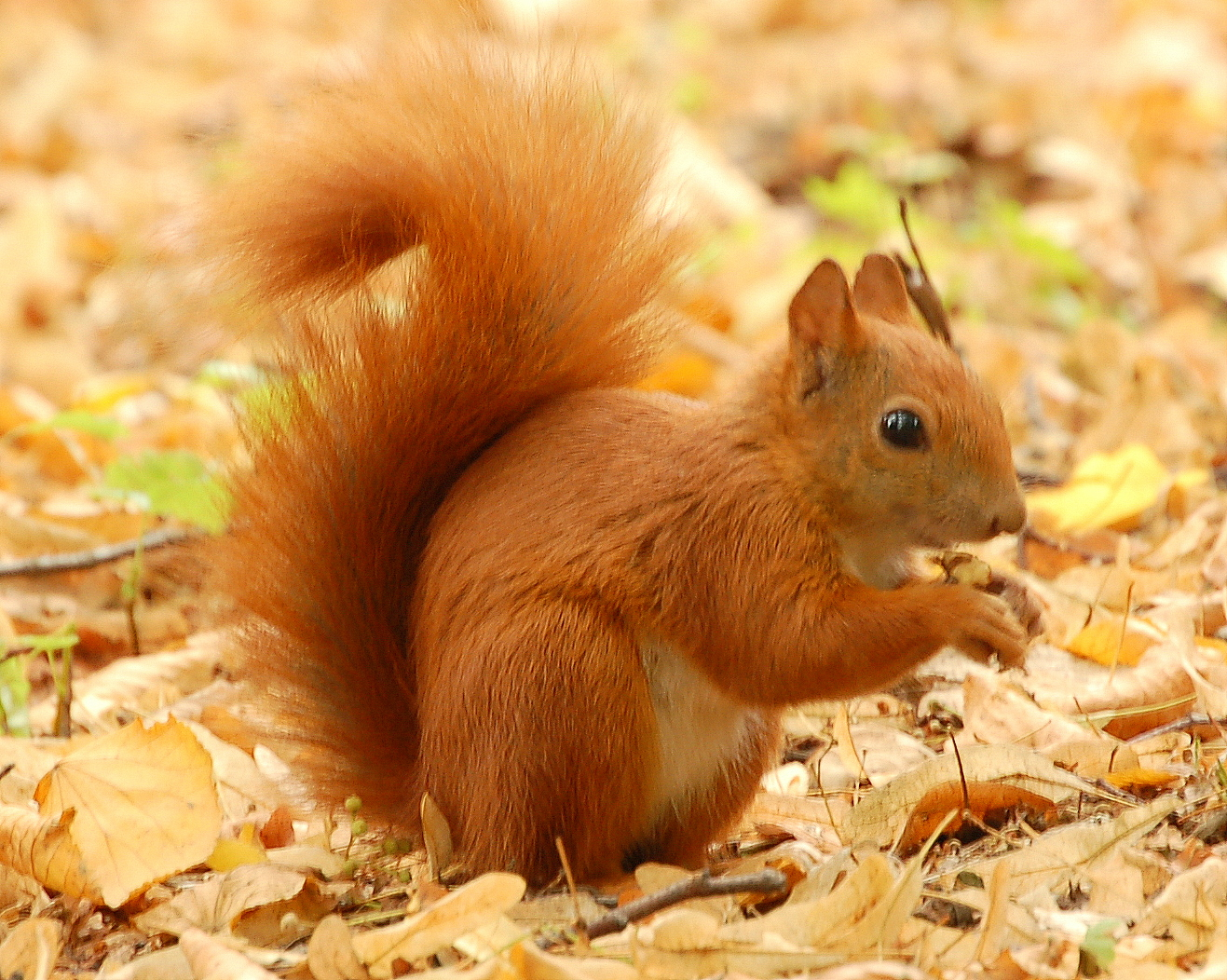
Ardilla roja
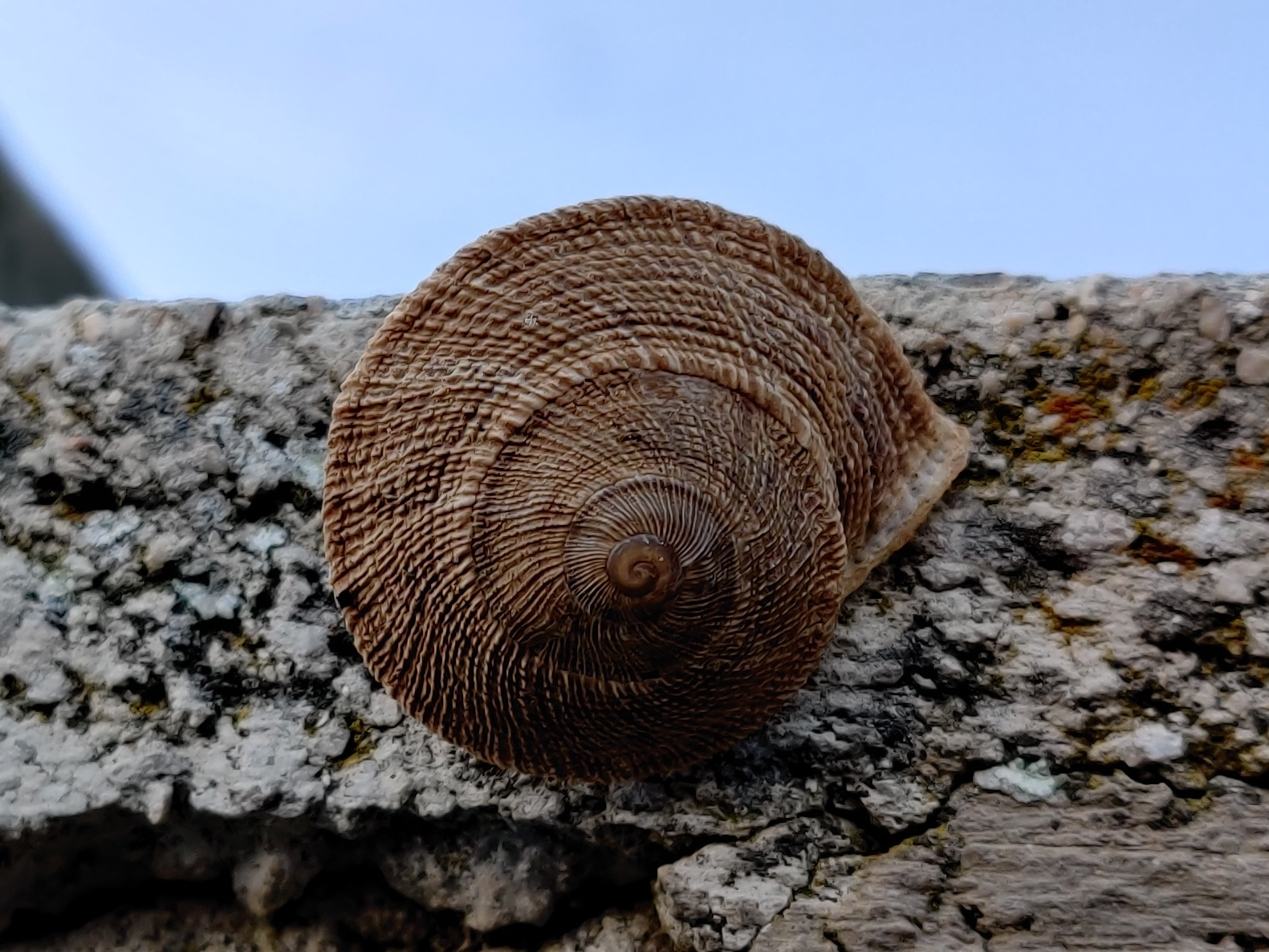
Caracol chapa en el monte Santa Catalina

## Historia

### Prehistoria y Edad Antigua

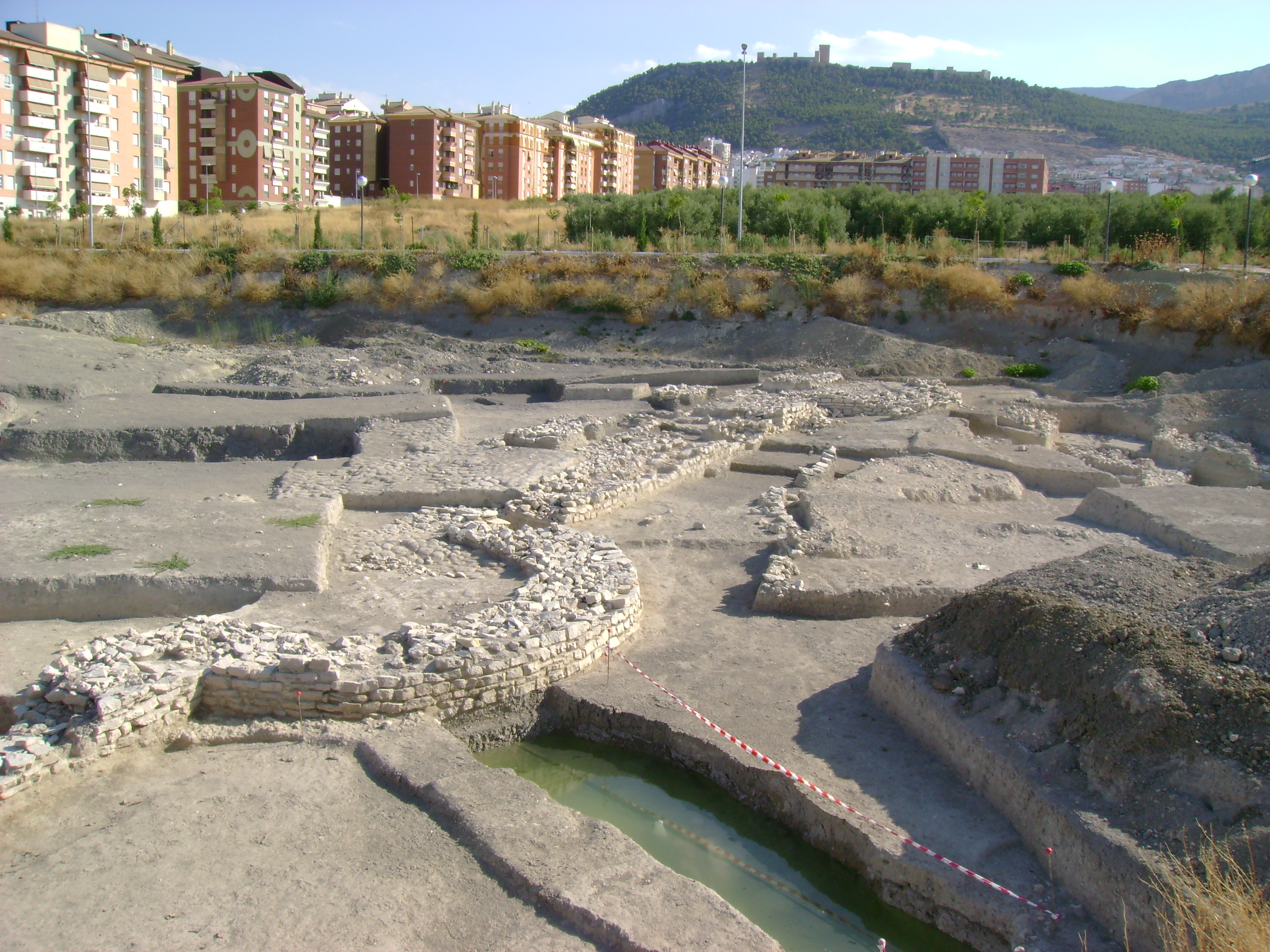
Muralla calcolítica

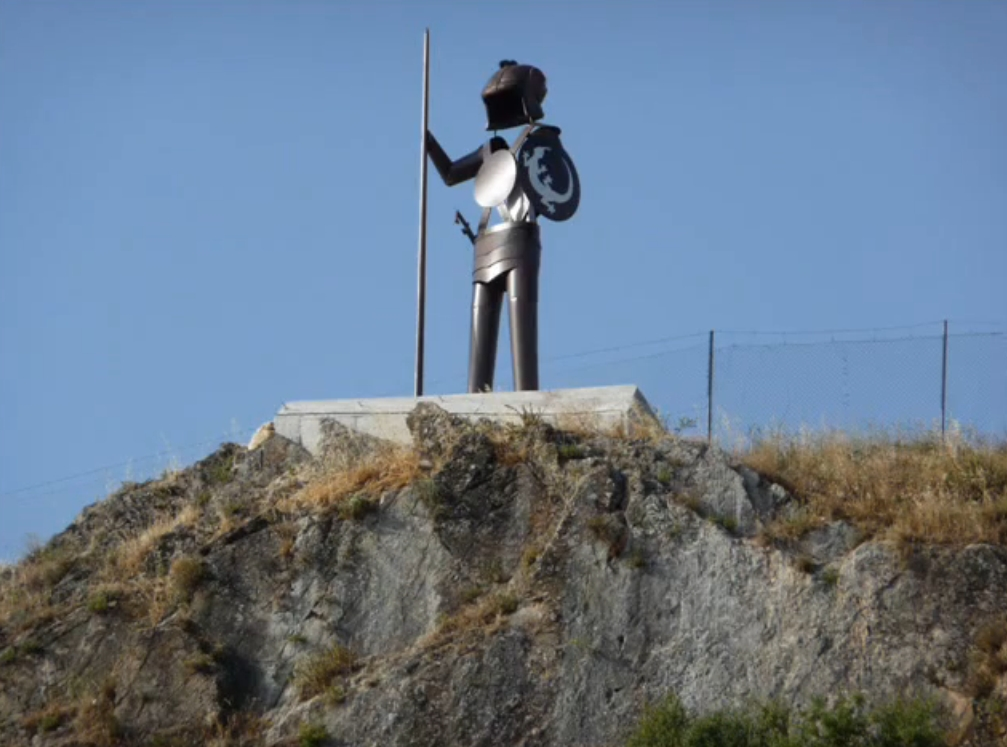
Escultura de un guerrero íbero por José Ríos

La presencia humana en la actual ciudad está constatada desde la etapa calcolítica, al final del Neolítico, cuando existían varias macroaldeas dispersas en la zona. Algunos de estos asentamientos están relacionados con la cultura argárica, abundando igualmente pinturas rupestres y restos de arquitectura megalítica en el entorno de la ciudad.
Durante la etapa protohistórica destaca la presencia del oppidum ibérico situado en el cerro de la plaza de Armas de Puente Tablas. Las excavaciones realizadas en este enclave han determinado la existencia de una muralla escalonado, con torres avanzadas de grandes sillares. Del mismo modo, en las laderas de Santa Catalina, en las proximidades del castillo de Santa Catalina, se disponían diversos poblamientos dispersos, ya que Jaén era el más importante santuario religioso de Oretania,[cita requerida] y lugar de peregrinación. Han sido abundantes los hallazgos de cerámica de borde quebrado y vuelto de finales del siglo V a. C. y principios del siglo IV a. C. El poblado no se romaniza y en él se encuentran restos, asimismo, de cultura tartésica y medieval.
En la etapa púnica se hizo patente la importancia de la ciudad como zona estratégica de paso, lo que provocó que griegos y fenicios mantuvieran contactos comerciales con la zona. A raíz de la conquista cartaginesa del valle del Guadalquivir, comenzada en el año 237 a. C. y que se prolongó hasta el 231 a. C., comenzó la explotación minera de Sierra Morena. Todo ello llevó a la entrada de estos en Jaén, convirtiéndose la ciudad en alcázar para Aníbal, lo que hizo una población grande, rica y fuerte, hasta el extremo de convertirse en terror para los romanos.
Alrededor del año 207 a. C. la ciudad es tomada por Escipión el Africano y arrebatada a los cartagineses. Desde el momento de su conquista los romanos la consideraron una «ciudad estipendiaria», es decir, bajo vigilancia militar y tributo debido a su apoyo a Cartago. Tito Livio la describiría como una ciudad opulenta, Estrabón, que dejó constancia de la extraordinaria fertilidad de la región, le dio los nombres de Auringi y Oringe, mientras que Polibio la conoció como Elinga, y el Concilio de Ilíberis como Advinge, finalmente, Plinio como Nijis u Oringis. La ciudad se ubicaba alrededor del raudal de la Magdalena, corazón de la ciudad antigua, no era grande y de ella no se conservan demasiados restos urbanos, aunque sí estelas y mosaicos, muchos de ellos en el Museo de Jaén, por ejemplo un gran mosaico romano hallado en una tumba de Marroquíes Altos que muestra culto a la diosa acuática Tetis rodeada de diversos animales marinos, destacando los dos que la escoltan, dos dragones con aletas de pez. También han aparecido restos de esta etapa en el yacimiento de Marroquíes Bajos. Desde el final de la República romana hasta el comienzo del Imperio romano, la ciudad fue romanizándose hasta que el emperador Vespasiano (69-79) o tal vez su hijo Tito (79-81) le concedieron el rango de municipio con derecho latino, conociéndose en adelante como Municipio Flavio Aurgitano o Aurgi.

...posee toda clase de frutos y muy abundantes; la exportación dobla estos bienes, porque los productos excedentes se venden con facilidad... Se exporta trigo y gran cantidad de vino y aceite; éste es, además, insuperable, no sólo en cuanto a su cantidad, sino también por su calidad. Se exporta, igualmente, cera, miel...
Estrabón

### Edad Media

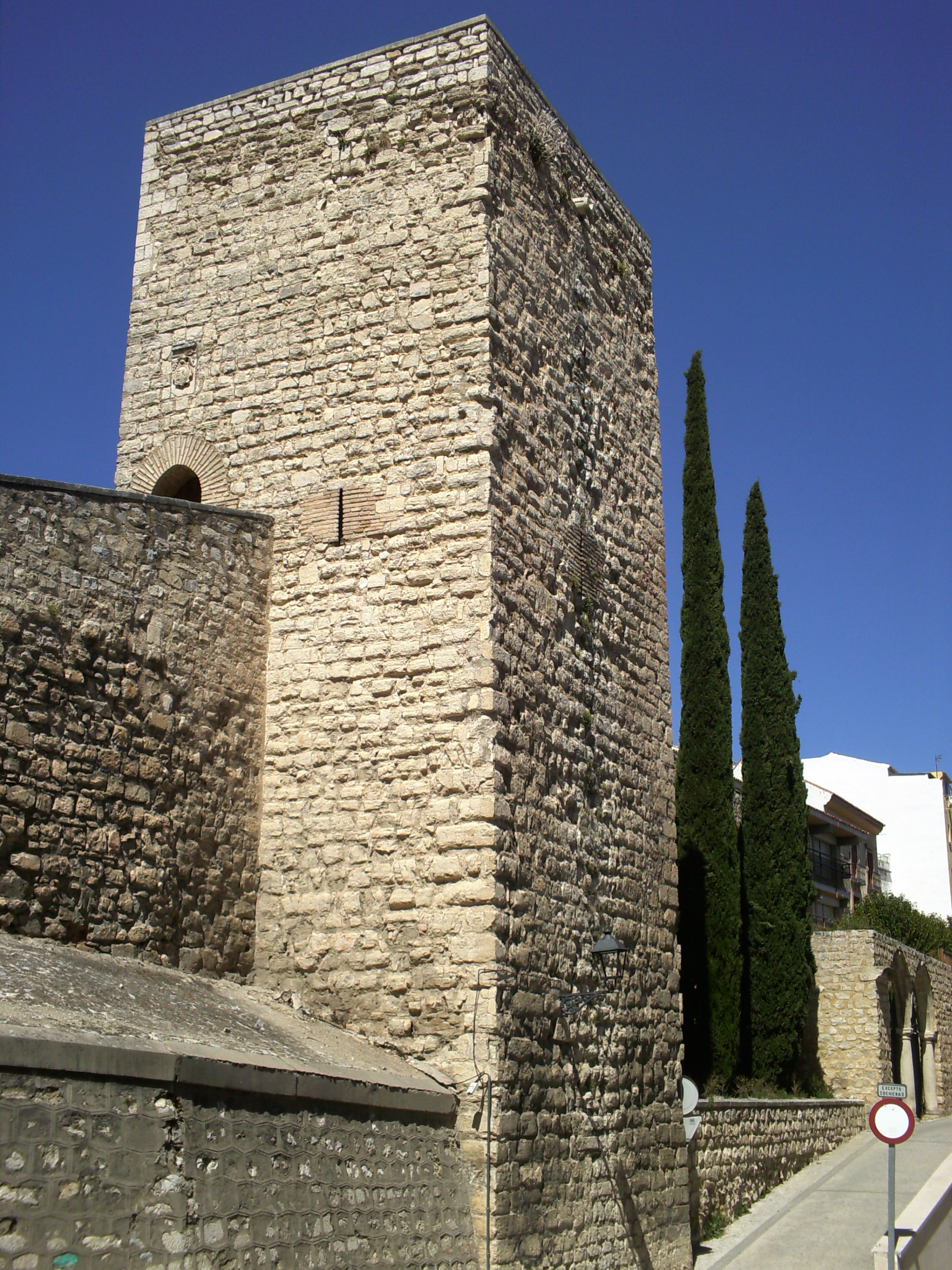
Torreón del Conde de Torralba y parte de la muralla medieval

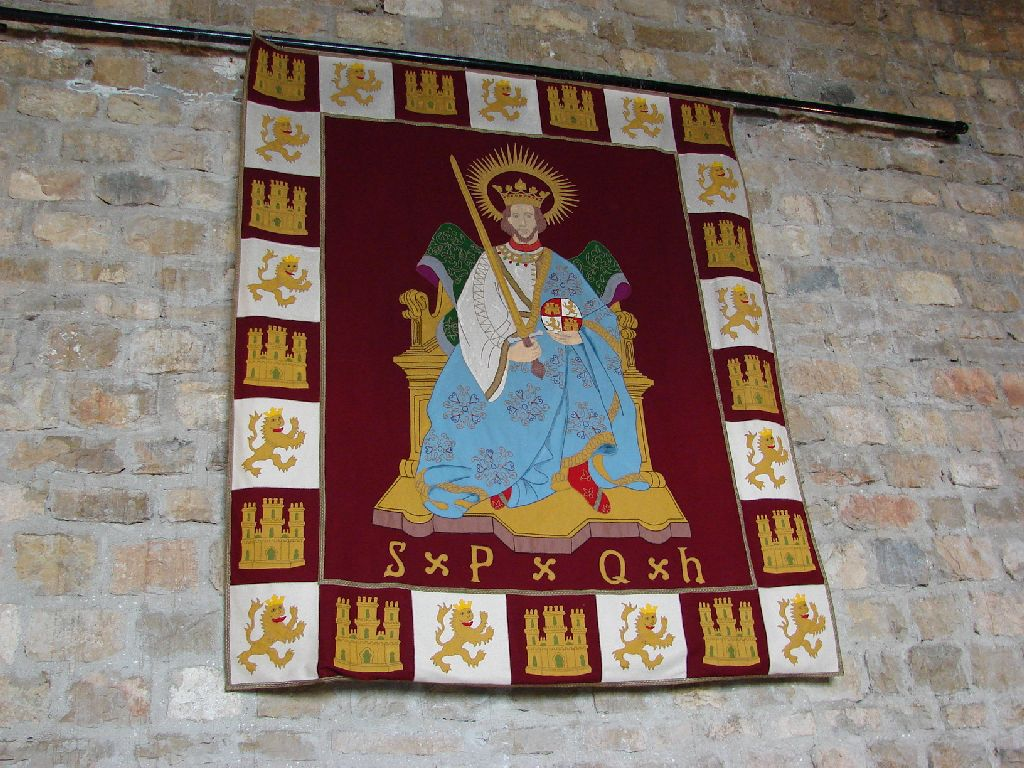
Imagen de Fernando III en el castillo de Santa Catalina

En el primer tercio del siglo VI se asentaron los visigodos, quedando la ciudad al margen de sus asentamientos, por lo que siguió siendo un territorio en el que predominaba la población hispanorromana, con algunas guarniciones militares como Mentesa, en las que se concentraba la población germánica. Durante todo este siglo, la presencia visigoda fue débil, siendo frecuentes las rebeliones de la aristocracia hispanorromana. La presencia visigoda supuso un momento de decadencia para la ciudad en favor de Mentesa, hasta donde llegaba el limes bizantino, lo que se traduce en una reducción del material arqueológico; existen pocos restos materiales de este período, destacando un tremís áureo perteneciente al reinado de Wamba que apareció en una excavación arqueológica llevada a cabo en la plaza de Cambil en 1992.
Tras la conquista de la península por los árabes la ciudad recobró su importancia, convirtiéndose en la capital de la taifa de Jaén. Se le concedió un walí y se levantaron mezquitas, fortificaciones y palacios. Durante los cinco siglos de dominio árabe Jayyān (en idioma árabe جيان) fue considerada como una gran ciudad. En el siglo X, la ciudad fue conquistada por Abderramán III, convirtiéndose en la capital de la cora de Yayyan. Los almorávides la incorporaron a su imperio en 1091 y los almohades la conquistaron en 1148. Durante la etapa musulmana, Jaén disponía de excelentes tierras regadas por abundantes aguas que fluían desde ríos y fuentes, lo que ayudó a que existieran bosques frondosos y gran cantidad de cultivos y cereal, así como una famosa industria de tapices y utensilios domésticos de madera que se exportaban por todo al-Ándalus y el Magreb.

La mezquita aljama de Jaén domina la villa y se sube a ella por escalones en sus cuatro frentes. Tiene cinco naves sostenidas por columnas de mármol y un gran patio rodeado de galerías y cubiertas.
Al-Himyari

En 1225 la ciudad de Jaén fue sitiada por las tropas de Fernando III el Santo, dando comienzo a una feroz defensa de la ciudad por parte de los musulmanes que llegó a aglutinar a 3000 caballeros cristianos, 50 000 peones musulmanes y otros 160 caballeros cristianos, al mando de Álvaro Pérez de Castro. Más tarde la ciudad volvió a ser sitiada en 1230 y, finalmente, en 1246 cuando la ciudad fue reconquistada por Fernando III el Santo, rey de Castilla y León, a través de un pacto de vasallaje con el sultán nazarí de Arjona, Muhammad I Al-Ahmar.
Debido a su recobrada importancia estratégica, la ciudad retomó el papel de cabeza del nuevo reino castellano, y hasta la conquista de Granada jugó un papel muy importante en la lucha contra los musulmanes del sur. De esta forma, que el rey Enrique II de Castilla le otorgó numerosos privilegios, como concejo y cabildo propios, que se vieron acrecentados con la llegada a la ciudad del privado del rey Enrique IV, el condestable Miguel Lucas de Iranzo, llegando a ser una de las 18 ciudades con representación en cortes y beneficiándose de sus privilegios reales. El cabildo catedralicio también gozó de enorme poder y en esta época se inició la reconstrucción de la catedral. Durante todo este periodo es de destacar la importancia de la población judía, sobre todo desde el siglo X, con el nacimiento en la ciudad del célebre cortesano judío Hasday ibn Shaprut, y siendo de gran importancia en los reinados de Fernando III el Santo y de Alfonso X, hasta llegar a las graves persecuciones contra los judíos de 1391, y a la creación del tercer tribunal de la inquisición española en el reino de Jaén en el año 1483.

### Edad Moderna y Contemporánea

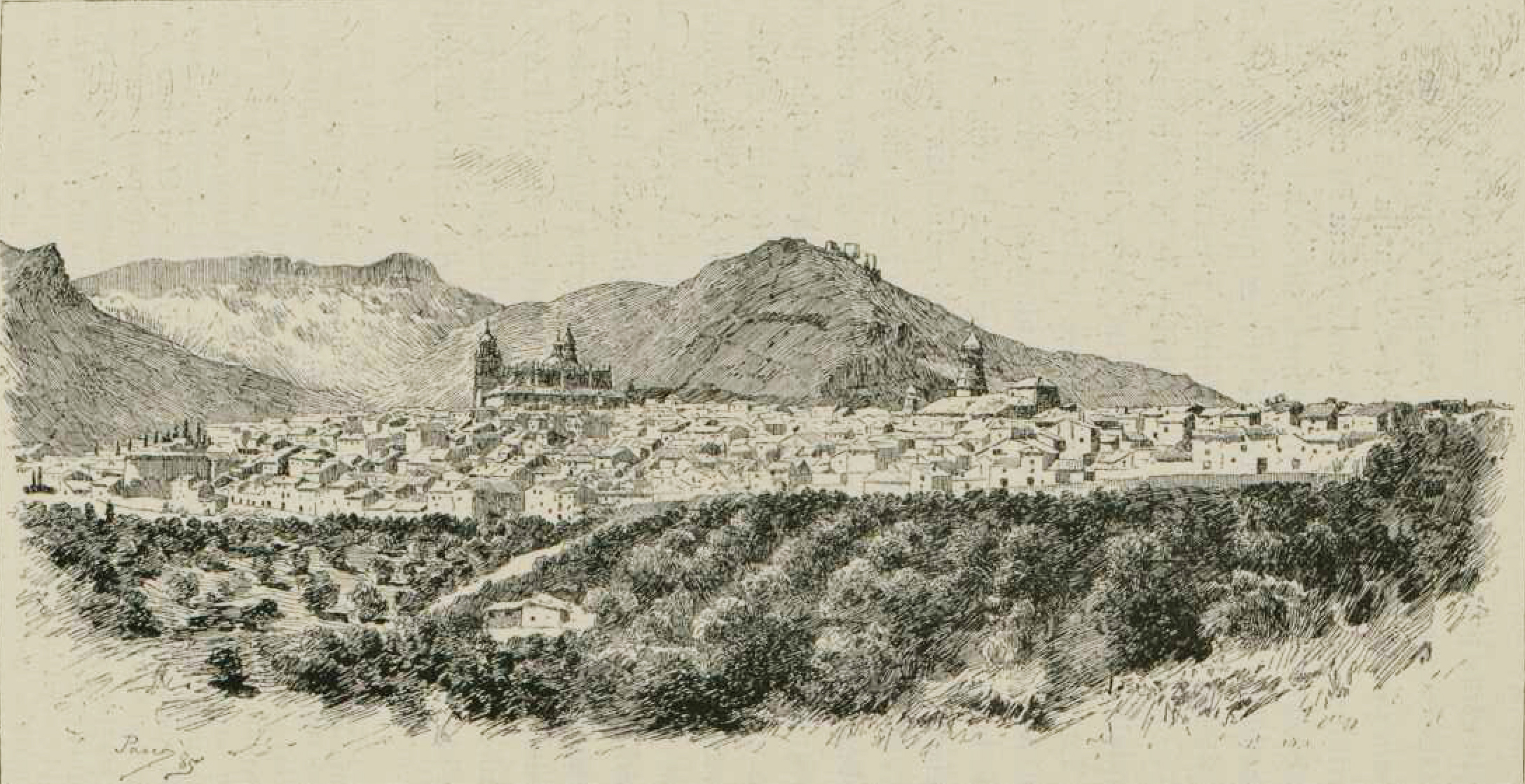
Vista de la ciudad en la segunda mitad del

Tras la conquista de Granada y el descubrimiento de América en 1492, la ciudad tuvo un papel importante en el plano cultural, social y militar de la conquista y asentamiento en la América hispana, debido a que la ciudad acogió la corte de los Reyes Católicos en varias ocasiones, así como la reunión en la que la reina Isabel I de Castilla accedió a sufragar los viajes de Cristóbal Colón, acaecida en agosto de 1489, en el antiguo palacio episcopal. Tras este periodo, cayó en un declive del que intentó recuperarse en el siglo XVII, aunque la crisis, aumentada por la política de los Austrias, provocó que la recuperación no llegase hasta el siglo XX. En el siglo XIX, con la guerra de Independencia la ciudad fue tomada y saqueada por los franceses, que construyeron una guarnición en el castillo. Durante el reinado de Fernando VII, en el Trienio Liberal, se convirtió en escenario de la batalla entre las tropas absolutistas y las liberales, dirigidas estas por Rafael Riego. Con todo esto la ciudad no fue nombrada capital de provincia hasta 1833, lo único que supuso un respiro en su proceso de decadencia. Por su parte, bajo el reinado de Isabel II, se mantuvo leal a la reina frente a los partidarios carlistas, proclamándose la ciudad cantón independiente en 1873 durante la Primera República.

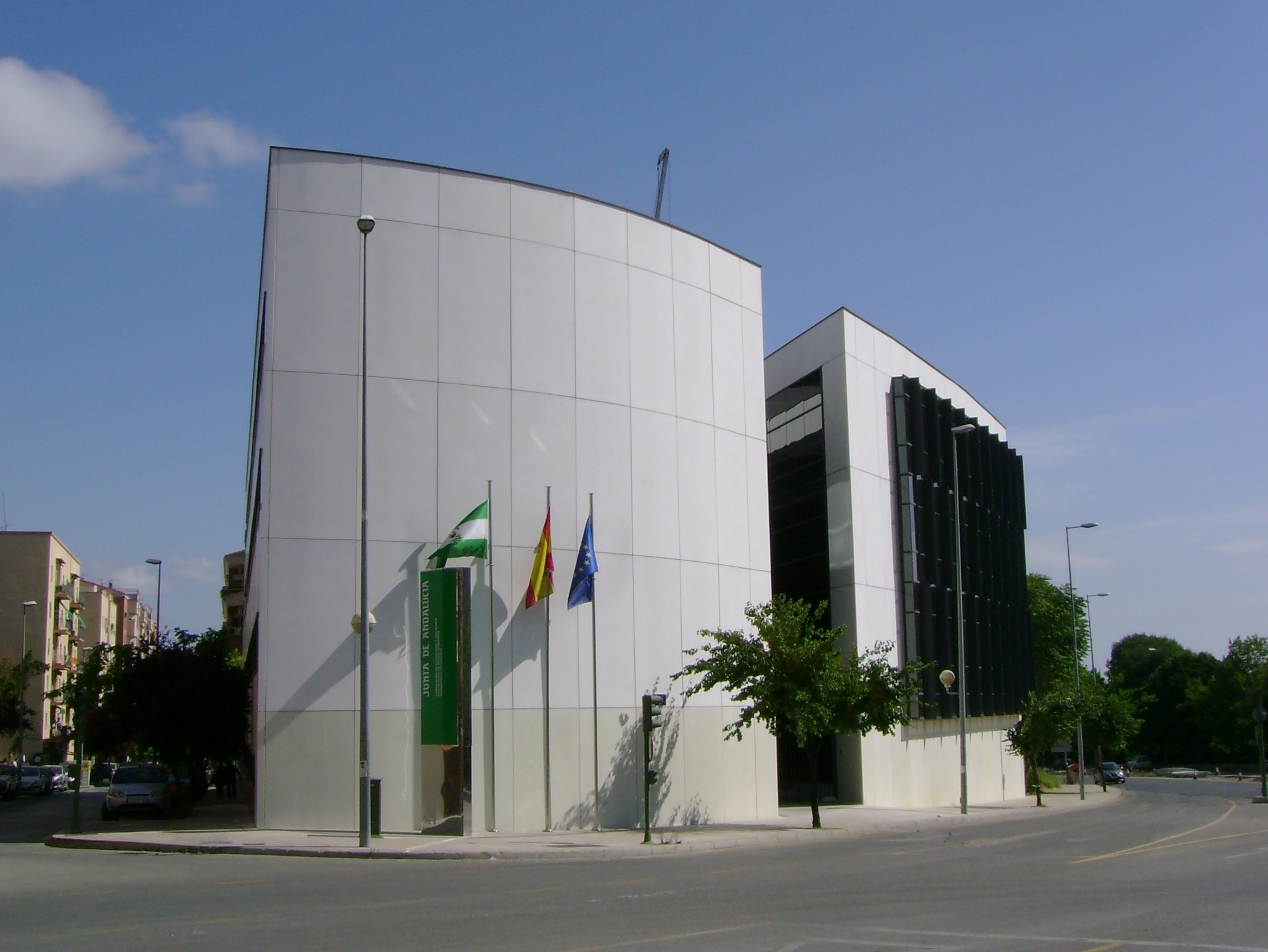
Sede de las delegaciones provinciales de la Consejería de Medio Ambiente y de Innovación y Ciencia

En el siglo XX destacan las obras emprendidas bajo la alcaldía de José del Prado y Palacio y Fermín Palma García, y las luchas agrarias que sucedieron hasta el fin de la guerra civil, fueron de especial importancia en la capital, sobre todo las protagonizadas por el movimiento socialista en la provincia que era de los más numerosos de la época, no así el anarquismo que tenía sus bastiones de afiliación en la comarca de La Loma y Cazorla. Durante la guerra civil la ciudad permaneció leal al gobierno de la II República hasta abril de 1939; en el transcurso de la guerra, tanto la cárcel de la ciudad, como de la catedral, sirvieron de prisión para cientos de detenidos de la capital y los pueblos de la provincia. Destacan los dramáticos acontecimientos de las salidas de los «trenes de la muerte», los días 11 y 12 de agosto de 1936, donde se trasladaron cientos de prisioneros derechistas, entre los que se encontraban parte de la clase política y el obispo Manuel Basulto Jiménez, que fueron ejecutados en las estaciones de Madrid y el bombardeo de la ciudad por parte de la Legión Cóndor del ejército nazi que fue enviada a Jaén por el general Gonzalo Queipo de Llano el día 1 de abril de 1937, en respuesta al bombardeo republicano sobre Córdoba. El balance de aquella acción contabilizó 159 fallecidos por acción directa de las bombas y 280 heridos, días más tarde, 128 presos derechistas fueron fusilados en el cementerio de Mancha Real por decisión de las autoridades municipales.
El poeta oriolano Miguel Hernández estuvo en Jaén entre los meses de marzo y junio de 1937, acompañado por su esposa, la quesadeña, Josefina Manresa, escribiendo para varios medios de comunicación republicanos. Miguel Hernández dijo que amaba aquella tierra andaluza, lugar donde nació su mujer; en Quesada está el más importantem museo hernandiano, y en Jaén la Fundación del poeta dinamiza una gran actividad de difusión e investigación hernandiana.
Durante el periodo bélico, tanto en la ciudad como en el resto de la provincia se sucedieron las colectivizaciones, que tuvieron especial importancia en la «Colectividad de Las Infantas», gestionada tanto por la UGT como por la CNT; asimismo se colectivizó por el sindicato anarquista el desaparecido cine Asuán. La toma de la ciudad a finales de marzo de 1939 supuso la detención de cientos de personas que fueron juzgadas, y muchas condenadas a muerte, acusadas de crímenes en la retaguardia republicana.
La Transición y la llegada de la democracia supusieron un nuevo impulso al desarrollo de la ciudad. Desde entonces la política de la ciudad ha variado entre los principales partidos tanto en el gobierno de la ciudad, como en los representantes de los ciudadanos en las distintas administraciones. Uno de los hechos históricos más destacados fue el atentado terrorista con bomba cometido por ETA en el castillo en julio de 1996. Desde unos meses antes se encontraba izado un lazo azul de más de 1000 m desde las torres del propio castillo.

## Demografía
Jaén cuenta con una población de 112 074 habitantes (INE 2024).
| Gráfica de evolución demográfica de Jaén entre 1842 y 2021                                                          |
| |
| Población de derecho según los censos de población del INE Población de hecho según los censos de población del INE |

### Área metropolitana

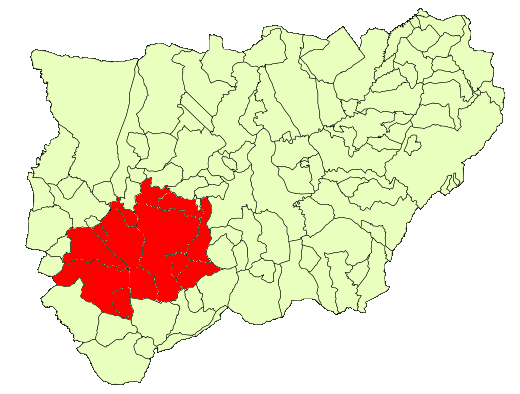
Área metropolitana de Jaén

La ciudad es capital del área metropolitana de Jaén, que está compuesta por 15 municipios de la provincia con una población estimada de 217 762 habitantes (según los datos del INE para 2018), ocupando una superficie de 1498,69 km². El área metropolitana abarca muchos de los municipios de la comarca metropolitana de Jaén y de otras comarcas. Además, debido a la extensión del término municipal, existen diferentes pedanías dependientes del Ayuntamiento de Jaén.

### Urbanismo

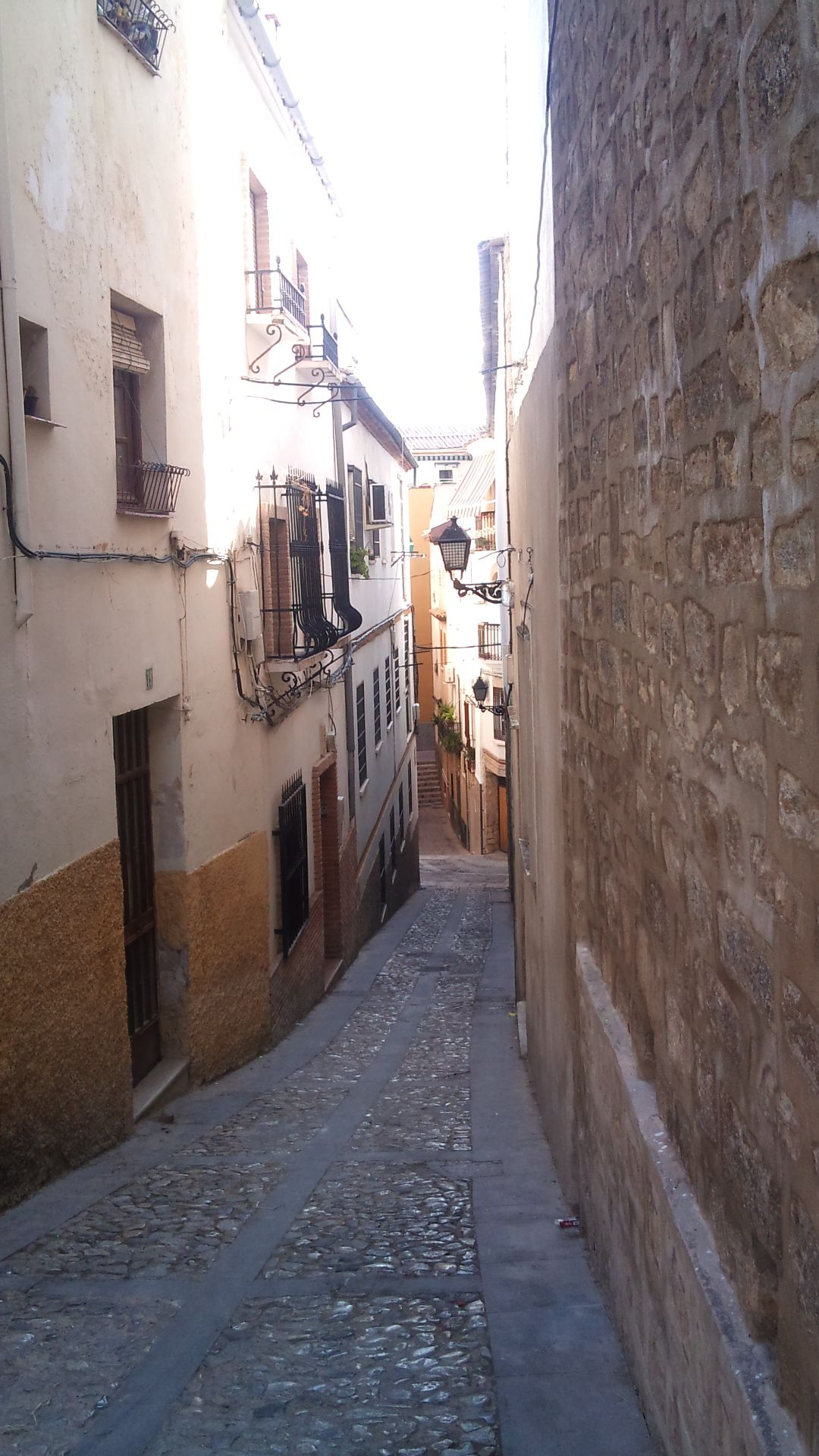
Calle de Santa Cruz, en el corazón de la antigua judería

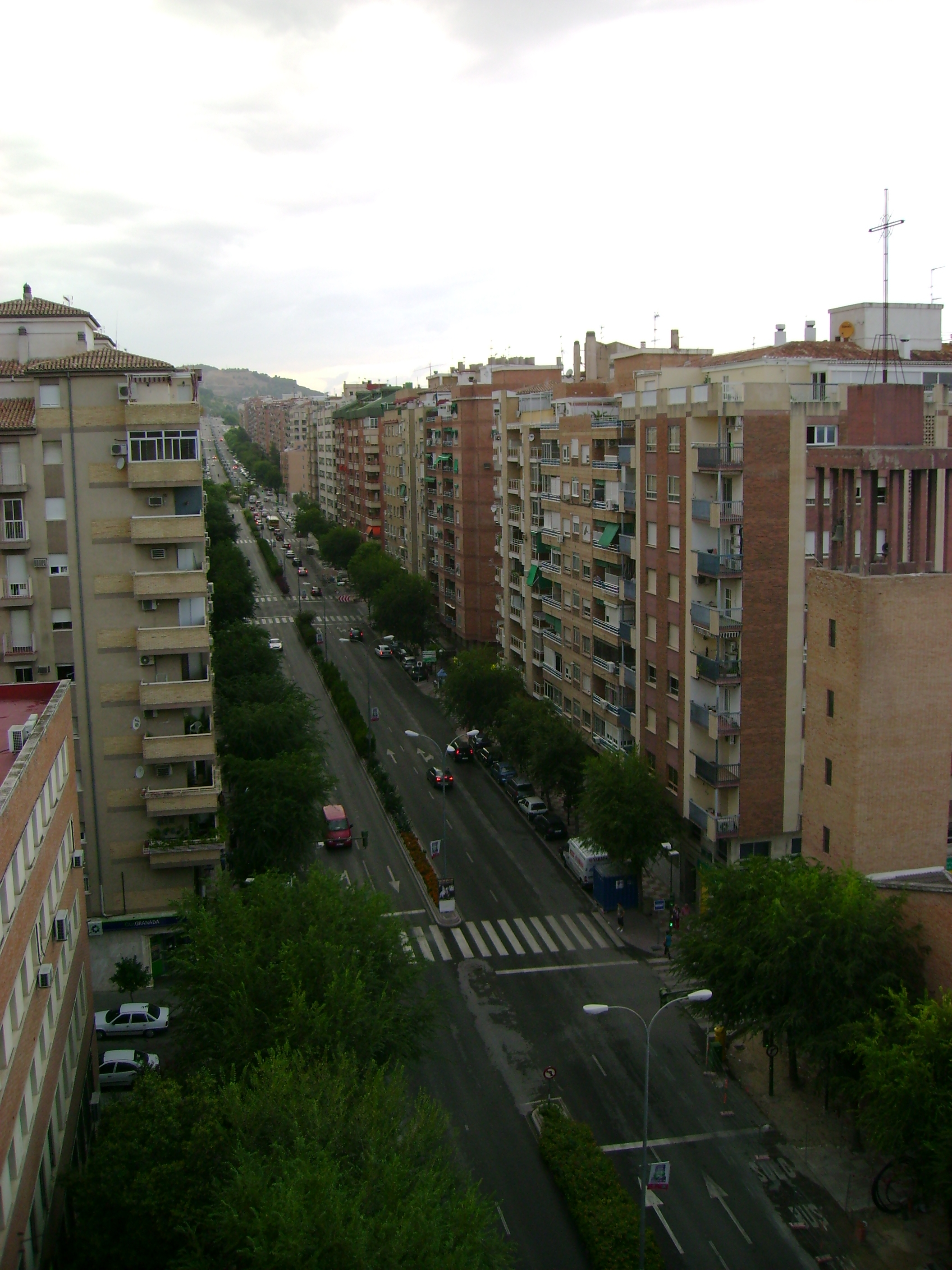
Avenida de Andalucía, conocida popularmente como «Gran Eje»

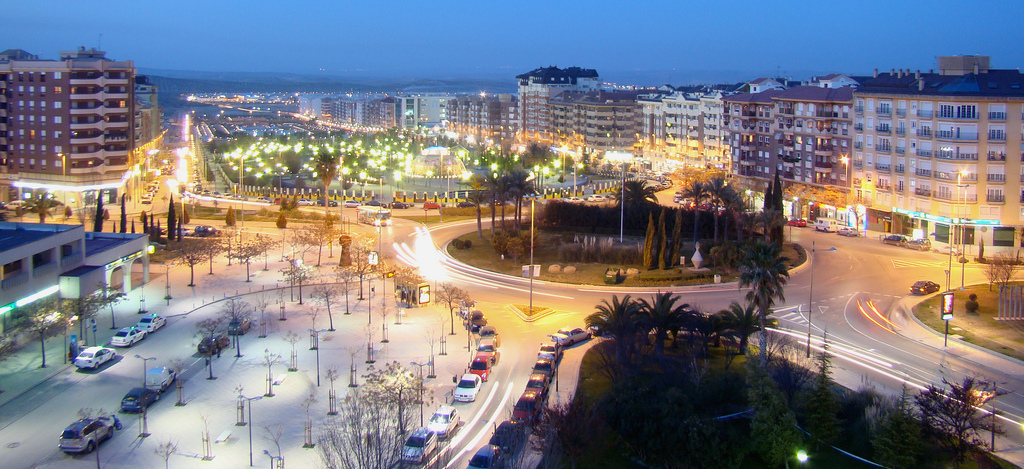
Barrio de Expansión Norte

La capital se originó como un santuario de peregrinación religiosa desde la más remota antigüedad. Sin embargo, el rango de capitalidad de la ciudad de Jaén se debe principalmente a su evolución como posición estratégica militar, primero con cartagineses y árabes y, finalmente, con castellanos.
En el actual término municipal de Jaén existieron diferentes y abundantes asentamientos humanos, algunos de los más antiguos del continente, en varias macro aldeas dispersas como Puente Tablas, Huerto Berenguer, Marroquíes Altos y Marroquíes Bajos, siendo esta última la que los agrupó a todos, alcanzando hacia el 2500 a. C.  su máxima extensión. Este agrupamiento fue el origen de la actual ciudad, ya que la presencia humana en esta zona, desde el iii milenio a. C. hasta los siglos XII y XIII, está íntimamente relacionada con el origen y desarrollo de la ciudad en torno al cerro de Santa Catalina y sus laderas, lo que se identifica con la ciudad ibero-romana y medieval. Esta pequeña ciudad medieval del siglo XII se ocultaba de los pasos de los ríos Guadalbullón, Quiebrajano y Frío tras la fortaleza rocosa amurallada de Santa Catalina, se extendía, lentamente, por el sur y el este, rodeando las rocas de Santa Catalina.
En el siglo XV, inicia su crecimiento hacia el este, sobre la misma dorsal que separa las vertientes norte y sur, hasta la basílica de San Ildefonso y la puerta del Ángel, donde actualmente se encuentra la «Alameda de Capuchinos». Por su parte, durante los siglos XVII y XVIII, la ciudad presentó un lento crecimiento hacia el sur, fuera de las murallas, formando el barrio de La Alcantarilla que se extiende, rodeando el barranco del mismo nombre, hasta el pie de la peña de Jaén.
En el siglo XIX, la ciudad dejó de crecer hacia el sur, iniciando el crecimiento por el este, al exterior de la muralla, formándose el adarve del barrio de El Recinto; por el norte, en cambio, el crecimiento se realizó junto a la muralla, urbanizándose los alrededores de la actual plaza de la Constitución y surgiendo el germen de los actuales barrios del Arrabalejo y Puerta de Martos. Por su parte, el barrio de San Ildefonso acogió la zona comercial de la ciudad. Estas expansiones de la ciudad le confirieron un trazado ortogonal cuyas calles principales y accesorias presentaban una trama similar a las antiguas que se mantiene en la actualidad.
El verdadero cambio de la morfología urbana se produjo en el siglo XX, en torno a un nuevo eje de crecimiento, el actual paseo de la Estación. Esté surgió a consecuencia de la llegada del ferrocarril a la ciudad, tras la construcción de la línea férrea Linares-Puente Genil, cuya estación de Jaén se localizaba a 1 km al norte de la ciudad, en lo que actualmente es el barrio de Expansión Norte. A partir de 1931, se creó el barrio de San Felipe, frente al Seminario Diocesano, así como, la manzana de edificación entre la puerta Barrera y el paseo de la Estación, y se trazó el eje del llamado «ensanche», la calle Arquitecto Berges. En estos primeros años del siglo XX la ciudad tuvo un escaso crecimiento. Fue después de la guerra civil española cuando comenzó su verdadera expansión, aunque de modo aislado, se formó el barrio de Santa Isabel, originado por la promoción de viviendas económicas iniciada en la República, y continuada en los primeros años del franquismo, de igual modo se promovieron viviendas por encima de la carretera de Circunvalación, en sus dos extremos, y en los barrios de Peñamefécit y La Alcantarilla. Este crecimiento aislado provocó la formación de grandes espacios vacíos, entre el casco antiguo y la vía férrea, con solares céntricos poco edificados que fueron objeto de una fuerte especulación en los años siguientes. La celeridad en la construcción de estos espacios llevó a un crecimiento que no cubría las necesidades de la población.
Una vez que el crecimiento de la ciudad alcanzó la línea férrea al norte, la ciudad tuvo que crecer buscando otras zonas de suelo edificable, así se produjo la expansión de los barrios del sur y el oeste, a la misma vez que por el este, el barrio de El Valle creció hasta el campus universitario formando Las Lagunillas. Por el norte, la ciudad creció con la construcción del polígono industrial de Los Olivares. A partir de los años 1970 y 1980, se llevó a cabo una gran operación urbanística llevada a cabo en el espacio vacío que existía entre los barrios de Peñamefécit y Santa Isabel, al oeste, dando como resultado avenida de Andalucía o «Gran Eje», un bulevar de más de 2,5 km, que fue diseñado con edificios de diez plantas retranqueados de la línea de fachada y aislados con ajardinamiento. Con el desarrollo de esta avenida, se formó, en la parte final de la misma, un gran barrio residencial, Las Fuentezuelas, que creció rápidamente en la década de 1990.
Desde entonces, una vez que se había agotado el espacio, el crecimiento de la ciudad se ha localizado en la zona norte. El Plan General de Ordenación Urbana (PGOU) iniciado en 1981, es la base de la actual expansión del casco urbano, ya que parte de una solución alternativa al límite que impone el trazado ferroviario, lo que permite asegurar la expansión hacia el norte, así se crea el barrio de Expansión Norte, cuyo eje central en la continuación del paseo de la Estación mediante un gran bulevar central, llamado paseo de España, junto con la construcción de bloques de viviendas y vías perpendiculares a ambos lados del mismo. La primera fase de ese gran bulevar se inauguró en el año 2002, y en mayo de 2007, fue inaugurada la segunda fase con la construcción del parque Andrés de Vandelvira, estando en 2010 en construcción una tercera fase que prácticamente une la ciudad con el polígono industrial de Los Olivares.
Distritos y barrios de Jaén
La ciudad está formada administrativamente por 9 distritos urbanos que a su vez se subdividen en 46 barrios, que no necesariamente coinciden con los barrios tradicionales, ya que no hay un listado oficial por parte del ayuntamiento. Según el Consejo Local de Participación Ciudadana el mapa de barrios de la ciudad de Jaén es el siguiente.
| Distrito                 | Barrios de Jaén                                                                                               |
| ------------------------ | --- |
| Distrito Centro          | San Ildefonso, Protegidas-La Concordia, Centro.                                                               |
| Distrito Casco Antiguo   | La Magdalena, San Vicente de Paúl, La Merced, Sagrario, El Arrabalejo, San Bartolomé, San Juan, Judería.      |
| Distrito Oeste           | Santa Isabel, La Granja, Peñamefécit, Las Fuentezuelas, Los Robles, La Imora, Valdeastillas.                  |
| Distrito Este            | Egido de Belén, Loma del Royo, San Roque, Las Canteras.                                                       |
| Distrito Norte           | Expansión Norte, Marroquíes Bajos, Los Olivares, Polígono de Managua, Vaciacostales, Las Infantas.            |
| Distrito Sur             | Tiro Nacional, El Tomillo, San Felipe, La Glorieta, San Sebastián, Jabalcuz, Fuente de la Peña, El Almendral. |
| Distrito El Valle        | Polígono del Valle, Las Lagunillas, Sagrada Familia.                                                          |
| Distrito La Alcantarilla | La Alcantarilla, San Félix, El Recinto, Valparaíso.                                                           |
| Distrito Los Puentes     | Cerro Molina, Puente Tablas, Puente de la Sierra, Puente Nuevo, Puente Jontoya.                               |

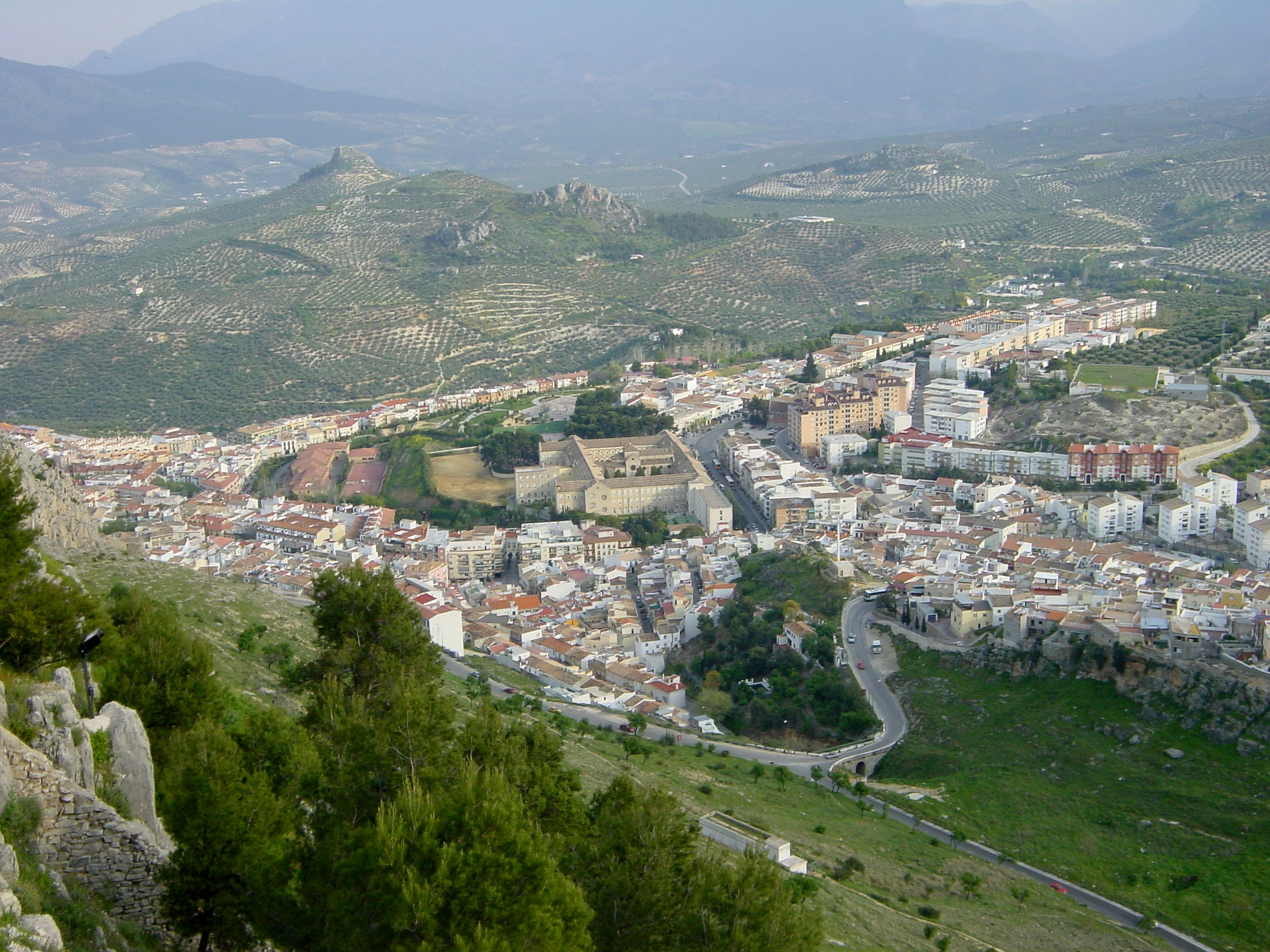
Vista de la zona sur
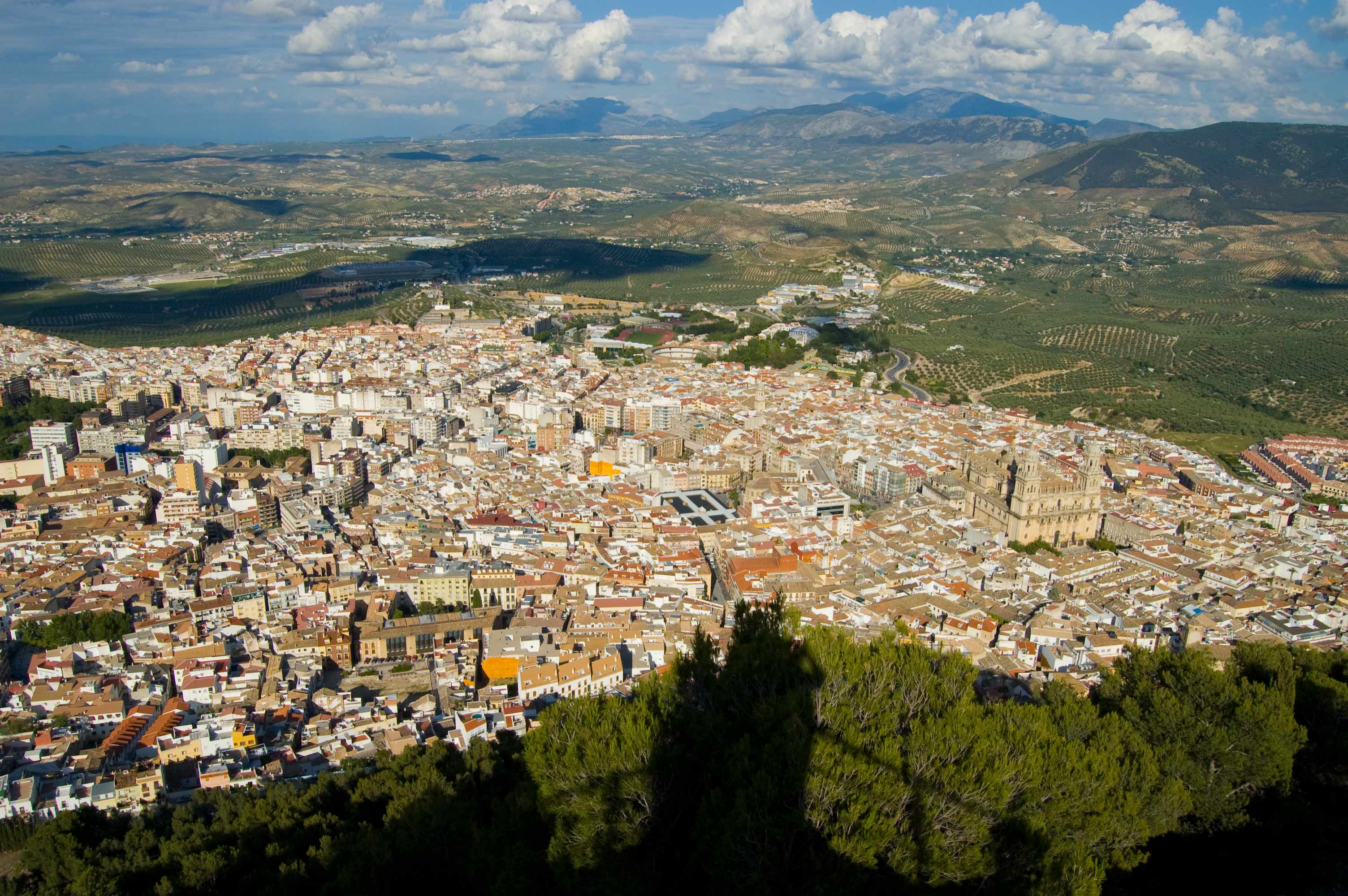
Vista del centro
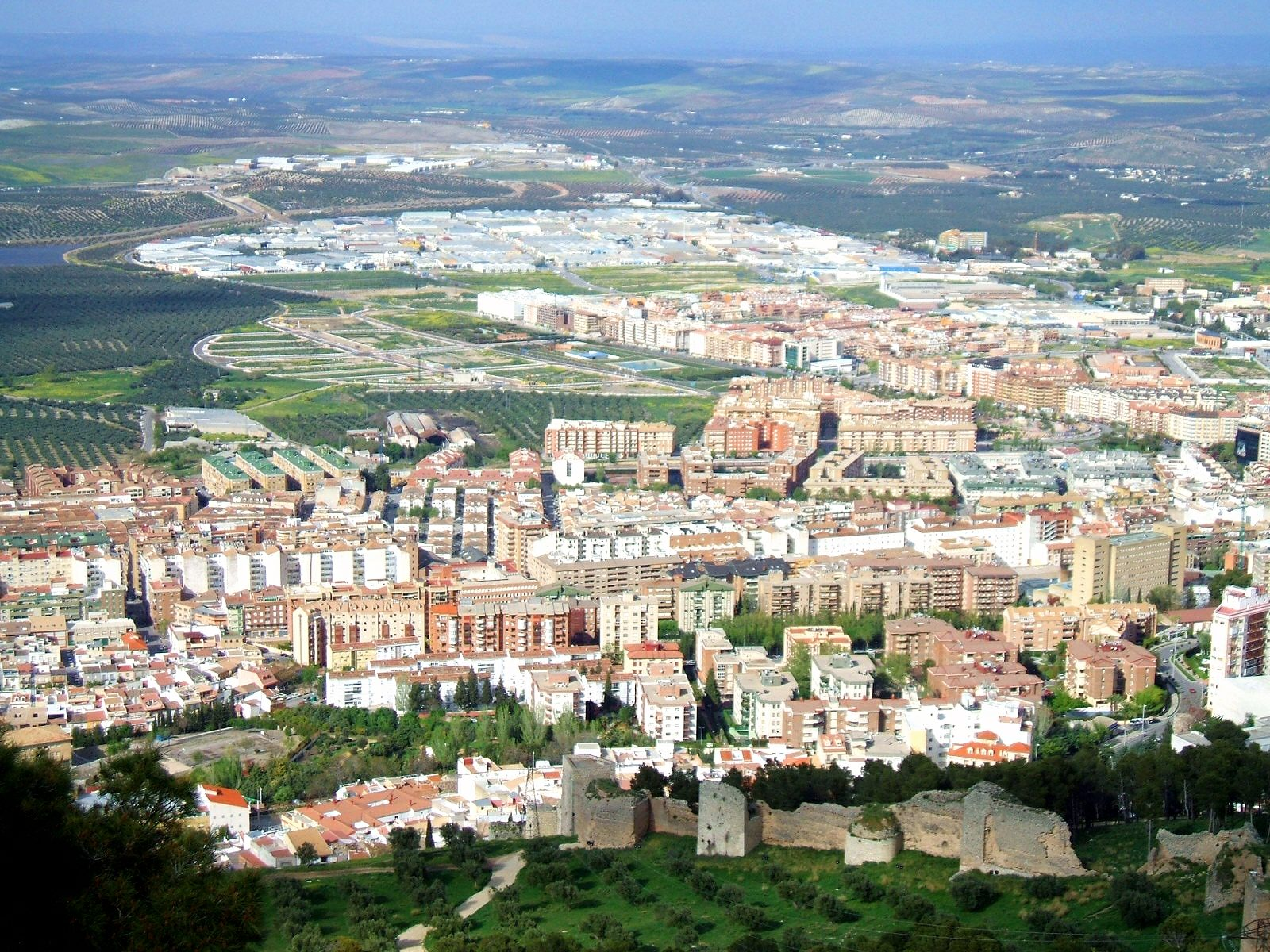
Vista de la zona norte

## Economía
La estructura económica de la ciudad presenta una acusada debilidad de la actividad industrial tras las últimas reconversiones y cierres, con una gran dependencia del sector servicios, la administración pública y de la construcción, por subdesarrollo del anterior. El peso de la agricultura y el olivar, también es muy importante. La ciudad es sede del Mercado de Futuros del Aceite de Oliva, mercado oficial supervisado por la Comisión Nacional del Mercado de Valores en el que se negocian los contratos de futuros sobre aceite de oliva.

### Actividad empresarial y empleo
En el año 2009, existían en el municipio, un total de 9317 empresas, de las que 8224, tenían una plantilla de menos de 5 trabajadores, 789 empresas tenían una plantilla entre 6 y 19 trabajadores y con una plantilla superior a 20 trabajadores había 302 empresas. La renta media declarada en 2004 fue de 17 176 €.
Del total de ocupados en Jaén, se desprende que el 2,61 % de la población lo está en el sector primario, el 9,76 % en la industria y la mayor parte, el 85,68 % están ocupados en el sector servicios, lo que pone de manifiesto la importancia de este sector para la economía de la ciudad (fuente CNAE). A raíz de la crisis económica de 2008-2014, el número de parados no ha dejado de incrementarse, ya que según el «Observatorio Argos del Servicio Andaluz de Empleo», el paro registrado en septiembre de 2010, ascendía a 10 704 personas de las cuales 4750 eran varones y 5954 eran mujeres.

### Sector primario
En el año 2009, el término municipal presentaba una superficie agrícola de 26 729 ha, de las cuales 2771 ha se dedican al cereal, especialmente trigo, y 23 958 ha son dedicadas al cultivo del olivar para la obtención de aceite de oliva, de las cuales 14 871 ha son de olivar de riego, destacando como el cultivo más importante de la capital así como de toda la provincia. La repercusión del aceite de oliva en Jaén hace que sea el principal motor económico, estando considerada como la «capital mundial del aceite», llegando a celebrarse bianualmente desde el año 1983 la «feria internacional del aceite de oliva e industrias afines» denominada Expoliva.
En cuanto a la ganadería destaca el sector bovino que produce el 42,73 % de la leche de vaca del total provincial.

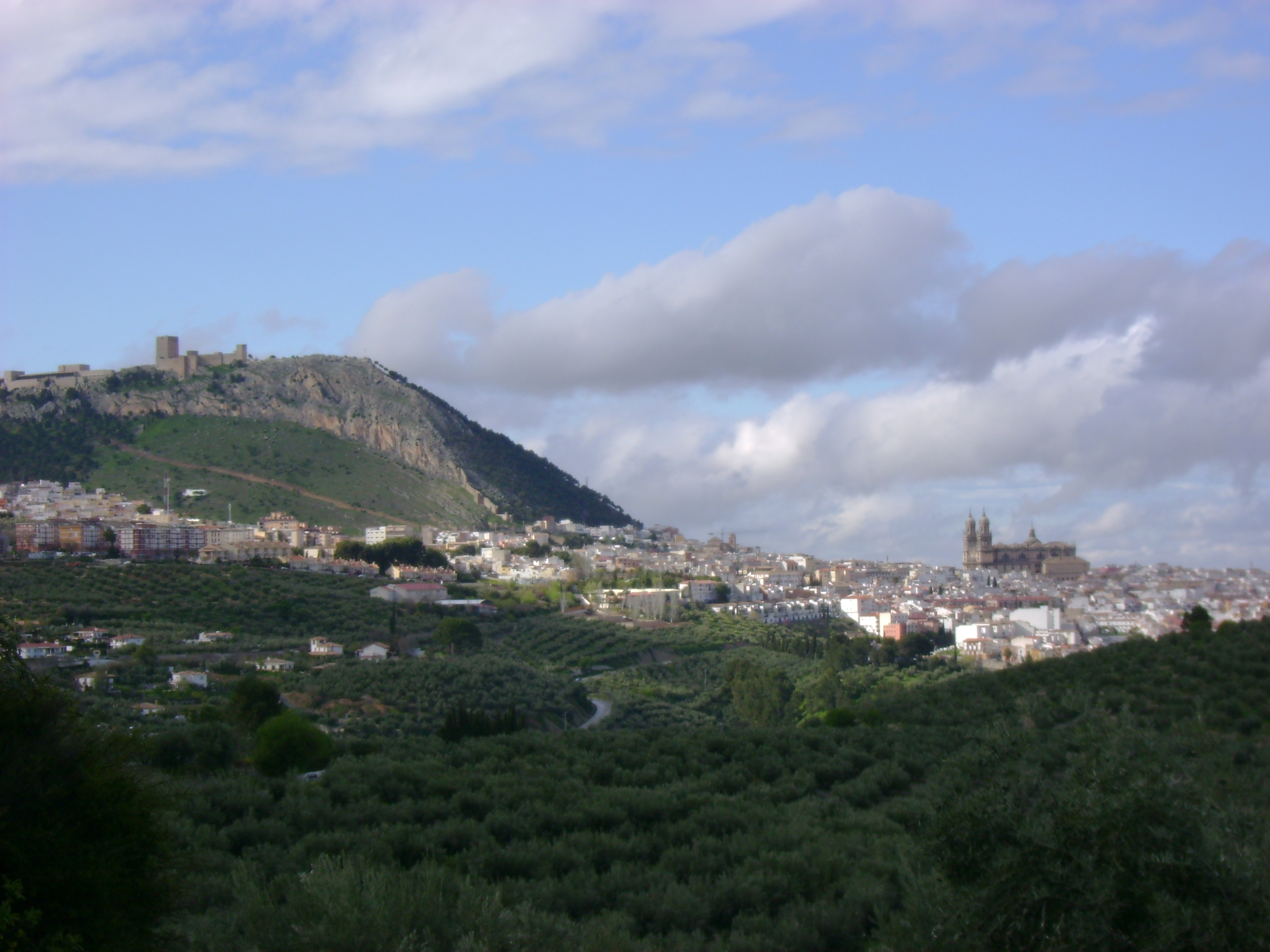
Grandes extensiones de olivar junto a la ciudad
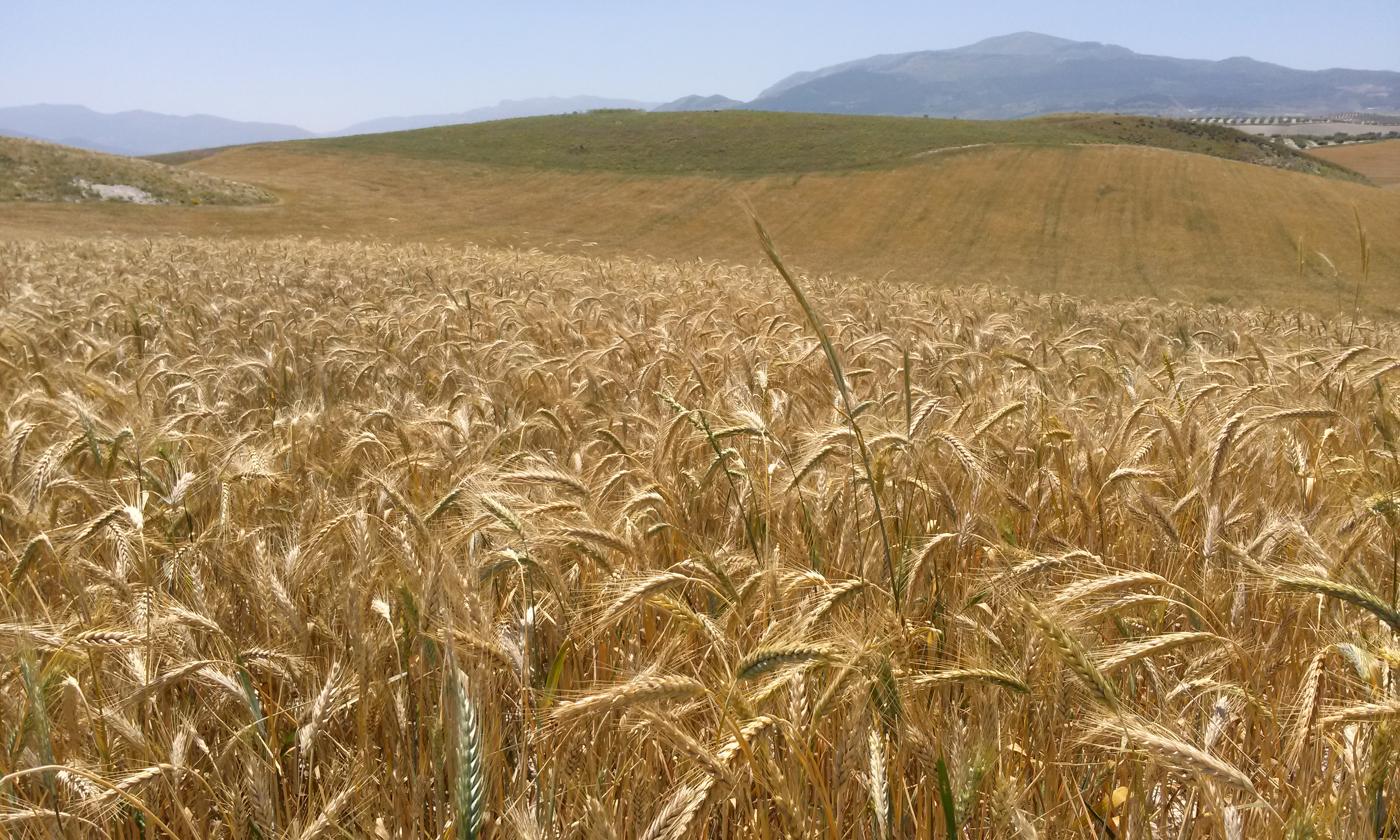
Campos de cebada al norte de la ciudad
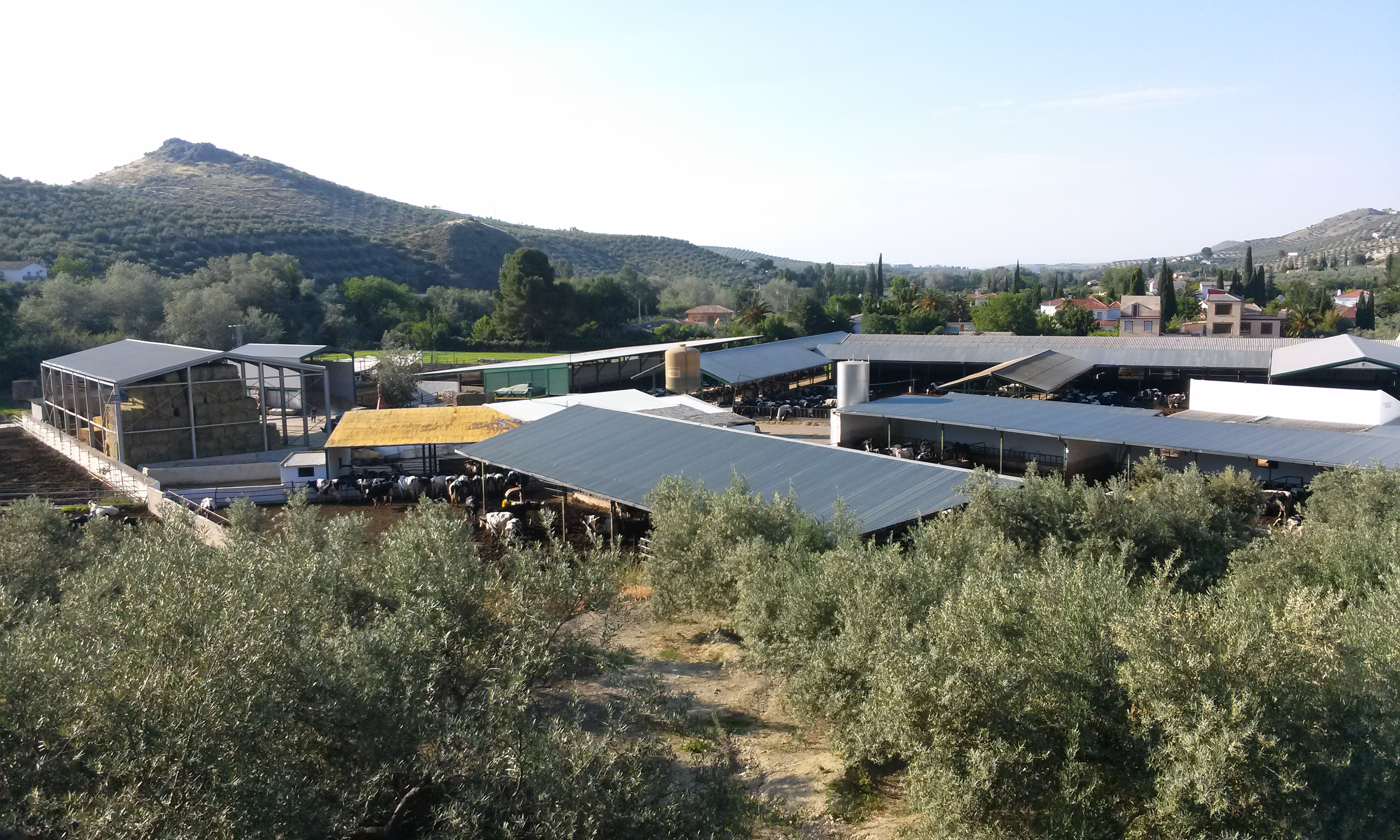
Explotación vacuna en el Puente Jontoya

### Sector secundario

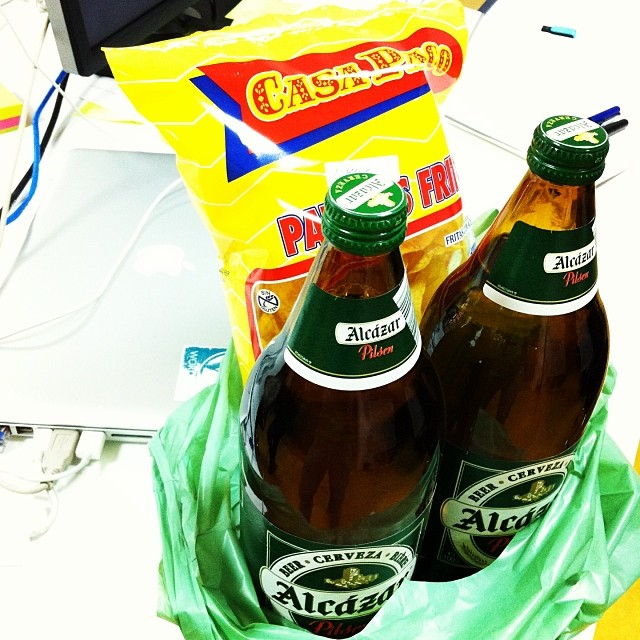
Patatas de Casa Paco y un par de botellas de litro de cerveza Alcázar

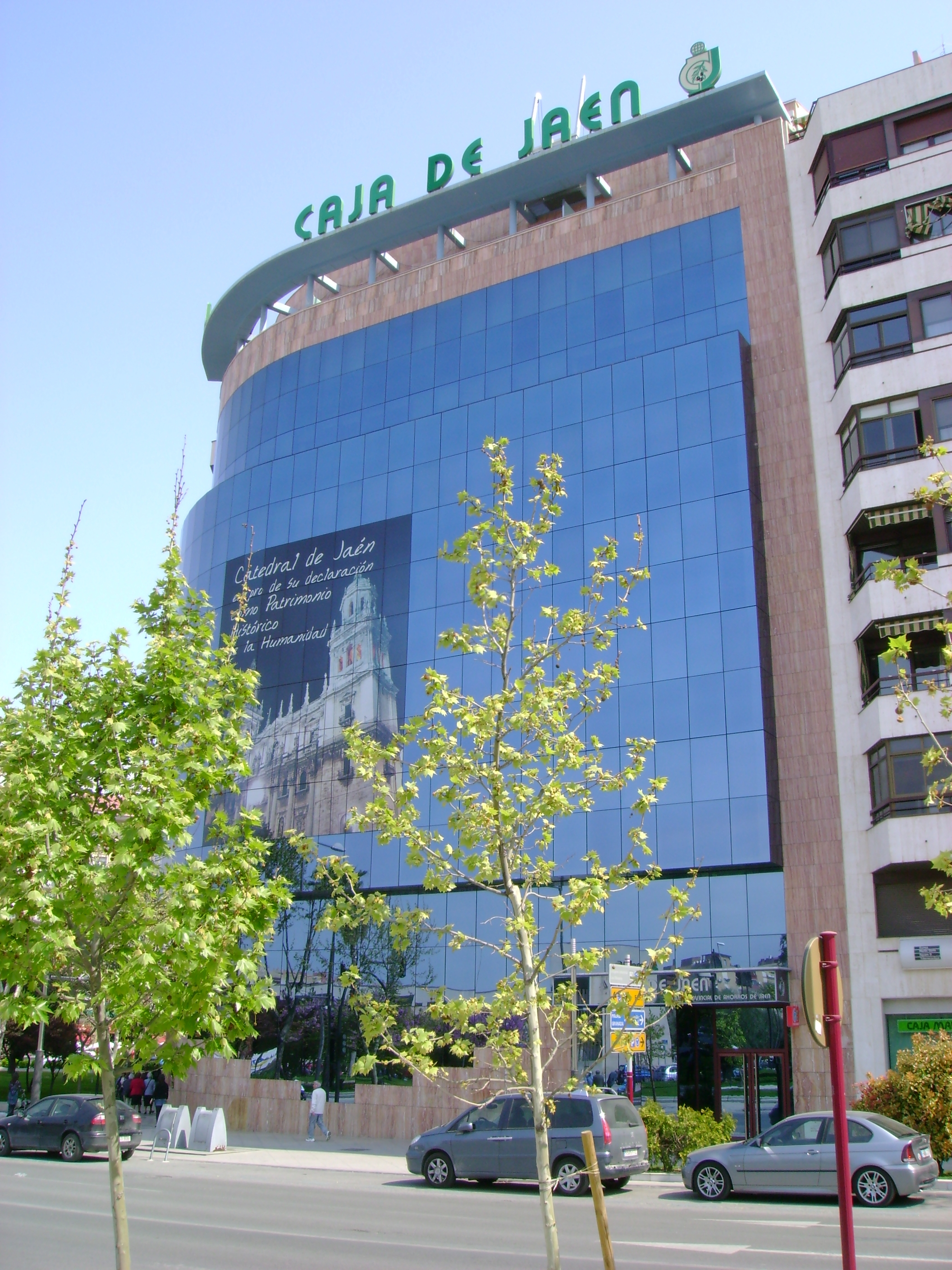
Edificio de la antigua Caja de Jaén, en la plaza de Jaén por la Paz

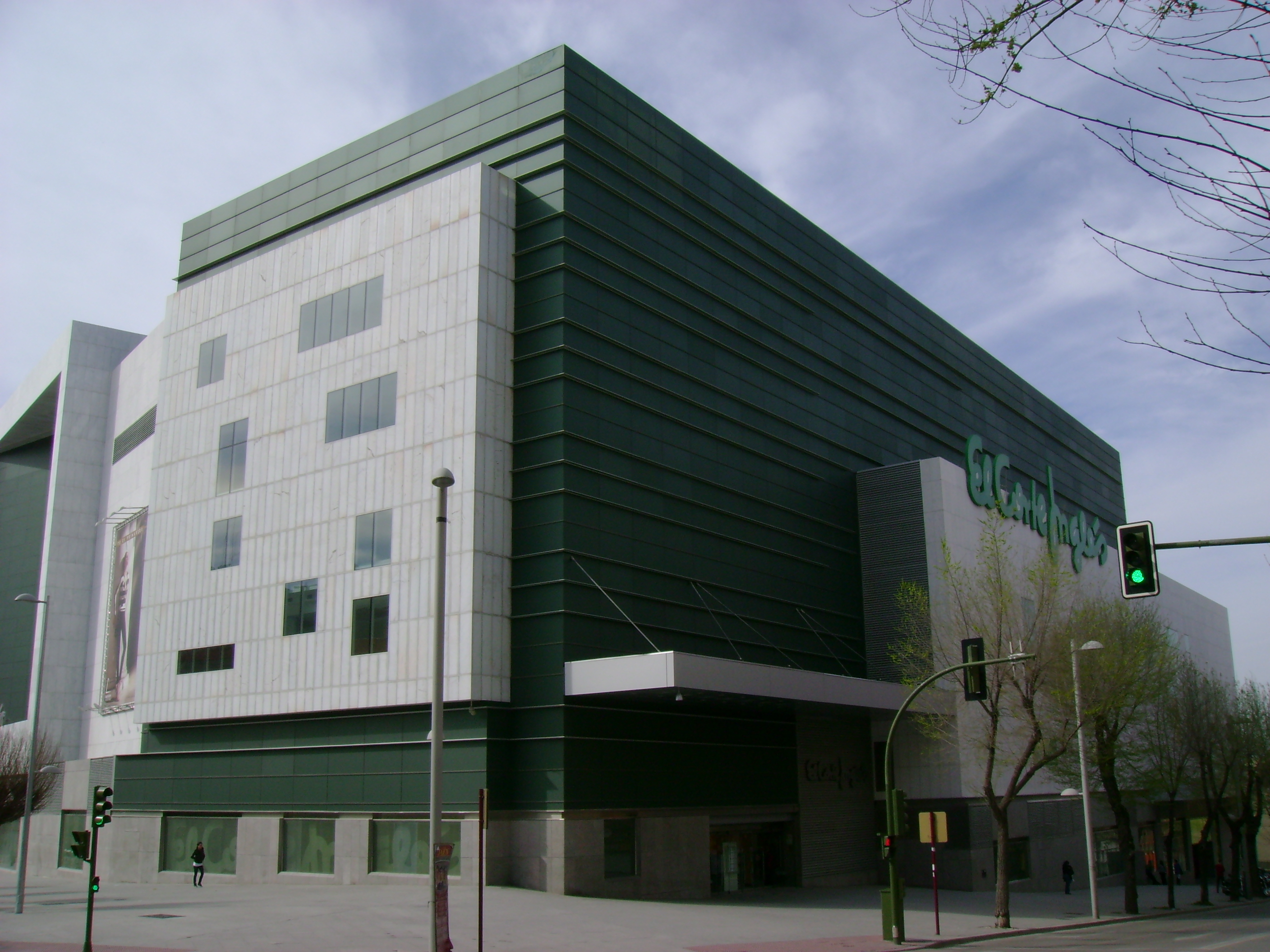
Vista del edificio de El Corte Inglés desde la avenida de Madrid

En general las industrias instaladas en la ciudad no realizan actividades pesadas y tampoco generan una contaminación importante. La actividad industrial se concentra en muy pocas empresas de baja intensidad tecnológica, cuya ventaja competitiva está constituida básicamente por el precio barato de la mano de obra utilizada. La rama más representativa es la industria agroalimentaria, con empresas tales como Cruzcampo, Levasa, Destilerías Santo Reino y varias empresas de freiduría, frutos secos y aperitivos, originarias de la ciudad, como Santo Reino, Casa Paco u Oya. Destacan algunas empresas de fabricación de productos metálicos y la industria de la madera, así como el laboratorio farmacéutico B. Braun Es notable en la ciudad y su término municipal la presencia de empresas del sector de la fabricación de maquinaria agrícola y oleícola, como Centrifugación Alemana, Pellenc Ibérica y Halcón. En total, en el año 2010, existían en la ciudad 5 empresas de energía y agua, 50 industrias químicas, 156 metalúrgicas y 259 manufactureras, sumando 470 empresas del sector industrial. En la ciudad existen diferentes polígonos industriales:
- Polígono industrial Los Olivares, con una superficie es de 800 000 m², se encuentran ubicadas aproximadamente 792 empresas, la mayoría de ellas dedicadas al comercio mayorista, a la construcción y al servicio a personas o a otras empresas, la proporción de empresas fabricantes es mínima.
- Polígono industrial Los Cabales o Llanos del Valle, con una superficie de 150 000 m², es una zona industrial muy pequeña.
- Parque empresarial Nuevo Jaén,[101] con una superficie de casi 1,5 millones de m² se encuentra actualmente en construcción, aunque ya se han instalado algunas empresas.
- Polígono de Managua, de poca extensión, dedicado a la ganadería, carpintería metálica y otras actividades menores.

### Sector terciario
La actividad comercial ocupa un lugar destacado tanto para la ciudad como para toda la provincia, así hay en Jaén respecto a oficinas bancarias (2009): 25 bancos, 73 cajas de ahorros y 19 cooperativas de crédito, lo que suman un total de 117. Sobre empresas comerciales mayoristas y minoristas, en 2009, había 304 y 5777 respectivamente. Contando también con 1 gran almacén, 1 hipermercado y 112 supermercados. Cabe destacar también que en Jaén hay un total de 2187 bares y restaurantes.
Comercio
La ciudad dispone de un centro urbano muy dinámico y comercial, semipeatonalizado en gran parte, concentrándose todo tipo de actividades y oferta de compras en torno a las plazas de los Jardinillos y la Constitución, así como las calles Navas de Tolosa, Roldan y Marín, Nueva, Madre Soledad, San Clemente y Bernabé Soriano. Esta zona conforma el Centro Comercial Abierto Las Palmeras. El comercio tradicional con el que cuenta la ciudad convive además con la existencia de tres grandes centros comerciales:
- Centro comercial La Loma, cuenta con un hipermercado Carrefour, con numerosas tiendas de ropa y complementos, bares, restaurantes y unos multicines con siete salas.[103]

- El Corte Inglés, moderno edificio con formato de grandes almacenes perteneciente a la franquicia del mismo nombre. Inaugurado a finales de 2007, es el más grande de Andalucía oriental y de los más grandes de España, y cuenta con ocho plantas y otras tres plantas de aparcamiento.[104]

- Centro comercial Jaén Plaza,[105] se ubica junto a la universidad. Fue construido por la empresa Alvores[106] e inaugurado en su primera fase en 2019.[107] Tiene una superficie de 140 000 m². El proyecto contempla el desarrollo de una gran galería comercial con un hipermercado y locales de ocio, junto a una serie de medianas superficies comerciales exteriores integradas dentro del mismo complejo.

Además de los mencionados anteriormente se encuentra en proyecto el parque comercial Santo Reino que se situará en Vaciacostales y será construido por la empresa Bogaris con una superficie de 160 000 m². Se prevé que se instalen firmas de ocio, alimentación, deporte, moda o bricolaje, entre otras.
Turismo
La ciudad tiene una gran importancia turística en la región debido al patrimonio histórico y monumental, sus diversos espacios escénicos, culturales y sus principales fiestas. Además, en las proximidades de la capital destacan diferentes lugares de interés turístico, como son las ciudades patrimonio de la humanidad, Úbeda y Baeza, el parque natural de las Sierras de Cazorla, Segura y Las Villas o la basílica de Nuestra Señora de la Cabeza.
En cuanto a los alojamientos, en el año 2008 la ciudad contaba con 124 restaurantes, 9 hoteles que suman 1055 plazas y 6 hostales y pensiones con 135 plazas en total. De ellos, cuatro cuentan con cuatro estrellas y cinco con tres estrellas; en cuanto a los hostales, dos cuentan con dos estrellas y cuatro con una estrella. También existe un albergue juvenil Ciudad de Jaén, inaugurado en 2007, que se localiza en el centro histórico; está considerado el más moderno de Andalucía y cuenta con piscina climatizada y spa. Es el único de Europa totalmente equipado para personas con discapacidad. El Parador de Jaén fue distinguido en 2009 con la Fodor's Choice por la revista Fodors, que lo acredita como uno de los mejores hoteles del mundo. En 2008 y en 2009, fue elegido por los lectores de Tripadvisor, uno de los diez mejores hoteles-castillo de Europa. En 2010 fue el mejor valorado de entre todos los establecimientos de Paradores en un estudio publicado por Trivago.

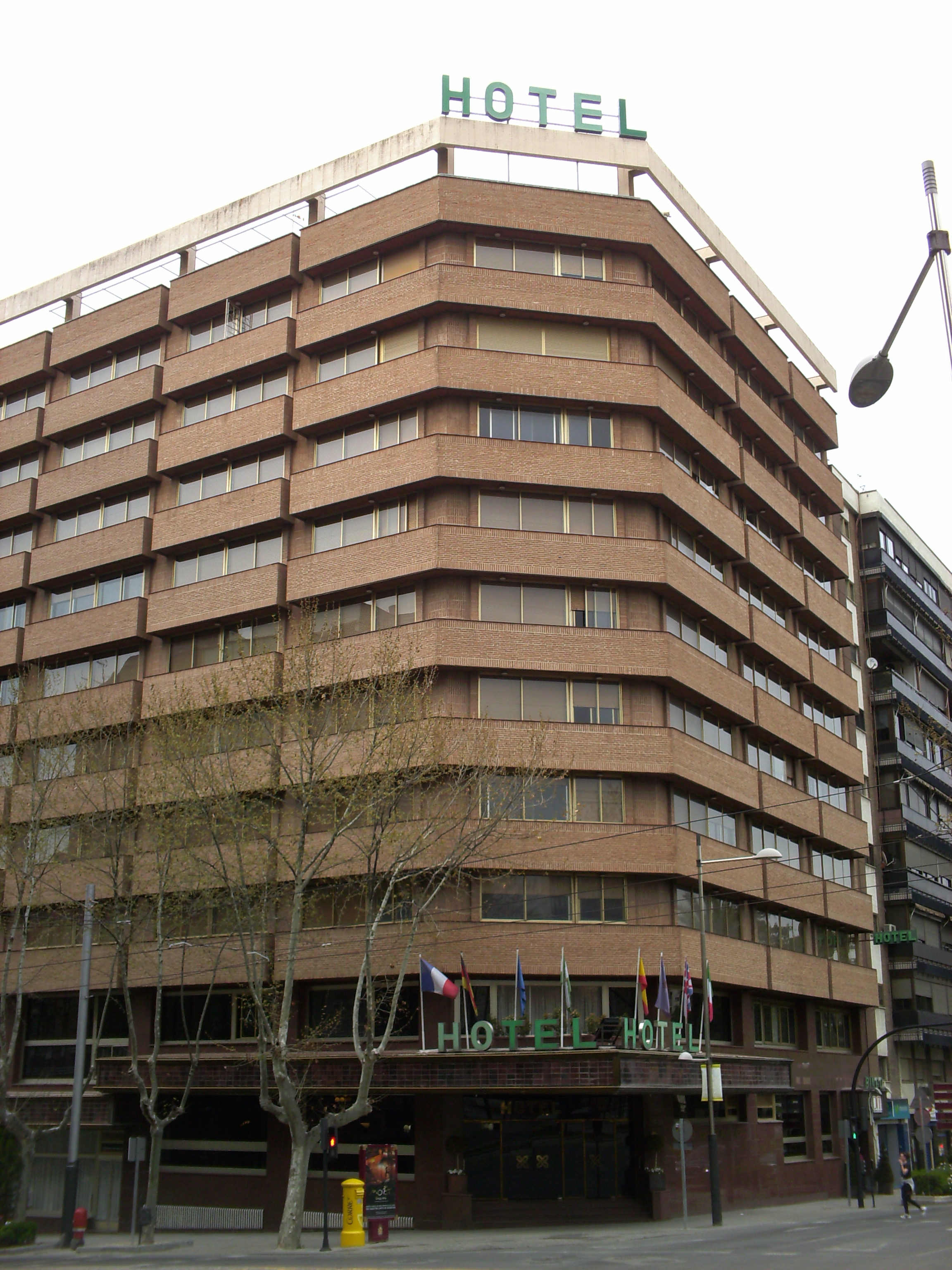
Hotel Condestable Iranzo
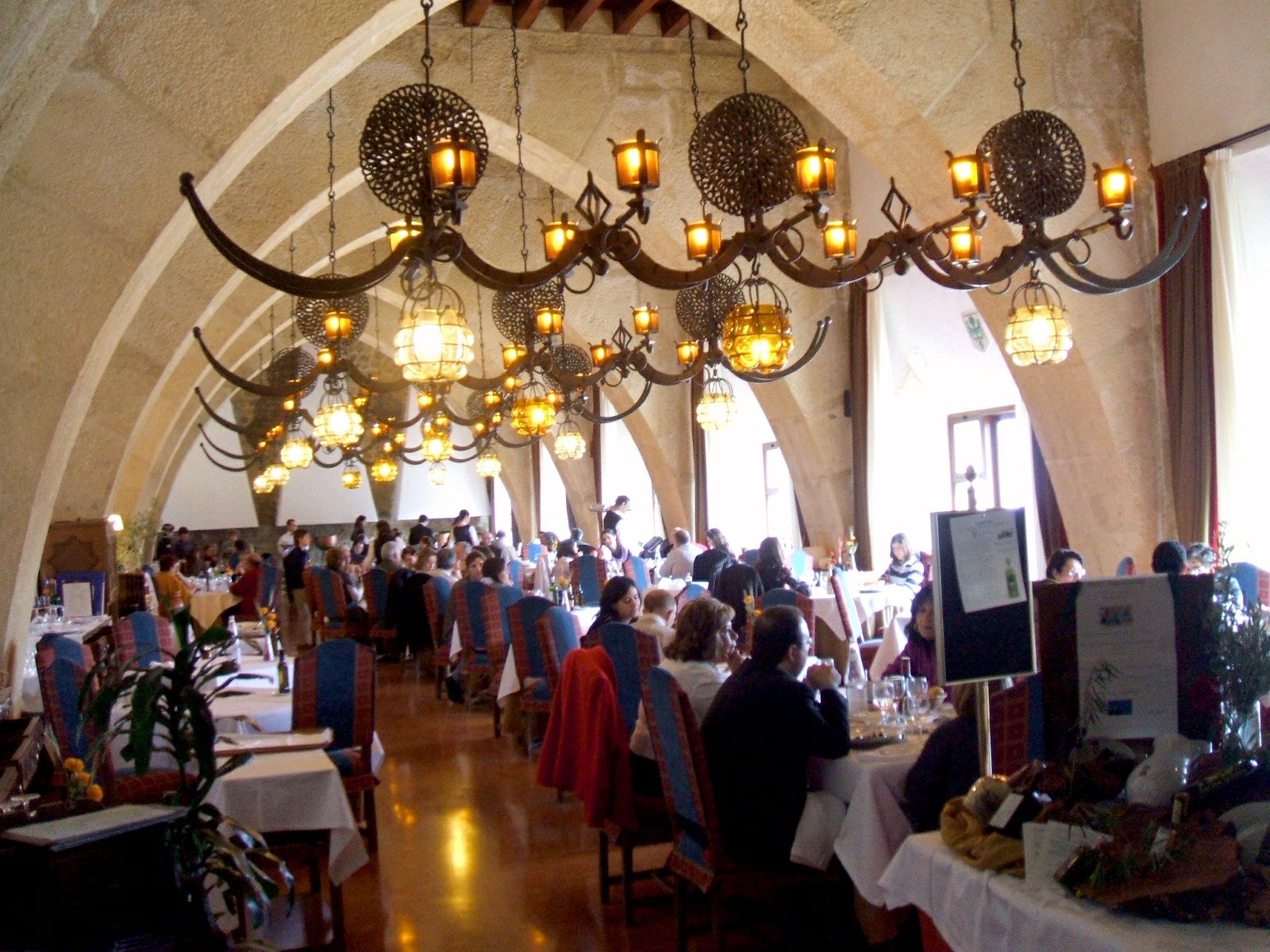
Salón del Parador
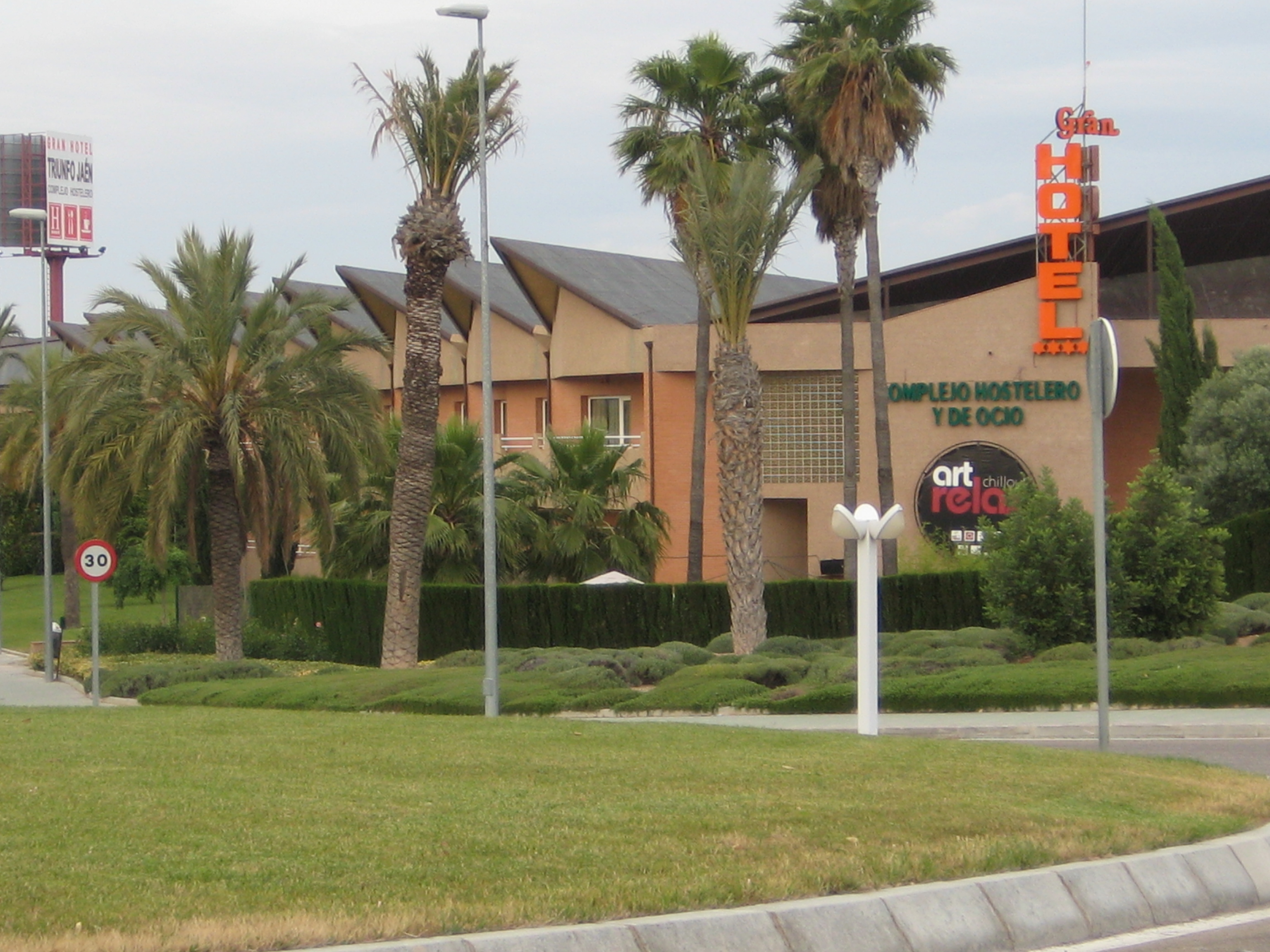
Entrada al Hotel HO Ciudad de Jaén
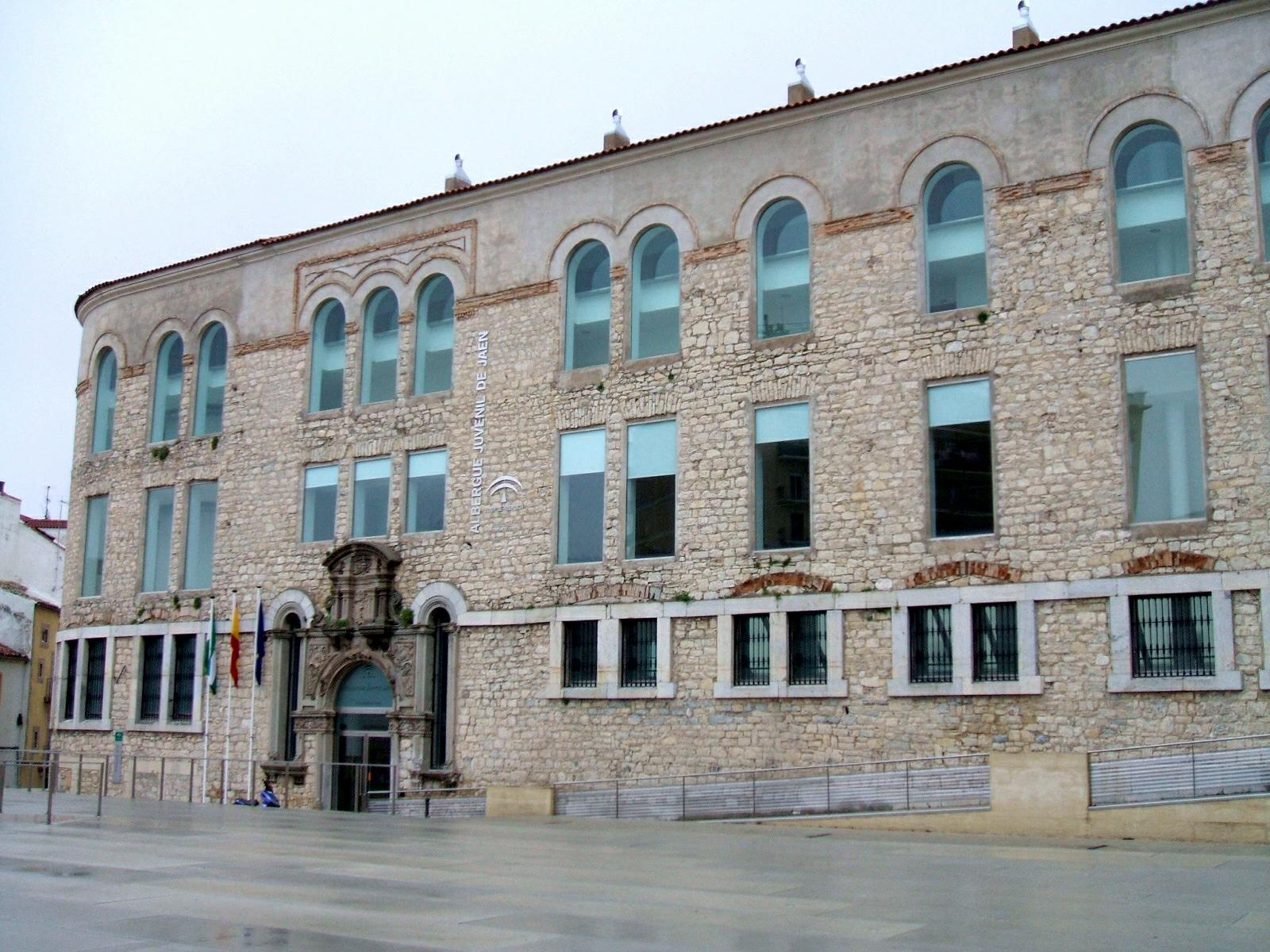
Albergue Juvenil y Spa de Jaén

## Símbolos

### Escudo

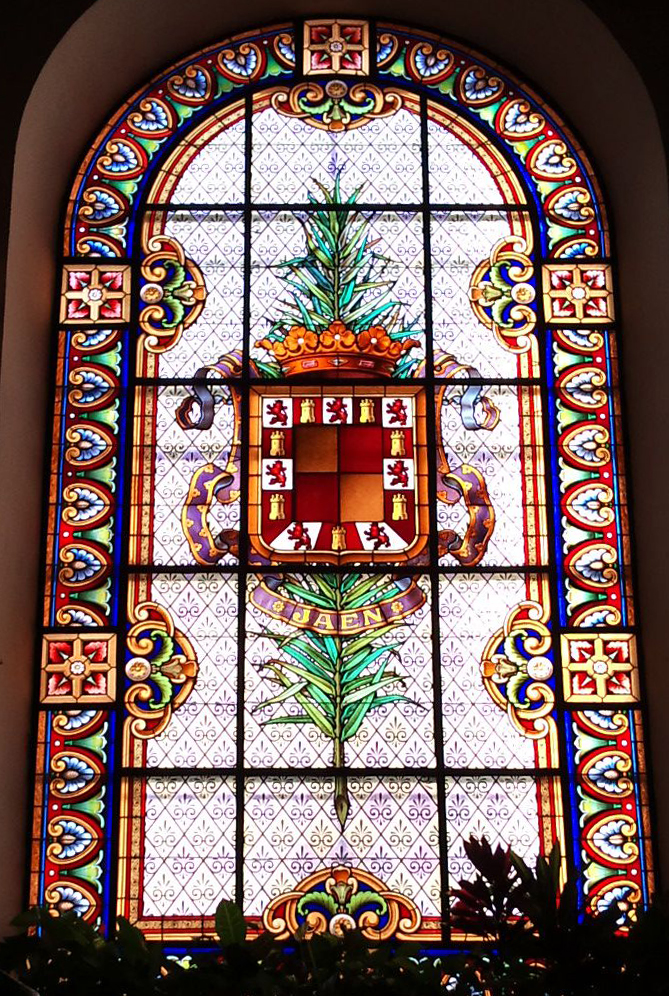
Escudo de la ciudad de Jaén en el palacio municipal

El escudo de la ciudad de Jaén, fue inscrito como norma aprobatoria en Decreto 2729/1964, por el que autoriza al Ayuntamiento de Jaén a rehabilitar su escudo heráldico municipal. Posteriormente se admite la inscripción en el Registro Andaluz de Entidades Locales de los símbolos de éstas, aprobados con anterioridad a la entrada en vigor de la Ley 6/2003, de 9 de octubre, obedeciendo a la siguiente descripción e interpretación heráldica:

Cuartelado en cruz: I y IV, de oro. II y III, de gules. Bordura de catorce piezas, que carga alternantes, en campo de gules, un castillo de oro, almenado de tres almenas, mazonado de sable y aclarado de azur; y en campo de plata, un león rampante de gules, coronado de oro, lampasado y armado de lo mismo, añadiendo, además, una cinta de plata alrededor del blasón con la divisa en letras de sable: «Muy Noble y Muy Leal Ciudad de Jaén, Guarda y Defendimiento de los Reinos de Castilla». Trae por timbre una corona real cerrada compuesta por un círculo de oro y pedrería, con ocho florones y ocho perlas intercaladas, cerrada con ocho diademas guarnecidas, también de perlas, que convergen en un mundo de azur, con un ecuador y un semimeridiano de oro, y sumado de una cruz de oro, forrada la corona de gules.
Aprobado por resolución de 30 de noviembre de 2004, publicado en el BOJA, n º 246, de 20 de diciembre de 2004.

El escudo primitivo fue concedido a la ciudad por el rey Fernando III de Castilla tras la conquista de la ciudad en 1246, quien otorgó las armas de su propia bandera, correspondiendo solamente con los esmaltes del campo de los reinos de Castilla y León, por lo que el escudo se tuvo que componer de cuartelado de gules y plata. Estas armas se vieron acrecentadas por el rey Enrique II de Castilla, tras el apoyo de la nobleza giennense a su causa en contra de la de su hermanastro Pedro I de Castilla. Así, el rey le añadió una bordura de catorce piezas, compuesta por castillos de oro sobre gules y leones rampantes de gules sobre plata, que simbolizan la armería completa de los reinos de Castilla y León. Posteriormente, el rey Enrique IV de Castilla le concedió privilegios, dados en Segovia el 9 de junio de 1466, por el que incluía por timbre del escudo la corona real y ratificaba el título dado por Fernando III de «Muy Noble, Famosa e Muy Leal Çibdad de Jaén, Guarda e Defendimiento de los Reinos de Castilla», que fue simplificado a «Muy Noble y Muy Leal Ciudad de Jaén, Guarda y Defendimiento de los Reinos de Castilla».

### Bandera

Estandarte de Isabel II, origen del color morado de la bandera de Jaén

Tras la conquista de la ciudad en 1246, parece el rey Fernando III, además de armas y título, concedió a la ciudad un pendón carmesí propio del reino de Castilla, según se extrae de la Estoria de España del rey Alfonso X. Por concesión de distintos reyes la bandera de la ciudad fue la principal de todo el reino de Jaén, hecho que fue elevado a derecho por Enrique IV a instancias del condestable Lucas de Iranzo, razón por la cual la actual bandera provincial es igual a la municipal con la salvedad del escudo. El motivo del cambio de color, del carmesí al morado, parece radicar en el uso de este color en el estandarte real de Isabel II y sus sucesores, que conllevó la derivación de color de muchos antiguos pendones carmesíes.
El pendón más antiguo que se conserva en la ciudad se encuentra en el salón de plenos del palacio municipal. Está datado en la segunda mitad del siglo XIX, es cuadrado realizado en tela adamascada y en el centro aparecen los escudos de los cabildos municipal y catedralicio, por lo que se deduce fue realizado para la celebración anual del festejo de los dos cabildos el día 11 de junio, festividad de la Virgen de la Capilla, en la basílica de San Ildefonso, actualmente se sigue utilizando ese día. En el siglo XX el antiguo pendón se convirtió en una bandera de tafetán morado de forma rectangular con una proporción entre la anchura y la longitud de 2 a 3, con el escudo de la ciudad situado en el centro, con una altura igual a los dos quintos del ancho de la bandera.

### Himno
El Himno a Jaén, también conocido como Canto a Jaén, fue escrito por el poeta Federico Mendizábal, y el músico Emilio Cebrián Ruiz en 1932, obra con la que pretendían ensalzar a la mujer jaenera y la belleza de los paisajes de la ciudad. Fue interpretado por primera vez por la banda municipal de Jaén, en el teatro Cervantes (hoy desaparecido), el 19 de octubre de 1932, teniendo tanta aceptación que la banda se vio obligada a repetirla hasta en cuatro ocasiones. Con todo esto la corporación municipal lo elevó a la categoría de «himno oficial» de la ciudad el 31 de mayo de 1935, guardándose su partitura original en un lugar de honor en el palacio municipal.

### Sello

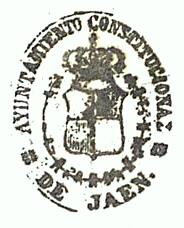
Sello del Ayuntamiento constitucional del año 1860

En 1833, durante la regencia de María Cristina, se creó una división territorial de España formando 49 provincias, siendo una de ellas la provincia de Jaén, quedando conformada dicha provincia como actualmente se conoce, con capital en la ciudad de Jaén. Una Real Orden de 22 de septiembre de 1876 comunicó a los Gobernadores que advirtiesen a los ayuntamientos de sus provincias para remitir los sellos de sus respectivos gobiernos, y a su vez enviarlos al Archivo Histórico Nacional, con el fin de que sirviesen de colección. Estos fondos valen para dotar a los ayuntamientos de un verdadero sello y blasón concejiles, normalizados por la ley 6/2003 de 9 de octubre, publicada en el BOJA n º 210 de 31 de octubre de 2003, derogando el Decreto 14/1995, de 31 de enero publicado en el BOJA n º 38 de 9 de marzo de 1995.

Este sello principió a usarse hacia el año 1860, habiéndose interrumpido su uso desde marzo de 1873 hasta enero de 1874 en que se usó solamente el de la alcaldía, sin que llevase corona. Se restableció en enero de 1875.

Partido judicial de Jaén. Caja 8 n º 49.

## Administración y política

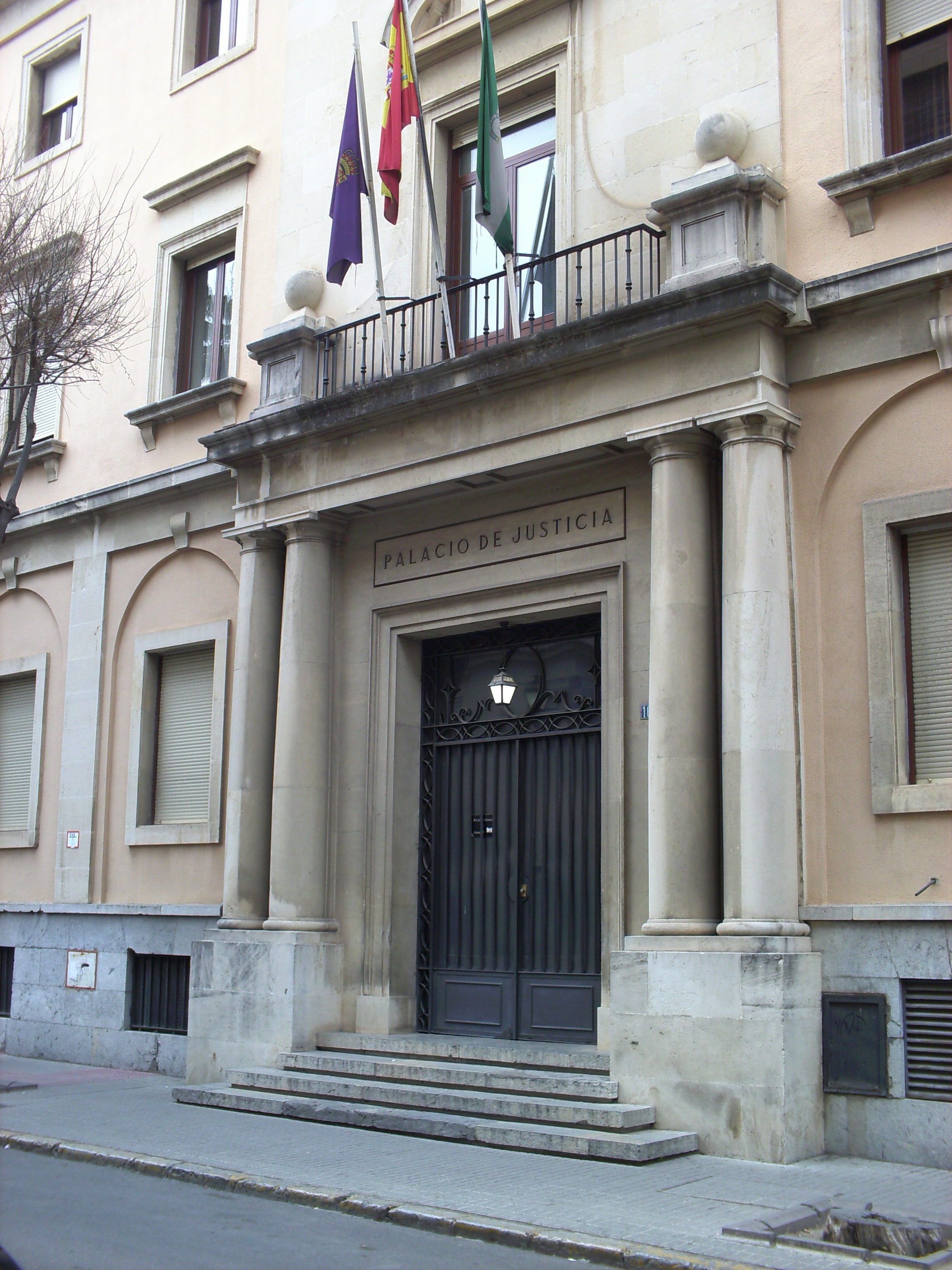
Audiencia provincial

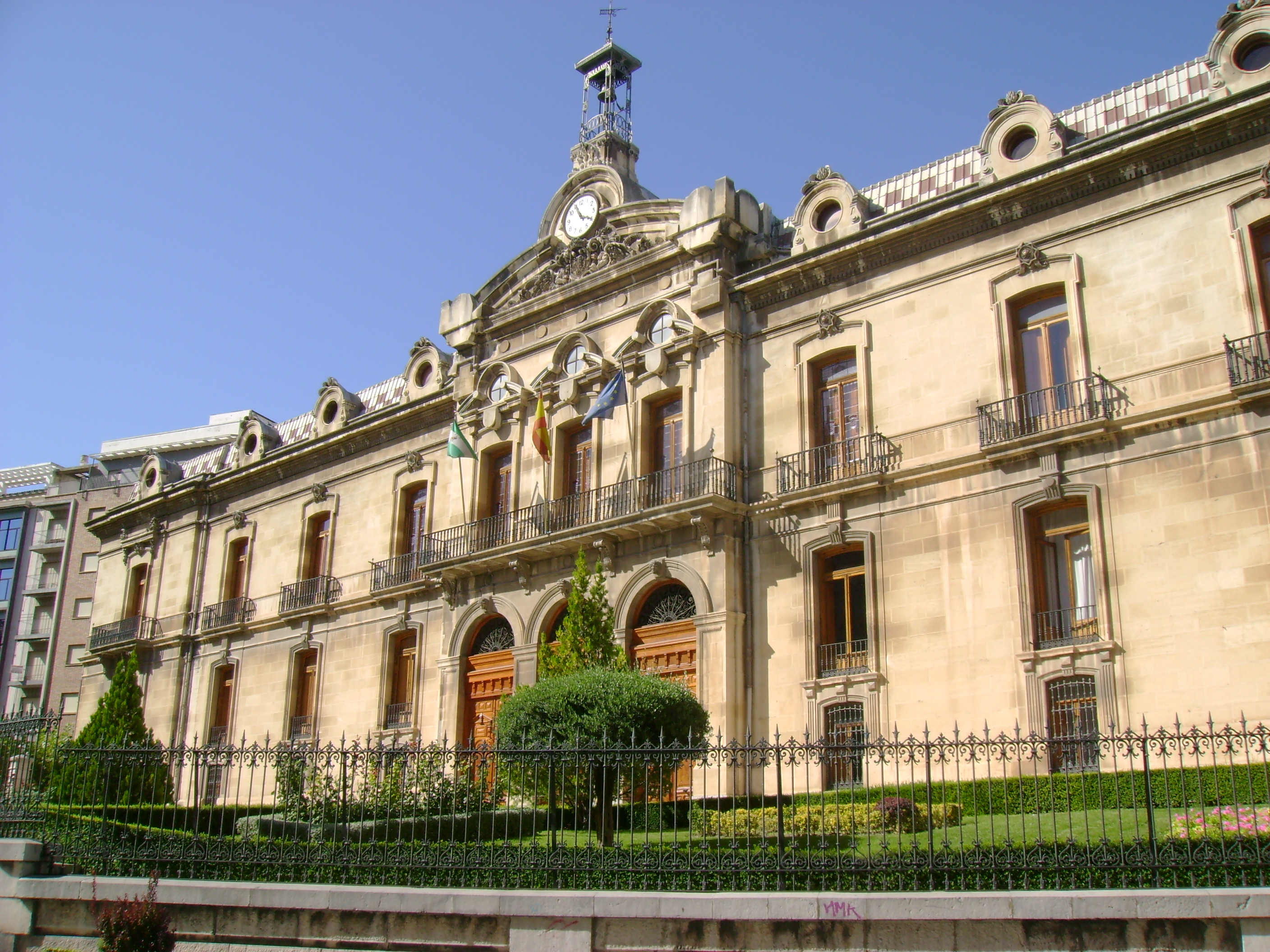
Palacio provincial, sede de la Diputación de Jaén

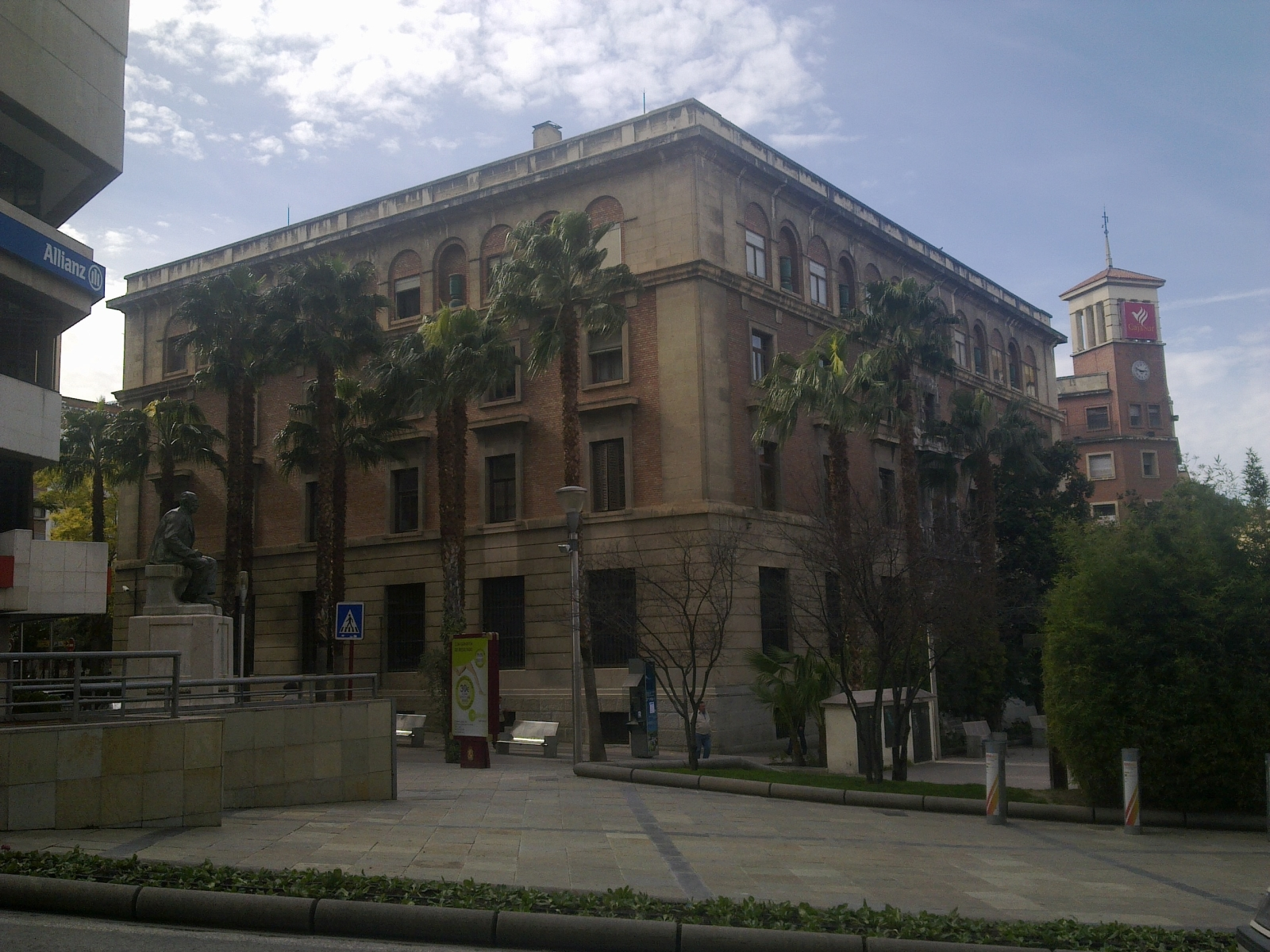
Delegación provincial de Hacienda

Jaén es la capital de la provincia homónima, por lo que en ella están ubicados todos los entes administrativos, tanto los dependientes del gobierno autonómico como los del estatal. El gobierno de España dispone de la subdelegación del gobierno en Jaén, dependiente del delegado del gobierno en la comunidad autónoma andaluza, con sede en Sevilla. La subdelegación coordina el funcionamiento de las instituciones estatales que hay en la provincia. Por parte de la Junta de Andalucía hay una delegación provincial de cada una de las consejerías de gobierno, coordinadas por un delegado de gobierno dependiente de la Consejería de Gobernación. Cabe mencionar también la Diputación provincial, dedicada principalmente al apoyo de la gobernabilidad de los municipios de la provincia. En el ámbito eclesiástico, está la diócesis de Jaén, sufragánea de la archidiócesis de Granada, la diócesis regenta un seminario diocesano. Además, y como consecuencia de su capitalidad, muchas organizaciones sociales, organismos públicos y empresas privadas tienen aquí ubicadas sus sedes provinciales.

### Justicia
En cuanto a la administración judicial, Jaén es la sede de la Audiencia provincial. También es la cabeza del partido judicial número 1 de la provincia de Jaén, cuya demarcación comprende a la ciudad más 23 poblaciones del área metropolitana y de las comarcas de sierra Mágina y sierra Sur atendiendo una población aproximada de 315 000 habitantes. El conjunto de organismos judiciales se divide entre la Audiencia provincial, que aglutina la sección del presidente y 3 secciones de Penal-Civil, y 24 juzgados unipersonales, siendo 6 de Primera Instancia, 4 de Instrucción, 4 de lo Social, 3 de lo Contencioso-Administrativo, 1 de Violencia sobre la Mujer, 4 de lo Penal, 1 de menores y 1 de Vigilancia penitenciaria.

### Gobierno municipal
Desde las primeras elecciones municipales democráticas en 1979, la ciudad de Jaén ha sido gobernada por diferentes partidos y coaliciones de gobierno (ver tabla). En las elecciones municipales de 2019, ningún partido obtuvo mayoría absoluta que le permitiera gobernar la ciudad, por lo que tras la sesión de investidura gobierna la ciudad en minoría la lista más votada, con el apoyo de los cuatro concejales de Ciudadanos, de los que tres se han pasado al Grupo Mixto del Ayuntamiento.
| Periodo   | Nombre                             | Partido | Partido                                  |
| --------- | ---------------------------------- | ------- | ---------------------------------------- |
| 1979-1986 | Emilio Arroyo López                |         | Partido Socialista Obrero Español (PSOE) |
| 1986-1987 | José María de la Torre Colmenero   |         | Partido Socialista Obrero Español (PSOE) |
| 1989-1991 | Alfonso Sánchez Herrera            |         | Partido Popular (PP)                     |
| 1991-1995 | José María de la Torre Colmenero   |         | Partido Socialista Obrero Español (PSOE) |
| 1995-1999 | Alfonso Sánchez Herrera            |         | Partido Popular (PP)                     |
| 1999-2007 | Miguel Sánchez de Alcázar Ocaña    |         | Partido Popular (PP)                     |
| 2007-2011 | Carmen Purificación Peñalver Pérez |         | Partido Socialista Obrero Español (PSOE) |
| 2011-2015 | José Enrique Fernández de Moya     |         | Partido Popular (PP)                     |
| 2015-2019 | Francisco Javier Márquez Sánchez   |         | Partido Popular (PP)                     |
| 2019-2023 | Julio Millán Muñoz                 |         | Partido Socialista Obrero Español (PSOE) |
| 2023-2025 | José Agustín González Romo         |         | Partido Popular (PP)                     |
| 2025-act. | Julio Millán Muñoz                 |         | Partido Socialista Obrero Español (PSOE) |

El alcalde de Jaén es la máxima autoridad política del Ayuntamiento de Jaén. De acuerdo con la Ley Orgánica 5/1985, de 19 de junio, del Régimen Electoral General, el alcalde es elegido por la corporación municipal de 27 concejales, que a su vez son elegidos por sufragio universal por los ciudadanos de Jaén con derecho a voto, mediante elecciones municipales celebradas cada cuatro años. En la misma sesión de constitución de la corporación se procede a la elección de alcalde, pudiendo ser candidatos todos los concejales que encabecen sus correspondientes listas. Es proclamado electo el candidato que obtiene la mayoría absoluta de los votos. Si ninguno de ellos obtiene dicha mayoría es proclamado alcalde el concejal que encabece la lista más votada. La sede del Ayuntamiento de Jaén se ubica en la plaza de Santa María.

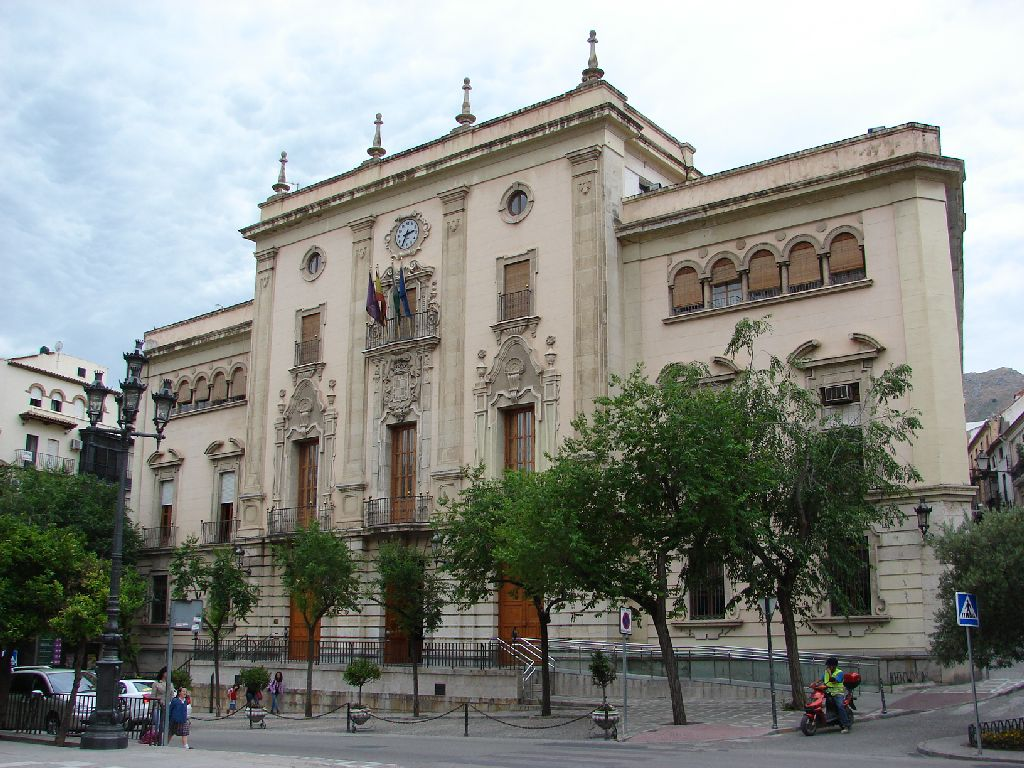
Casa consistorial, sede del Ayuntamiento de Jaén

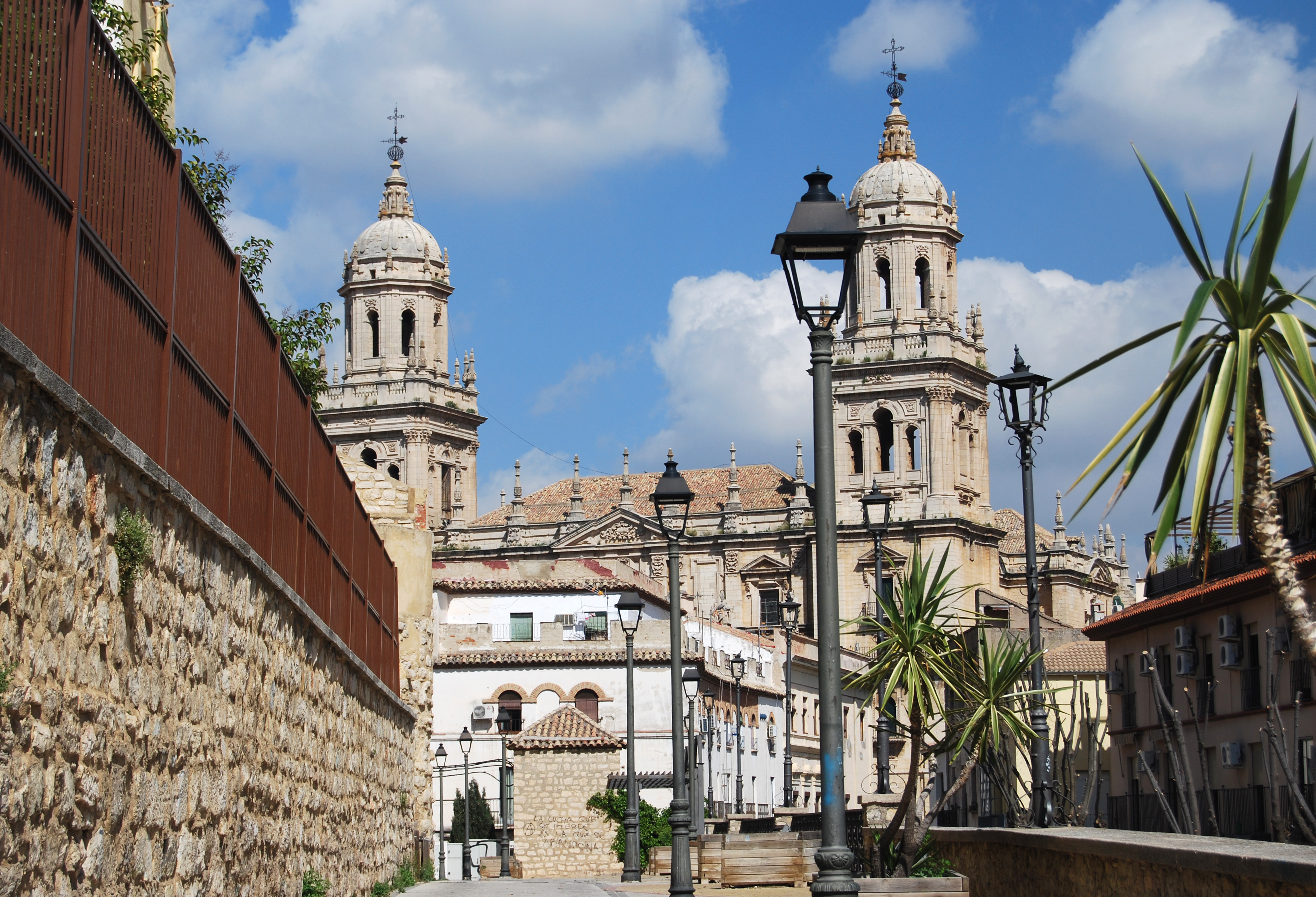
Vista de Jaén con el Ayuntamiento y la catedral al fondo

| Partido político                         | 2023   | 2023  | 2023       | 2019              | 2019              | 2019              | 2015   | 2015  | 2015       | 2011   | 2011  | 2011       | 2007   | 2007  | 2007       | 2003   | 2003  | 2003       |
| Partido político                         | Votos  | %     | Concejales | Votos             | %                 | Concejales        | Votos  | %     | Concejales | Votos  | %     | Concejales | Votos  | %     | Concejales | Votos  | %     | Concejales |
| Partido Socialista Obrero Español (PSOE) | 20 732 | 36,77 | 11         | 19 886            | 39,93             | 11                | 16 249 | 29,52 | 9          | 21 769 | 35,05 | 10         | 25 101 | 42,81 | 12         | 22 948 | 38,56 | 11         |
| Partido Popular (PP)                     | 20 435 | 36,24 | 11         | 14 577            | 27,07             | 8                 | 21 129 | 38,38 | 12         | 32 166 | 51,78 | 16         | 26 627 | 45,42 | 13         | 27 858 | 46,81 | 14         |
| Jaén Merece Más (JM+)                    | 7064   | 12,52 | 3          | —                 | —                 | —                 | —      | —     | —          | —      | —     | —          | —      | —     | —          | —      | —     | —          |
| Vox                                      | 4858   | 8,61  | 2          | 3374              | 6,27              | 2                 | 426    | 0,77  | 0          | —      | —     | —          | —      | —     | —          | —      | —     | —          |
| Izquierda Unida-Los Verdes (IU-LV)       | 956    | 1,69  | 0          | Con Adelante Jaén | Con Adelante Jaén | Con Adelante Jaén | 2250   | 4,09  | 0          | —      | —     | —          | 3687   | 5,94  | 1          | 3909   | 6,67  | 2          |
| Adelante Jaén-Podemos                    | 932    | 1,65  | 0          | 3404              | 6,32              | 2                 | —      | —     | —          | —      | —     | —          | —      | —     | —          | —      | —     | —          |
| Ciudadanos (CS)                          | 512    | 0,62  | 0          | 8323              | 15,46             | 4                 | 6240   | 11,33 | 3          | —      | —     | —          | —      | —     | —          | —      | —     | —          |
| Jaén en Común (JeC)                      | —      | —     | —          | 5698              | 10,35             | 3                 | —      | —     | —          | —      | —     | —          | —      | —     | —          | —      | —     | —          |

### Organización territorial
| Pedanías            | Coordenadas                               | Distancia (km) | Altitud | Población |
| ------------------- | ----------------------------------------- | -------------- | ------- | --------- |
| Almenara            | 37°53′58″N 3°44′19″O / 37.89944, -3.73861 | 23,1           | 430     | 0         |
| Brujuelo            | 37°52′45″N 3°40′09″O / 37.87917, -3.66917 | 22,2           | 446     | 7         |
| Caño Quebrado       | 37°45′33″N 3°48′52″O / 37.75917, -3.81444 | 2,2            | 792     | 33        |
| Galapagar           | 37°48′20″N 3°44′55″O / 37.80556, -3.74861 | 6,9            | 372     | 803       |
| Grañena             | 37°51′00″N 3°45′41″O / 37.85000, -3.76139 | 10,2           | 350     | 83        |
| Las Imoras          | 37°54′52″N 3°47′06″O / 37.91444, -3.78500 | 5,0            | 296     | 126       |
| Las Infantas        | 37°54′52″N 3°47′06″O / 37.91444, -3.78500 | 19,1           | 296     | 418       |
| Jabalcuz            | 37°44′36″N 3°49′13″O / 37.74333, -3.82028 | 4,8            | 742     | 639       |
| Jaén-Ciudad         | 37°46′00″N 3°46′16″O / 37.76667, -3.77111 | 0              | 573     | 114.896   |
| Otíñar              | 37°40′42″N 3°45′22″O / 37.67833, -3.75611 | 14,6           | 660     | 0         |
| Puente de la Sierra | 37°43′04″N 3°45′46″O / 37.71778, -3.76278 | 8,9            | 435     | 404       |
| Puente Jontoya      | 37°45′38″N 3°45′03″O / 37.76056, -3.75083 | 4,1            | 394     | 549       |
| Puente Nuevo        | 37°31′08″N 3°21′17″O / 37.51889, -3.35472 | 5,1            | 407     | 885       |
| Puerto Alto         | 37°41′26″N 3°42′22″O / 37.69056, -3.70611 | 14,7           | 766     | 49        |
| Ventosilla          | 37°54′44″N 3°49′46″O / 37.91222, -3.82944 | 24,5           | 371     | 4         |
| Villar de Cuevas    | 37°51′24″N 3°48′18″O / 37.85667, -3.80500 | 13,5           | 386     | 11        |

## Servicios

### Educación
La ciudad cuenta con 35 centros dedicados a la educación infantil y primaria, de los cuales 20 son públicos, 11 concertados y 4 privados. Las guarderías existentes deben cumplir los requisitos mínimos exigidos en el Real Decreto 1004/1991. Actualmente hay 21 centros de educación secundaria, de los cuales 12 son públicos y 9 privados o concertados. Destinado a educación superior, la ciudad cuenta con, la universidad y la sede de la Universidad Nacional de Educación a Distancia.
En cuanto a otras enseñanzas destacan cinco centros de educación de adultos, el conservatorio profesional de música, el conservatorio superior de música, la Escuela oficial de Idiomas (OIF), el seminario diocesano y un centro de profesores.
Universidad de Jaén
La ciudad acoge el campus principal de la Universidad de Jaén. Existe como tal entidad independiente desde 1993, por lo que es una de las universidades más nuevas de España, con unas instalaciones modernas y de vanguardia. En 2010 albergaba unos 18 000 alumnos, siendo la cuarta universidad de Andalucía con mayor número de alumnos, en sus 39 grados y dobles grados destacan como propias el grado en ingeniería geomática y topografía y la doble titulación de grado en administración y dirección de empresas, así como grado en derecho.

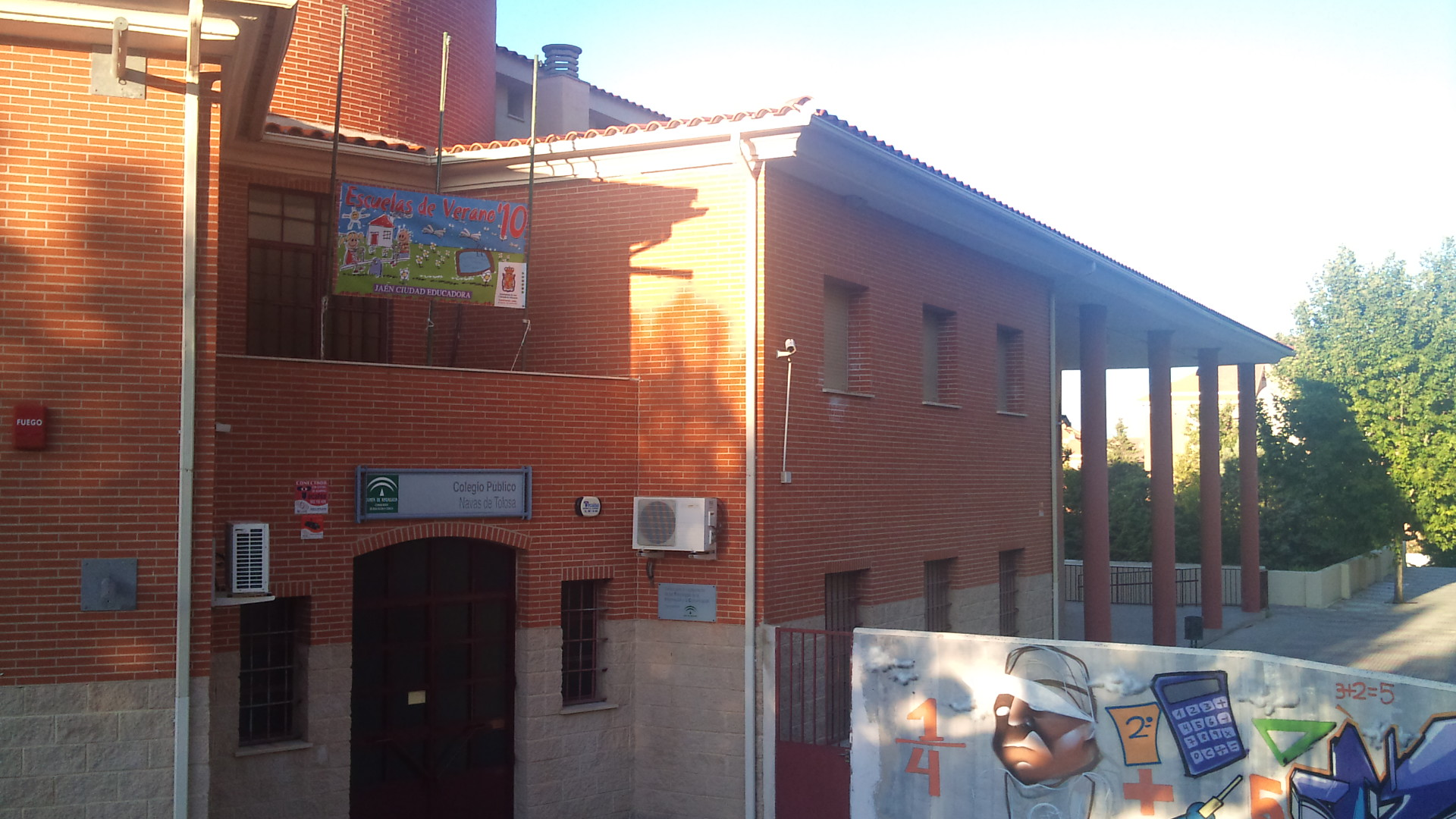
Colegio público Navas de Tolosa
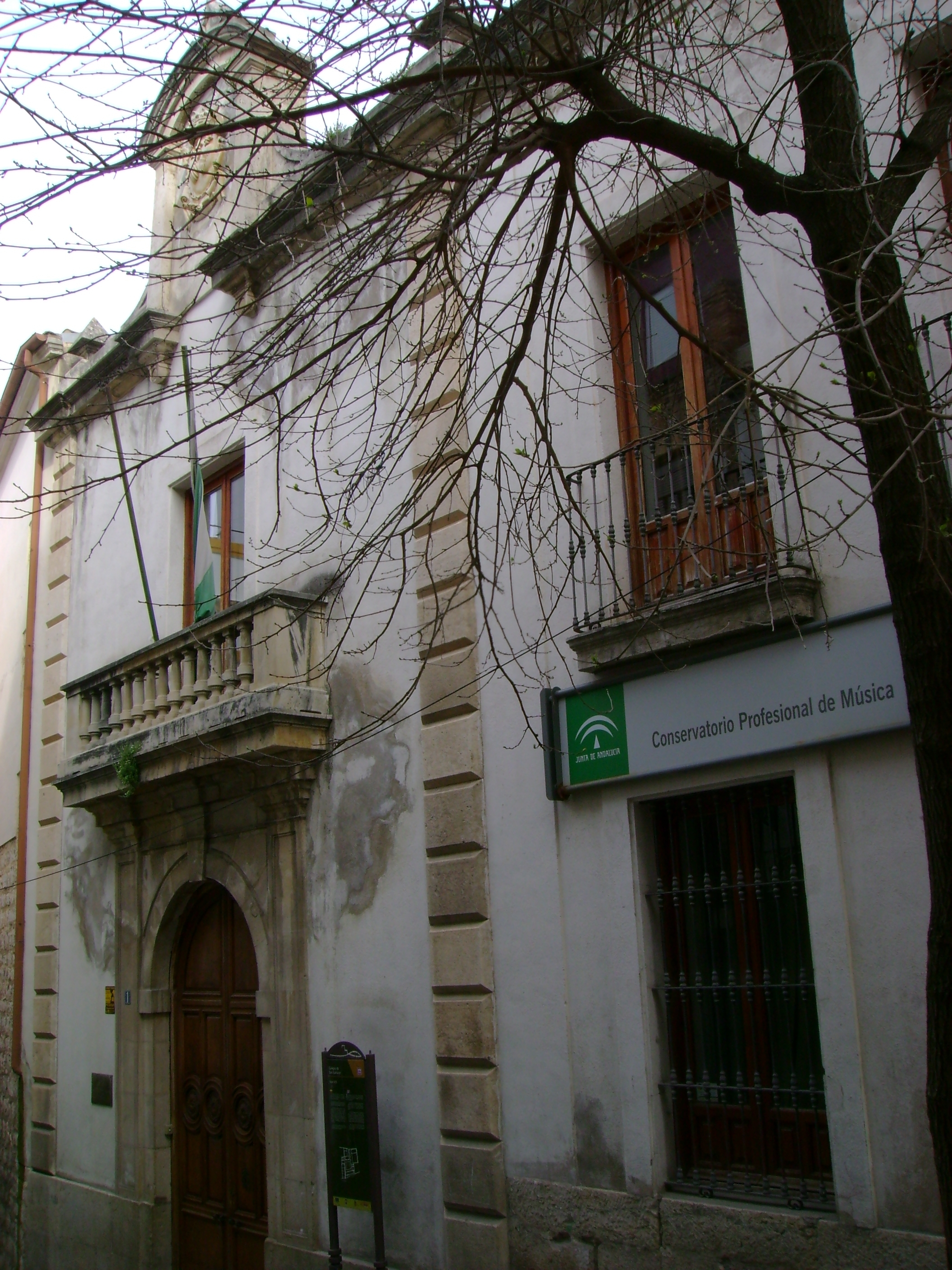
Conservatorio de Música
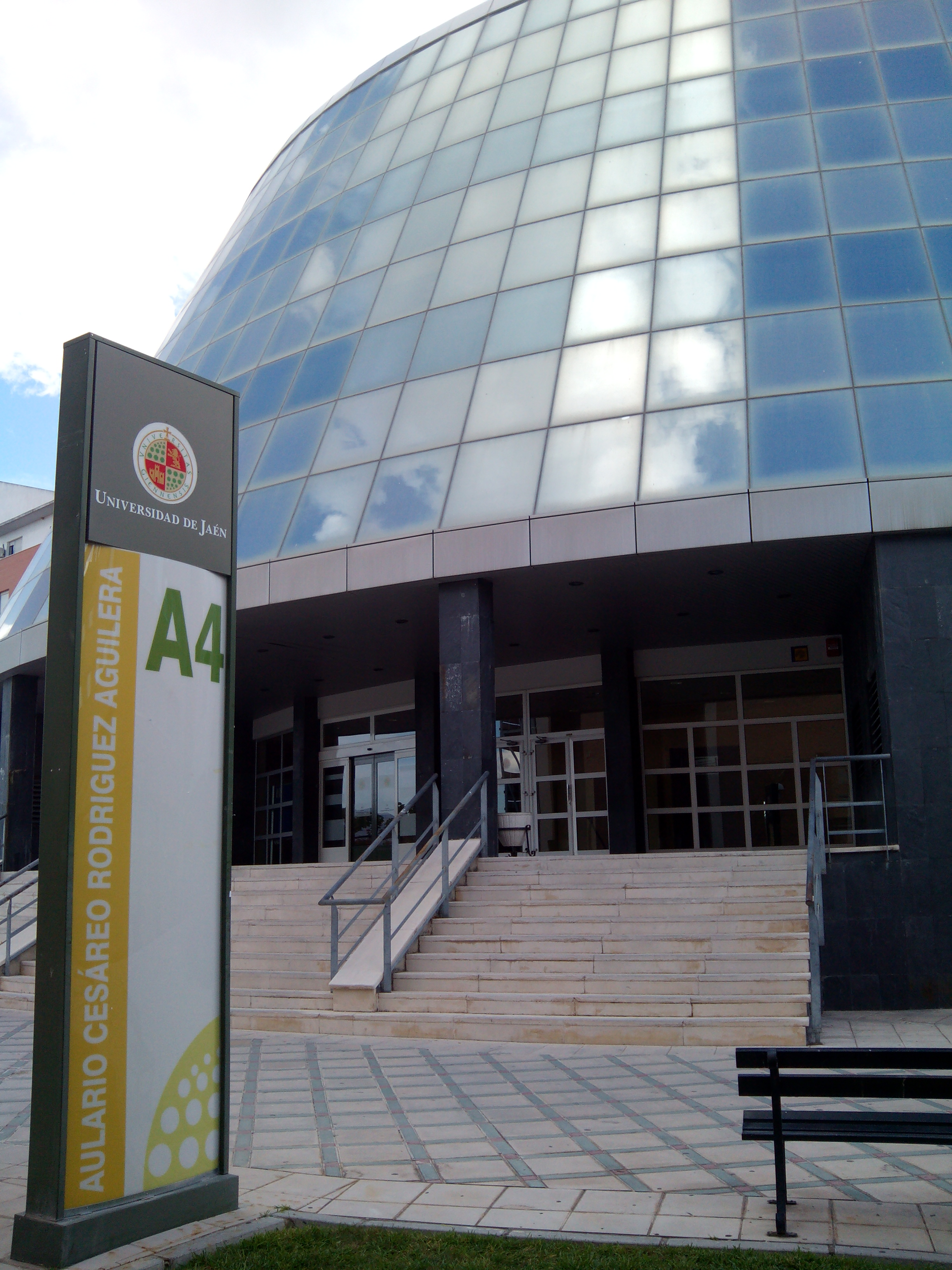
Aulario en la universidad
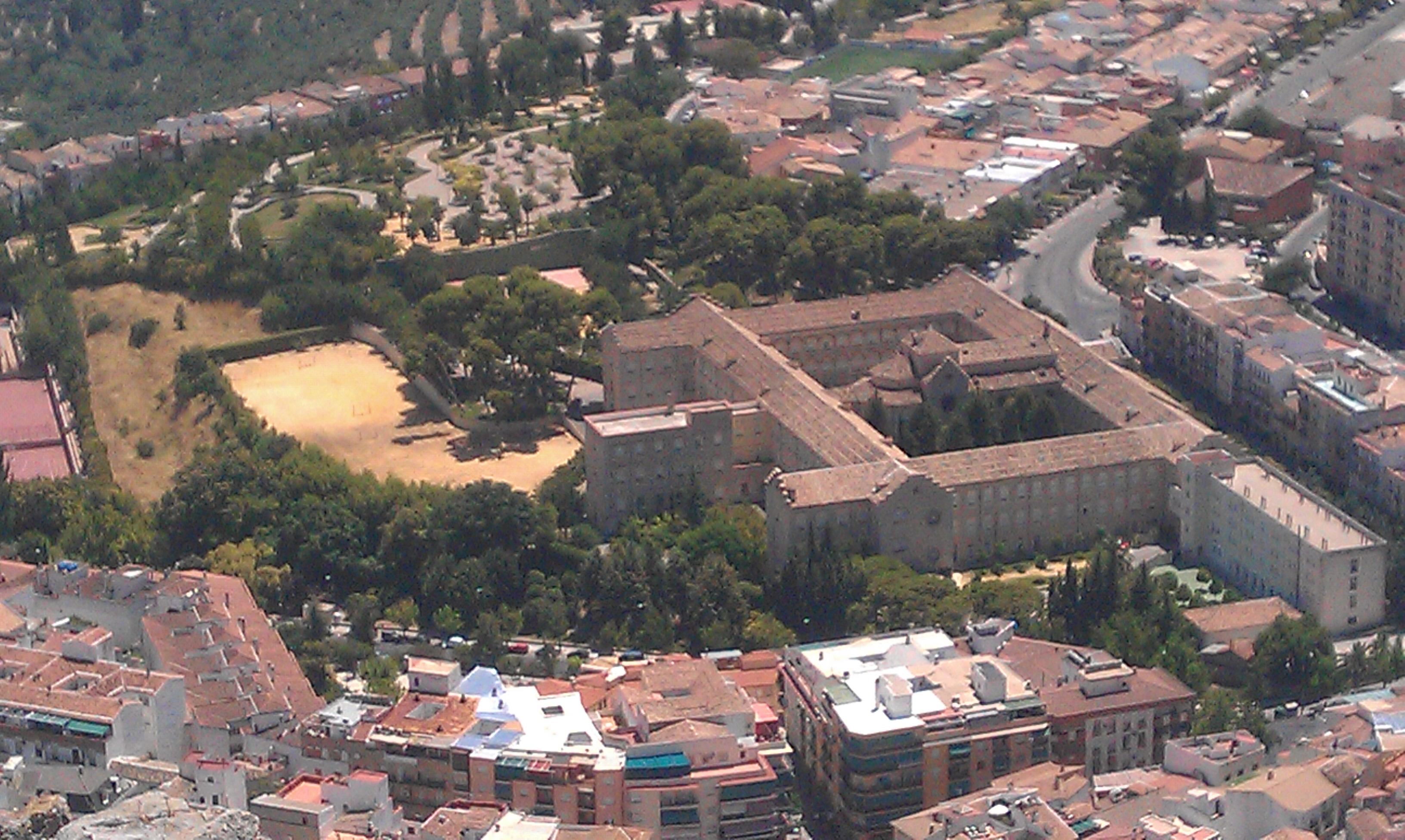
Seminario diocesano

### Sanidad

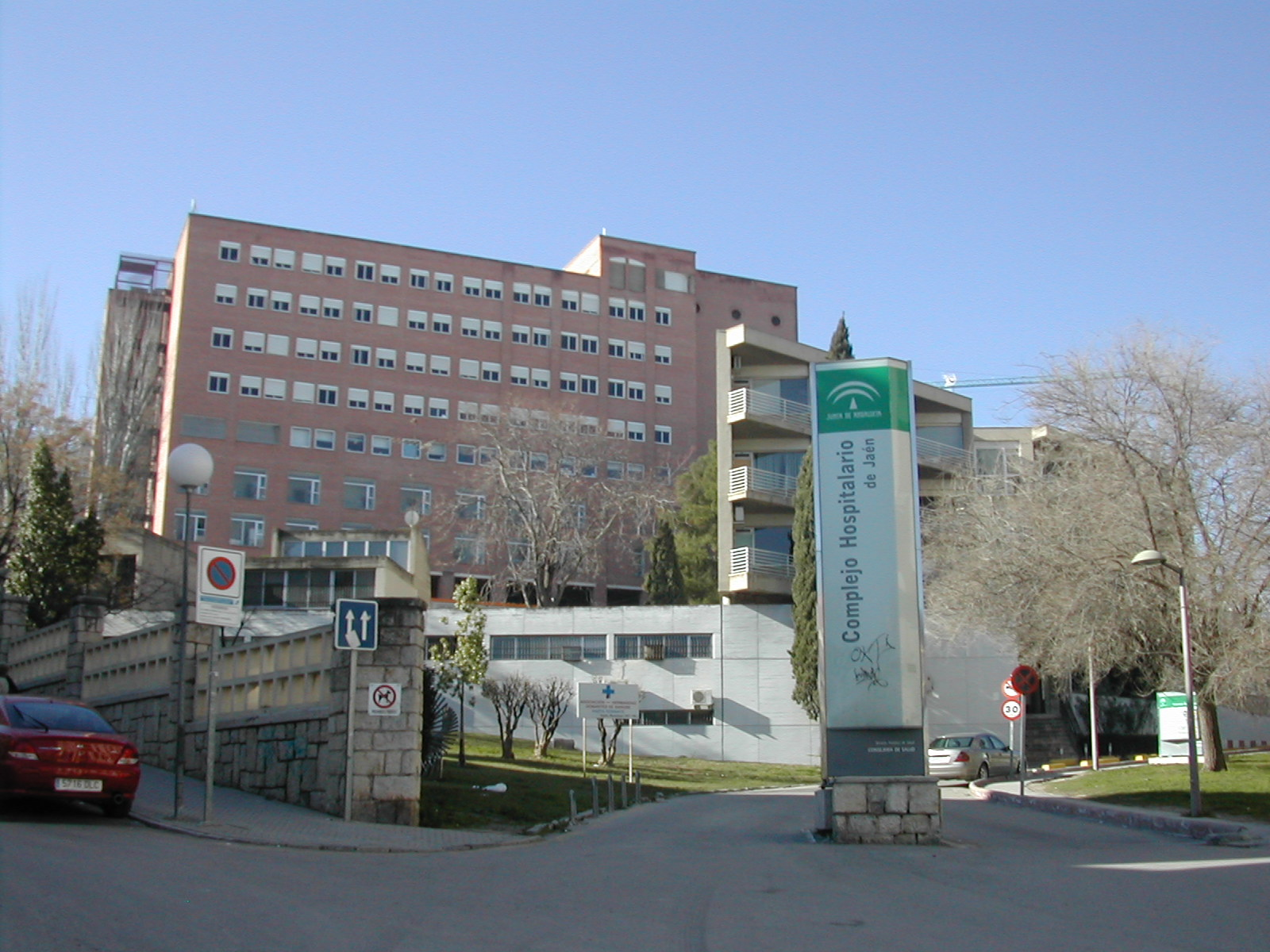
Complejo Hospitalario de Jaén

El sistema sanitario de Jaén está dividido entre las prestaciones que hace el sistema público de salud, gestionado por el SAS, y las prestaciones que realiza la medicina privada mediante consultas particulares de los médicos, o a través de las prestaciones que realizan las diferentes mutuas privadas como, Sanitas, Asisa o Caser. La Ley 2/1998 de Salud de Andalucía divide la atención sanitaria en dos tipos: Primaria y especializada.
La atención primaria en la provincia de Jaén se divide según el «Mapa Sanitario de Andalucía» en 4 distritos, que a su vez se dividen en 29 zonas básicas de salud, correspondiendo a la capital el distrito de atención primaria Jaén. A su vez la capital jiennense dispone para la atención primaria de 7 centros de salud y un consultorio auxiliar.
La atención especializada ofrece medios técnicos y humanos de diagnóstico, tratamiento y rehabilitación adecuados que, por su especialización o características, no pueden resolverse en el nivel de atención primaria. Para la atención especializada programada y urgente se dispone de una red hospitalaria y centros de especialidades. Los centros públicos dependientes del Servicio Andaluz de Salud son hospitales universitarios, puesto que cuentan con acreditación docente. La ciudad es sede del Complejo Hospitalario de Jaén. El mayor problema respecto a la asistencia hospitalaria es el gran tamaño de la población a la que atiende, por lo que existe el proyecto de construir una nueva ciudad sanitaria. Además, en la ciudad hay diez policlínicas y cuatro centros sanitarios privados: Sanatorio Médico Quirúrgico Cristo Rey, Clínica La Inmaculada, Clínica las Nieves e Iniciativas Sanitarias de Jaén S. L.
El Complejo Hospitalario de Jaén cuenta con 785 camas, y se encuentra dividido entre los hospitales «médico-quirúrgico», «materno-infantil», «neuro-traumatológico» y «doctor Sagaz Zubelzu, El Neveral».

### Seguridad ciudadana
En Jaén está operativo el sistema de emergencias 112, al igual que en el resto de la Unión Europea, que mediante un número de teléfono gratuito 112, atiende cualquier situación de urgencias en materia sanitaria o desastre, extinción de incendios, salvamento, seguridad ciudadana y protección civil. Los teleoperadores de 112 Andalucía atienden las llamadas de urgencia y emergencia en español, inglés, francés o alemán, incorporando además la atención de llamadas en árabe.
La estrategia de seguridad ciudadana que se establece en Jaén, ante grandes acontecimientos de movilización y reunión de personas, tales como la fiesta de la primavera, Semana Santa y las ferias de junio y octubre, o encuentros de fútbol de alto riesgo como los de la máxima rivalidad provincial, u otros de gran tensión e interés, se planifica por un organismo denominado «Junta Local de Seguridad Ciudadana», cuyo teléfono de contacto es el 112, del cual forman parte las fuerzas de seguridad de la policía nacional, policía local, protección civil y bomberos. Además, colaboran en el mantenimiento de la seguridad ciudadana en las competencias y responsabilidades que tienen: la guardia civil, la cruz roja y el servicio de emergencias sanitarias conocido en España como 061.
La sede del centro de emergencias 112 Andalucía en Jaén se encuentra en un moderno edificio situado en la avenida de Barcelona de la capital. Desde esta sede se gestionan las emergencias en materia sanitaria, extinción de incendios y salvamento, seguridad ciudadana y protección civil de la provincia.

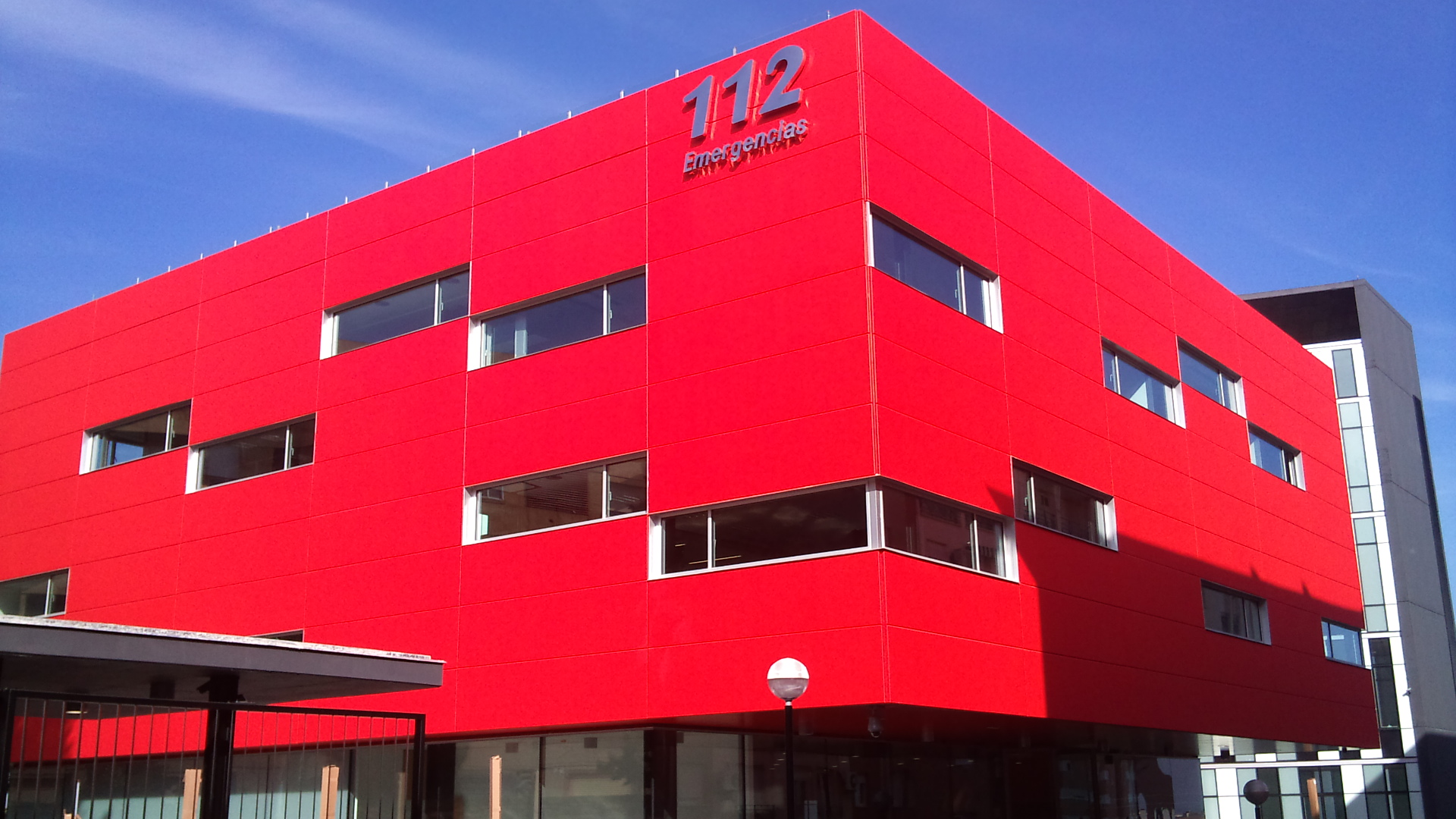
Sedes del 112 y la policía autonómica
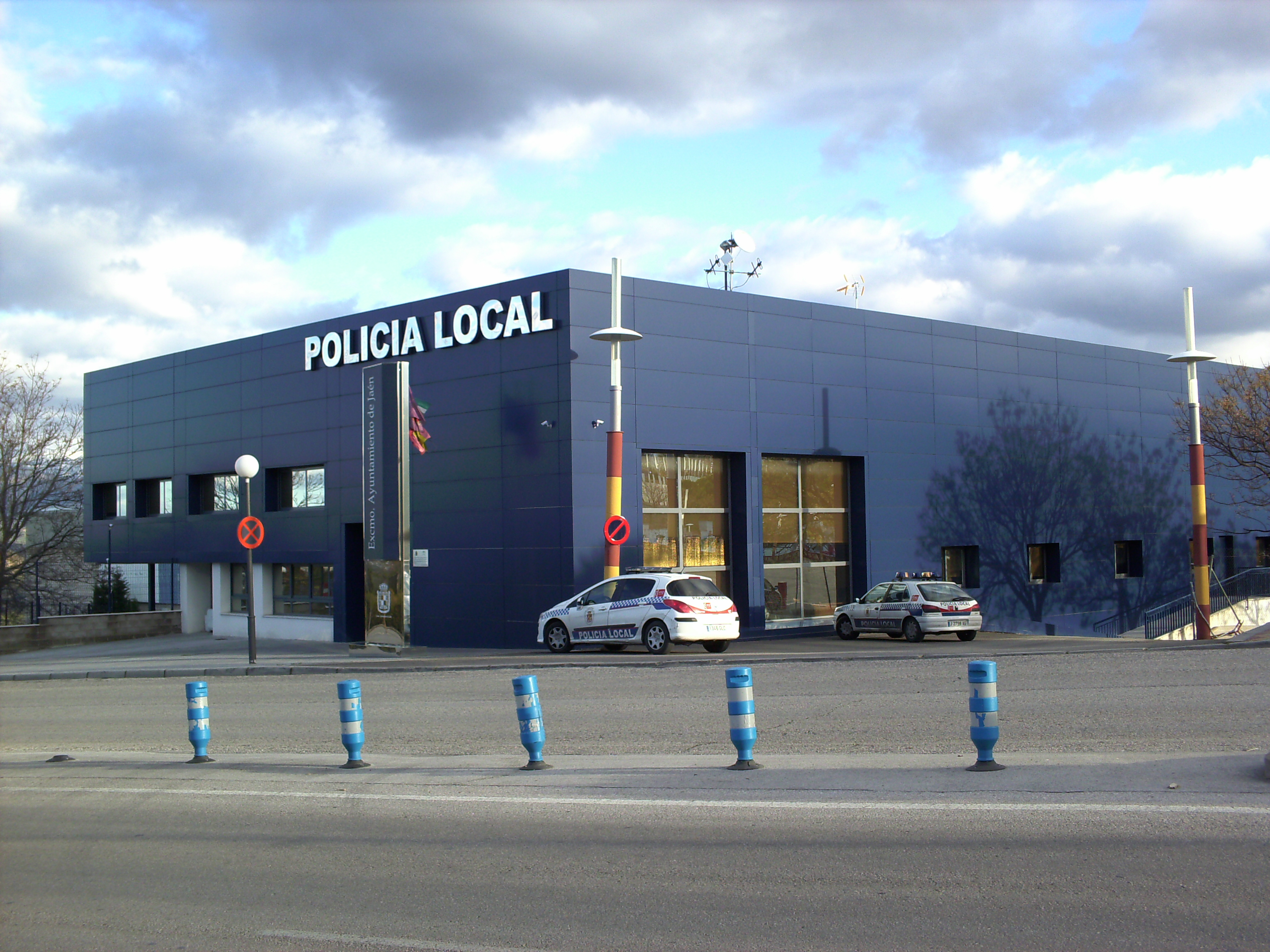
Sede de la policía local
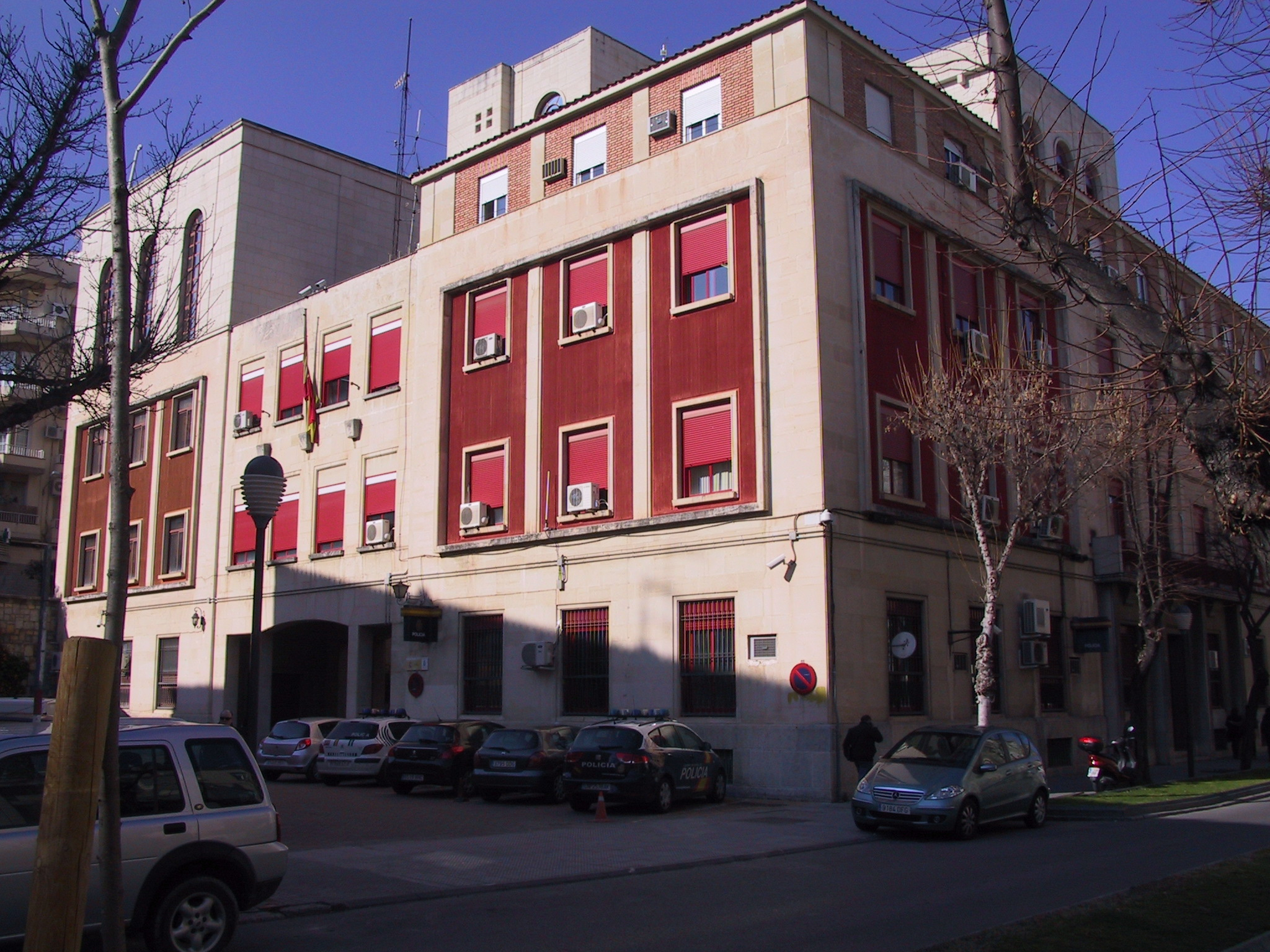
Comisaría de la Policía Nacional
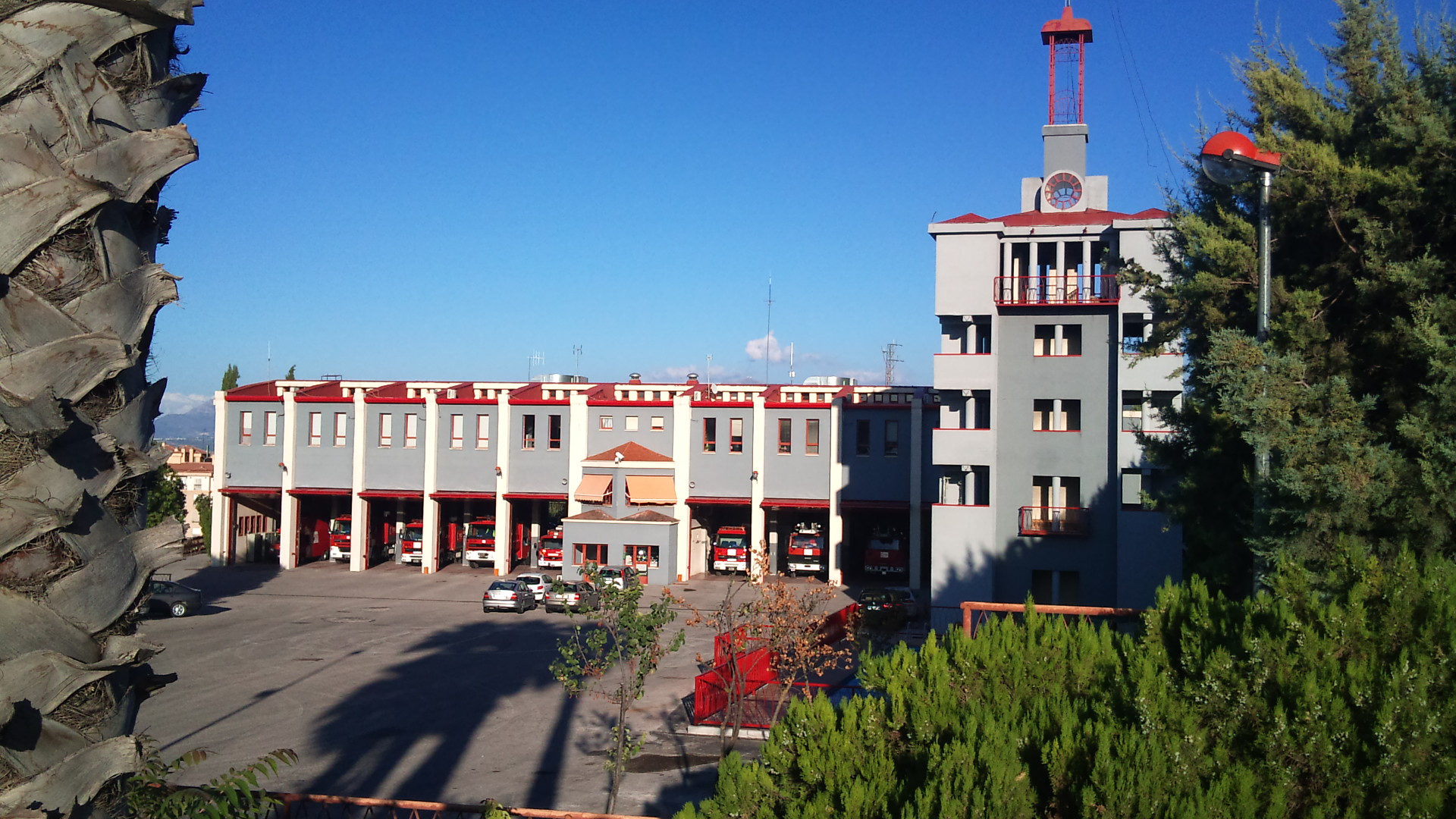
Parque de bomberos de Jaén

### Servicios sociales
Los servicios sociales que se ofrecen en la ciudad de Jaén incluyen la prestación de los servicios de protección, tutela y promoción social de personas o grupos de población más desfavorecida, tanto desde el ámbito local, de la comunidad autónoma o de entidades privadas benéficas, tales como caritas, cruz roja u otras ONGs. Se dividen en los llamados «servicios sociales comunitarios» y los «servicios sociales especializados».
Los «servicios sociales comunitarios» en la ciudad están gestionados por el área de asuntos sociales del ayuntamiento. Los servicios sociales que se realizan tienen diferentes grupos de acción diferenciados: información, acción social, atención a inmigración y temporeros, ayuda a domicilio, cooperación social y atención a la dependencia.
Los «servicios sociales especializados» atienden las necesidades más concretas, específicas y pormenorizadas y se desarrollan en: escuelas municipales de verano, plan de accesibilidad, teleasistencia domiciliaria, programa de experiencias profesionales para el empleo (EPES), centro para la atención a hijos/as de inmigrantes temporeros, programa de rehabilitación autonómica de vivienda, servicio municipal de podólogos a domicilio, servicio municipal de comida a domicilio para personas mayores, servicio de atención a domicilio (SAD), programa Ciudades sin drogas, programa de prácticas formativas, microcréditos para pequeñas empresas, oficina de información al inmigrante, servicio municipal de intérpretes de lengua de signos (LSE), dispositivo de atención al inmigrante temporero y biblioteca especializada en asuntos sociales.

### Recolección de residuos sólidos

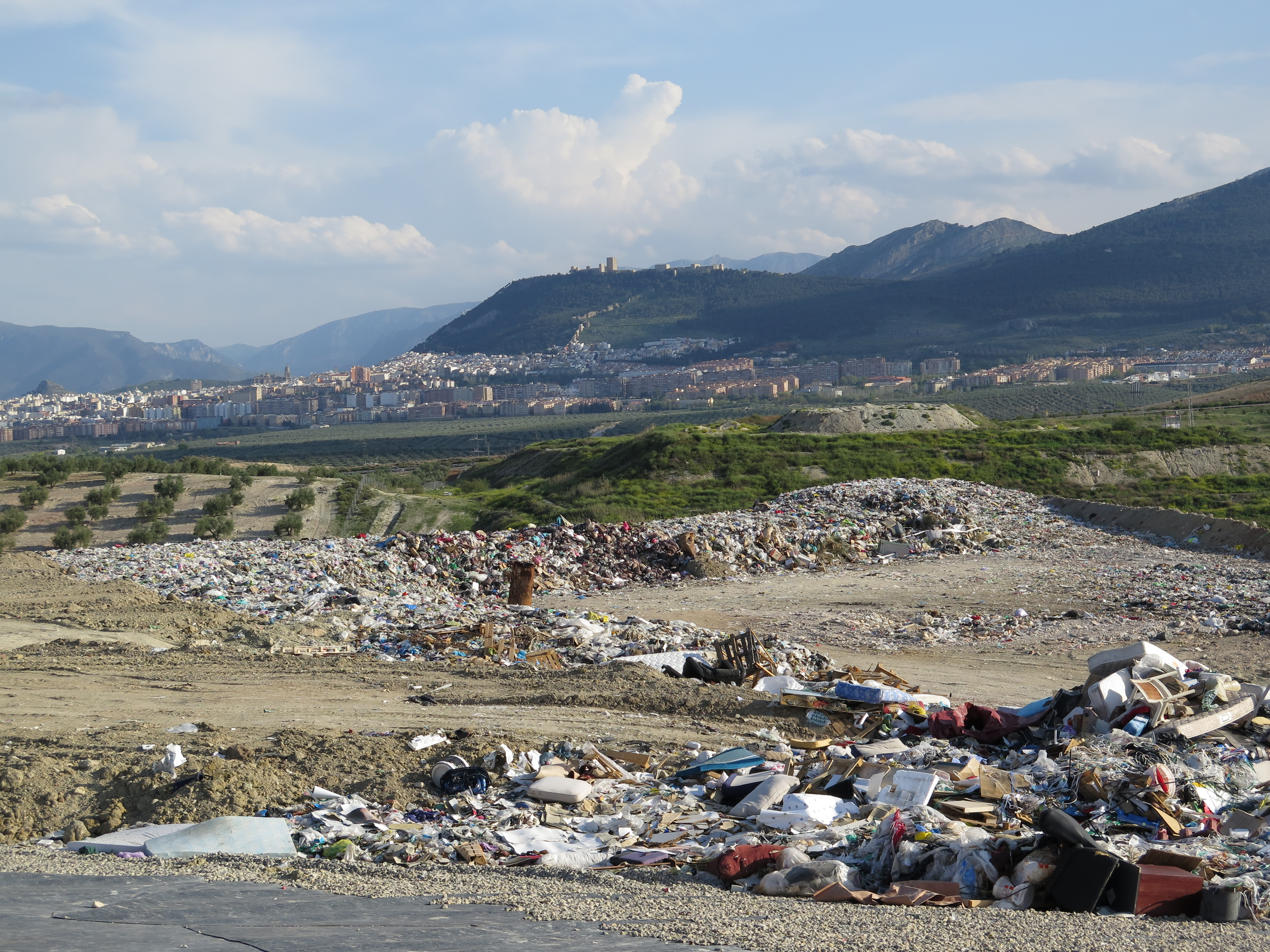
El vertedero municipal de Jaén, en la carretera de Fuerte del Rey

La concesión de este servicio en la ciudad es de la empresa FCC, que se encarga de la recogida de residuos y limpieza viaria, así como del tratamiento y eliminación de residuos sólidos urbanos. En Jaén se realiza una recogida selectiva de basuras mediante contenedores instalados en las vías públicas donde se depositan los envases de vidrio (190 contenedores), papel, plástico (175 contenedores) y residuos orgánicos en contenedores separados (datos del año 2009). También existe un punto limpio, para depositar muebles, electrodomésticos y otros enseres. Cada giennense recicló en 2009 una media aproximada de 6,4 kg de basura al año, destacando la recuperación de papel y cartón que fue de 18,4 kg por habitante y año. En 2013 se reciclaron 895 520 kg de vidrio en la ciudad, dando una media de 7,7 kilogramos de vidrio reciclado por ciudadano. En cuanto a los residuos procedentes de la construcción y la demolición, en octubre de 2017 abrió sus puertas dentro del término municipal una planta de tratamiento de dichos residuos, con una superficie de 21 500 m cuadrados y una capacidad de tratamiento de 40 000 toneladas anuales de residuos, habiendo supuesto una inversión de 1,5 millones de euros.

### Abastecimiento
Energía
El suministro energético a la ciudad de Jaén y su área metropolitana está de acuerdo con los objetivos que establece el «Plan Andaluz de Sostenibilidad Energética 2007-2013», aprobado en el año 2006.
La distribución de la electricidad en Jaén la realiza Endesa-Distribución, del grupo Endesa, que absorbió a Sevillana de Electricidad en los años 1990. El consumo total de energía eléctrica en 2013 fue de 412 793 MWh, de los que 186 242 MWh correspondieron al consumo residencial. La ciudad cuenta además con un parque solar de 18 ha compuesto por 41 000 módulos fotovoltaicos que suministran 756 MW al año.
Jaén y su provincia se abastecen de combustibles derivados del petróleo (gasolina y gasóleo) desde las instalaciones de almacenamiento que la Compañía Logística de Hidrocarburos (CLH) posee en Córdoba. El transporte del combustible desde está ciudad a las gasolineras de Jaén y su provincia, se realiza mediante camiones cisterna, puesto que la empresa CLH tiene concertados contratos de servicios logísticos para la utilización de sus instalaciones con la mayor parte de los operadores (gasolineras) que hay en la provincia.
El gas natural que se consume en Jaén proviene principalmente de Argelia, y es transportado por una red básica en alta presión responsabilidad de Enagás, desde donde se distribuye a viviendas e industrias por las instalaciones de Gas Andalucía. El consumo de gas natural se ha ido incrementando a medida que se van construyendo las redes de distribución a las viviendas. Según Gas Andalucía, en 2005 consumieron gas natural un total de 8090 viviendas, con un abastecimiento a 32 300 giennenses aproximadamente. Uno de los objetivos del «Plan Energético de Andalucía» es impulsar el consumo de gas natural frente a otros productos.
Agua potable

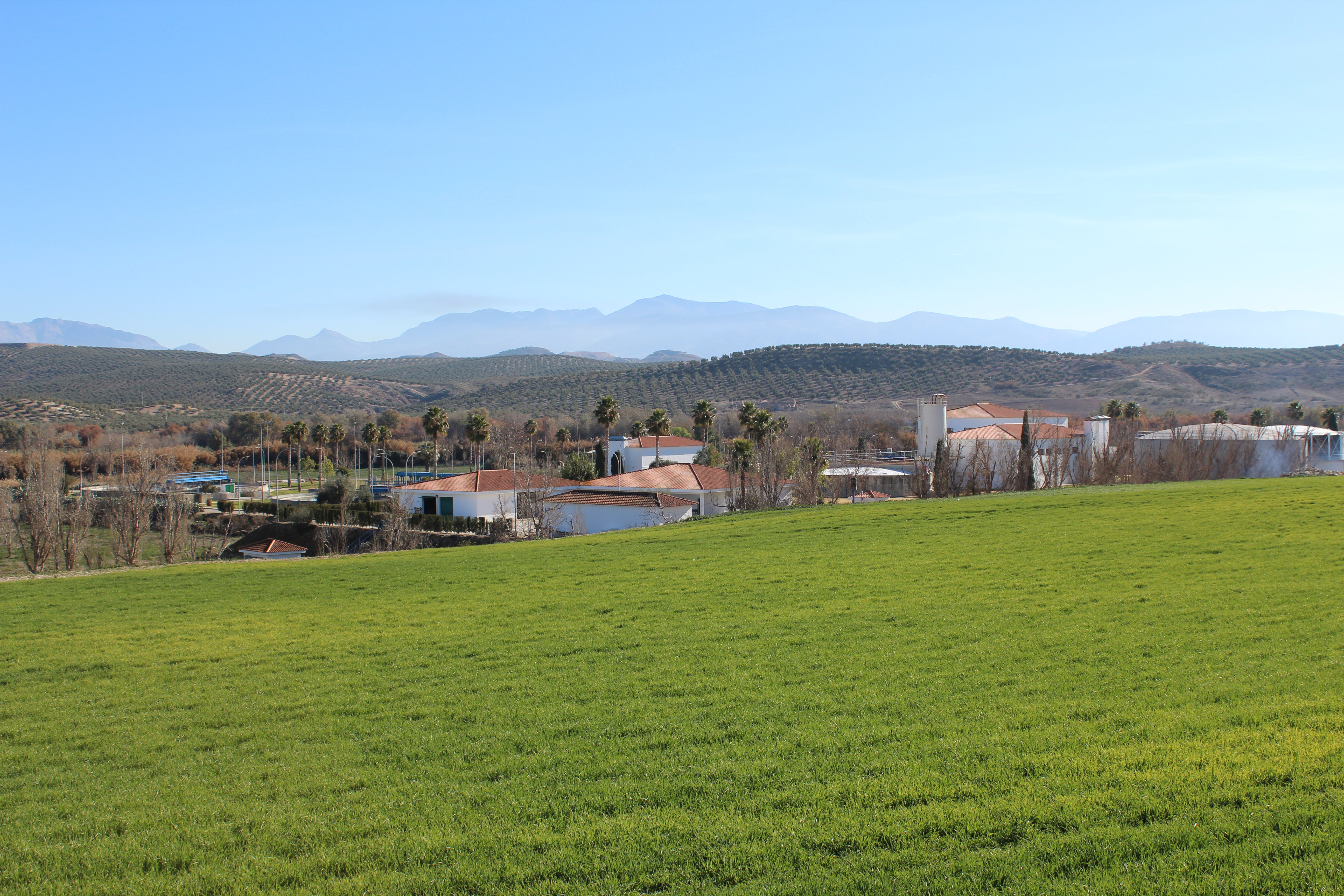
EDAR Santa Catalina, al norte de la ciudad, junto al río Guadalbullón

El abastecimiento de agua potable a Jaén lo realiza el «Servicio municipal de aguas de Jaén, Acualia», perteneciente al grupo Fomento de Construcciones y Contratas, S. A., empresa que obtuvo, en julio de 1996 la concesión de la gestión del servicio municipal de abastecimiento de agua, alcantarillado y depuración de aguas residuales, tras concurso municipal. El agua suministrada a la ciudad procede tanto del pantano del Quiebrajano, que puede acumular hasta 31,6 hm³ y suministra 500 l/s, como de los diferentes sondeos que se disponen por la ciudad: Mingo I, Mingo II, Peñas de Castro, Santa Catalina y El Tomillo, suministrando entre todos 6,35 hm³ al año.
El agua es tratada en la estación de tratamiento de agua potable (ETAP) por la Confederación Hidrográfica del Guadalquivir (CHG), y posteriormente almacenada en nueve depósitos distribuidos por zonas altas de la ciudad desde donde se distribuye por la red de abastecimiento. Por otro lado, la depuración de aguas residuales se realiza en las estaciones de depuración de aguas residuales (EDAR), donde se elimina la contaminación del agua para su devolución al medio ambiente en condiciones adecuadas, estas estaciones depuran 33 750 m³ al día.

### Transporte y comunicaciones

#### Regulación del tráfico urbano

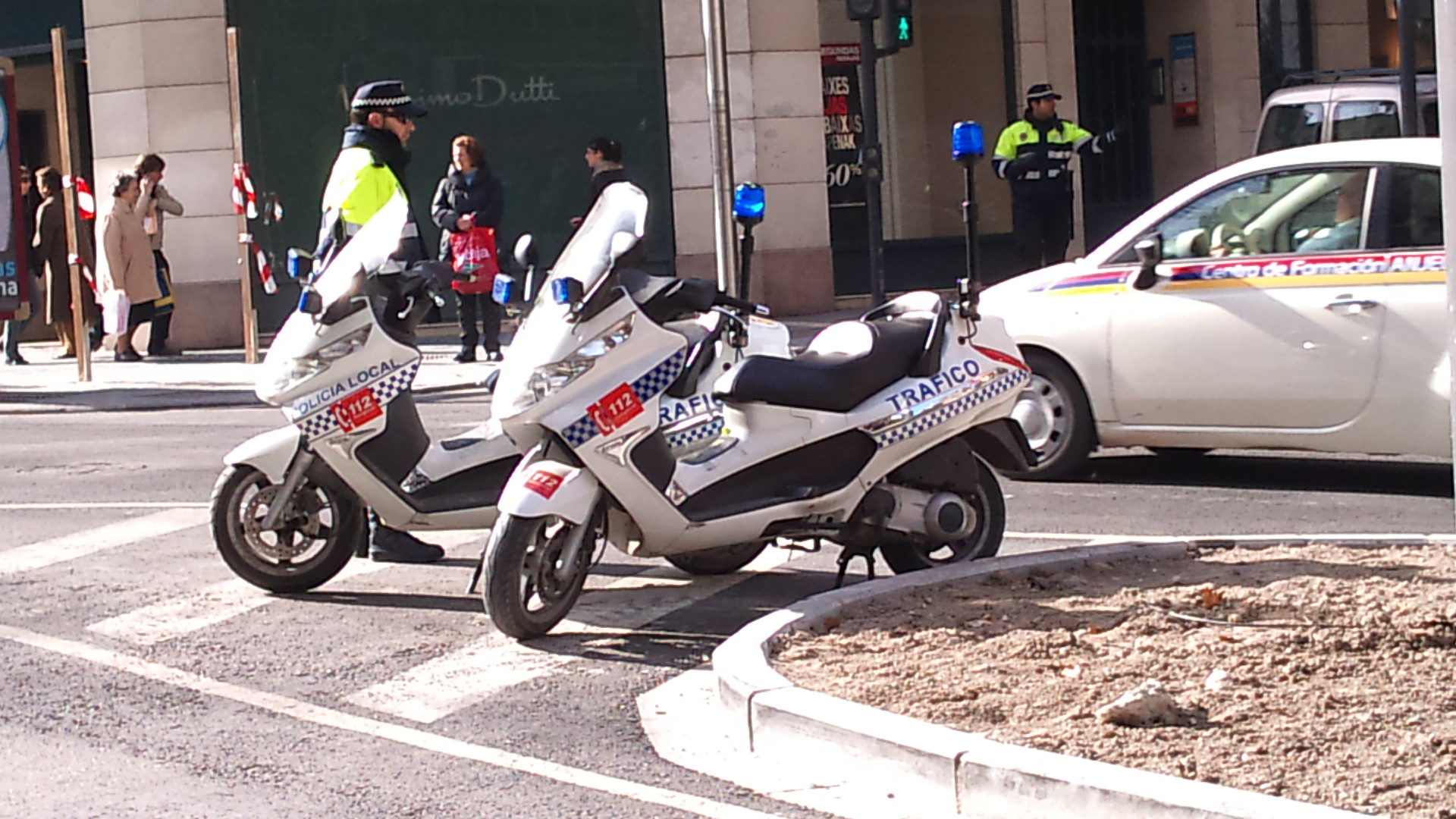
Patrulla de la policía local regulando el tráfico en un cruce

El artículo 7 de la Ley sobre Tráfico, Circulación y Seguridad Vial atribuye a los municipios unas competencias suficientes para permitir, entre otras, la inmovilización de los vehículos, la ordenación y el control del tráfico y la regulación de sus usos. En febrero del año 2008 se creó el consorcio de transportes del área metropolitana de Jaén con el fin de coordinar los medios de transporte en todo el ámbito metropolitano.
En la ciudad existe un parque automovilístico a razón de 432 automóviles por cada 1000 habitantes siendo superior a la razón provincial que es sólo de 378 automóviles por cada 1000 habitantes, de acuerdo con los datos existentes en la base de datos del «Anuario Económico de España 2011», publicado por La Caixa, lo que supone la existencia de 51 417 automóviles. En estos mismos datos se observa un parque de camiones y furgonetas de 12 492 unidades lo que hace suponer un gran número de transportistas de mercancías autónomos o en pequeñas empresas o cooperativas y un importante trasiego de estos vehículos por la ciudad. El resto de vehículos suman 17 363 unidades lo que eleva el parque de vehículos de motor a 81 272 unidades.

#### Red de carreteras y distancias
La red viaria conecta Jaén, que al ser capital de provincia se encuentra comunicada por carretera, con la meseta, el levante, y con el interior de Andalucía y la costa de Andalucía oriental:
| Tipo       | Identificador   | Denominación                                                            | Itinerario |
| ---------- | --------------- | ----------------------------------------------------------------------- | --- |
| Autovías   | A-44 E-902      | Autovía de Sierra Nevada - Costa Tropical                               | Bailén A-4 - Jaén - Granada A-92 - Motril A-7                                                                         |
| Autovías   | A-316           | Autovía del Olivar                                                      | Úbeda A-32 - Baeza - Jaén - Martos - Alcaudete N-432                                                                  |
| Autovías   | J-12            | Acceso Norte a Jaén                                                     | Jaén Ctra. Madrid - Campus Las Lagunillas - Polígono Los Olivares - A-316 A-44 N-323                                  |
| Autovías   | J-14            | Acceso Este a Jaén                                                      | Jaén Avda. Granada - Estadio de la Victoria - IFEJA - Olivo Arena - A-44 N-323                                        |
| Otras vías | N-323           | Carretera de Bailén al Puerto de Motril                                 | Bailén N-IV - Jaén - Granada - N-340 - Motril                                                                         |
| Otras vías | A-311           | Carretera de Jaén a Andújar                                             | Jaén - A-316 - Garcíez - Fuerte del Rey - Lahiguera - Andújar A-4                                                     |
| Otras vías | A-6050          | Carretera de Jaén a Castillo de Locubín                                 | Jaén - Los Villares - Valdepeñas de Jaén - Castillo de Locubín - N-432                                                |
| Otras vías | A-6001          | Carretera de conexión Jaén- A-316 por Cerro Molina                      | Jaén N-323 - Cerro Molina - Mancha Real - A-316                                                                       |
| Otras vías | JA-3200         | Carretera de Jaén a La Guardia                                          | Jaén Avda. Granada - Polígono Quiebracántaros - Puente Jontoya - Ciudad jardín Entrecaminos - La Guardia de Jaén      |
| Otras vías | JA-3102 JV-3012 | Carretera de Jaén a Puente Tablas \|\| Puente Tablas a Torrequebradilla | Jaén Avda. Antonio Pascual Acosta - Campus Las Lagunillas - C.C. Jaén Plaza - Puente Tablas - Torrequebradilla A-6000 |
| Otras vías | JA-3303         | Carretera de Jaén al Neveral                                            | Jaén Ctra. Circunvalación - Castillo de Santa Catalina - Hospital El Neveral                                          |

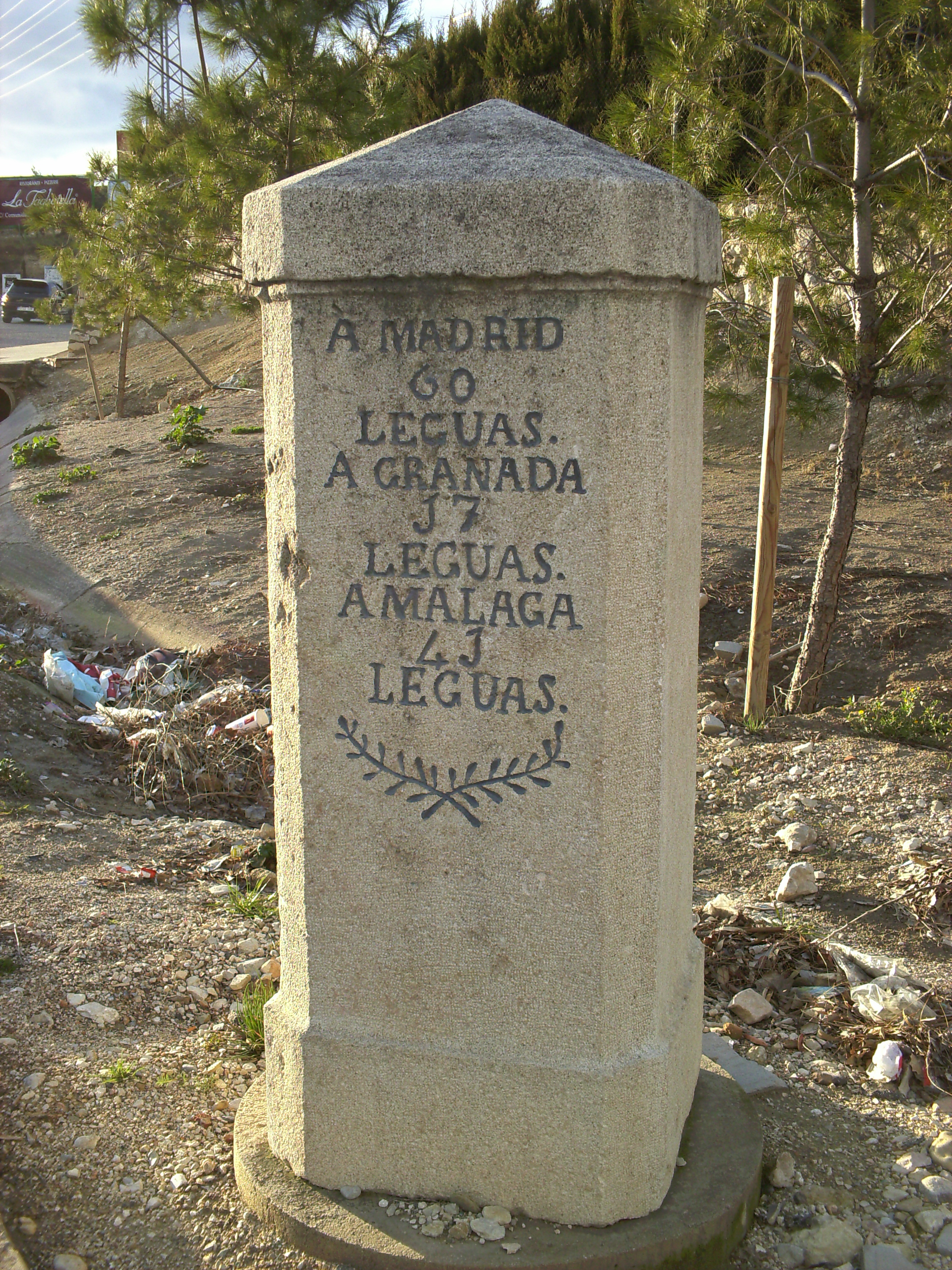
Antiguo hito que marca las distancias de Jaén a otras ciudades

Jaén se encuentra desplazada hacia el suroeste respecto al centro geográfico de la provincia, además, se encuentra al noreste de la comunidad autónoma. La siguiente tabla muestra las distancias entre Jaén y las localidades más importantes de la provincia, el resto de capitales de provincias andaluzas y algunas del resto de España.
| Ciudades | Distancia (km) | Ciudades    | Distancia (km) | Ciudades       | Distancia (km) |
| -------- | -------------- | ----------- | -------------- | -------------- | -------------- |
| Granada  | 99             | Ciudad Real | 179            | Martos         | 21             |
| Córdoba  | 104            | Albacete    | 264            | Andújar        | 45             |
| Málaga   | 209            | Madrid      | 335            | Linares        | 45             |
| Almería  | 228            | Murcia      | 340            | Baeza          | 48             |
| Sevilla  | 242            | Valencia    | 445            | Úbeda          | 56             |
| Huelva   | 336            | Zaragoza    | 660            | Alcalá la Real | 77             |
| Cádiz    | 367            | Barcelona   | 804            | Cazorla        | 100            |

#### Ferrocarril

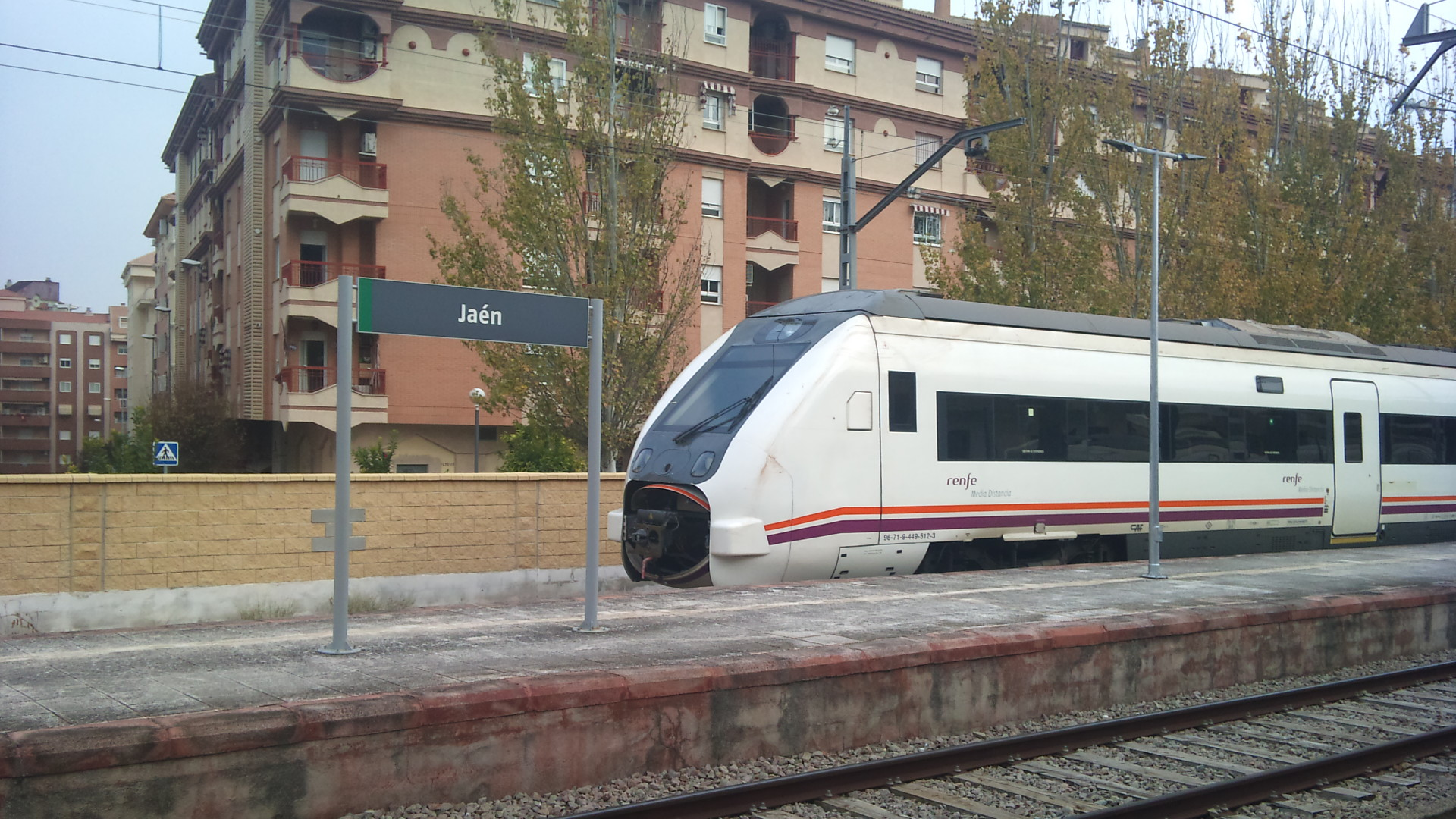
Ferrocarril de Renfe en la estación de trenes de Jaén

La Estación de Jaén, perteneciente a Adif, es uno de los puntos ferroviarios más importantes de la provincia, junto con la estación Linares-Baeza y la estación de Espeluy. Se encuentra ubicada en una situación privilegiada, en la zona de expansión norte. 
Entre los planes a futuro de la estación se encuentran la puesta en marcha de la línea de alta velocidad Madrid-Jaén, actualmente paralizada, que permitirá conectar la ciudad con el corredor central de transporte de mercancías.
También se proyecta el traslado de la estación a las afueras de la ciudad para construir una estación intermodal evitando así que las vías del tren, a su paso por la ciudad por un tramo de dos kilómetros, estrangulen el desarrollo urbanístico de la ciudad y favoreciendo que la estación de Jaén deje de ser estación terminal con la futura conexión con Granada. Dicha estación intermodal integraría a los distintos medios de transporte (ferrocarril, autobuses urbanos e interurbanos, taxis y futura red de cercanías hacia Martos y tranvía) y conectará la ciudad con la alta velocidad. No obstante, todos los planes se encuentran paralizados en la actualidad.
En la actualidad, la estación de Jaén presta dos servicios de media distancia, recogidos en la siguiente tabla:
| Línea    | Trayecto | Frecuencias      | Duración                        |
| -------- | --- | ---------------- | ------------------------------- |
| Línea 58 | Jaén > Mengíbar-Artichuela > Linares - Baeza > Vilches - Almuradiel-Viso del Marqués > Santa Cruz de Mudela > Valdepeñas > Manzanares > Alcázar de San Juan > Aranjuez > Madrid-Atocha > Madrid-Chamartín                                                                | 4 trenes diarios | Aproximadamente 4 horas         |
| Línea 66 | Jaén > Espeluy > Andújar > Villa del Río - Córdoba > Posadas > Palma del Río > Peñaflor > Lora del Río > Sevilla-Santa Justa > Sevilla-San Bernardo > Dos Hermanas > Utrera > Lebrija > Jerez de la Frontera > El Puerto de Santa María > San Fernando-Bahía Sur > Cádiz | 4 trenes diarios | Aproximadamente 5 horas y media |

#### Autobuses interurbanos
La estación de autobuses de Jaén es un edificio de arquitectura regional racionalista del Movimiento Moderno diseñado en la década de 1940 y que se encuentra protegido. La estación está conectada a través de líneas regulares de autobuses interurbanos, tanto provinciales como interprovinciales, con las principales capitales españolas. El 25 de septiembre del 2009 fue inaugurada la última remodelación del inmueble.

#### Autobuses urbanos

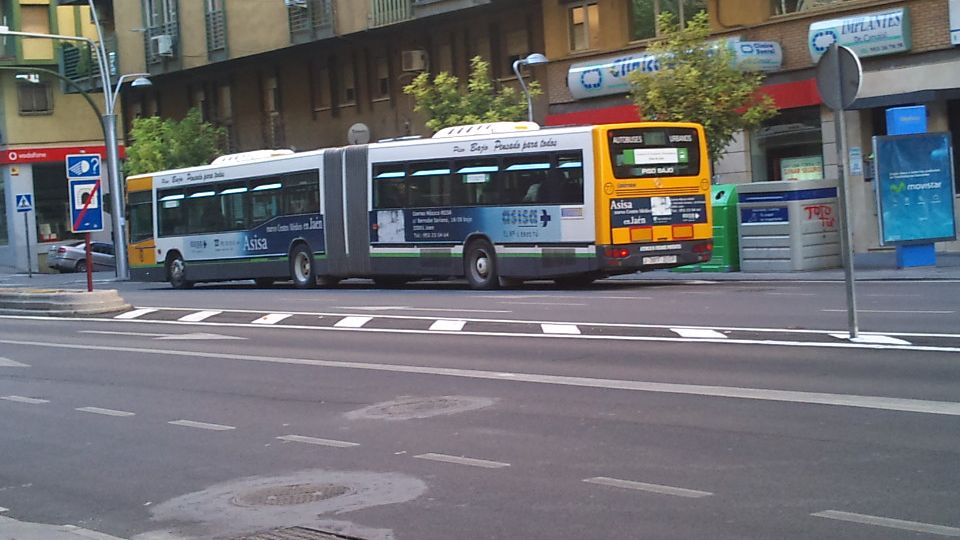
Autobús urbano

El servicio de autobús urbano de Jaén estuvo gestionado por la empresa privada Autocares Castillo S.A. mediante una concesión que duró sesenta años, entre 1961 y 2021. Durante esta etapa, los autobuses urbanos se caracterizaban por su color amarillo.
Desde el 8 de octubre de 2021, la empresa ALSA desarrolla la concesión del servicio, renovando la imagen del mismo y utilizando el color violeta, color propio de la ciudad. Los autobuses urbanos de Jaén cuentan con 21 líneas que conectan los diferentes barrios de la capital, pudiéndose usar en ellas la tarjeta del consorcio metropolitano.
| Línea | Trayecto                                                                        |
| ----- | ------------------------------------------------------------------------------- |
| 1     | Peñamefécit - Las Fuentezuelas                                                  |
| 4     | Alcantarilla - Glorieta - Centro - Universidad - Centro Comercial               |
| 7     | Circular Centro Comercial - Circunvalación                                      |
| 7     | Puente Tablas                                                                   |
| 8     | Alcantarilla - Centro - Avenida de Andalucía - Fuentezuelas                     |
| 11    | San Felipe - Centro - Hospital - Pol. Olivares                                  |
| 11    | Centro - Las Infantas                                                           |
| 13    | Urbanización Azahar - Centro - Cerro Molina - Puente Jontoya                    |
| 14    | Avenida de Andalucía - Urbanización Azahar - Centro Comercial                   |
| 15    | Magdalena - Centro - Polígono El Valle                                          |
| 16    | El Tomillo - Carretera de Córdoba - Avenida de Andalucía                        |
| 17    | Urbanización Azahar - Fuentezuelas - Universidad - Hospital - Polígono Olivares |
| 19    | Bulevar - Paseo Estación - Centro                                               |
| 20    | Bulevar - Avenida de Andalucía - Peñamefecit - CC La Loma                       |
| 21    | Millán de Priego - Polígono El Valle - Universidad - CC Jaén Plaza - Hospital   |
| 30    | Castillo de Santa Catalina                                                      |
| VAL   | Valdeastillas - Centro                                                          |
| PS    | Puente de la Sierra - Centro                                                    |
| JAB   | Jabalcuz - Centro                                                               |
| NEV   | Neveral                                                                         |
| BÚHO  | Servicio nocturno                                                               |

#### Tranvía

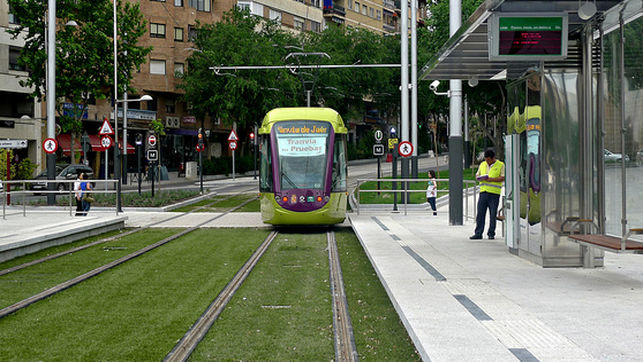
El tranvía de Jaén circulando durante el período de pruebas en mayo de 2011

En abril de 2009 comenzó la construcción la primera línea del tranvía jiennense. Esta primera línea, la línea 1 tiene un recorrido de 5 km y recorre la ciudad conectando el eje centro-norte, desde Vaciacostales hasta el centro, discurriendo por la avenida de Madrid, la calle Dr. García Triviño, y el paseo de la Estación. Hubo proyectos de integrar el tranvía en la red transporte del área metropolitana con la construcción de una segunda línea que conectase la capital con otras localidades cercanas.
Pese a ser inaugurado el 3 de mayo de 2011, el servicio de tranvía cesó su actividad tan solo 17 días después. En un primer momento, la paralización del servicio se produjo a causa de una denuncia por competencia desleal de la entonces empresa concesionada de los autobuses de la ciudad: Autocares Castillo S.A. Un mes después, el nuevo gobierno del ayuntamiento de la ciudad decidió no retomar el servicio ante el alto coste que suponía para las arcas de la ciudad, que se encontraba severamente afectada por la crisis económica del momento.
El tranvía vio varios intentos de reactivación durante los años siguientes. A inicios de la década de los 2020 se empezaron a tomar medidas más concretas, y en noviembre de 2024, el tranvía de Jaén volvió a circular en pruebas por las calles de la ciudad. La Junta de Andalucía espera poder reanudar el servicio en 2025.

| << Origen            | Línea | Destino >>    |
| -------------------- | ----- | ------------- |
| Paseo de la Estación |       | Vaciacostales |

#### Taxis

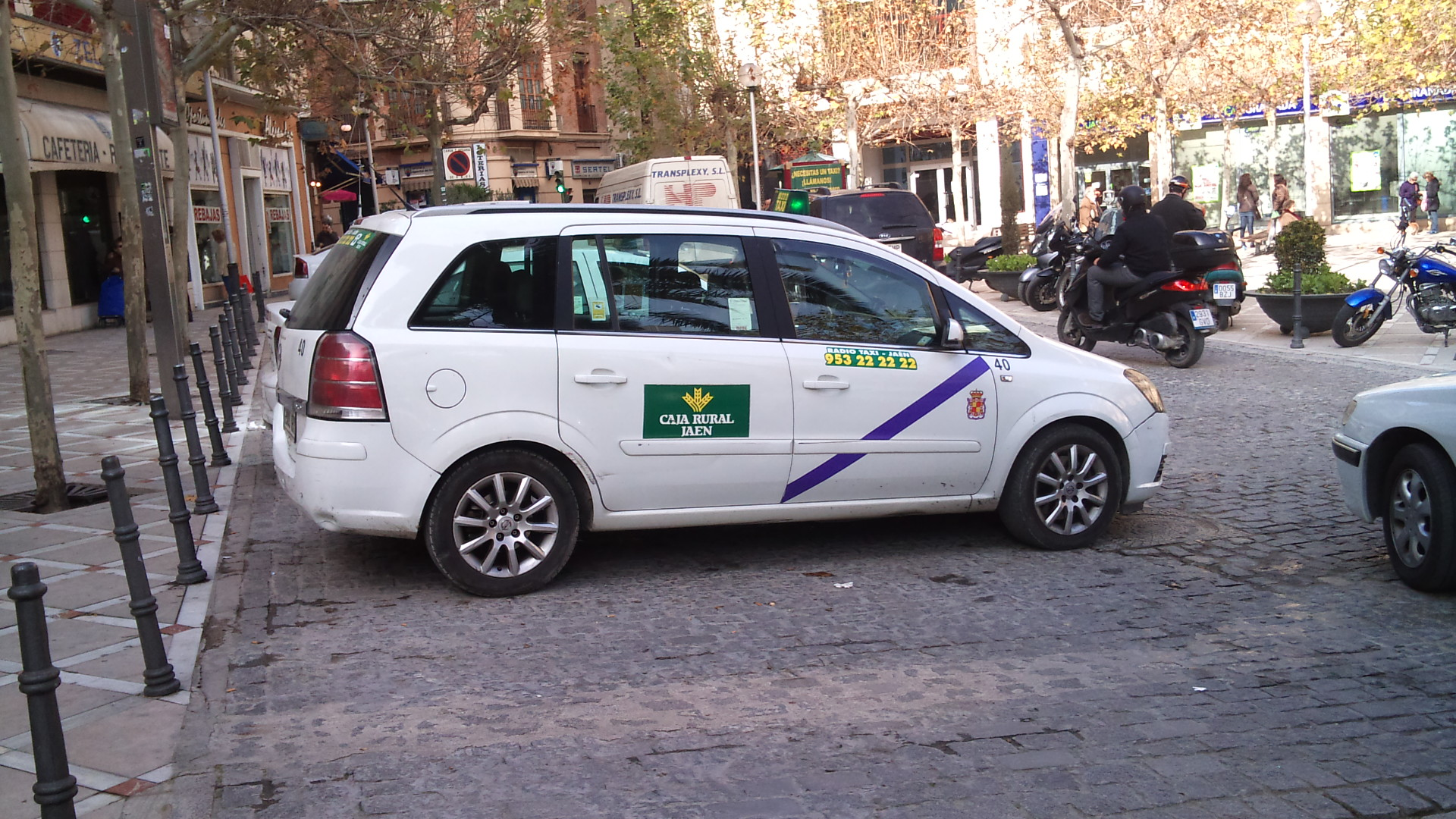
Taxi de la ciudad de Jaén

Los taxis en Jaén se caracterizan por ser de color blanco y una banda oblicua de color morado a ambos lados, junto con el escudo de la ciudad. Hay un parque de 127 taxis que conectan los diferentes barrios de la capital, de modo que la ciudad tiene un promedio de 1,1 taxis por cada mil habitantes. Desde 2010, existen en la ciudad dos asociaciones, cada una con un número de teléfono propio, son: «Radiotaxi Jaén» y «Taxi Jaén».

#### Carril-bici
La red de carril-bici en Jaén es muy escasa, y solo existen varios tramos que discurren por la carretera de Torrequebradilla y la avenida Ben Saprut bordeando la universidad hasta la carretera de Madrid, desde donde se prolonga hasta Vacíacostales. También existe un carril que discurre por la avenida de Andalucía desde la plaza de Blas Infante hasta la urbanización Azahar y otro con recorrido circular en el parque Andrés de Vandelvira. En el futuro se construirán más de 20 km de carril-bici en la ciudad, que comenzarán con el tramo de 7 km entre la ciudad y Los Villares. En enero de 2025, se inauguró una extensión del carril bici en la Ronda Sur de la ciudad.

#### Transporte aéreo
La provincia de Jaén no tiene aeropuerto propio, siendo el más cercano el de Granada, en la vecina provincia homónima. Está situado junto a la A-92, varios kilómetros al oeste del enlace con la A-44 proveniente de Jaén, en la localidad de Chauchina, y cuenta con vuelos nacionales a ciudades como Madrid, Barcelona, Palma de Mallorca y Melilla, así como vuelos internacionales a ciudades como París y Roma.

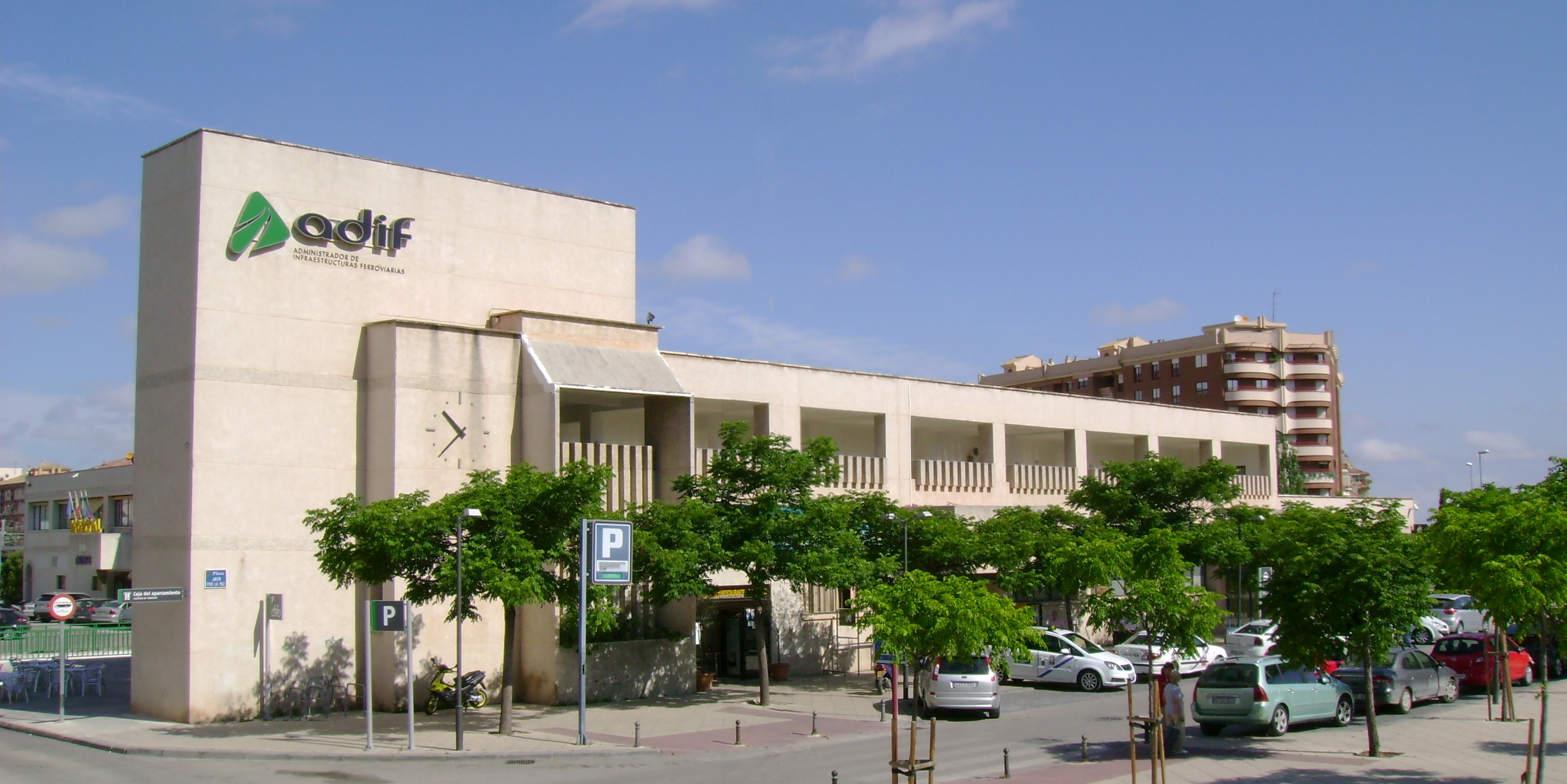
Estación de ferrocarril de Jaén
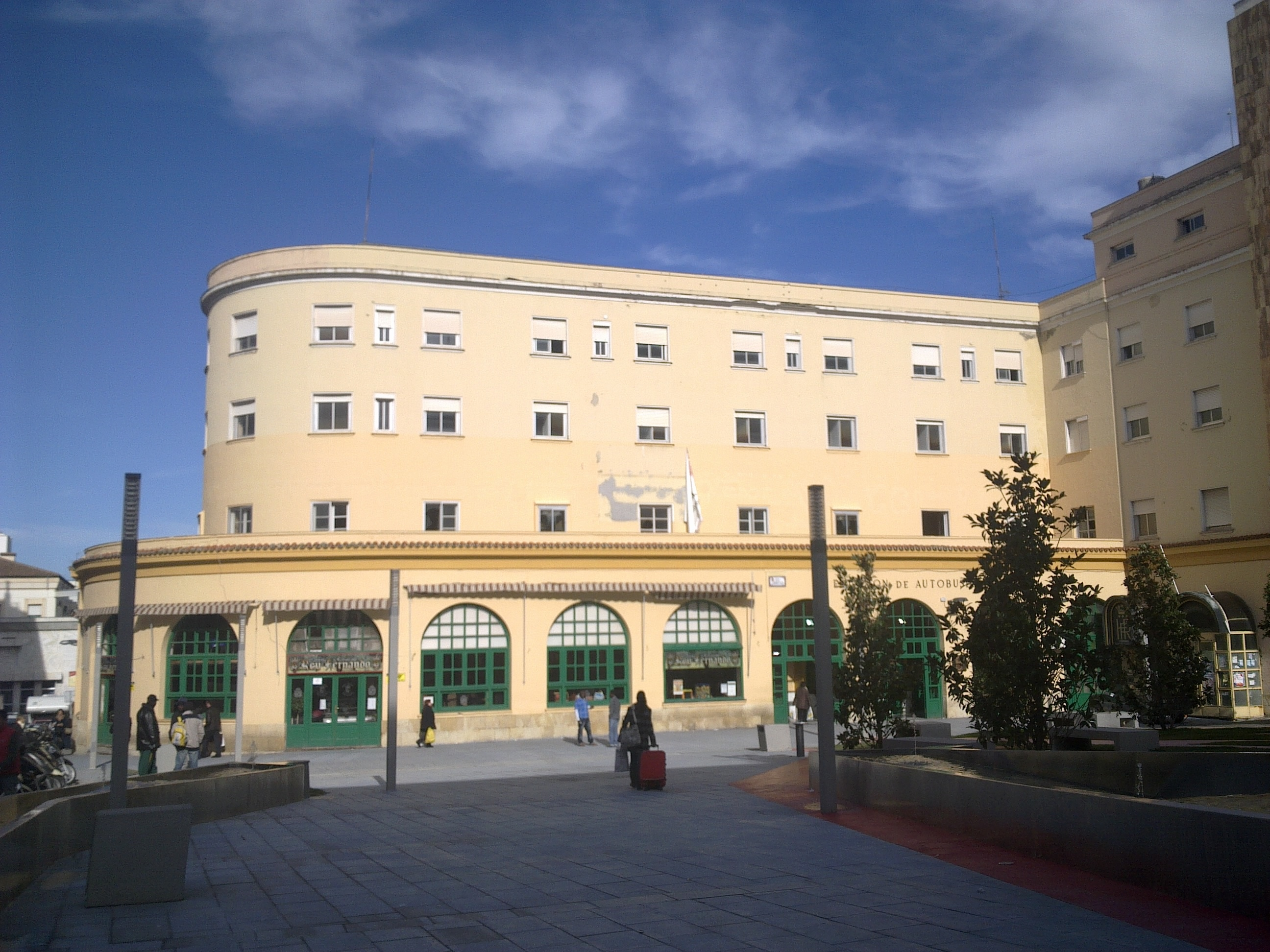
Estación de autobuses de Jaén
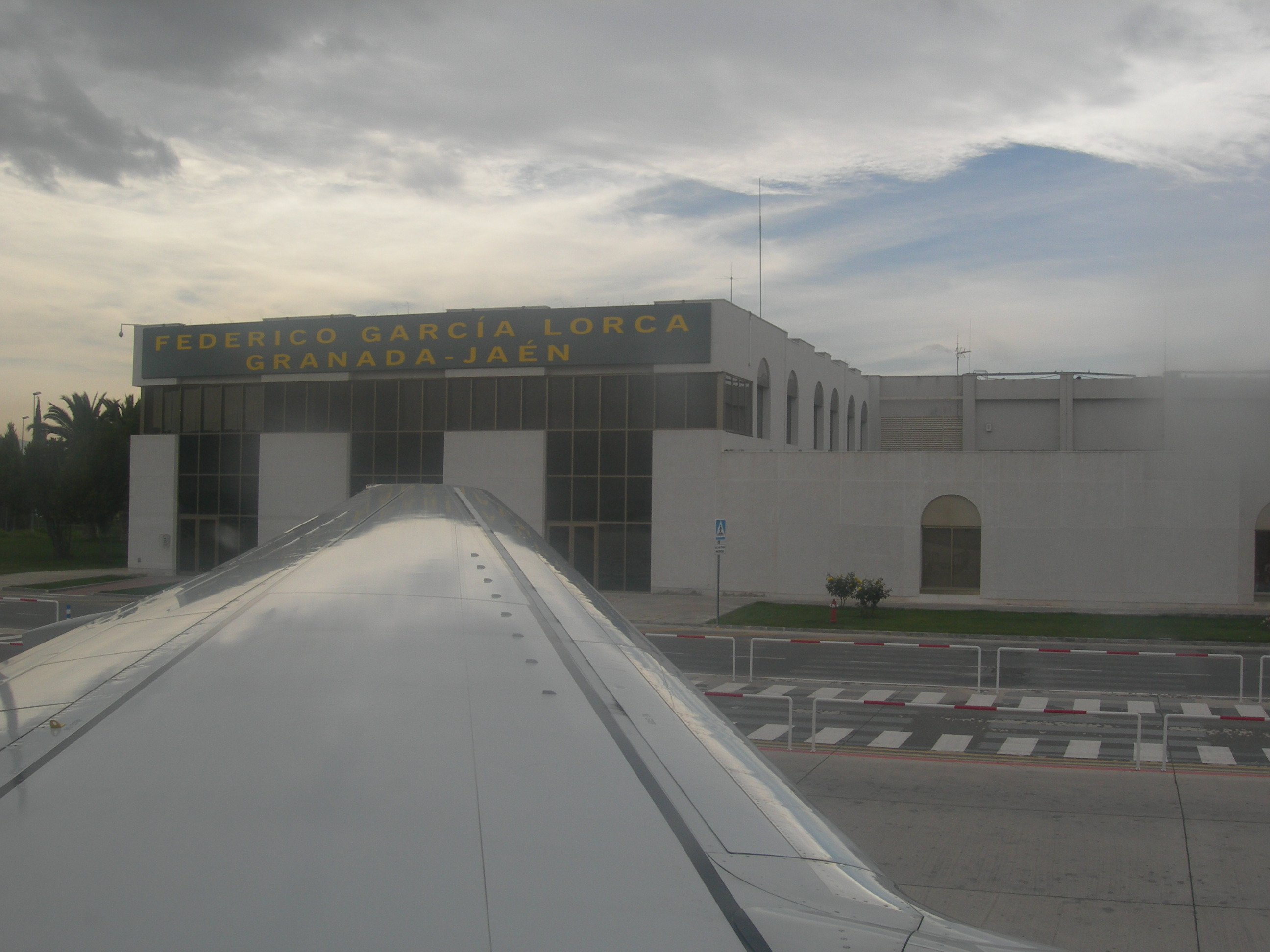
Aeropuerto Federico García Lorca Granada-Jaén

## Cultura, Patrimonio y Turismo

### Patrimonio
En la arquitectura de Jaén han dejado constancia las civilizaciones que han habitado la ciudad y sus alrededores a lo largo de los siglos, con una riqueza monumental muy importante, tanto en edificios religiosos como civiles, con influencias de iberos, romanos, visigodos, árabes, racionalismo, modernismo y regionalismo historicista andaluz. En el patrimonio histórico-artístico de la ciudad pueden observarse varios estilos como gótico, mudéjar, renacentista, barroco, neoclasicismo, etc. Entre sus monumentos destacan la catedral, el castillo y los baños árabes.

Volvieron radiantes de ese entusiasmo que hacen gala quienes quieren inspirar a los demás de la pena de no haber visto lo que ellos vieron.
Ellos vieron, a la luz de los últimos rayos del sol, el magnífico paisaje que acabábamos de recorrer y, alumbrada por las antorchas, la gigantesca Catedral, que parece desafiar con su altura y su tamaño la montaña que tiene al lado.
Esta Catedral posee en su tesoro —por lo menos así se lo han asegurado los canónigos a mis compañeros— el lienzo auténtico en el cual la Santa Verónica recogió, con el sudor de su pasión, la faz de Nuestro Señor.
De París a Cádiz, 1948. Alexandre Dumas.

#### Civil
Baños árabes
Los baños árabes de Jaén son los más grandes que se conservan en Europa, construidos en época de Abderramán II, están en un excelente estado de conservación. Se dividen en varias salas gran belleza que representan una importante muestra del arte almorávide y almohade en la península ibérica. Se localizan bajo el renacentista Palacio del Conde de Villardompardo.
Judería
La judería de Jaén, también llamada barrio de Santa Cruz, es un importante conjunto de calles angostas, empinadas cuestas y magníficas muestras de la historia de la ciudad. El barrio creció durante los doce siglos de presencia hebrea en la ciudad, existiendo desde entonces numerosas noticias históricas, leyendas y tradiciones. El barrio se encuentra en proceso de recuperación. En el año 2005, la ciudad se incorporó como miembro de la red de juderías de España «Caminos de Sefarad». En 2011, la «Casa Sefarad-Israel de Madrid» firmó un convenio con el Ayuntamiento de Jaén para crear en la ciudad la sede de la primera delegación territorial de este organismo en Andalucía.
En la judería nació Hasday ibn Shaprut, que fue el primer sefardí que destacó en la historia de la península ibérica, puesto que fue consejero de dos califas cordobeses, Abderramán III y Alhakén II, llegando a ser Nasi de al-Ándalus. Con Hasday comenzó la conocida edad de oro de la cultura judía en Al-Ándalus, siendo uno de los pilares fundamentales del Ándalus de las tres culturas.

#### Militar
Castillo de Jaén
Imponente conjunto militar sobre la ciudad, integrado por tres recintos, el castillo de Santa Catalina, el alcázar Viejo y Abrehuí. Los orígenes se remontan a Aníbal, que posiblemente construyó las primeras torres[cita requerida] y posteriormente fue fortificado y reforzado a lo largo de los siglos. El Alcázar Viejo que albergaba el palacio del rey árabe fue mandado edificar por Alhamar. La torre del homenaje, de cuarenta metros de altura, fue construida por Fernando III el Santo. En su interior alberga un centro de interpretación.
Monumento a las Batallas
El Monumento a las Batallas fue construido en 1910. Es una robusta columna conmemorativa coronada por Niké, la diosa griega de la Victoria. Se encuentra en la plaza de las Batallas, punto neurálgico de la capital, conmemorando dos grandes batallas que marcaron el devenir de Jaén y de España: la batalla de las Navas de Tolosa en el año 1212, y la batalla de Bailén, en 1808.

#### Religioso
Catedral

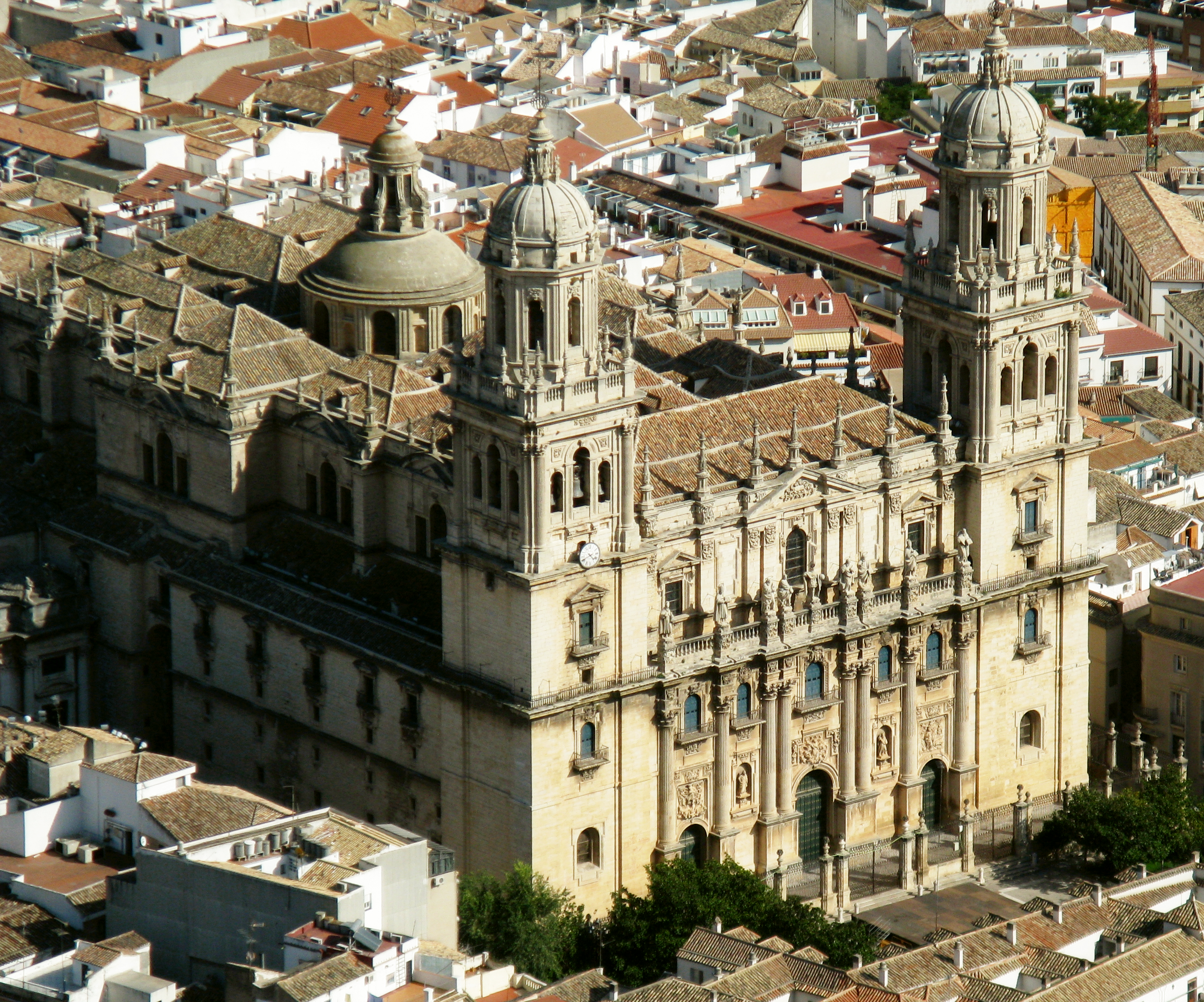
Catedral de la Asunción

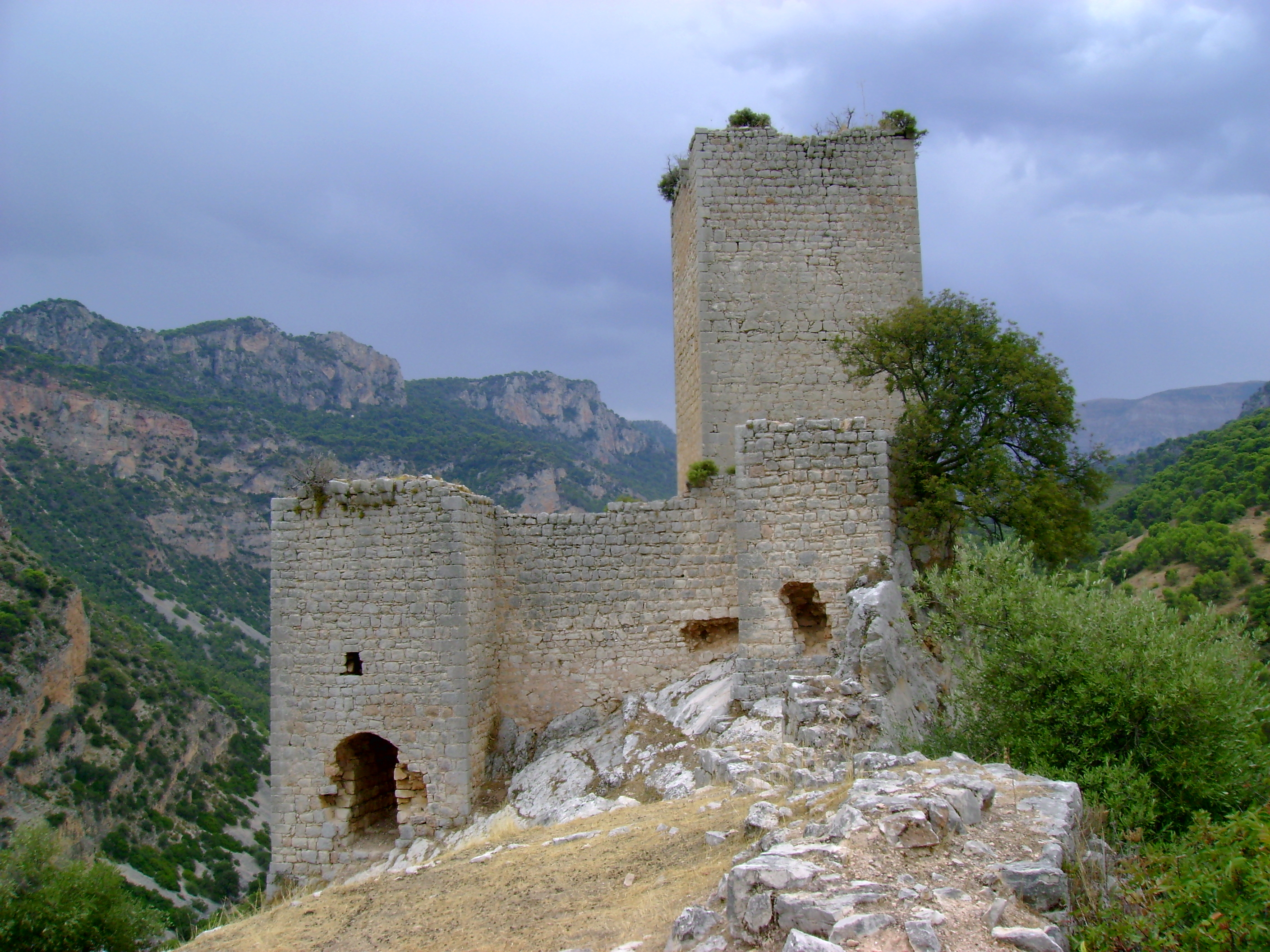
Castillo de Otíñar, a 13 km al sur del casco urbano

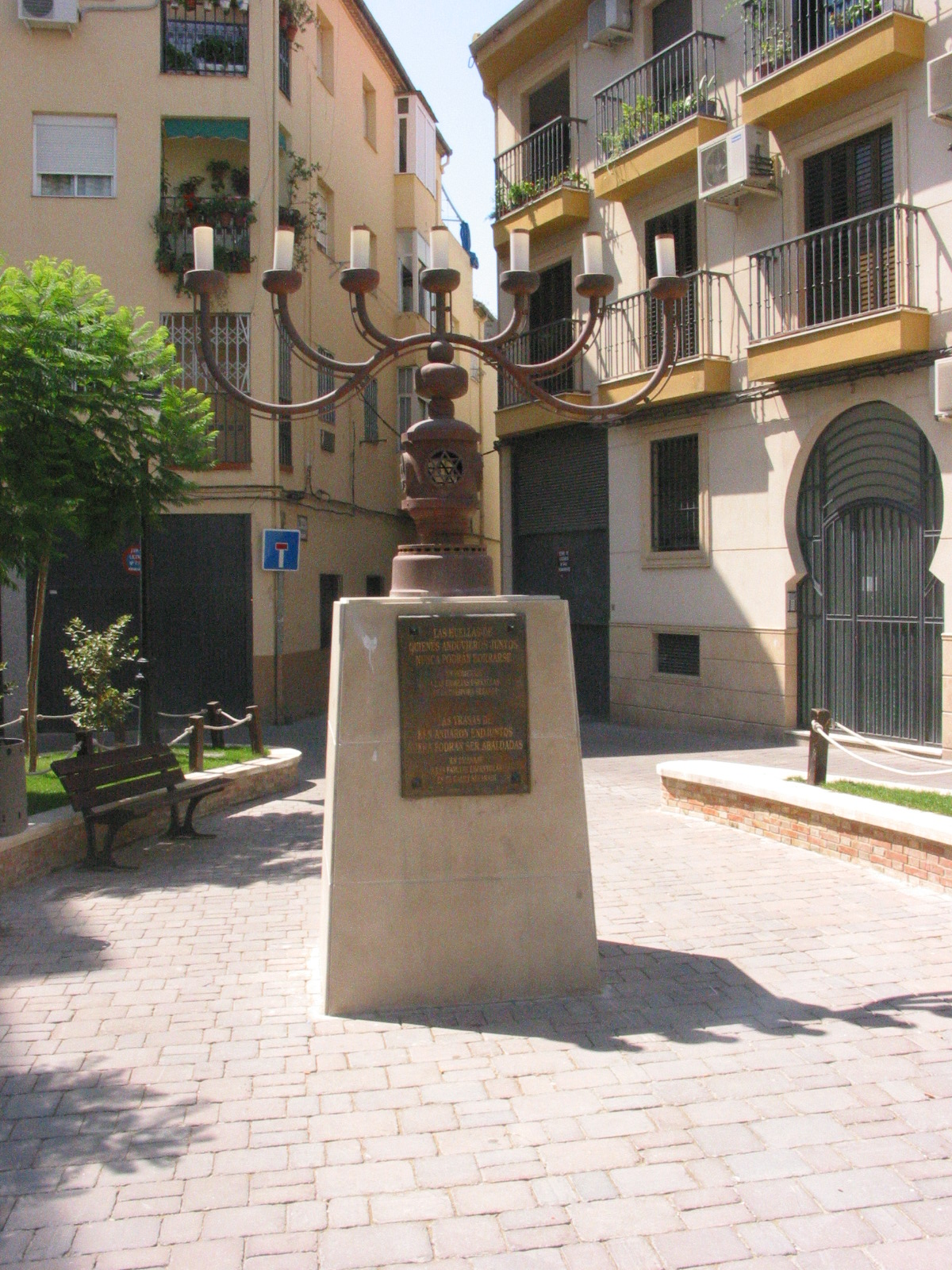
Menorá de la plaza de los Huérfanos, en homenaje a las familias de la diáspora sefardí

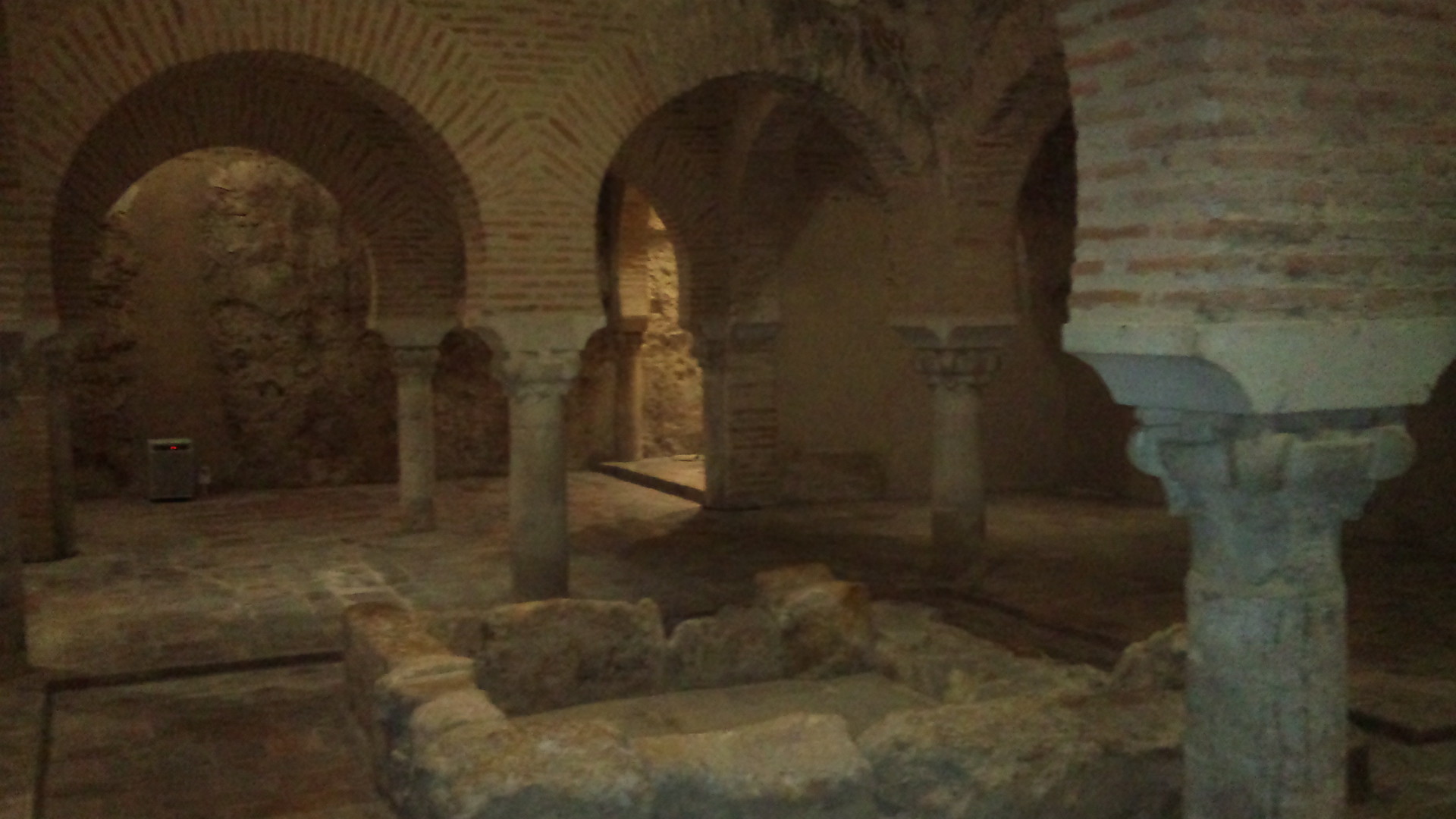
Baños árabes

La catedral, bajo la advocación de Nuestra Señora de la Asunción, conserva la reliquia del Santo Rostro, y fue declarada Monumento Histórico-Cultural. Es de marcado estilo renacentista aunque con elementos barrocos en portadas y fachada. Una parte del diseño es obra del arquitecto Andrés de Vandelvira, pero tras su muerte fue completada por otros arquitectos con sus características propias como Juan de Aranda Salazar, José Gallego, Eufrasio López de Rojas y Ventura Rodríguez. Durante unos años se trabajó intensamente para su declaración como Patrimonio de la Humanidad.

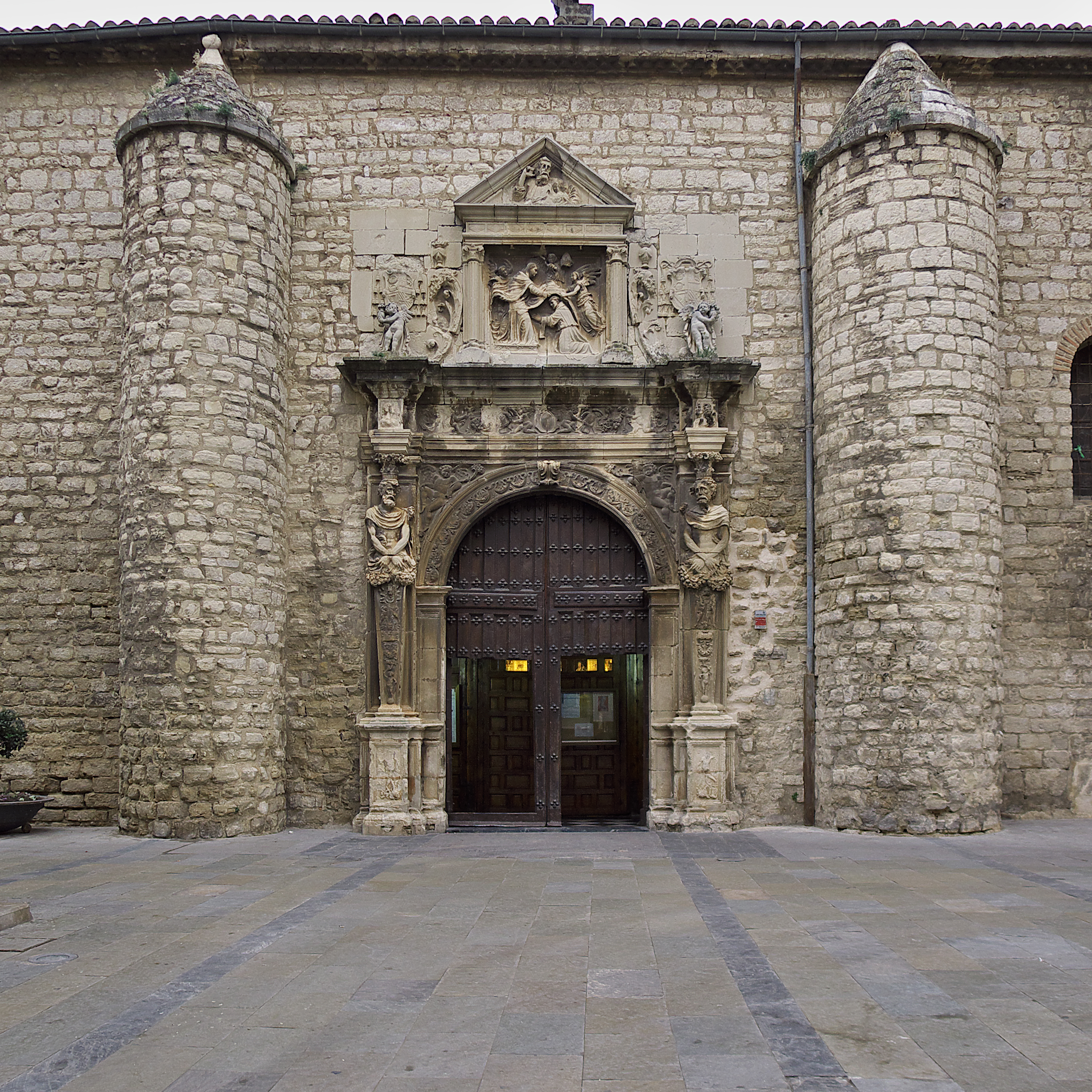
Basílica de San Ildefonso
La basílica de San Ildefonso es, después de la Catedral, la iglesia más grande y sobresaliente de la ciudad, es a su vez santuario de la Virgen de la Capilla, copatrona de la ciudad. Se construyó en estilo gótico en los siglos XIV y XV y posee tres fachadas, una gótica, otra renacentista y la última neoclásica. En ella está sepultado el arquitecto Andrés de Vandelvira.
Otros monumentos de interés
Jaén cuenta con numerosas iglesias de gran interés cultural y belleza arquitectónica ubicadas en su casco antiguo, podemos destacar las iglesias de Santa María Magdalena, San Juan Bautista, San Bartolomé, iglesia de San Andrés y Santa Capilla, Merced, el Real Convento de Santo Domingo, sede del Archivo Histórico Provincial o el antiguo Hospital de San Juan de Dios, sede en la actualidad del Instituto de Estudios Giennenses. Entre otras construcciones de gran belleza artística sobresalen, aparte del mencionado Palacio de Villardompardo, el palacio de los Vilches, palacio del Condestable Iranzo, palacio del Vizconde de los Villares o del Conde-Duque, Palacio del Museo de Jaén, palacio de los Torres de Navarra, el palacio municipal y el palacio provincial. Todo el casco antiguo de la ciudad permanecía delimitado y protegido por las murallas de Jaén de origen romano y modificadas durante la Edad Media, se abría en doce puertas, de las que sólo se conserva la Puerta del Ángel y diferentes lienzos de muralla. actual sede del IMEFE,
De arquitectura modernista y contemporánea, cabe destacar el antiguo Banco de España, obra del arquitecto Rafael Moneo, la iglesia de Cristo Rey, el edificio sede de las delegaciones provinciales de las Consejerías de Medio Ambiente y de Innovación y Ciencia de la Junta de Andalucía, la sede del servicio de Emergencias 112, Teatro Infanta Leonor y el futuro Museo Internacional de Arte Íbero, que expondrá, entre otros, restos arqueológicos hallados en los asentamientos de Marroquíes Bajos.

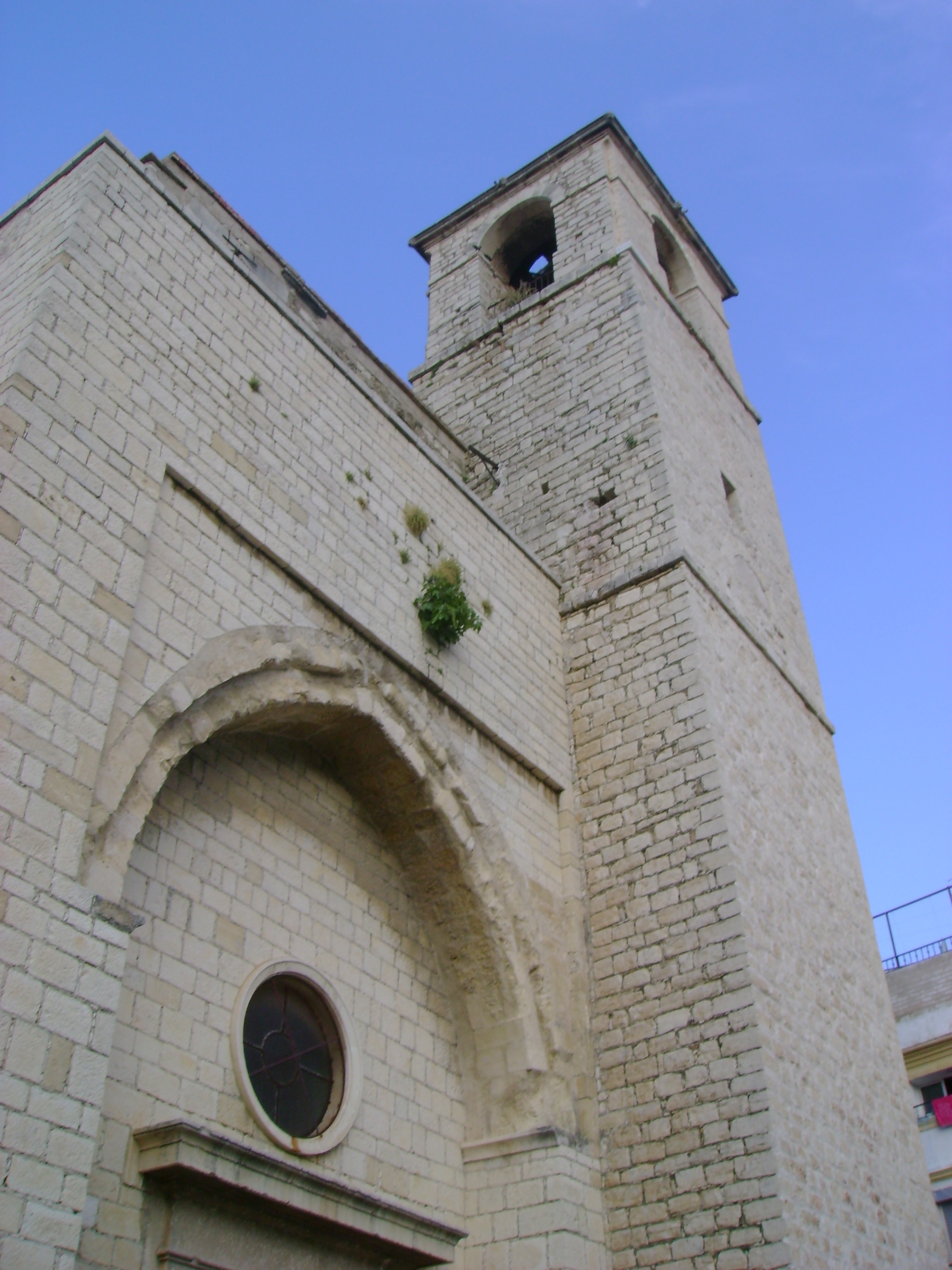
Iglesia de San Juan y torre del concejo
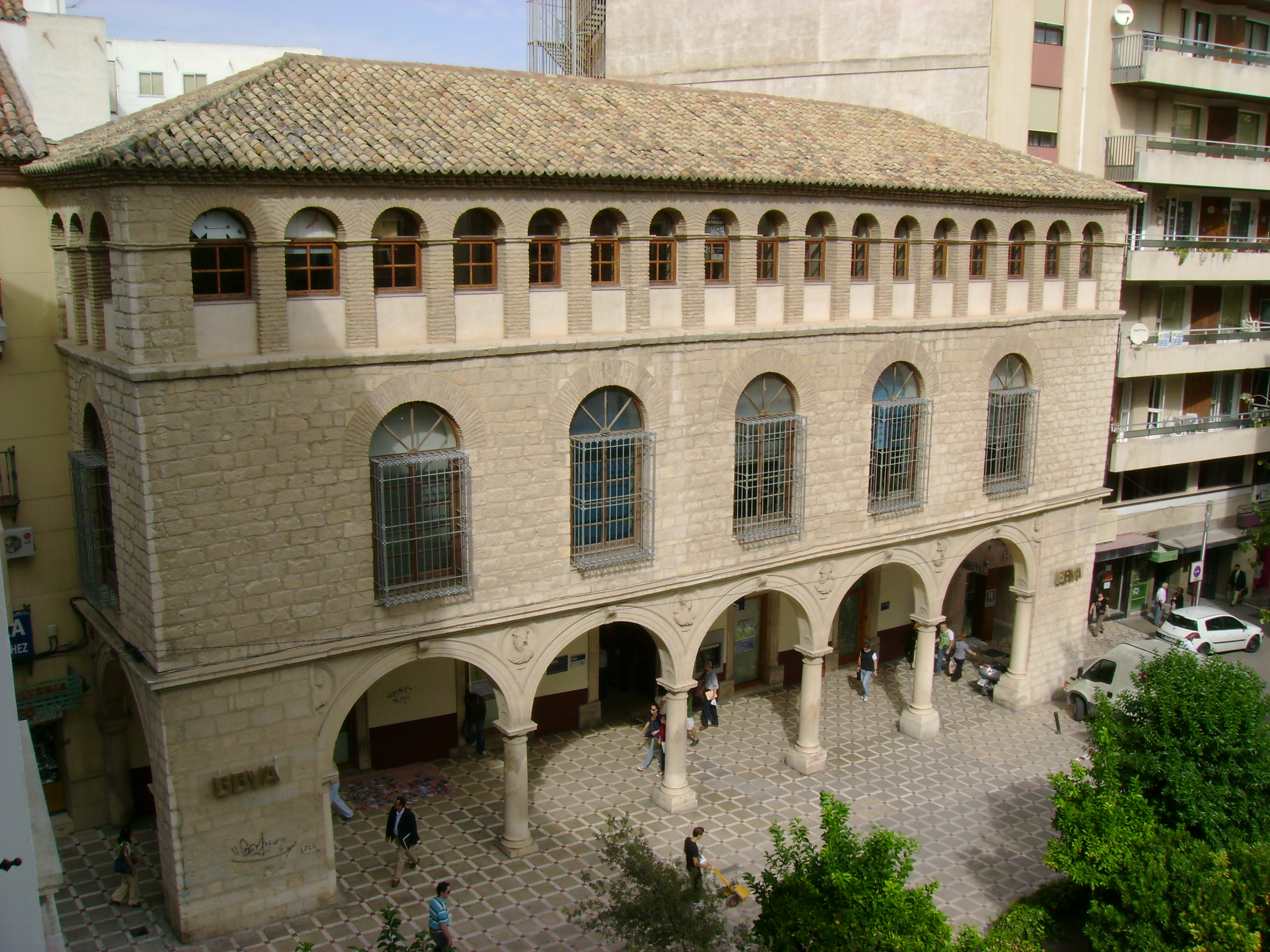
Palacio de los Vilches
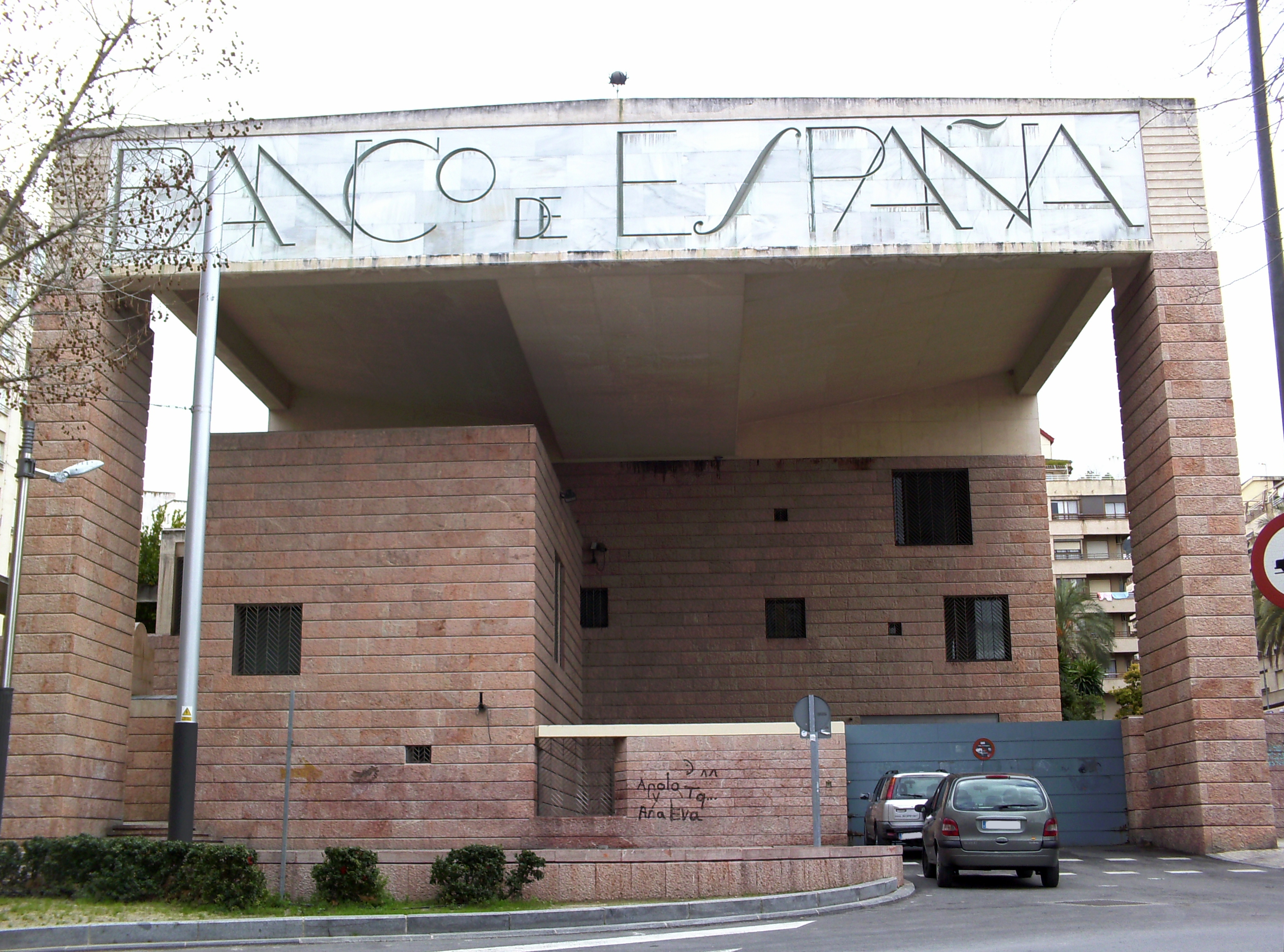
Edificio Moneo
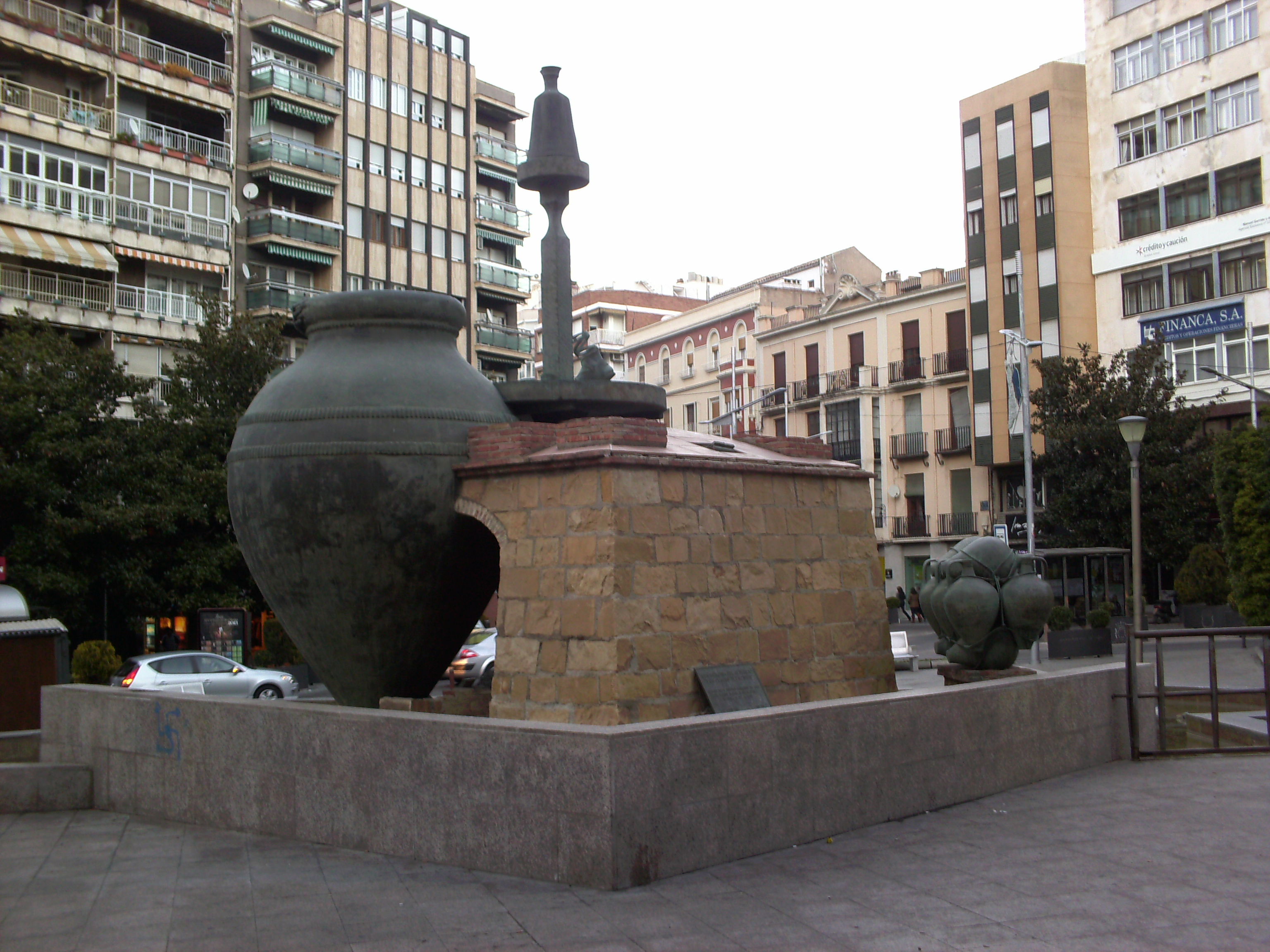
Los cuatro elementos, de Paco Tito

Fuentes
El cerro de Santa Catalina se conforma como un gran manantial de agua, que brota de manera abundante en el interior de la ciudad, lo que provocó que, desde época antigua, estos abastecieran la ciudad y los campos circundantes. Algunos de esos manantiales fueron transformados en fuentes monumentales, entre las que destacan:
- Raudal de la Magdalena (morada del lagarto): en época árabe abastecía a gran parte de la población de la ciudad, así como a cinco baños públicos y multitud de huertas. Según algunas informaciones su raudal alcanzaba el tamaño del tronco de un buey.[206][207][208]

- Fuente de los Caños: construida en 1558, en la plaza de Los Caños, se alimentaba del raudal de La Magdalena, atribuida su construcción a Francisco del Castillo el Mozo.[209][210]

- Pilar del Arrabalejo: fue construido en 1573 bajo la dirección de Alonso Barba por el cantero Miguel Ruiz de la Peña. La obra fue una petición de los vecinos del Arrabal de la puerta de Baeza al cabildo municipal.[211]

- Fuente Nueva del Conde de Torralba: situada en la plaza de la Merced y adosada a uno de los edificios de la manzana. Las primeras noticias documentadas datan de 1712, aunque hay una inscripción muy deteriorada que data su construcción en 1504. Se surtía con agua del raudal del Alamillo.[212][213]

- Fuente de las Bernardas: es una fuente monumental que consta de un pilar abrevadero de gran tamaño, se surtía del raudal de la Fuente de Don Diego. Se sitúa junto a la puerta del Ángel, en la explanada de la Alameda y adosada al muro del monasterio de las Bernardas.[214]

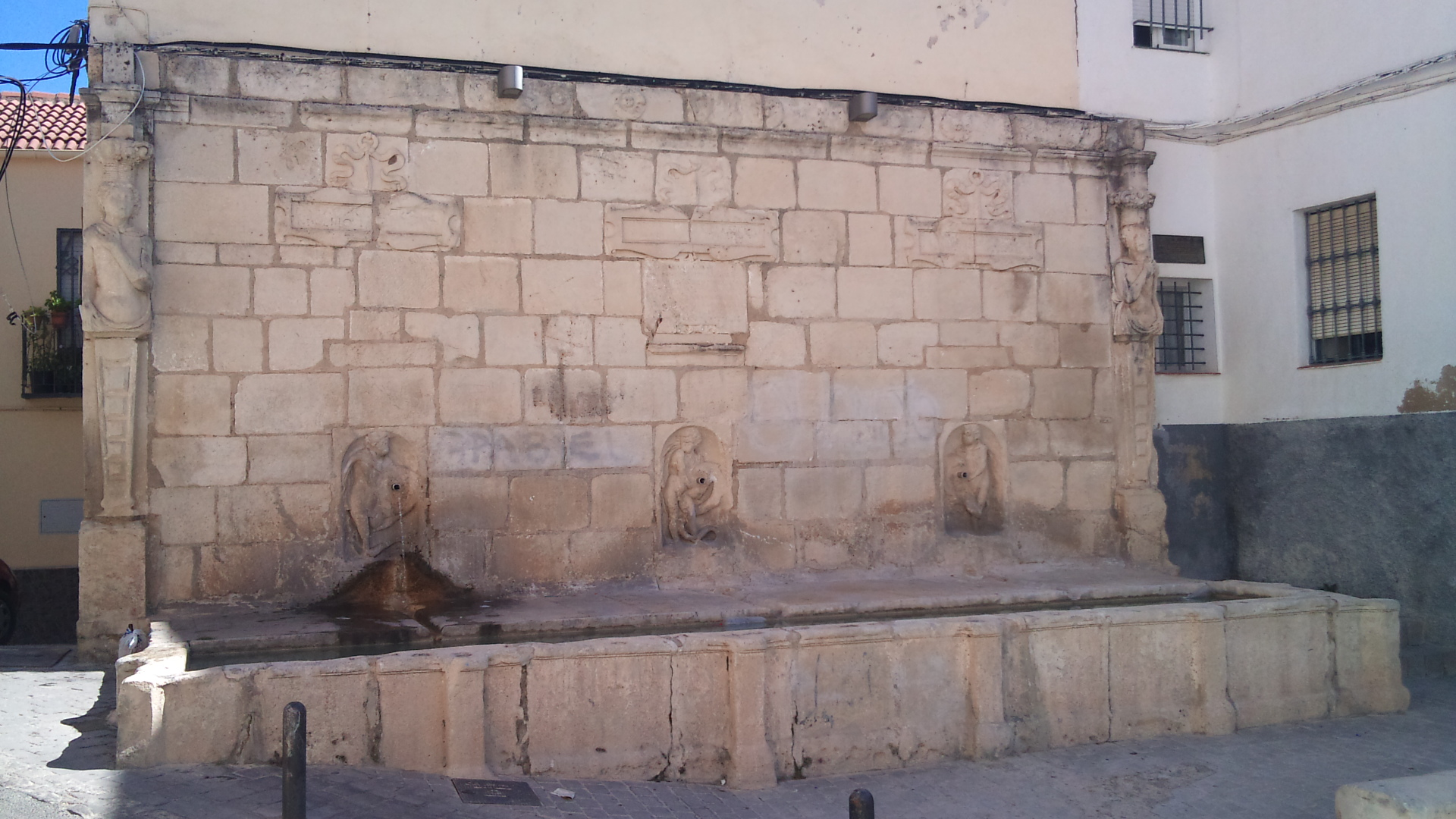
Fuente de los Caños
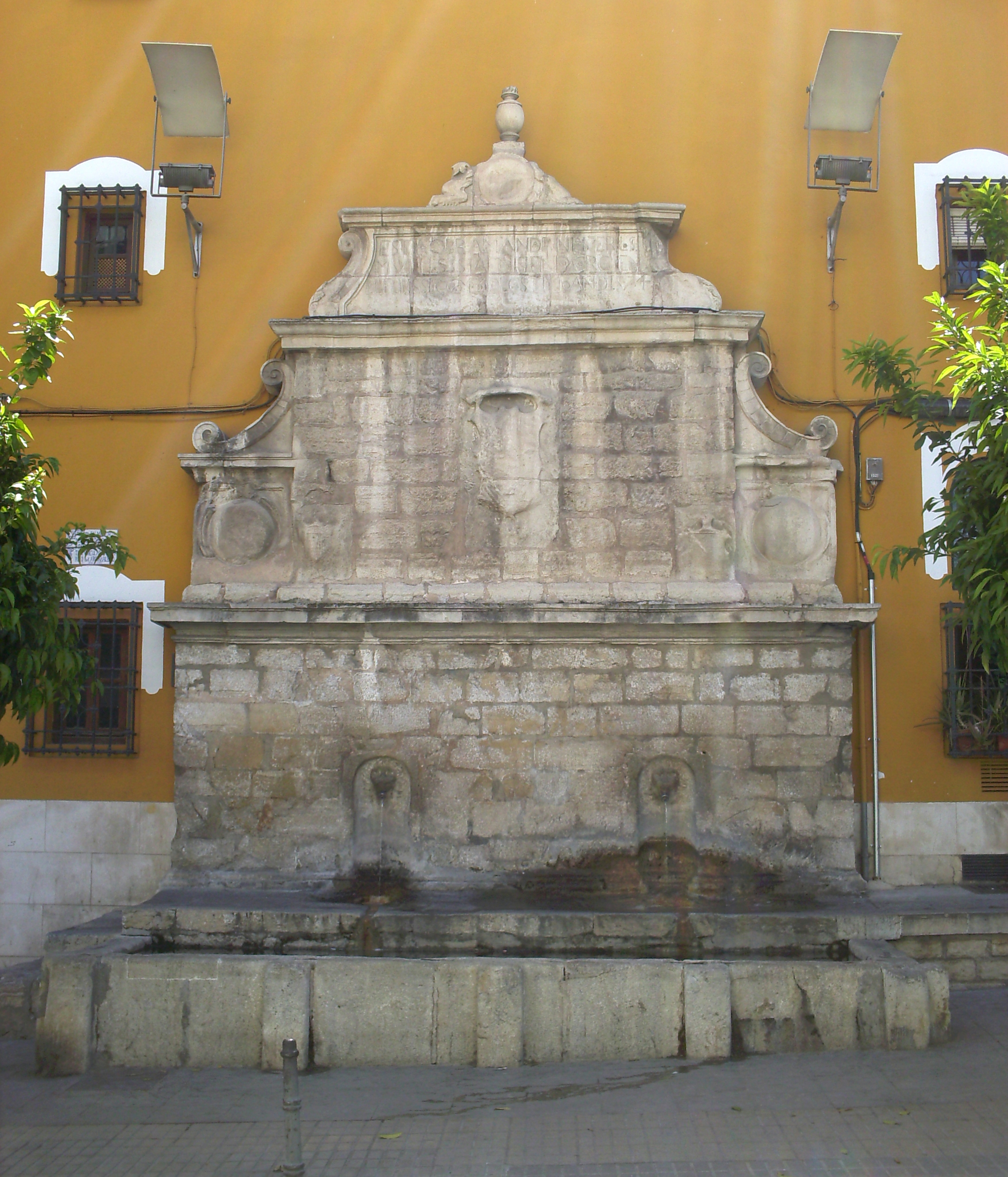
Pilar del Arrabalejo
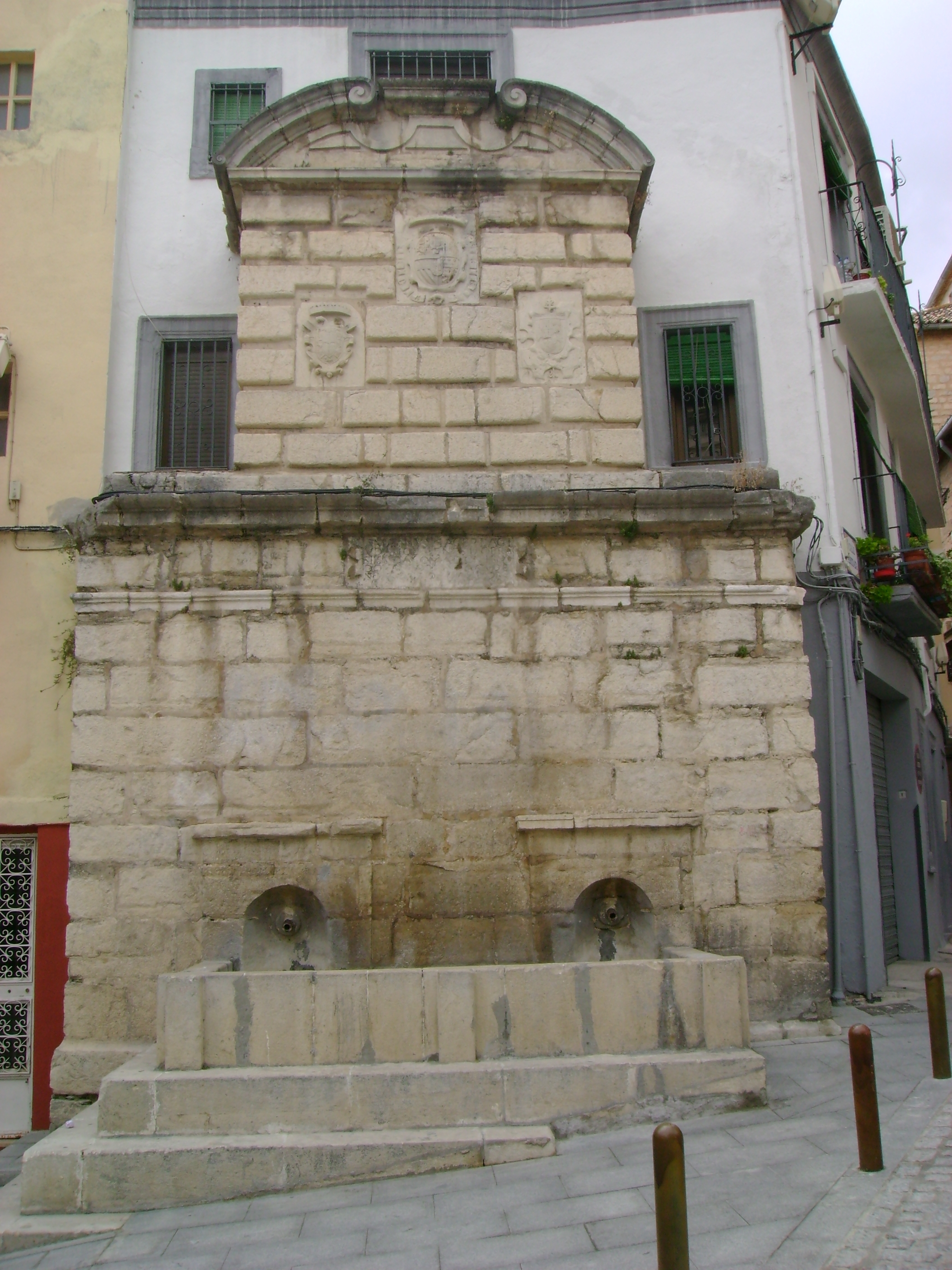
Fuente Nueva
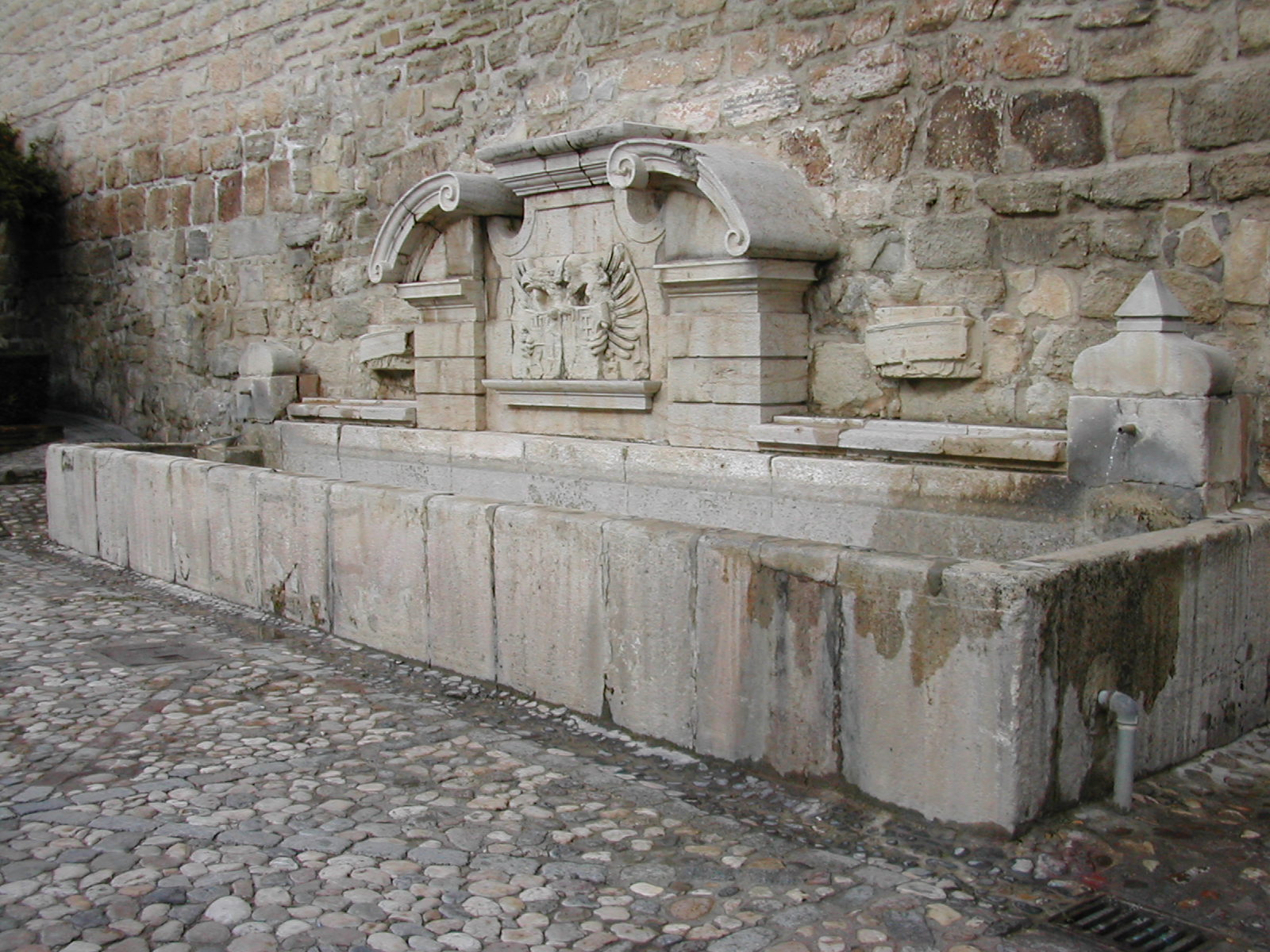
Fuente de las Bernardas

### Patrimonio natural
Parques y jardines

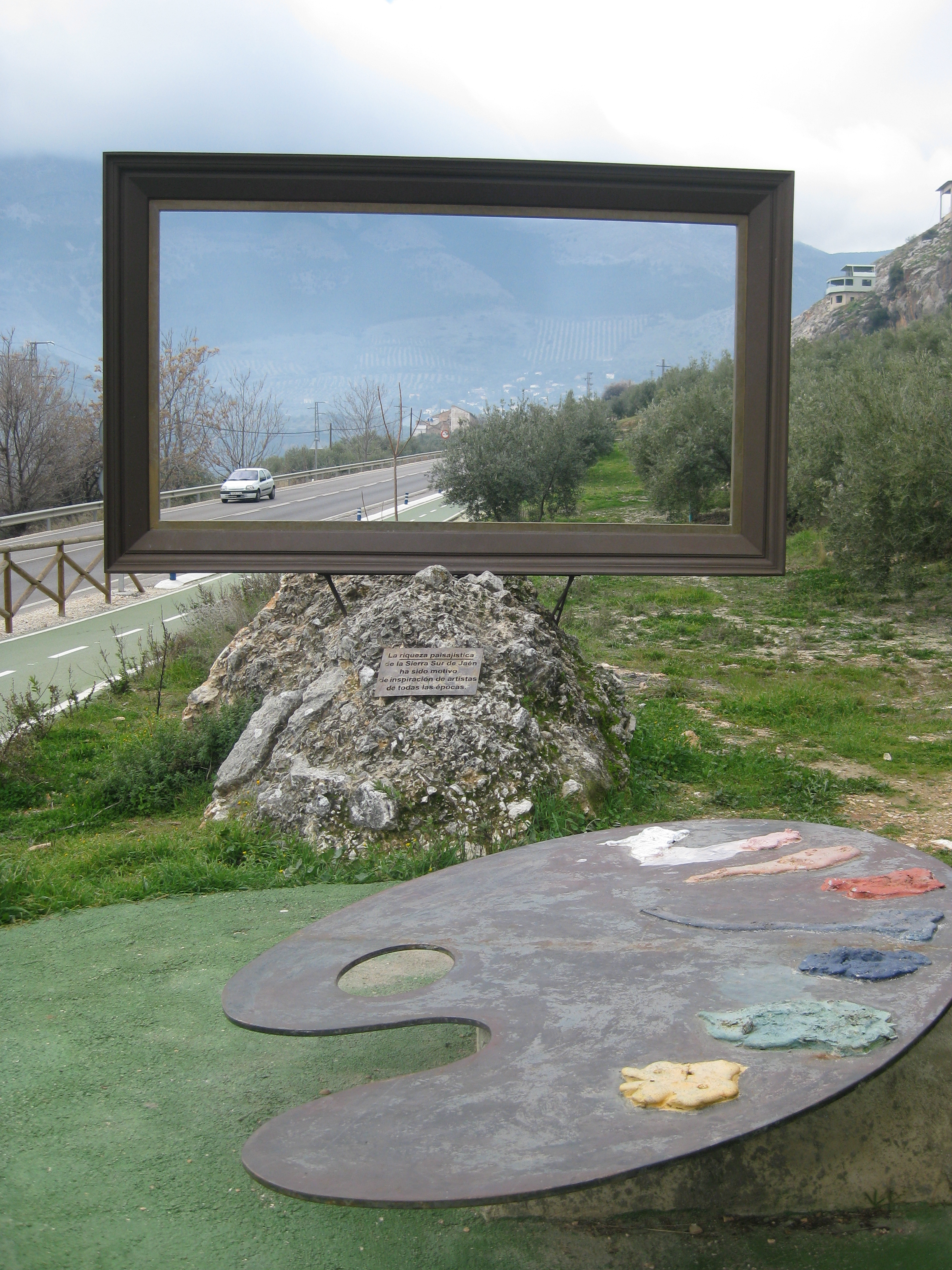
Paleta y cuadro con fondo vacío

La ciudad es rica en zonas verdes, contando con 6,4 m² de zonas verdes por habitante. Destaca por su antigüedad la alameda de Capuchinos y el parque del Seminario, por otro lado destaca el parque de la Concordia, por su situación y los modernos parques por ser fundamentales en el crecimiento urbano, como la Ciudad de los Niños, parque Andrés de Vandelvira, el jardín botánico, el parque de Las Fuentezuelas, el parque del Cerro de los Lirios y el parque de La Granja, dedicado al Humorista Santi Rodríguez.
- La Alameda de Capuchinos es el parque más antiguo de la ciudad, construido en el siglo XVI. Es de marcado estilo renacentista, presentando un diseño clásico de salón, y ocupa 19 839 m², en los que antiguamente se encontraba el monasterio de los frailes capuchinos, conocido como auditorio municipal, y las ermitas de Santa Quiteria y San Cristóbal. Los frailes fueron los primeros en plantar árboles en el siglo XVI, y para el siglo XVIII se configuró la avenida central, paseo de carruajes, y una serie de mejoras impulsadas por el deán Martínez Mazas. Finalmente entre los años 1848 y 1862 el parque se amplió bajo dirección del arquitecto Vicente Troyano Salaverry, que le dio su forma rectangular y terminó sus extremos en forma de ábside, añadiendo los bancos de piedra y las fuentes en forma de plato.
- Parque de la Concordia, está situado junto a la plaza de las Batallas. Es un espacio verde entre los dos grandes ejes de crecimiento de la ciudad, la avenida de Madrid y el paseo de la Estación. Está constituido por cuatro paseos rectangulares y uno central cerrados en semicírculo por un paso de coches junto a los jardines. El agua es el elemento principal de la fuente rectangular acompañada de cinco fuente circulares.[218]

- Parque Andrés de Vandelvira, con 100 000 m², es el de mayor extensión de Andalucía y cuya primera fase está dedicada a Juan Pablo II con un monumento, tiene grandes zonas ajardinadas con césped, estanques, numerosas fuentes, un anfiteatro y un pequeño campo de fútbol. Se pueden ver más de 2000 especies de plantas y árboles, tiene un anillo dividido en dos carriles, uno para bicis y otro para peatones-corredores, que lo circunvala por su parte más externa, también dispone de aparatos para la práctica de ejercicios físicos, especialmente dirigidas a los mayores.[219][220]

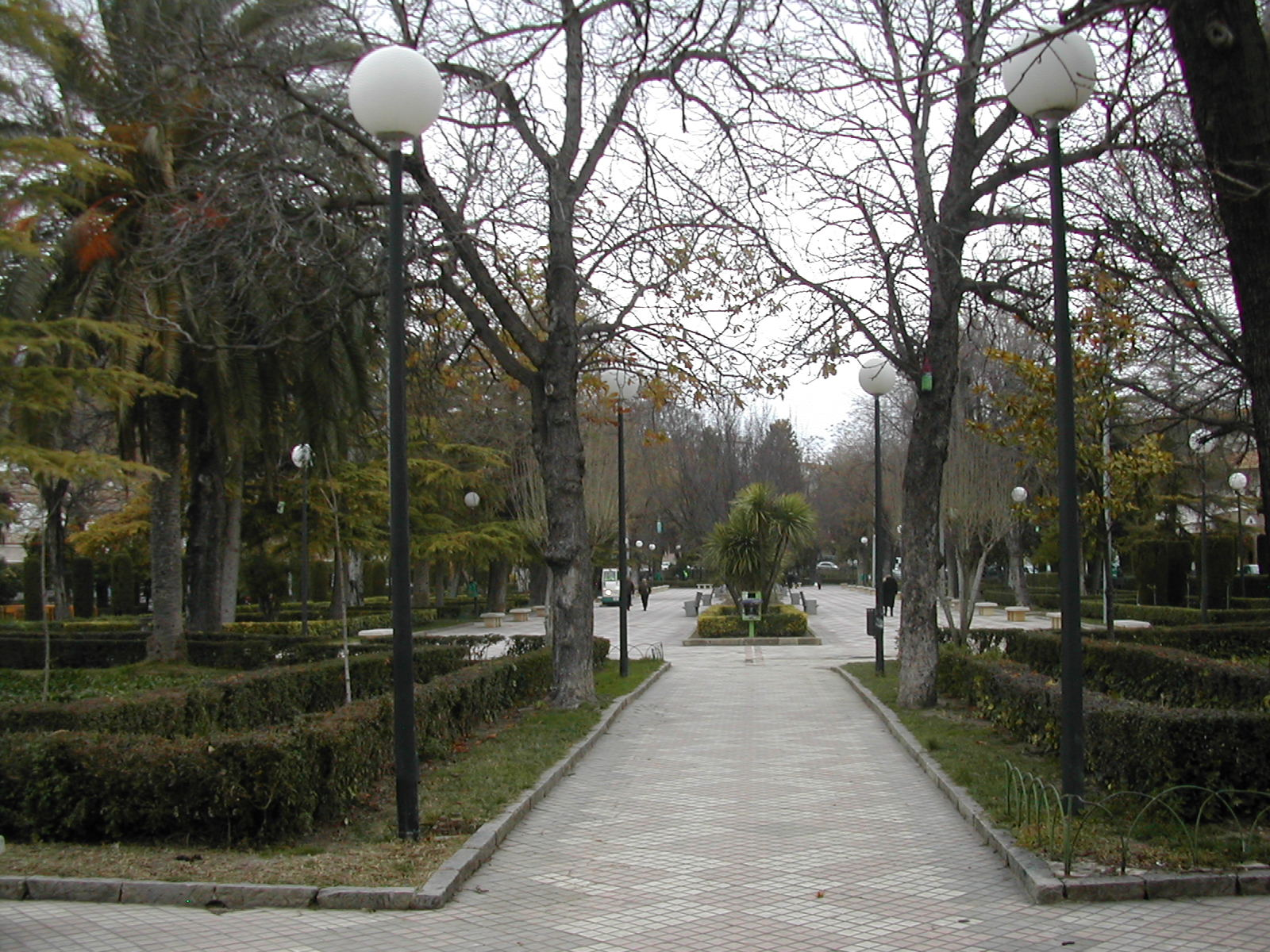
Paseo central de la Alameda
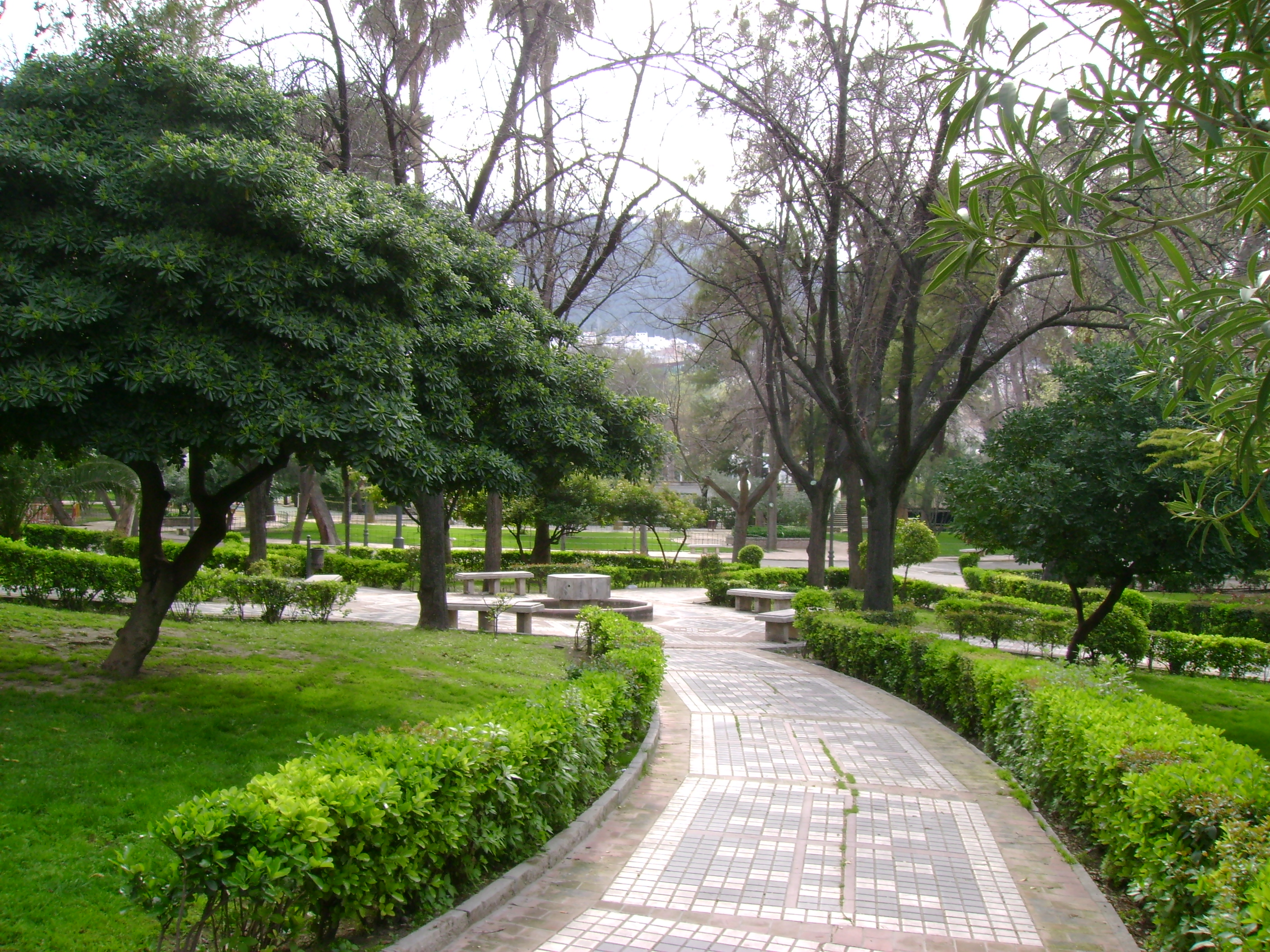
Parque de la Concordia
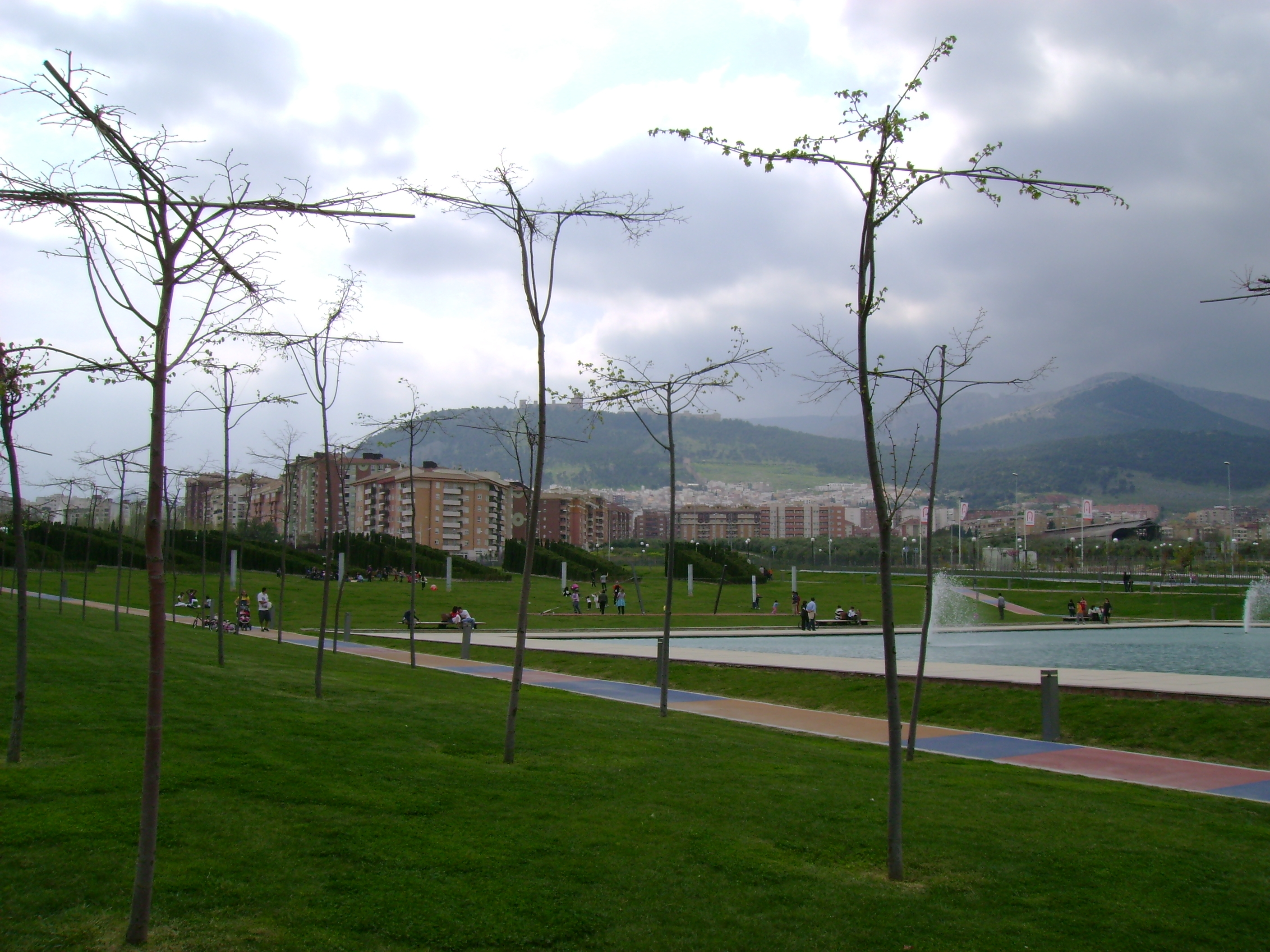
Parque Andrés de Vandelvira

Balneario y jardines de Jabalcuz
Poseen unos amplios valores arquitectónicos y artísticos, interviniendo en ellos autores de académico prestigio, como Cecilio Rodríguez, proyectista de la rosaleda de los jardines del Retiro de Madrid, que diseñó los jardines, a los que han de añadirse los valores sociales, paisajísticos y botánicos que aún permanecen en un paraje cuya amplia trayectoria temporal está plenamente vinculada a la historia de la ciudad de Jaén, constituyendo como espacio público periurbano un hito en su urbanismo.

### Instalaciones culturales

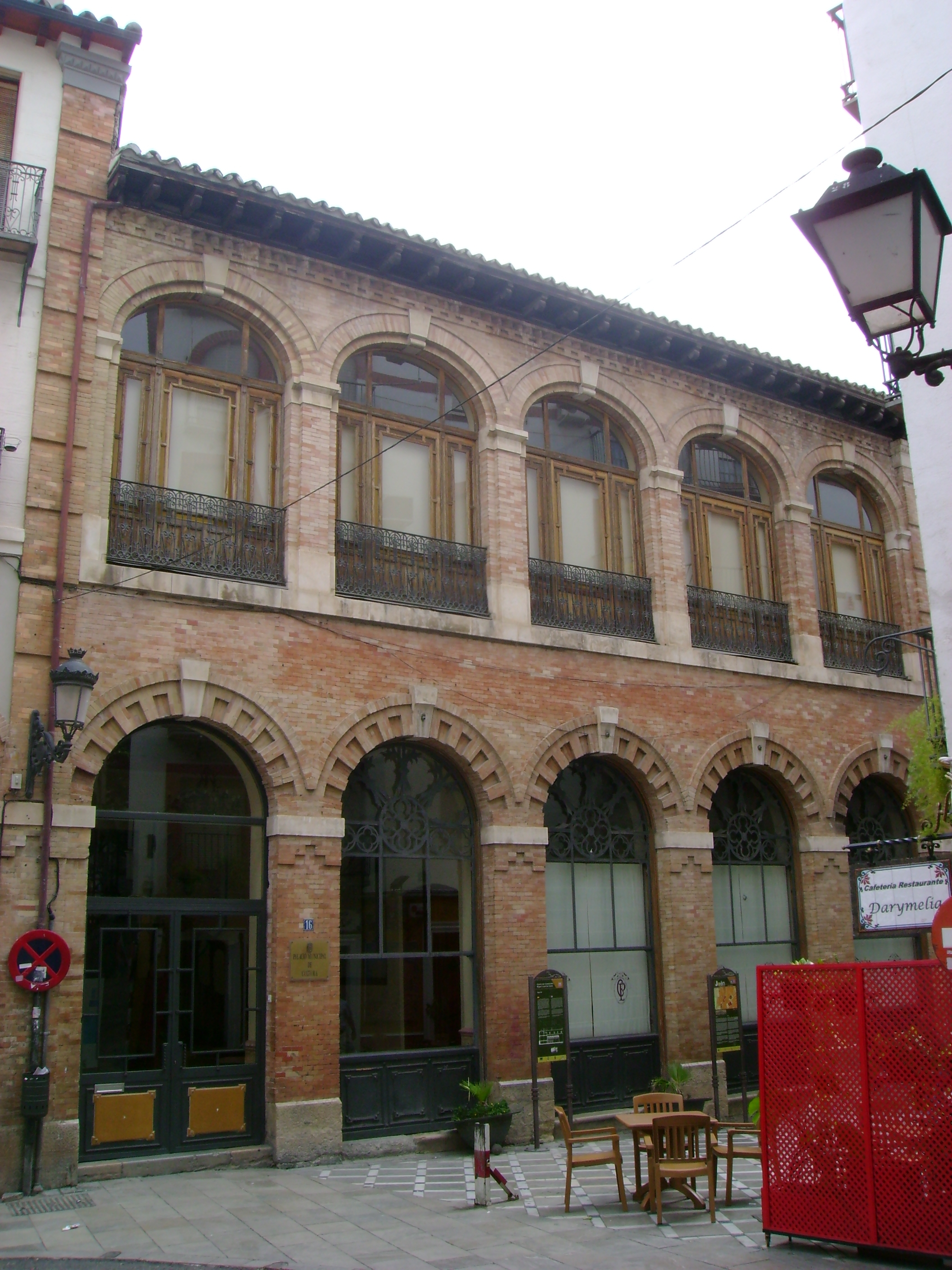
Palacio del Condestable Iranzo, sede de la biblioteca municipal

Jaén es una ciudad en la que habitualmente se puede asistir a exposiciones, conferencias, visitas guiadas histórico-artísticas, museos, salas de conciertos, cines, teatros, mercadillos, carnavales, ferias, verbenas y fiestas populares de barrio (entre primavera y verano) así como bares y pubs de diversos estilos.
En Jaén está arraigada la cultura del tapeo. Además existen múltiples restaurantes donde degustar las especialidades gastronómicas provinciales, en las que el aceite de oliva es parte fundamental.

#### Archivos y bibliotecas
- Archivo Municipal de Jaén, ubicado en las dependencias del palacio municipal.[221]

- Archivo Histórico Provincial de Jaén,[222] instalado en el Real Convento de Santo Domingo, del siglo XIV, fue fundado en 1953 y trasladado a este edificio en 1990 y conserva gran cantidad de documentos de relevancia histórica para la ciudad y la provincia, algunos del siglo XV.[223]

- Archivo Diocesano de Jaén, situado en las galerías altas de la catedral, publica la revista Códice.[224]

- Instituto de Estudios Giennenses, organismo de investigación dependiente de la diputación provincial, se aloja en el Hospital San Juan de Dios.[225]

- Biblioteca Pública de Jaén, ubicada en la «Casa de la Cultura».[226]

- Biblioteca municipal Condestable Iranzo, se sitúa en el casco antiguo de la ciudad, en el que fuera Palacio del Condestable Miguel Lucas de Iranzo.[227]

- Biblioteca municipal Caballero Venzalá, se ubica en la universidad popular municipal.[228]

- Biblioteca Universidad de Jaén, situada en el campus universitario.[229]

- Real Sociedad Económica de Amigos del País de la Ciudad y Reino de Jaén, es un círculo cultural y pensamiento libre patriótico surgido en 1786, con numerosas publicaciones y actos culturales. Su sede se encuentra en la calle Bernabé Soriano, 29.[230]

#### Museos

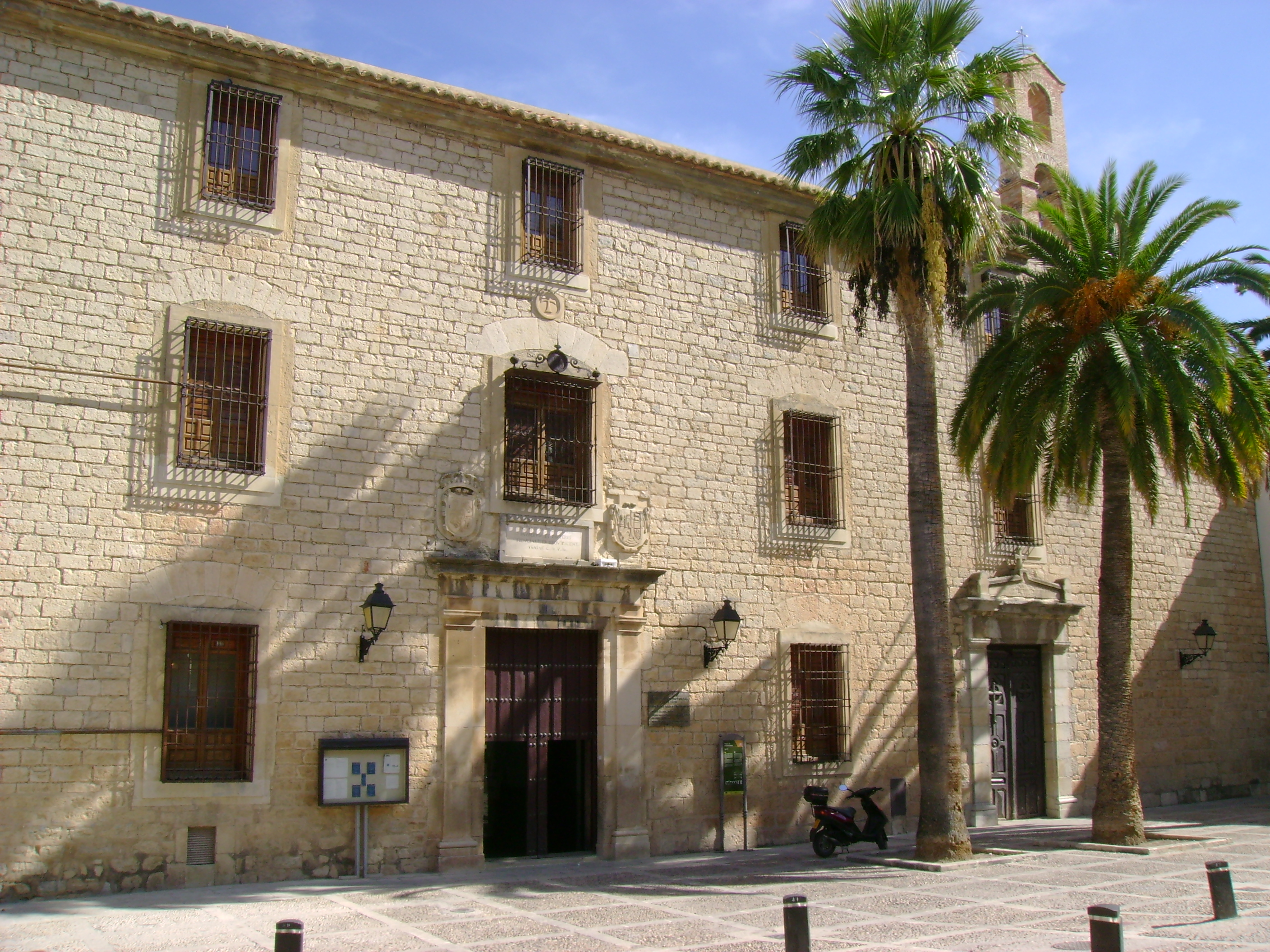
Palacio de Villardompardo

Hay numerosos museos en Jaén que ofrecen una propuesta variada y de calidad, donde se exponen colecciones de gran interés artístico, etnológico y cultural. Cada uno de ellos está especializado en un tema concreto. Entre los museos operativos y visitables de la ciudad destacan los siguientes:
- Museo de Artes y Costumbres Populares, desde el año 1990 muestra los modos de vida populares anteriores a la industrialización de Jaén. Se localiza en el centro cultural Palacio de Villardompardo.
- Museo Internacional de Arte Naïf, es una galería de arte naïf, el primer museo del mundo específico de este arte. Se localiza en el centro cultural Palacio de Villardompardo.
- Museo de Jaén, es el antiguo museo provincial. En él se exponen dos muestras permanentes de arqueología y bellas artes.
- Museo Íbero. Inaugurado el 11 de diciembre de 2017, albergará la mayor colección del mundo sobre la cultura íbera, que pobló la península ibérica desde el siglo IV a. C. hasta la dominación romana y que dejó un importante legado en forma de yacimientos, en especial en Andalucía y la provincia de Jaén, parte del cual se puede visitar en este museo.[231]
- Museo de la Virgen de la Capilla, se localiza junto a la basílica de San Ildefonso y en él se pueden admirar diferentes joyas y muestras de arte sacro, como el ajuar de 22 mantos, que la cofradía ha acumulado durante siglos.
- Museo Catedralicio, situado en el antiguo panteón de los canónigos de la catedral, muestra los tesoros artísticos de la catedral y de otras iglesias de la diócesis.
- Refugio Antiaéreo de la plaza de Santiago, construido en la Guerra Civil, cuenta 468 m² en los que se exponen paneles informativos, fotografías de la época, poemas de Miguel Hernández y Pedro García Cabrera. Centra su información en el bombardeo de Jaén perpetrado el 1 de abril de 1937.[232]

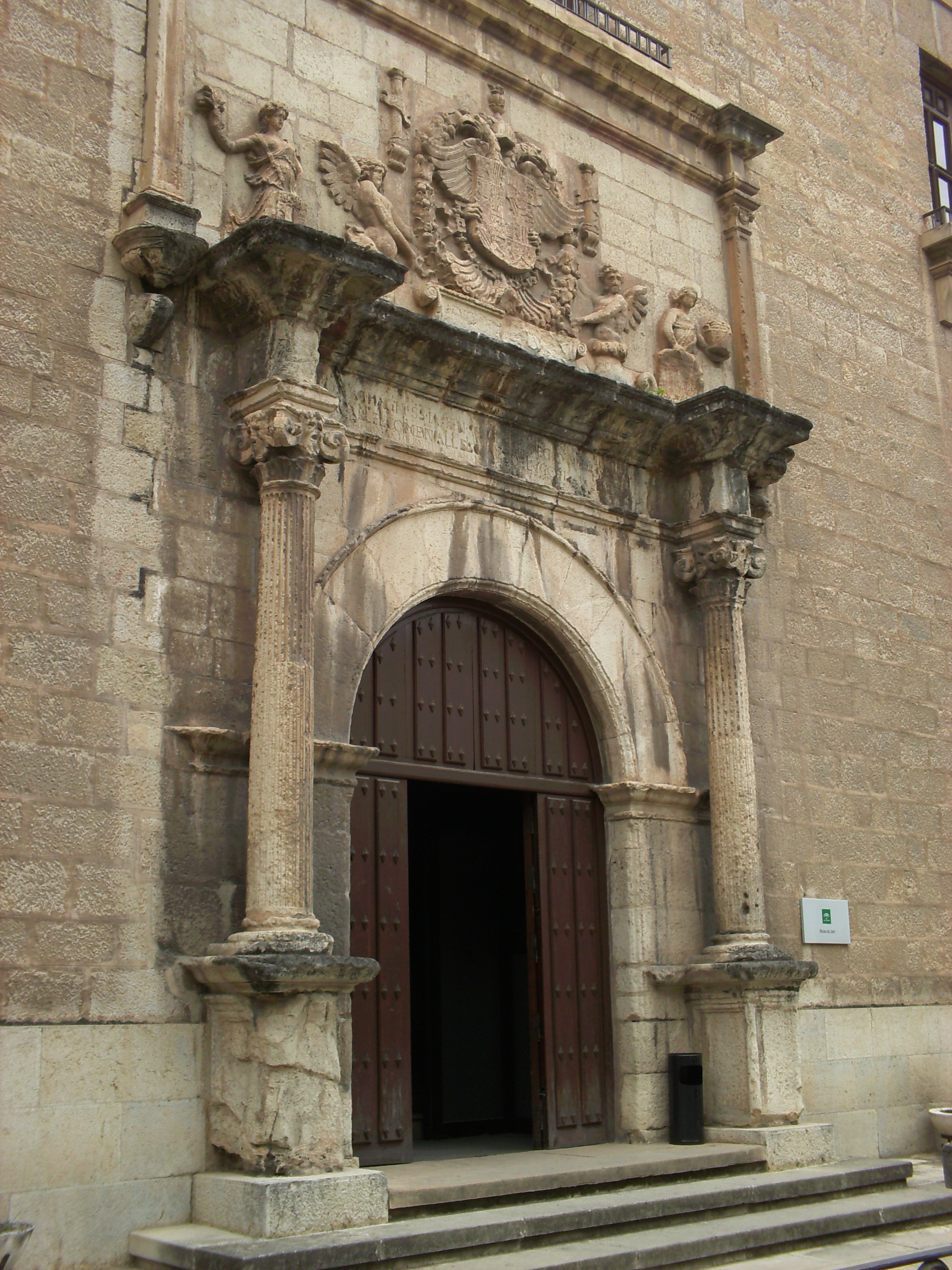
Acceso al Museo de Jaén
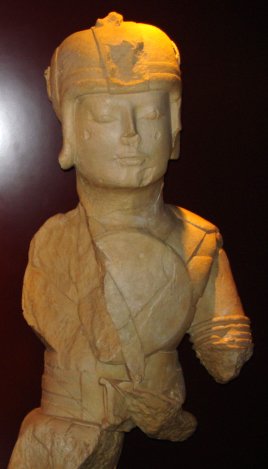
Guerrero de la doble armadura de Porcuna
Museo Íbero de Jaén

#### Teatro
En la ciudad se llevan a cabo diferentes representaciones teatrales durante todo el año, destacando las actuaciones de los distintas compañías de la universidad y el Festival Internacional de Teatro Alternativo «Jaén Subterránea». Existen diversos teatros muy populares entre los habitantes:
- Teatro Darymelia, situado en la calle Colón, construido en los años 1920 ha sido el teatro de referencia en la ciudad durante décadas.
- Teatro Infanta Leonor, sito en la calle Molino Condesa. Es uno de los edificios más modernistas de toda la provincia de Jaén. Su arquitectura contrasta con la arquitectura tradicional del entorno y supone un impacto visual con el entorno, ya sea visto desde las proximidades como desde el castillo de Santa Catalina. Supone con ello una apuesta a la modernización de la ciudad. Los príncipes de Asturias presidieron en enero de 2008 el acto de inauguración del teatro, el cual lleva el nombre de su primogénita la infanta Leonor.
- Corral de Comedias, situado en el patio del Palacio del Condestable, ofrece un marco comparable a los tradicionales corrales del Siglo de Oro.
- Auditorio de La Alameda, localizado en la Alameda de Capuchinos, presenta una cubierta móvil, lo que lo convierte en el lugar en el que tradicionalmente se celebran conciertos y grandes obras.

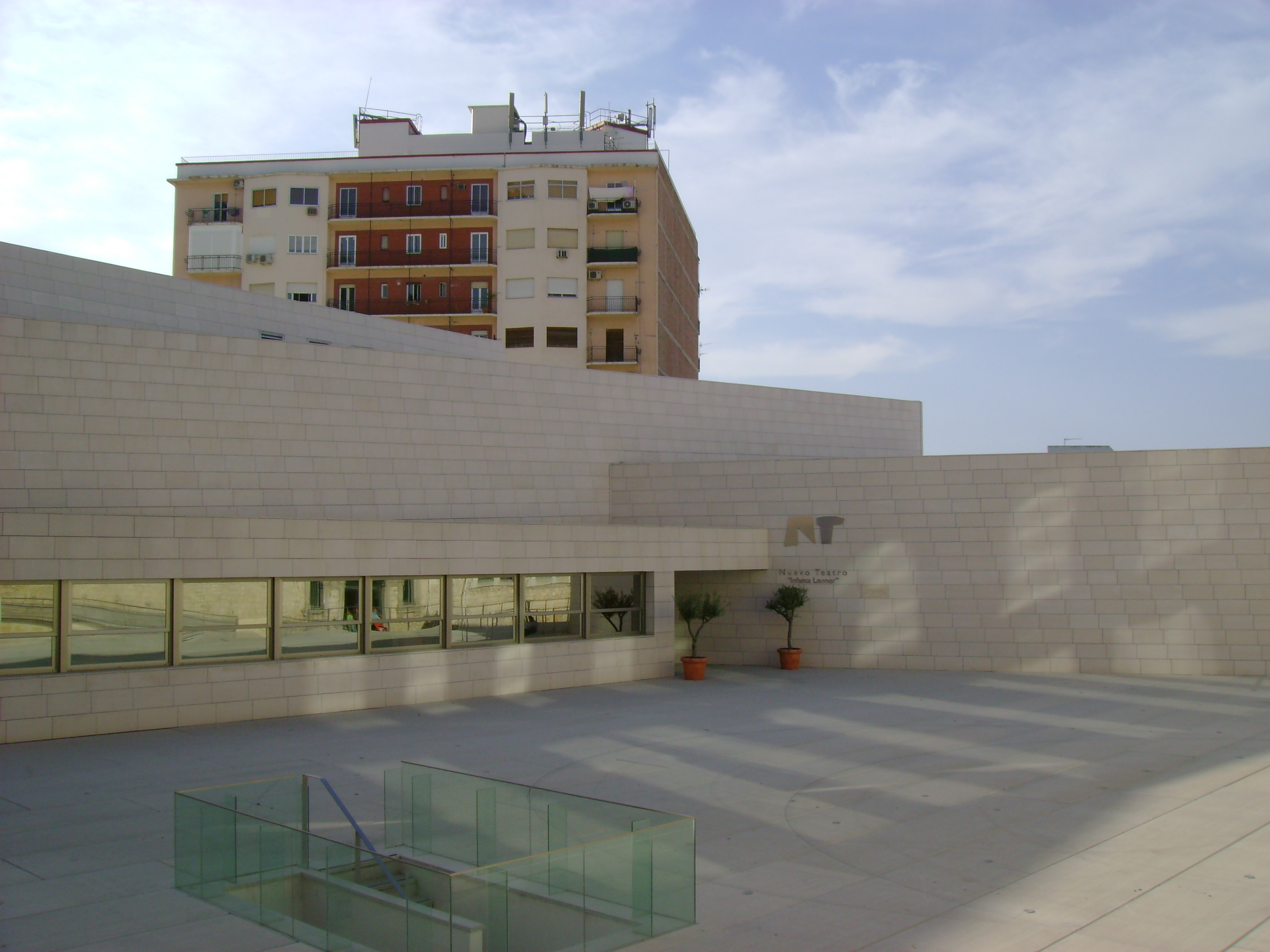
Teatro Infanta Leonor
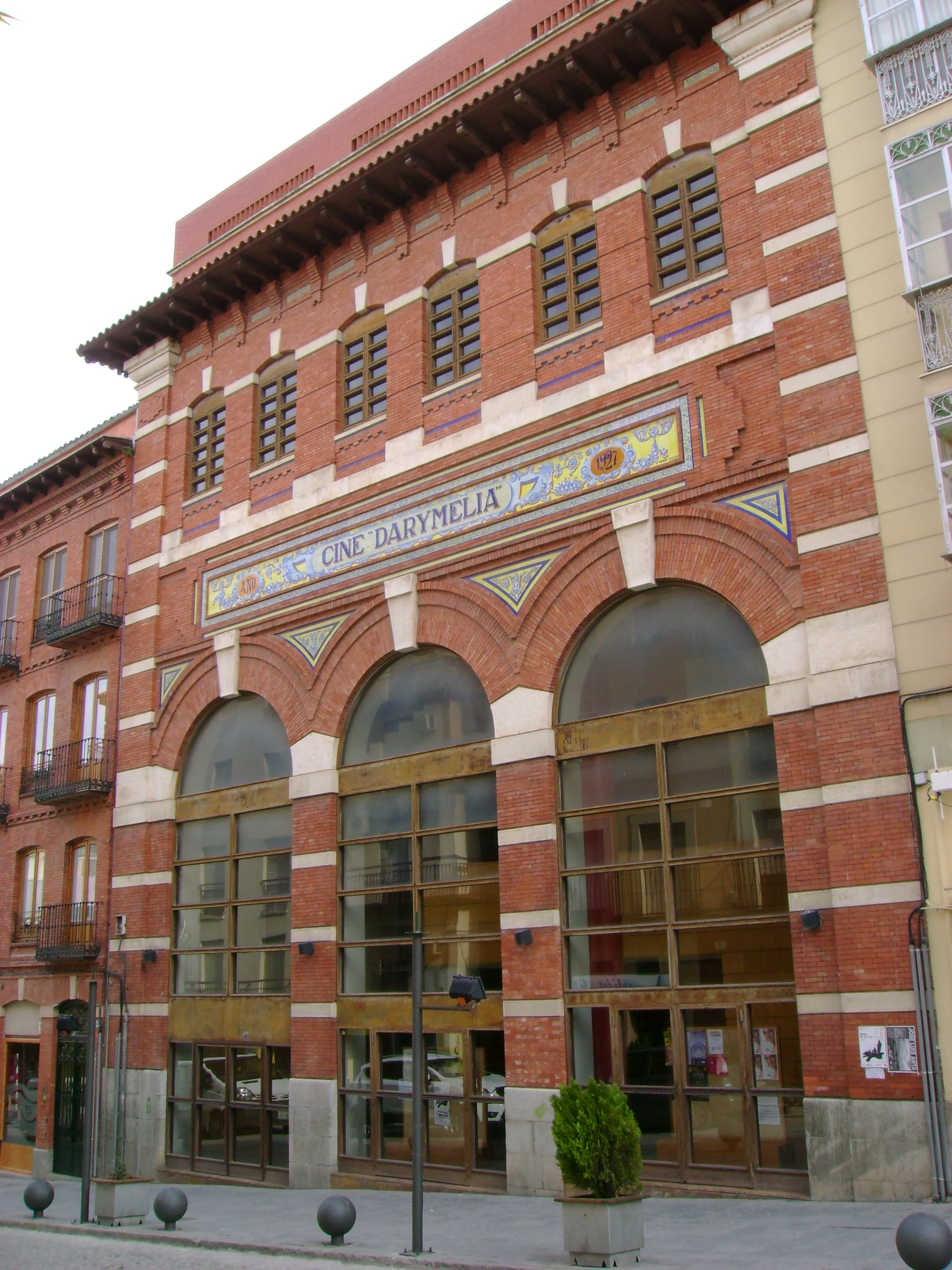
Teatro Darymelia
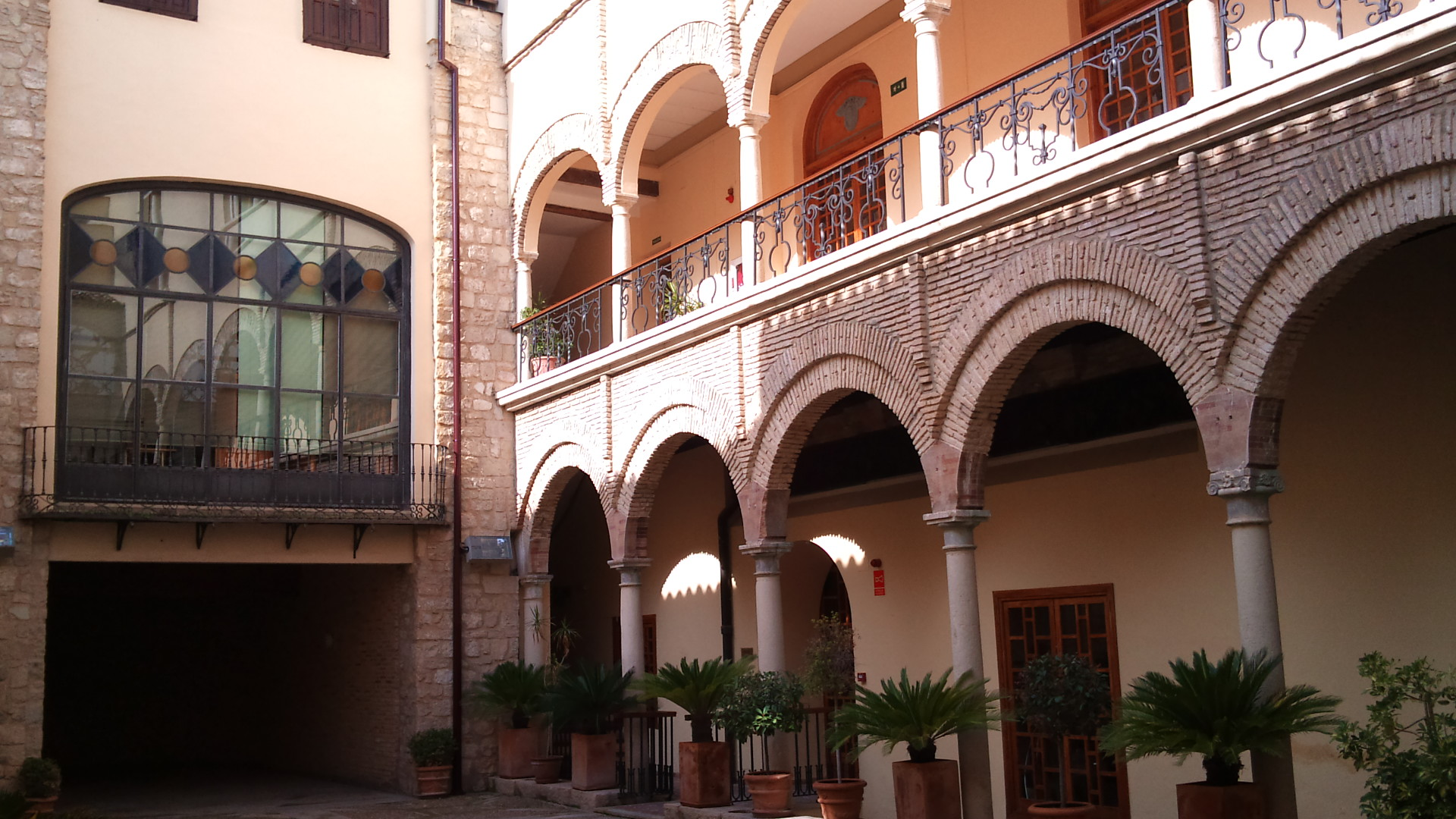
Corral de comedias en el patio del Palacio del Condestable
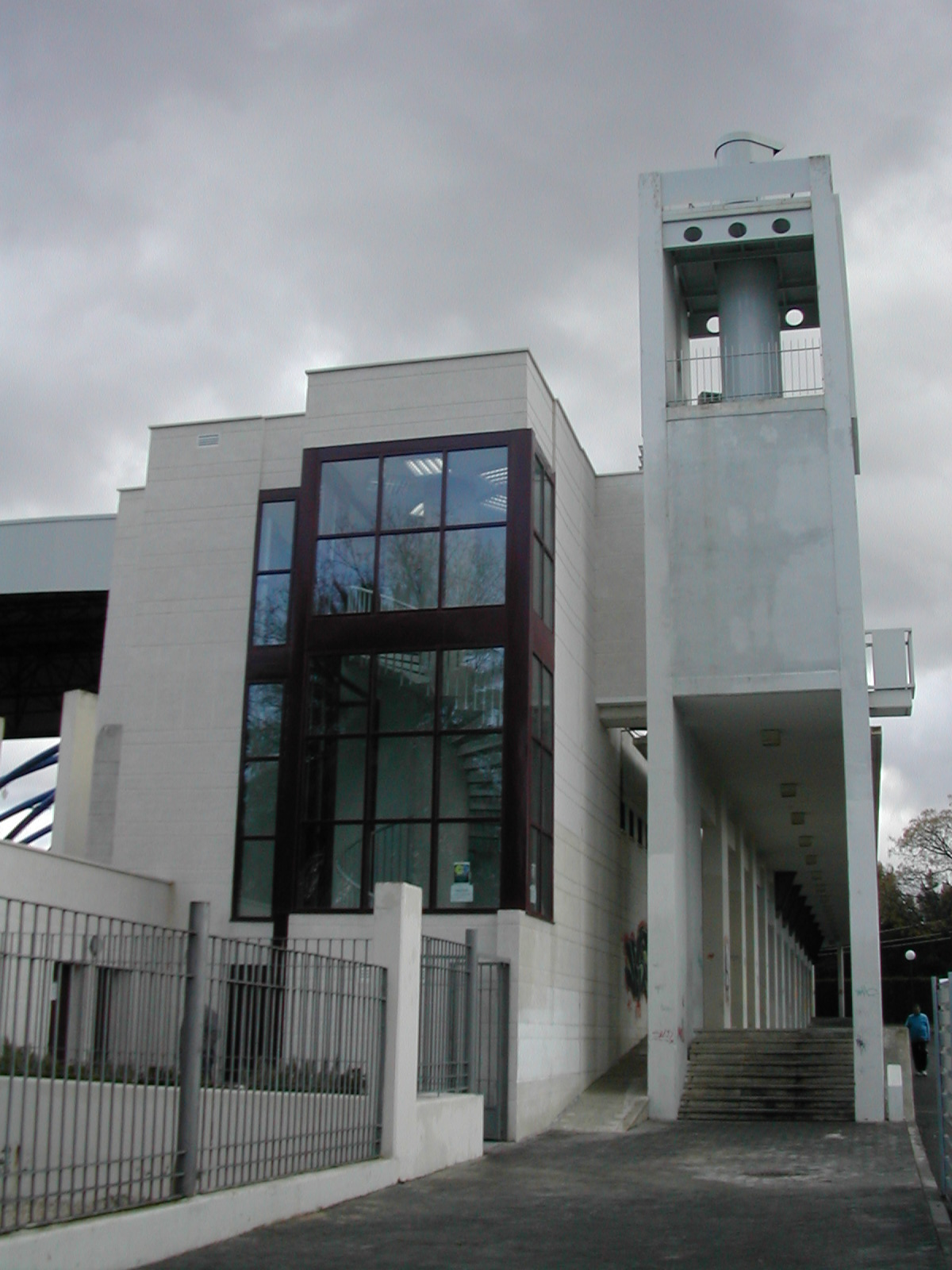
Auditorio de la Alameda

#### Cine

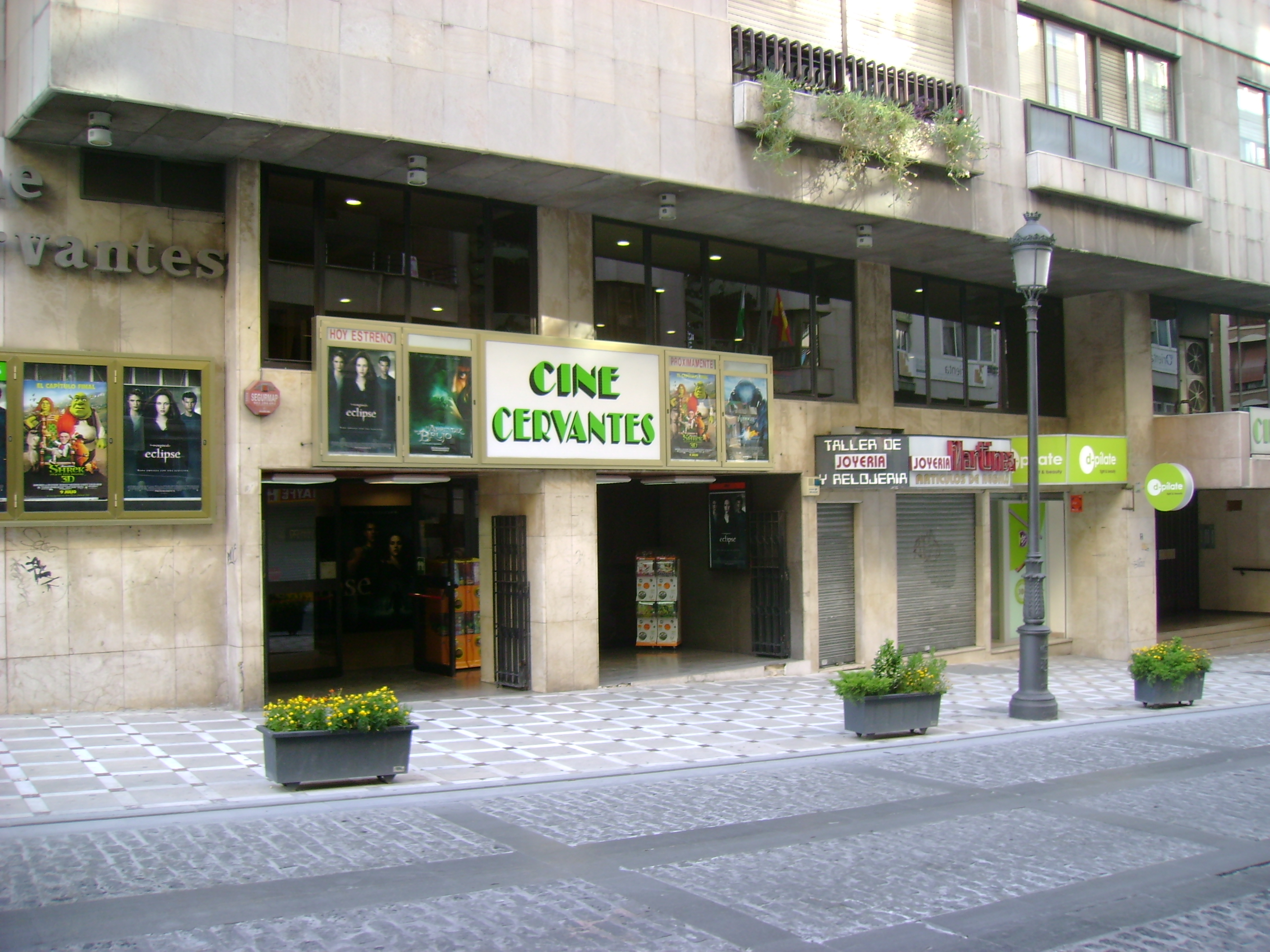
Entrada al antiguo Cine Cervantes

La ciudad ha estado ligada al mundo del cine, puesto que en ella nacieron pioneros del cine español como Antonio Lara de Gavilán, «Tono», y Eduardo García Maroto, e importantes actores como Donato Jiménez, Manuel Kayser o Rosario Pardo, además de Santi Rodríguez que vive en la localidad. Asimismo, Jaén ha sido escenario de algunas películas, entre otras:
- La caída de la casa Usher (1982).[236] Grabada en el castillo de Santa Catalina.

- La conjura de El Escorial (2008).[237] Dirigida por Antonio del Real, grabó algunas escenas en los baños árabes.

- Peatones (2010).[238] Grabada íntegramente en la ciudad.

La ciudad cuenta con las siete salas de cine del tipo multicine, además de la sala de la Universidad Popular Municipal, donde se proyecta cine de autor. Durante los meses de verano la oferta se ve incrementada con el cine de verano que se habilita en el «Auditorio La Alameda». y en diferentes puntos de la ciudad con el Circuito de Cine en los Barrios.
El cine Cervantes, una de las salas emblemáticas de la ciudad, cerró sus puertas el 30 de abril de 2011, no quedando así salas operativas en el centro urbano, tras el cierre del cine Asuán en 1992, del Avenida en 2005 y del Alkázar en 2009.

#### Música

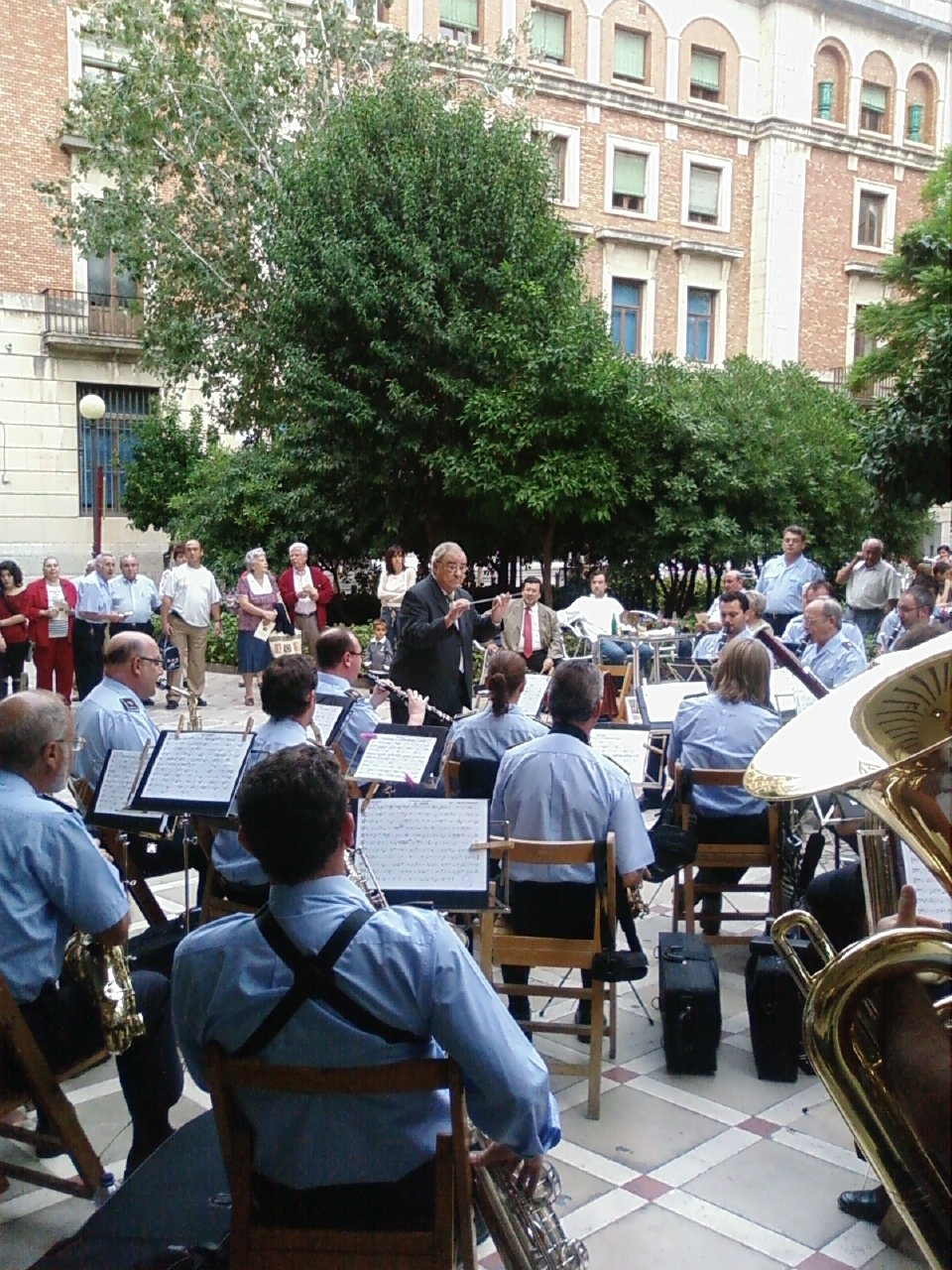
La banda municipal de música actuando en la plaza del Deán Mazas

La música está muy arraigada en la ciudad, principalmente el flamenco, Patrimonio Cultural Inmaterial de la Humanidad, y los cantos populares como el melenchón, aunque también son muy importantes otros géneros musicales como el jazz o el rock.
Destaca la «Banda Municipal de Música», agrupación musical que data de principios del siglo pasado. A principios de los años 1930 tuvo una renovación total, sacando a oposición un gran número de plazas constituyendo la mejor «Banda Municipal de Andalucía», en dichas oposiciones obtuvo la plaza de director el maestro Emilio Cebrian Ruiz, compositor célebre por sus obras y pasodobles como Churumbelerías, Himno a Jaén o Nuestro Padre Jesús Nazareno, a la muerte del mismo por accidente ocupó la dirección de la banda el maestro José Sapena Matarredona hasta su jubilación, estando ahora la banda en proceso de renovación. Destacan los conciertos dominicales en el templete del parque de la Concordia. En la ciudad existen además diferentes solistas, grupos, DJ, compositores musicales, escuelas de baile y danza, así como, la «Banda Sinfónica Ciudad de Jaén», y diferentes agrupaciones musicales y bandas de cornetas y tambores, que destacan en sus actuaciones en Semana Santa.
En la ciudad se celebra el Concurso Internacional de Piano Premio Jaén, que destaca nacionalmente por ser el primer concurso de piano de España, comenzando en 1953. Fue promovido en sus orígenes por Pablo Castillo García-Negrete, un arquitecto amante de la música, que empezó a donar los primeros premios de pocos miles de pesetas. Actualmente la dotación del premio asciende a 57 000 euros y conlleva la grabación de álbumes de música clásica en estudios profesionales. El último ganador del concurso fue el pianista chino Yutong Sun, en la edición de 2012; en 2013 el premio quedó desierto. También es importante el festival «Festival Internacional de Jazz de Jaén: Jazz entre Olivos» que con carácter anual ofrece multitud de conciertos de los mejores artistas mundiales de Jazz en diferentes lugares de la ciudad, destacando la actuación de Bob Dylan en la edición de 2008.
Cabe destacar también los «Ciclos de Rock» de la ciudad de Jaén, que cuentan ya su XX edición. Presentan alrededor de cincuenta grupos de música, ya sean principiantes o veteranos, además de otros grupos invitados. Entre los estilos destaca el heavy metal, el goth metal, y otros subestilos, si bien los grupos más consolidados tienden al rock and roll clásico, britpop, indie y estilos más alejados del metal. Estos ciclos son una de las actividades más consolidadas del Patronato de Cultura, Turismo y Fiestas, y están integrados en el programa «Órbita Cultura 360 º». Cuenta en los últimos años con un presupuesto que ronda los 43 000 euros, siendo la entrada a los conciertos totalmente gratuita. Estos comenzaron celebrándose en el auditorio del parque de la Alameda, más tarde en el recinto ferial, y recientemente han vuelto a sus orígenes. Por su parte, el Lagarto Festival, que nació en Jaén hace más de veinte años, y supuso un acontecimiento por el que pasaron varias de las mejores formaciones musicales de los años 1980. Pasó de ser un concurso local a nacional, y es actualmente uno de los certámenes de su género más importantes de Andalucía. Está promovido por el Área de Festejos del Ayuntamiento de Jaén y el Instituto Andaluz de la Juventud. Caja Rural de Jaén organiza desde 2017 el festival «Go Rural», en el que se dan cita grupos musicales de primer nivel.
La ciudad de Jaén cuenta además con un Festival Internacional de Música, Danza y Canciones Populares llamado Folk del Mundo. Es promovido por la asociación provincial de coros y danzas Lola Torres y reúne anualmente a grupos musicales de diferentes partes del mundo. Se inaugura con un pasacalles por el centro de la ciudad y las actuaciones posteriores se celebran desde 2013 en el teatro Infanta Leonor. En ediciones anteriores se celebraron en el auditorio municipal de La Alameda.

### Patrimonio inmaterial

#### Fiestas locales
La noche del 16 de enero se celebran las «Lumbres de San Antón», en las que aparte de comer y bailar, se cantan melenchones. Esa misma noche se celebra la carrera urbana internacional Noche de San Antón, de fama internacional, en la que los corredores participan animados por todos los jiennenses, que portan antorchas, especialmente en el tramo final, a su llegada a la avenida de Andalucía. Es Fiesta de Interés Turístico Nacional desde 2019.
Entre febrero y marzo dependiendo del calendario religioso católico se celebra el carnaval con un desfile alegórico a las leyendas de la ciudad, bailes, concursos de disfraces y de agrupaciones musicales (coros, comparsas, murgas y chirigotas) donde a través de la diversión y la fiesta se hace un repaso burlón, crítico y satírico de lo acontecido durante el año. Con la entrada de la primavera, como en muchas ciudades españolas, Jaén también organiza la «Fiesta de la Primavera», la cual tiene bastante éxito entre los jóvenes de la provincia y alrededores.
Durante el mes de mayo, se celebran las tradicionales cruces de mayo, organizadas por distintos colectivos de la ciudad, así como, la solemnidad del Corpus Christi. Además, con carácter bianual, en la institución ferial, se celebra Expoliva, Feria Internacional del Aceite de Oliva e Industrias Afines, referente a nivel mundial del sector del olivar, el aceite de oliva y su industria. En el mes de junio tienen lugar las «Ferias y fiestas en honor a la Virgen de la Capilla», copatrona de la ciudad, además de conciertos, como el Lagarto Rock, y festejos taurinos. El día 2 de julio está declarado como «Día del Lagarto de La Magdalena», se conmemora la declaración de esta leyenda como uno de los diez Tesoros del Patrimonio Cultural Inmaterial de España por parte del «Bureau Internacional de Capitales Culturales» en 2009.
El 25 de noviembre se celebra el día de Santa Catalina, la otra copatrona de la ciudad, se conmemora la conquista de la ciudad por Fernando III de Castilla en 1246. Se celebra una romería a las faldas del castillo. Es costumbre en esta celebración hacer barbacoas para comer, cocinando, sobre todo, sardinas.

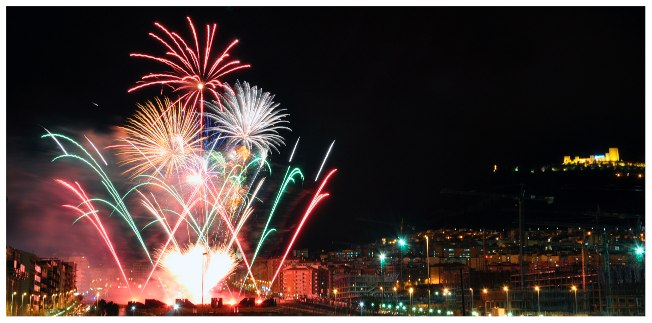
Fuegos artificiales en la noche de reyes
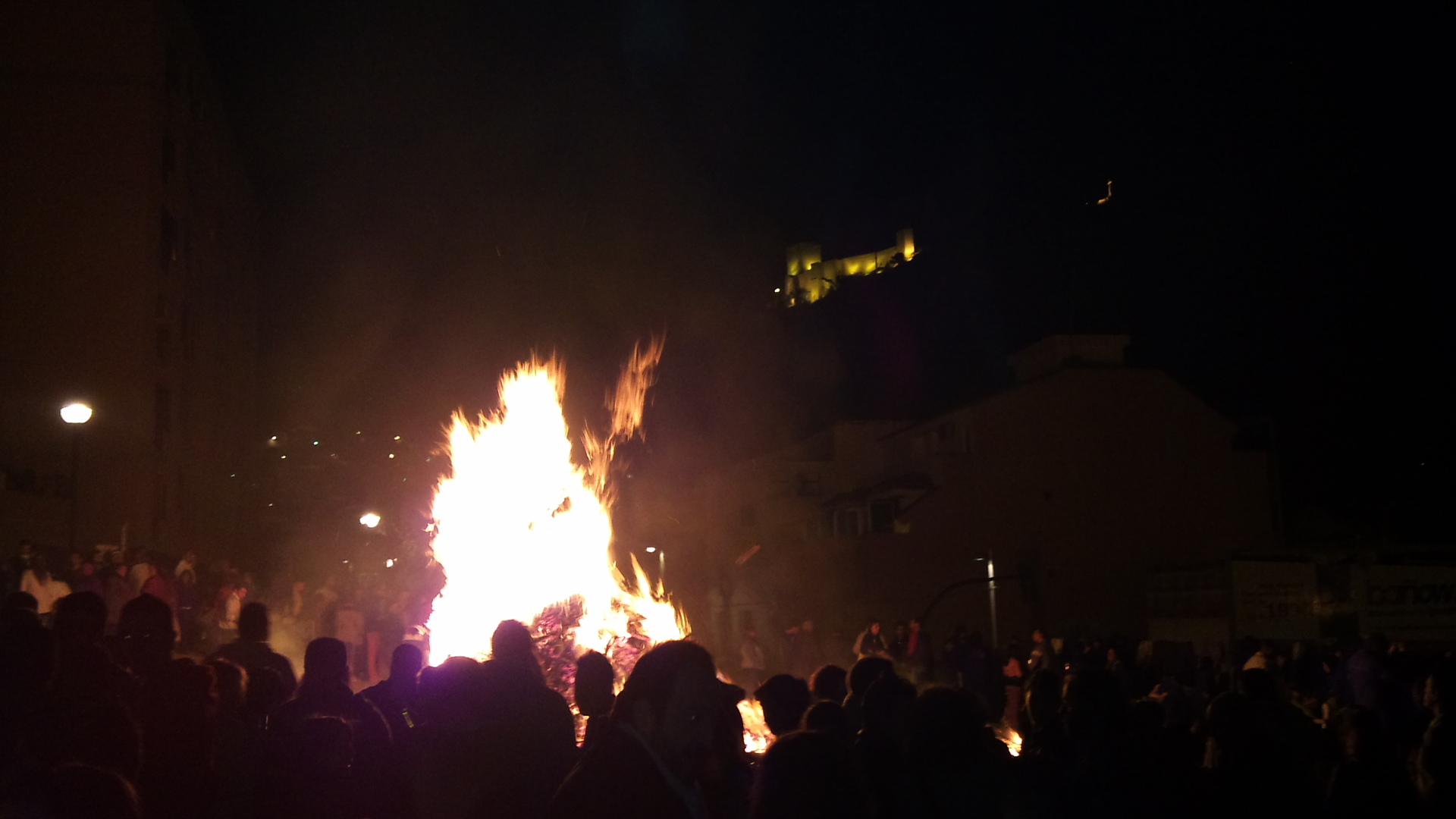
Lumbre de San Antón en el barrio de La Gloria
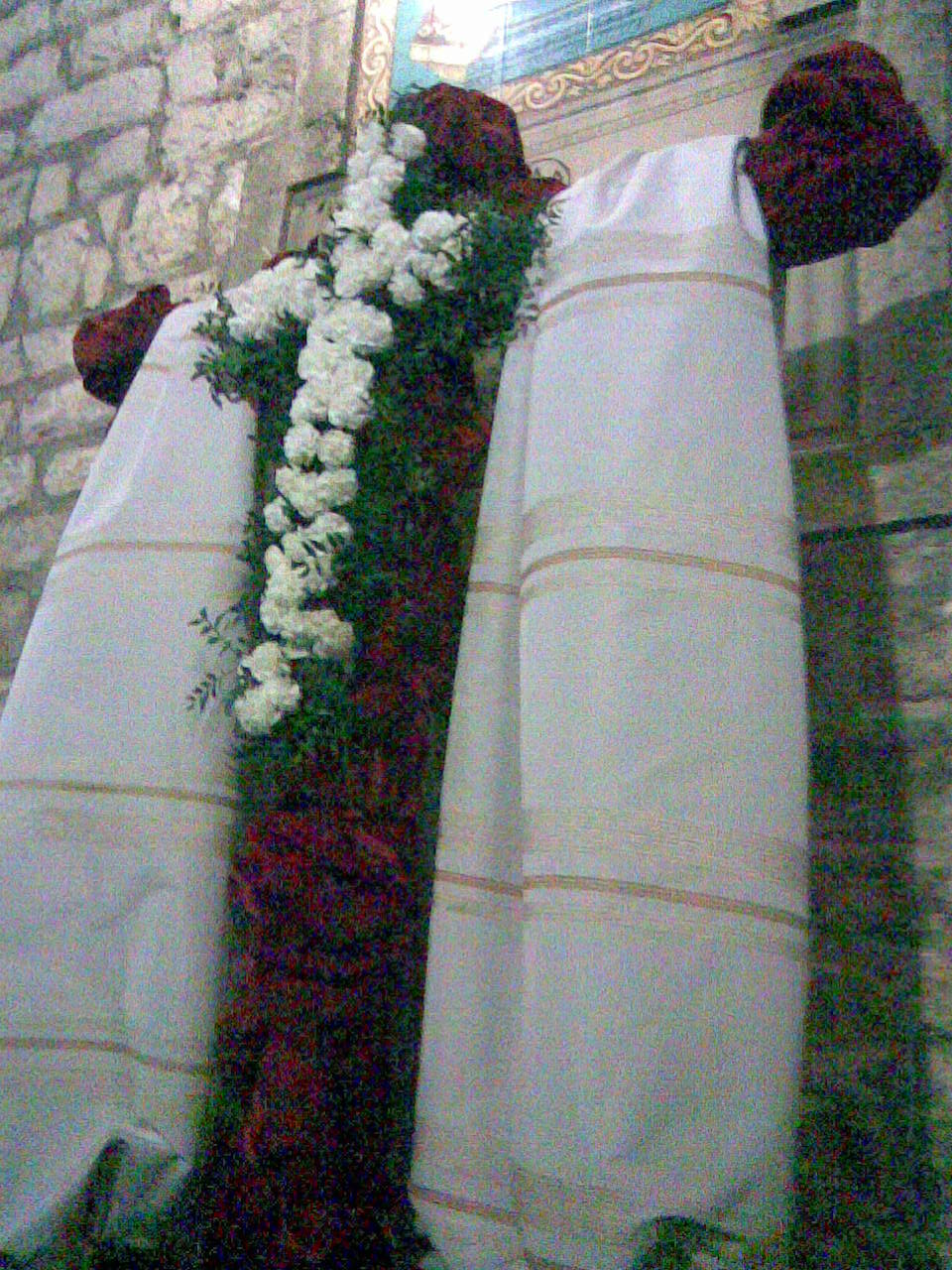
Cruz de mayo
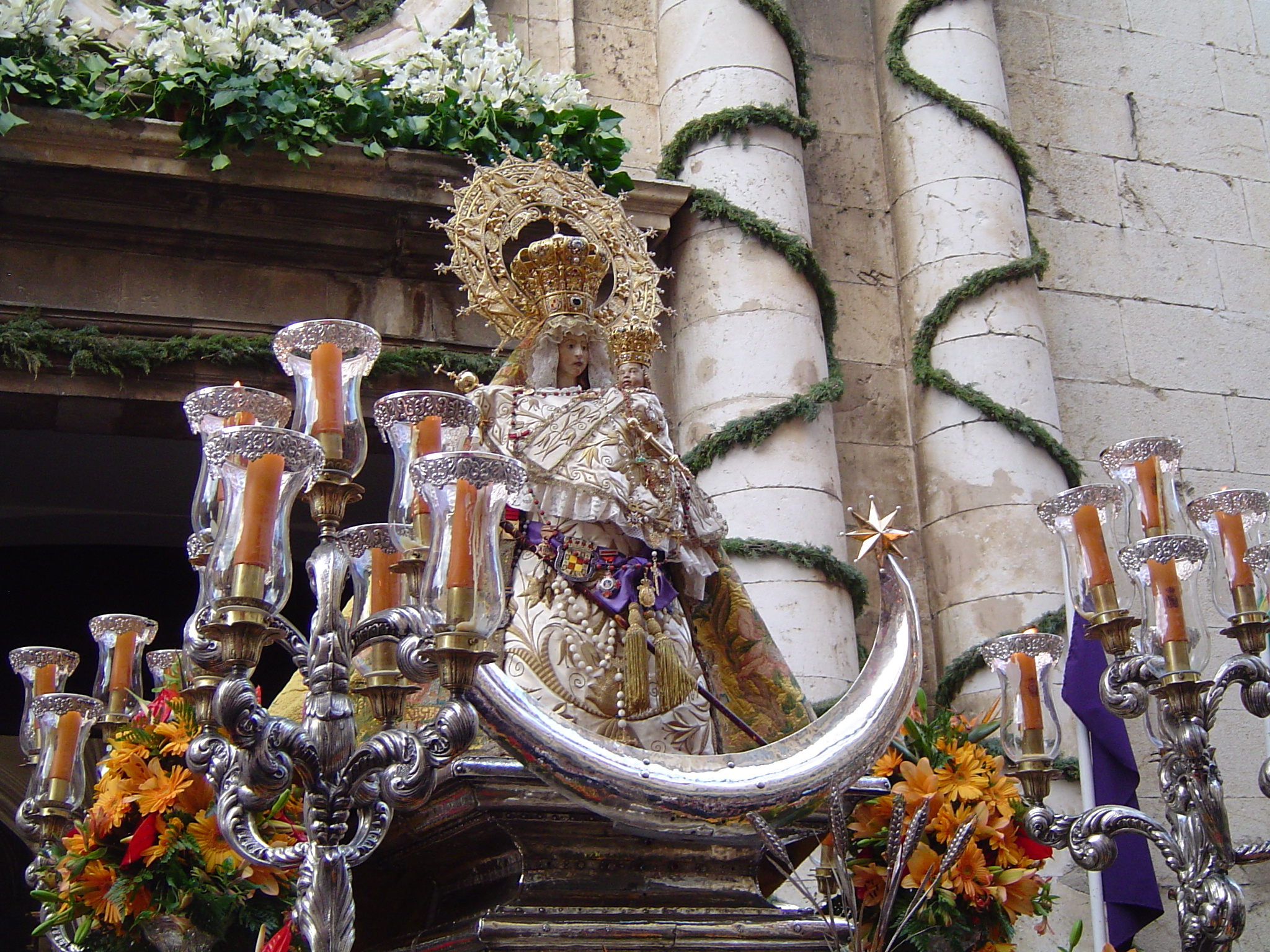
Procesión de la Virgen de la Capilla

##### Semana Santa

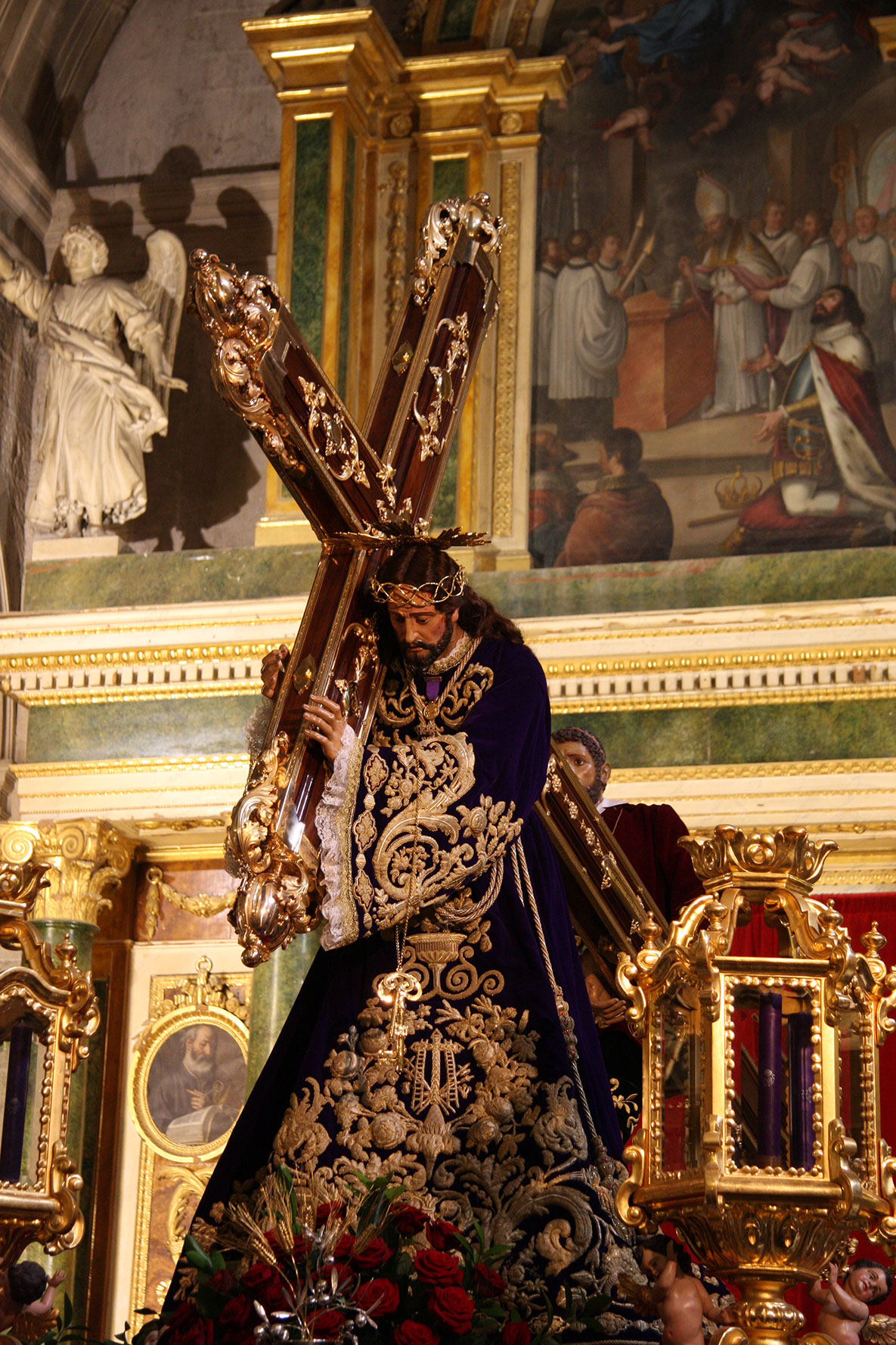
«El Abuelo», es una de las imágenes más veneradas de la ciudad

La celebración de los distintos actos que tienen lugar durante la Semana Santa se convierten en uno de los acontecimientos culturales, religiosos y artísticos más importantes que se producen en la ciudad. La Semana Santa está considerada como Fiesta de Interés Turístico Nacional, en la que hay toda una de serie de elementos relacionados con la Semana Santa giennense como son los pasos, las cofradías y hermandades, los nazarenos, los costaleros y las saetas.
Los desfiles procesionales de la Semana Santa son la evolución durante siglos de las formas, modos y maneras de las cofradías y hermandades, compuestas por diversos grupos de personas de distintas índoles laborales u otras características donde han influido múltiples factores tanto religiosos, artísticos, sociales e históricos. La estación de penitencia o salida procesional es el principal culto externo que realizan las Hermandades. La semana abarca desde el Domingo de Ramos hasta el Domingo de Resurrección, procesionando cada día imágenes que representan la Pasión de Cristo, sumando en su totalidad 18 hermandades, que se organizan a través de la Agrupación de Cofradías y Hermandades de la Ciudad de Jaén, cuyos directivos son elegidos cada cuatro años por los hermanos mayores y representantes de las distintas Hermandades. La agrupación es la encargada de la organización de la Semana Santa y de agilizar trámites y acuerdos con las instituciones oficiales y de todo lo relativo a la carrera oficial.

##### Feria de San Lucas
La feria de San Lucas se originó en el siglo XIV por un privilegio concedido por Enrique IV de Castilla, se celebró en agosto hasta que en el siglo XIX fue trasladada al mes de octubre, siendo su día grande el 18 de octubre. La feria dura ocho días y suele tener una gran actividad, tanto en el recinto ferial como en el centro, siendo costumbre las corridas taurinas, que se celebran en la plaza de toros de Jaén, conocido como Coso de La Alameda, conciertos de artistas de fama nacional, así como el acudir al recinto de «La Vestida» para montar en las atracciones o bailar en la gran cantidad de casetas, caracterizadas por todas de libre acceso. Al ser la última feria del año en España, la afluencia de gente de otros municipios y de las provincias limítrofes es bastante notable, a pesar de ser tradición la coincidencia de la feria con las primeras lluvias del otoño.

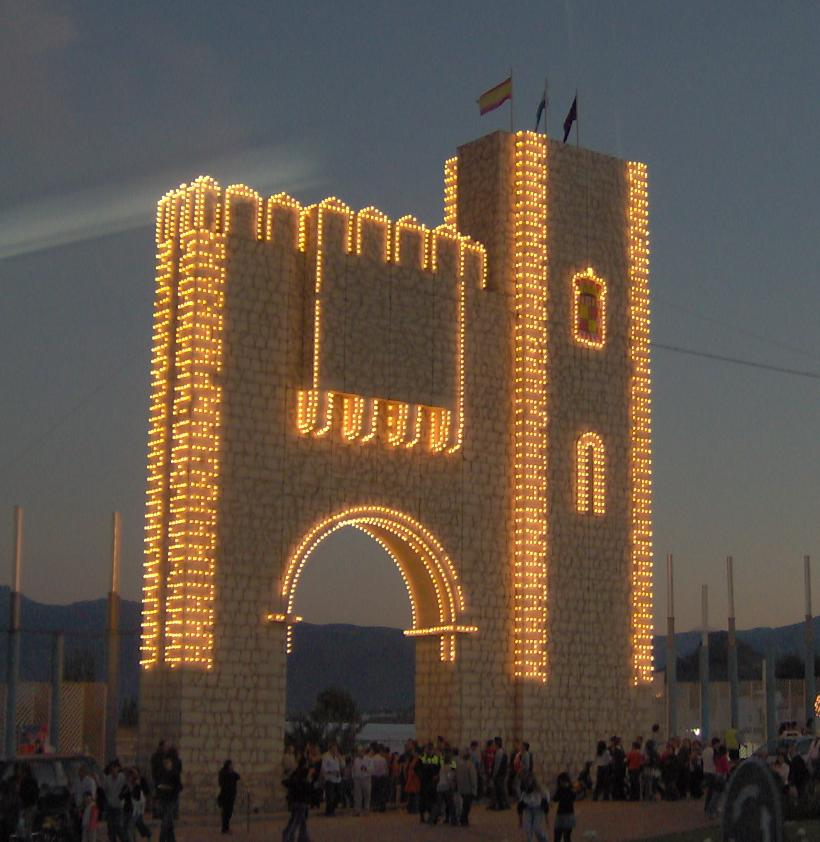
Portada de «La Vestida» en 2005
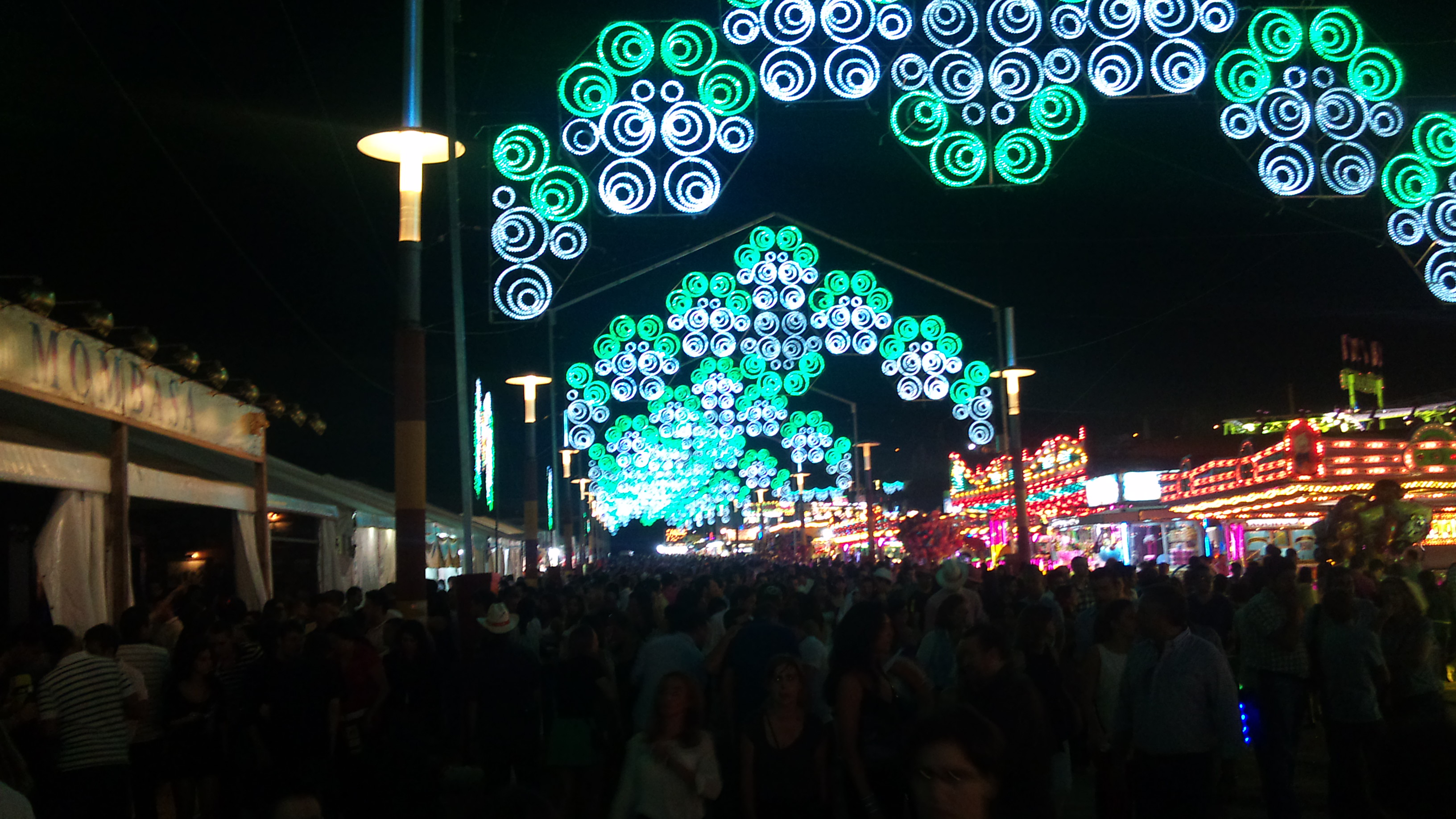
Vista nocturna de la feria en 2011
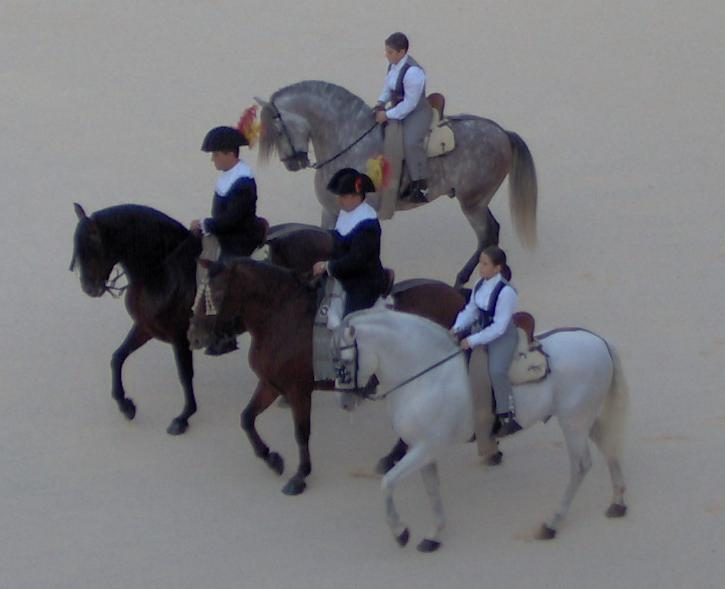
Alguacilillos en el paseíllo de una corrida

#### Folclore y costumbres
Una parte importante del folclore de Jaén son sus vestidos tradicionales, el chirri para los varones y la pastira para las mujeres. El primero consta de camisa blanca abotonada, chaquetilla con abotonadura sin abrochar, pantalón campero con bocas acampanadas, con aberturas, para dar paso a la bota andaluza. Presenta sombrero de catite, a la cintura, una faja enrollada. La pastira se utilizaba a diario, se basa en el popular traje de las lecheras, compuesto por falda de canícula, mandil, jubón o armilla de lana o raso negro bordeando mangas y escote con un encaje blanco de bolillos, la mantilla es de pañete, raso o terciopelo rojo amapola, bordeada con felpones de terciopelo negro. El conjunto se completa con pañuelo de percal o lana rameado sobre fondo oscuro, medias blancas de telarillo y zapatos negros de salón o zapatillas.
El canto y el baile típico de Jaén es el melenchón, siendo uno de los más ricos y puros de toda Andalucía y al mismo tiempo, de los más desconocidos. La mayor estudiosa de estas canciones y danzas fue la giennense María de los Dolores Torres y Rodríguez, «Lola Torres».
Algunas de las costumbres del folclore de Jaén hace mucho que se perdieron, pero aún se recuerdan, muestra de ello son las «Tapadas», fiesta en la que las mujeres se vestían de forma peculiar y acosaban a los hombres, además de otras como los diablillos del Corpus y las procesiones de las ánimas. En Jaén hay una amplia cultura popular que también se manifiesta en los refranes del pueblo llano, alguno de estos son: «Cuando Jabalcuz tiene montera o llueve o truena» y «Con el tiempo y una caña seas el amo de España».

#### Leyendas
Jaén es una ciudad que alberga gran número de leyendas, que tratan sobre casas «enduendadas», tesoros sorprendentes o relatos islámicos, como el de las «Tres morillas». Entre ellas destacan las relacionadas con la imagen de Nuestro Padre Jesús Nazareno, más conocido como «El Abuelo», la leyenda de El Pósito, o, la más conocida, del Lagarto de la Malena, declarada uno de los diez Tesoros del Patrimonio Cultural Inmaterial de España por parte del Bureau Internacional de Capitales Culturales. y que cuenta con una celebración propia, el «Día del Lagarto de La Magdalena», cada 2 de julio.

Tres morillas me enamoraron

en Jaén:

Axa, Fátima y Marién.

Tres morillas tan garridas

iban a coger olivas

y hallábanlas cogidas

en Jaén:

Axa, Fátima y Marién
Romance popular de las «Tres morillas».

### Gastronomía
La gastronomía de Jaén es muy variada y se basa en la dieta mediterránea que es Patrimonio Cultural Inmaterial de la Humanidad, fundamentalmente, por ser Jaén la «Capital mundial del aceite de oliva». La ciudad cuenta con cuatro restaurantes con una Estrella Michelin. Uno de los platos más destacados es la pipirrana, plato de gran consideración debido a su consistencia y elaboración. Se elabora con tomate maduro, picado en trozos pequeños, al que se añade un jugo hecho a base de aceite de oliva, pimiento verde, huevo, ajo y sal, tradicionalmente elaborado en mortero. Una vez trabado el tomate con el jugo preparado, se añade un huevo duro rallado o hecho trozos pequeños y, opcionalmente, se puede añadir atún. Se podría decir que la pipirrana es, por origen y arraigo, a Jaén como el salmorejo a Córdoba.
Otros platos destacables de la gastronomía giennense son: ajo blanco con pasas, revuelto de huevo con habas y jamón ibérico, espinacas a la jienense con huevos de codorniz, ensalada de perdiz a la baezana, bacalao a la yema, pastel de ciervo con salsa agridulce, morcilla en caldera, albóndigas en caldo, carruécano, menestra de verduras a la jienense, lomo de bacalao con pisto y piñones, lomo de conejo a la plancha con alioli, ciervo guisado al estilo de Baños de la Encina, cabrito al ajo cabañil, flan de manzana, almendrados de Jaén, etc. Estos son algunos de los platos que hacen rica la gastronomía de esta ciudad. Otras recetas que se pueden encontrar también son las espinacas al estilo Jaén (con ajo, picatostes, pimiento choricero, laurel, huevo, cáscara de naranja y vinagre), arroz de Jaén (muy caldoso), carne de choto al ajillo, trucha de los ríos de Jaén (Trucha, mantequilla, trozos de jamón con tocino, perejil, vino blanco y sal). Entre la repostería destaca: el ajo blanco de Jaén (almendra cruda, aceite de oliva, huevos, ajos, sal, vinagre y agua), arroz con leche, gachas de Jaén, pestiños o gusanillos, ochíos, flores, alfajor. Merece la pena destacar también productos típicos de la tierra como su excelente aceite de oliva virgen extra, y el resol o rosolí (licor típico a base de hierbas).

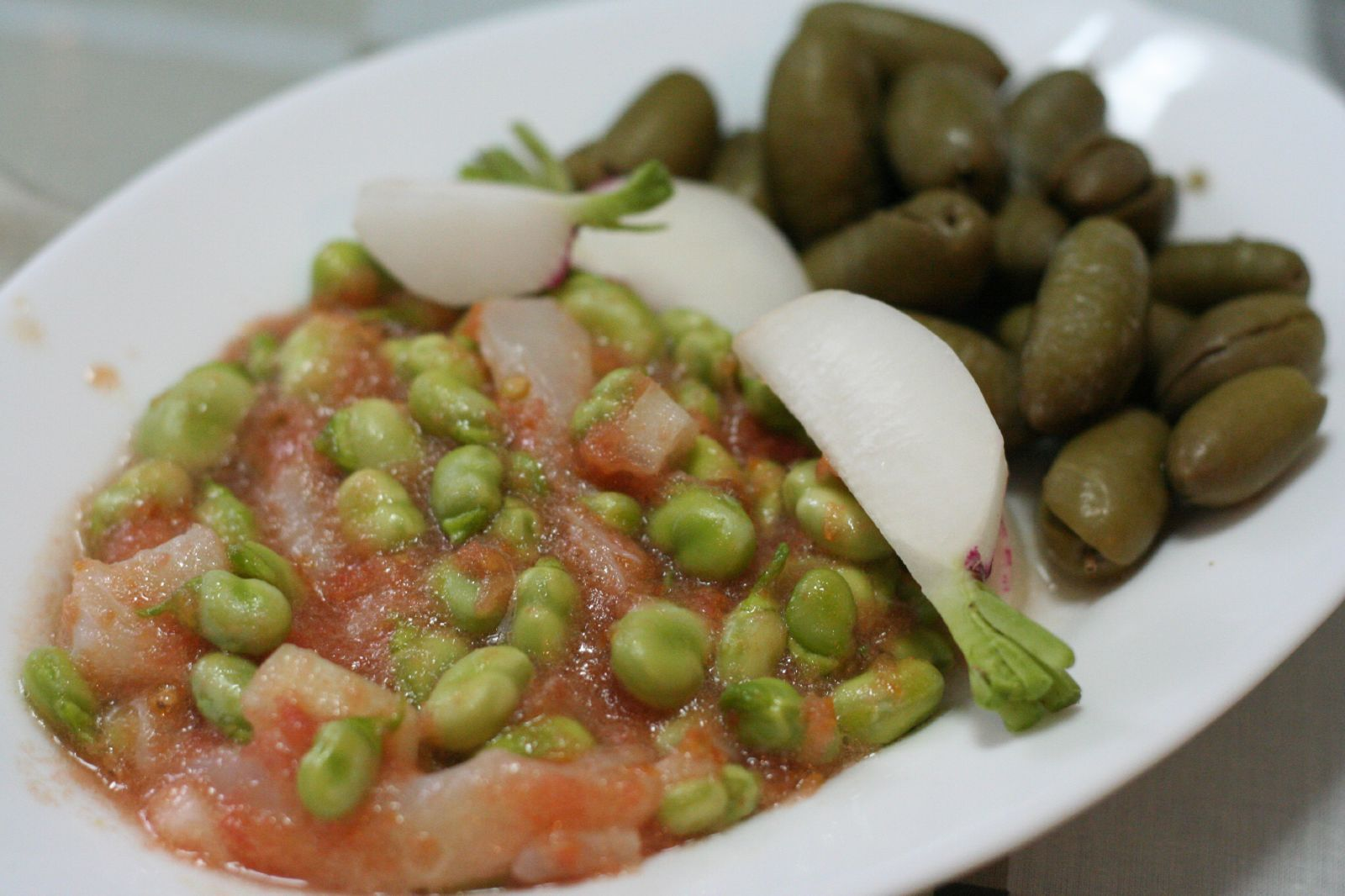
Habas con tomate, bacalao, rábanos y aceitunas de cornezuelo
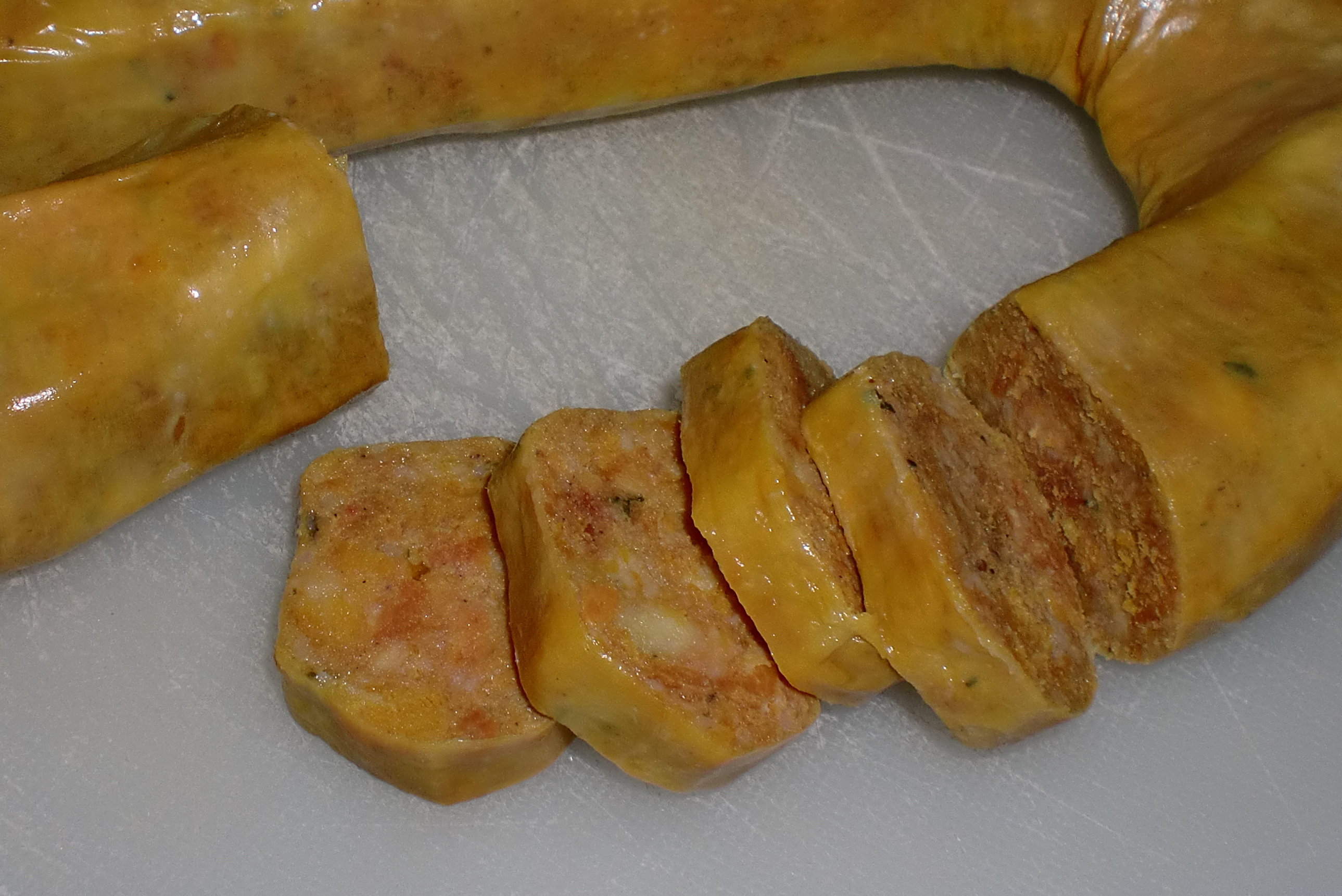
Morcilla blanca

### Tauromaquia

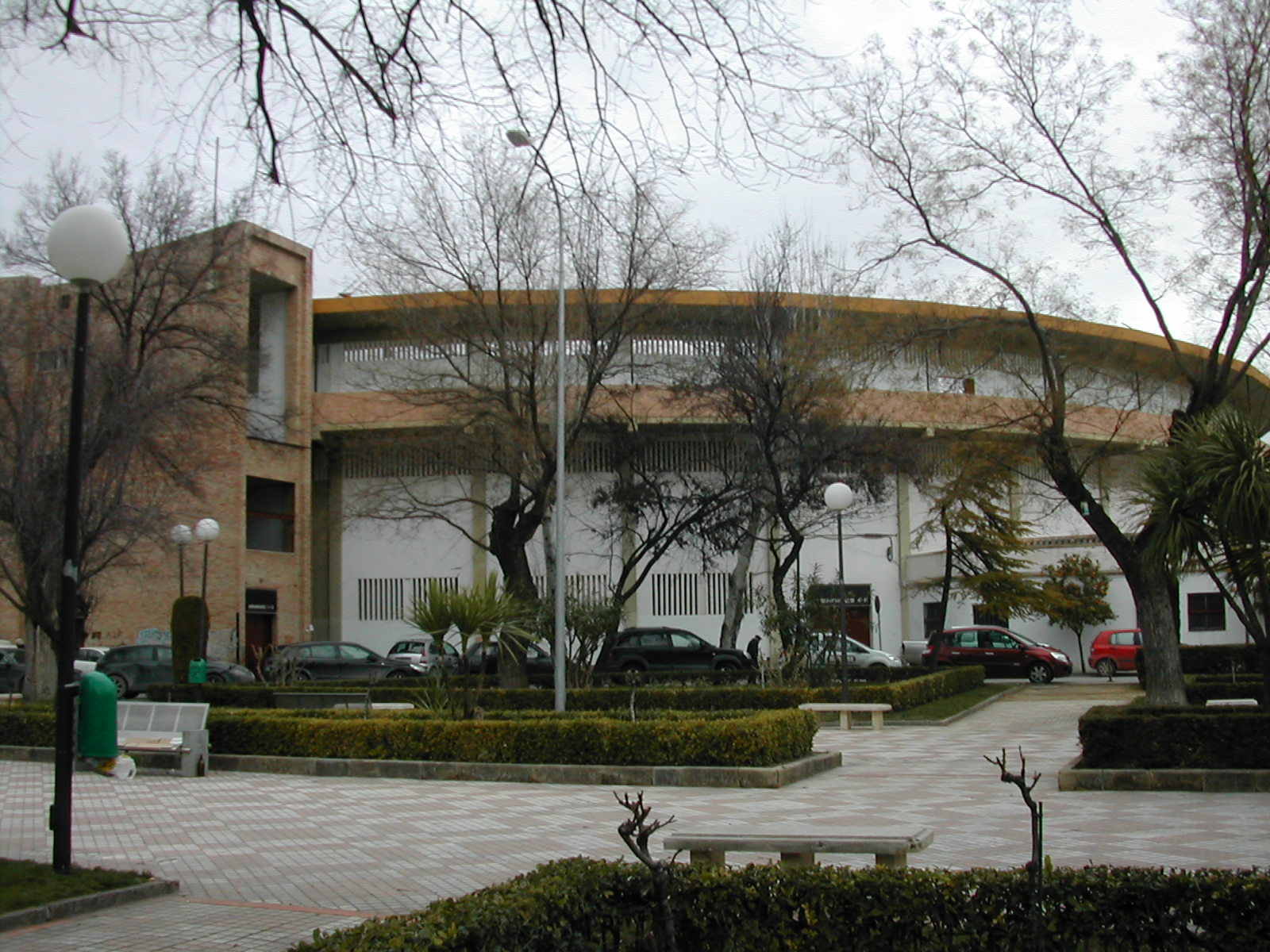
Plaza de toros

La tauromaquia está muy arraigada en la ciudad de Jaén, al ser el sector ganadero muy importante en la provincia, donde se encuentran algunas de las ganaderías más importantes de España, como Apolinar, Cernuño o Enrique Ponce. La ciudad cuenta con una plaza de toros, el coso de La Alameda, con un aforo de 10 500 espectadores, siendo sus espectáculos principales los celebrados durante la feria de San Lucas en el mes de octubre, lo que la convierte en la última la feria taurina de la temporada en España. También hay que destacar la celebración todos los años del «Gran Festival Taurino a beneficio de la Asociación Española Contra el Cáncer», en el que colabora Enrique Ponce y en el que participan altas figuras del toreo como El Cid, el Fandi o José María Manzanares.
Por su parte, en la ciudad de Jaén han nacido algunas grandes figuras del toreo, como Juan Carlos García del Caño o el rejoneador Álvaro Montes, que tomó la alternativa en el coso de La Alameda, al igual que lo han hecho otros muchos toreros a lo largo de la historia.

### Medios de comunicación

#### Medios escritos
En la ciudad tienen sede algunas de las agencias de noticias más importantes del país como son, Colpisa, EFE o Europa Press. Del mismo modo pueden adquirirse los periódicos nacionales, regionales e internacionales de mayor difusión, algunos de los cuales incorporan una sección de información local o regional. Los periódicos de información general más vendidos en Jaén son los nacionales ABC, El Mundo y El País y los locales Ideal Jaén y Diario Jaén. De forma gratuita se reparten cada mañana en los lugares más concurridos de la ciudad los diarios gratuitos Viva Jaén y ADN, y semanalmente, Jaén21. Por su parte, la diócesis de Jaén, publica la revista mensual, Iglesia en Jaén.

#### Medios electrónicos
Se pueden sintonizar todas las cadenas principales de radio que operan a nivel nacional y regional y en la ciudad disponen de emisoras locales que emiten espacios dedicados a la actualidad local en sus desconexiones en diferentes tramos horarios: Radio Nacional de España, Radio Jaén Cadena Ser, Onda Cero, COPE Jaén, Punto Radio y Canal Sur Radio. En FM se pueden sintonizar las emisoras eminentemente musicales y otras específicas dedicadas a la información deportiva o económica, tales como, Radio Andalucía Información, La Fresca FM, Cadena Cien Jaén, 40 Principales Jaén, Dial Jaén, Canal Fiesta Radio, Canal Sur Radio o Ser 2 Jaén, entre otras.
Con la entrada en funcionamiento de la Televisión Digital Terrestre (TDT) se ha multiplicado el número de canales de televisión, tanto generalistas como temáticos y tanto gratis como plataformas de pago a los que pueden acceder los giennenses. A nivel local, se pueden sintonizar la emisora municipal OndaJaénRTV, Canal Sur Jaén,8tv-Jaén, Onda Luz.
El uso creciente de dispositivos tecnológicos, desde los cuales se puede acceder a Internet, las zonas wifi libre que se van creando en la ciudad y la posibilidad que ofrece Internet de acceder a todo tipo de medios tanto prensa, radio y televisión han revolucionado el modo que tienen hoy día las personas de acceder a la información general y especializada. A nivel local cabe señalar la página web del Ayuntamiento donde se ofrece a los ciudadanos la información institucional más significativa que afecta a los giennenses, así como las versiones digitales de los periódicos locales y otros medios de ámbito exclusivamente digital como HoraJaén, periódico digital líder de la provincia de Jaén o el diario LacontradeJaén.

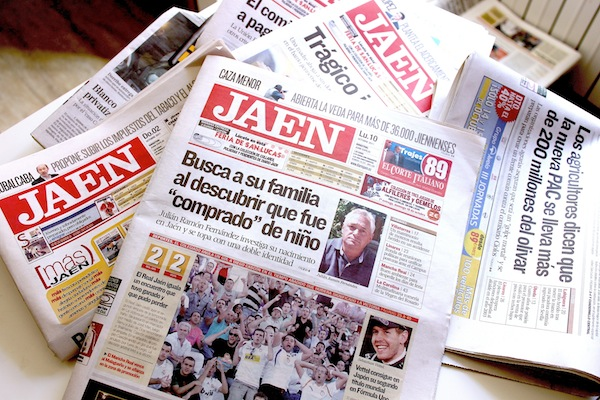
Varias ediciones del Diario Jaén
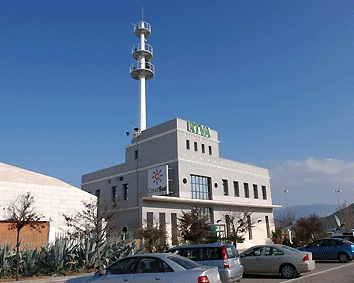
Instalaciones de Canal Sur RTVA en Jaén
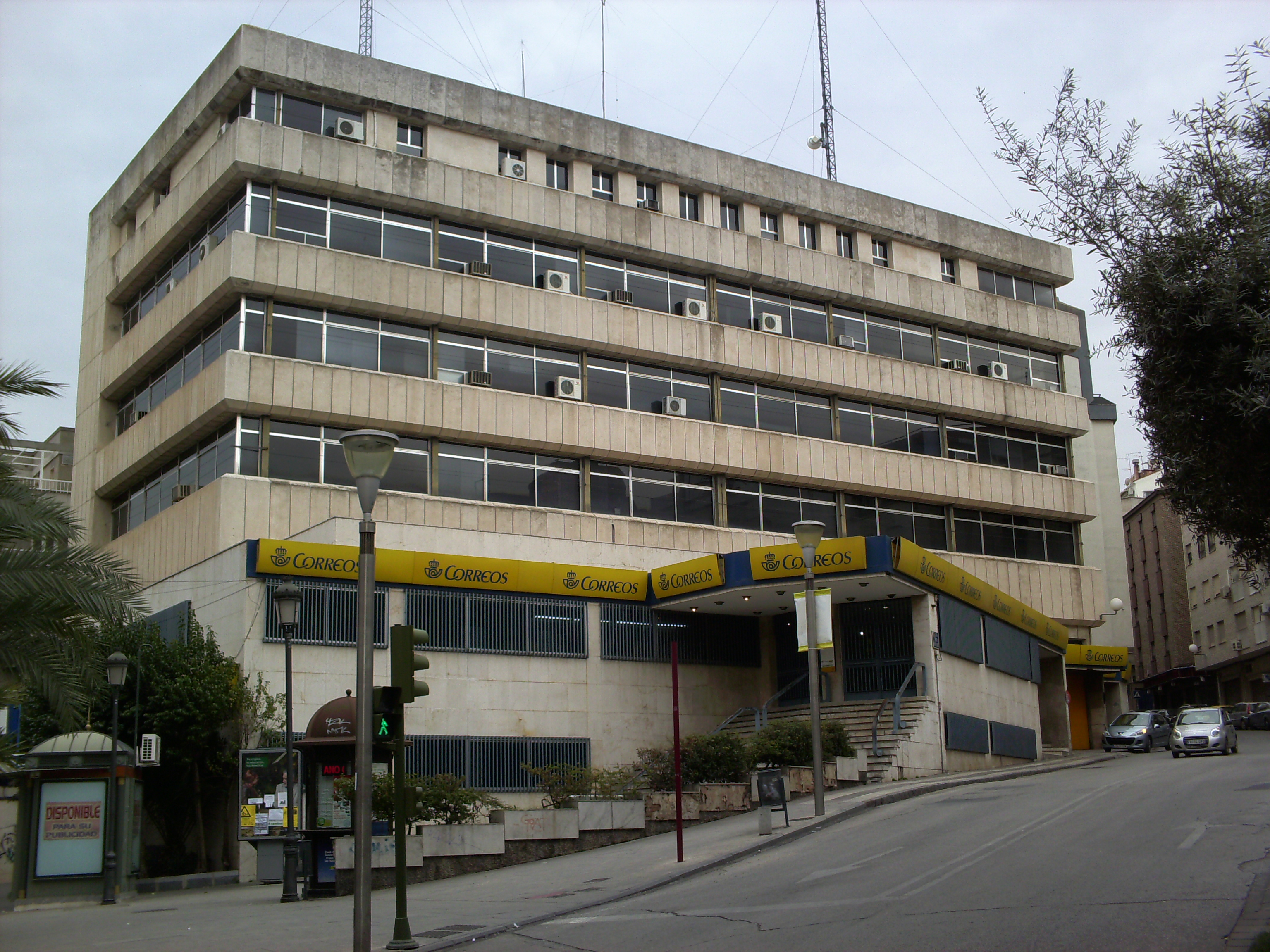
Edificio central de Correos en Jaén

### Deporte
Entidades

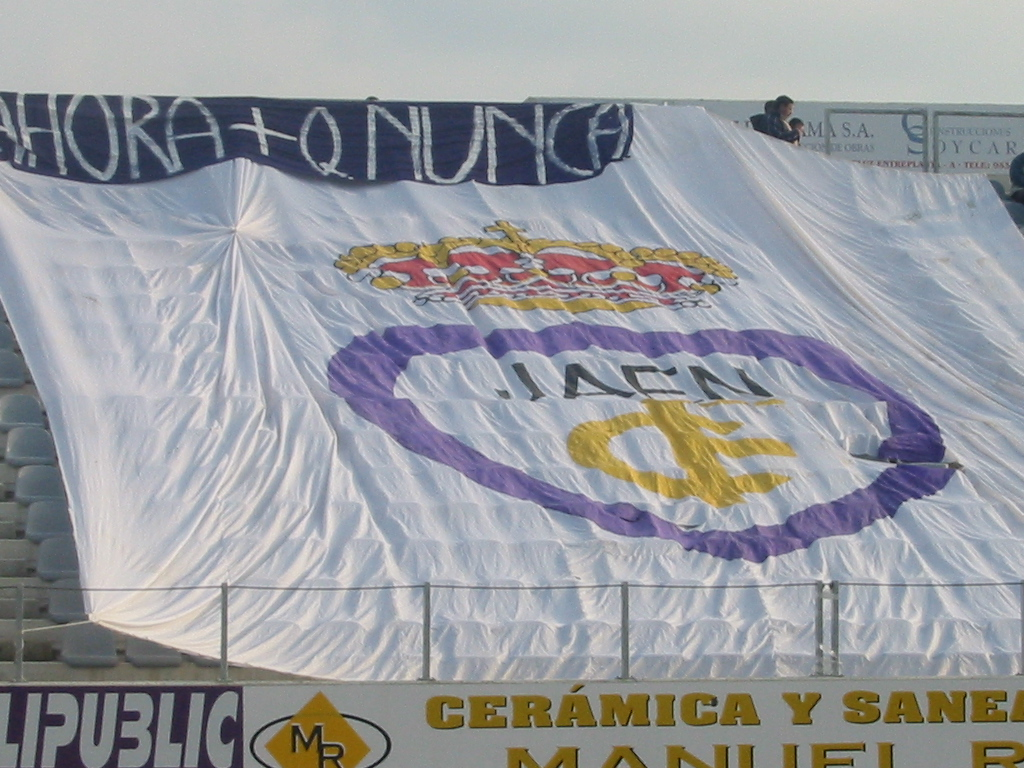
Escudo del Real Jaén en un cubregradas del estadio de la Victoria

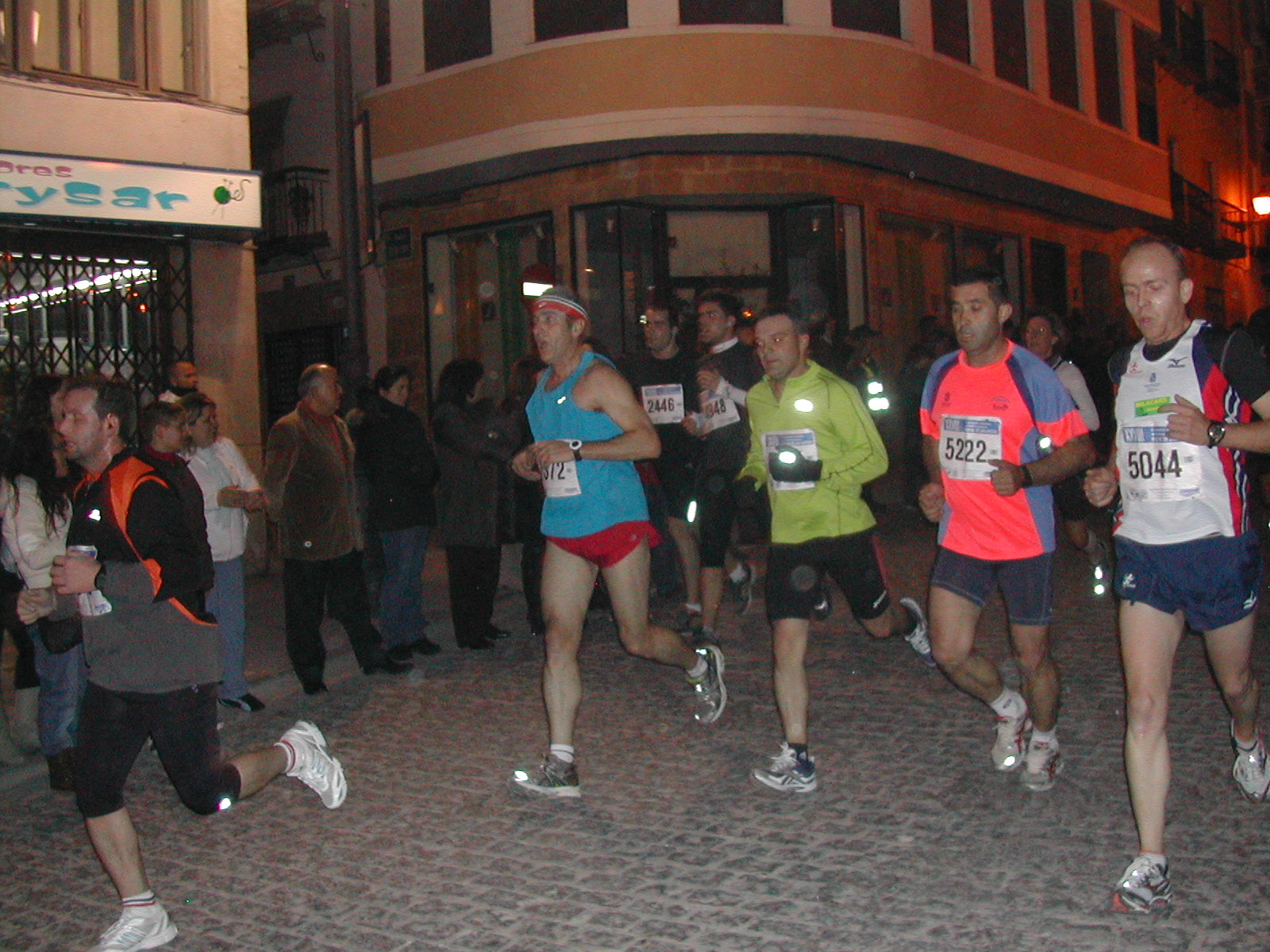
Carrera de San Antón 2011

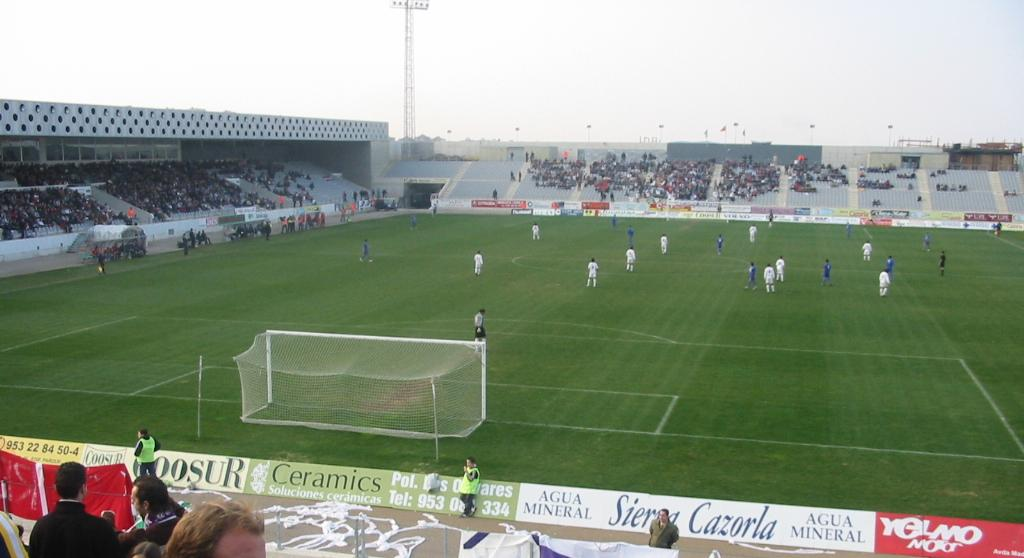
Estadio de la Victoria

La entidad deportiva más importante de la ciudad es el Real Jaén Club de Fútbol, que milita en el grupo noveno de la tercera división, es el equipo más representativo de la ciudad y provincia, habiendo militado tres temporadas en primera división. Su estadio, La Victoria, es de uso exclusivo del club, y que cuenta con capacidad para 12 569 espectadores.También ha sido creado en la temporada 2017-18, el Inter de Jaén C.F., que milita en Segunda Andaluza. Cómo este último, el resto de equipos y aficionados jiennenses al fútbol cuentan con los campos de fútbol de césped artificial «Sebastián Barajas» con capacidad para 2500 espectadores, el de la Universidad de Jaén y el campo de fútbol «Manu del Moral» en el polideportivo «Las Fuentezuelas».
El fútbol sala siempre ha tenido gran tradición en la ciudad, que actualmente cuenta con dos equipos, el Jaén Fútbol Sala, que milita en la división de honor de la Liga Nacional de fútbol sala, y el Club Deportivo Jaén, que milita en el grupo 8 de la Primera Nacional "A". Ambos disputan sus partidos en el pabellón del polideportivo «La Salobreja». El Jaén Fútbol Sala vive en la actualidad una época dorada al convertirse en campeón de la Copa de España de 2015, semifinalista en 2017 y campeón nuevamente en 2018, además de subcampeón de la Copa del Rey de 2018, 2019 y 2020, siendo el club más laureado del fútbol sala andaluz. En su palmarés destacan además, dos campeonatos europeos de campeones UEFS, en las dos primeras ediciones celebradas en 1991 y 1992.El último título del Jaén Paraíso Interior ha sido logrado en 2023 consiguiendo su tercera Copa de España gracias a la increíble labor de Pedroma López.
El Grupo de Amigos del Balonmano Jaén (G.A.B. Jaén), fundado en 1992, es el máximo exponente del balonmano en la ciudad de Jaén. Heredero del antiguo B.M. Jaén que llegó a jugar en división de honor en los años 80, conocido como A.D.A. Jaén por cuestiones de patrocinio, el club tiene una cantera tanto masculina como femenina que va desde juveniles hasta alevines y benjamines. El primer equipo sénior masculino (conocido como AM System Jaén por cuestiones de patrocinio) compite actualmente en 1.ª división andaluza, mientras que el primer equipo sénior femenino (conocido como NTAC GAB Jaén por cuestiones de patrocinio) compite en 1.ª división nacional.
En atletismo, destaca el Club de Atletismo Caja de Jaén, que ha cosechado importantes éxitos y milita en la división de honor, masculina y femenina. Entrena en las pistas de «La Salobreja». Existe un equipo de rugby, el Jaén Rugby, que milita en división de honor B en la temporada 2018-19 y compite en el campo municipal de rugby de Las Lagunillas en sus encuentros como local. En cuanto a la natación, en la capital existen tres clubes dedicados a ella, el Club Natación Jaén 99, el Club Natación Santo Reino, y el «Club Natación Jaén», que además cuenta con un equipo en la primera división andaluza de waterpolo.
El Jaén Club de Baloncesto es el máximo exponente en el deporte de baloncesto en la Capital, se basa en una fuerte cantera bien trabajada por los distintos entrenadores. Otro club es el Club Baloncesto Giennense. También existen asociaciones de senderismo y escalada, como «El Lagarto» y «Jabalcuz». El «Club de Ajedrez Casino Primitivo» representa a la ciudad en el Campeonato de España de ajedrez por equipos e individuales, desde el año 1957, llegando a alcanzar un meritorio cuarto puesto.
Actualmente se está formando un equipo de Football Americano en la ciudad, con el nombre de Jaén Lizards ('Lagartos de Jaén'). Juegan, principalmente, en el campo de fútbol de césped artificial del complejo deportivo Las Fuentezuelas y a veces en el parque nuevo del bulevar. Es un equipo joven (creado el 1 de diciembre de 2009), pero poco a poco va creciendo y ganando adeptos. Por lo pronto no juega en la LNFA (Liga Nacional de Fútbol Americano), pero con el tiempo podrá conseguir jugar en las divisiones inferiores de la LNFA.
Eventos
Entre los principales eventos deportivos organizados en la ciudad, cabe destacar los relacionados con el atletismo: carrera urbana internacional Noche de San Antón, Milla Internacional de Otoño Manuel Pancorbo, Media Maratón Ciudad de Jaén: Memorial Paco Manzaneda, Subida al Pantano del Quiebrajano; o el ciclismo: Criterium Ciudad de Jaén.
En ajedrez es reseñable el Open Internacional de Ajedrez Ciudad de Jaén, que se celebra cada año desde 1989 bajo organización del Ayuntamiento de Jaén y del «Club de Ajedrez Casino Primitivo». Además de este importante torneo se celebran otros de categorías inferiores muy importantes, como el Torneo Base de Navidad en el que participan más de cincuenta jóvenes ajedrecistas de siete a dieciséis años qué, en el futuro serán los representantes locales de este juego, también se celebran torneos para adultos con una gran participación.
Escenarios deportivos
Para la práctica del deporte la ciudad cuenta con tres polideportivos, llamados Las Fuentezuelas, La Salobreja y Ciudad de Jaén, y varios pabellones, junto con las instalaciones deportivas universitarias, así como la denominada Vía Verde del Aceite. Es una vía verde que comienza en la capital y discurre por las sierras béticas de la provincia. Ocupa la antigua línea ferroviaria de principios del siglo XX, que unía Jaén con Puente Genil, conocido como el tren del aceite, presentando una longitud de 55 km.
El estadio de la Victoria es el escenario utilizado por el Real Jaén Club de Fútbol para jugar sus partidos oficiales. Su nombre se debe al desaparecido Antiguo Estadio de la Victoria, al que sustituye y que estaba situado en el barrio jiennense de La Victoria. Fue inaugurado en 2001 y tiene una capacidad de 12 600 espectadores, siendo el de mayor capacidad de la provincia, aunque por medio de gradas supletorias se ha incrementado en diversas ocasiones hasta los 18 000 espectadores.
En marzo de 2017 la Diputación de Jaén anunció la construcción del «Olivo Arena», un palacio de deportes con capacidad para 5000 espectadores que cumplirá las exigencias de la LNFS.